# Luj XIV., kralj Francuske
Luj XIV., nazivan i Luj Bogomdani (fr. Louis-Dieudonné), Luj Veliki (fr. Louis le Grand) i Kralj Sunce (fr. le Roi Soleil), bio je je 64. kralj Francuske, 44. kralj Navarre, 22. suprinc Andorre, 14. kralj imena "Luj" i 3. monarh francuske dinastije Bourbon, punog (krsnog) imena Louis-Dieudonné de Bourbon.
Rođen je u dvorcu Neuf (danas ne postoji), u Saint-Germain-en-Layeu, nedaleko od Pariza 5. rujna 1638. kao sin Luja XIII. i Ane Austrijske, a preminuo je u palači Versailles 1. rujna 1715. Krunu i prijestolje Francuske i Navarre naslijedio je kao dječak, u dobi od nepunih 5 godina (4 godine i 8 mjeseci), čime postaje jedan od najmlađih kraljeva u povijesti Francuske. Stvarnu vlast preuzeo je tek nakon smrti svog glavnog ministra, kardinala Mazarina 1661. godine. Njegova vladavina trajala je pune 72 godine, od 14. svibnja 1643. do njegove smrti 1. rujna 1715. godine, što ga čini najdugovječnijim vladarom suverene države u europskoj povijesti, a samim time i povijesti Francuske.
U načelu, vladavinu Luja XIV. možemo podijeliti na tri dijela: (1) razdoblje njegova djetinjstva i maloljetnosti, obilježeno građanskim ratovima i pobunama Fronde, u trajanju od 1643. do 1661., tijekom kojeg vladaju njegova majka u ulozi regenta i kardinal Mazarin u ulozi glavnog ministra (premijera); (2) razdoblje nakon Mazarinove smrti, u trajanju od 1661. do početka 1680-ih, tijekom kojeg Luj vlada arbitrirajući između velikih ministara; (3) razdoblje od početka 1680-ih do njegove smrti 1715., tijekom kojeg Luj XIV. vlada sve više apsolutistički, posebno nakon smrti ministra financija Colberta 1683., a kasnije i državnog tajnika i ministra obrane Louvoisa 1691. Potonje je razdoblje obilježeno i povratkom interesa kralja prema religiji, posebno pod utjecajem njegove druge supruge Madame de Maintenon. 

## Uvod

### Era Luja XIV.
Vladavinu Luja XIV. obilježile su velike plemićke, parlamentarne, protestantske i seljačke bune. S druge strane, Luj XIV. odlučno nameće poslušnost svim redovima staleža i kontrolira različite struje mišljenja (uključujući književne i religiozne). Širenjem administracije i vojske, borbom protiv aristokratske oporbe (Fronde) i promicanjem merkantilističkog gospodarskog sustava Luj je osigurao apsolutnu moć francuskog kraljevstva. 
Ključnu ulogu u centralizaciji moći Luja XIV. i uspostavljanju apsolutizma imala je palača Versailles. U razdoblju od 1661. do 1682. kraljeva glavna rezidencija bio je dvorac Vieux (dosl. stari dvorac) u Saint-Germain-en-Layeu. Godine 1666., početkom svoje punoljetnosti Luj XIV. ondje uspostavlja (okuplja) svoj dvor. Susjedni dvorac Neuf (dosl. novi dvorac), u kojem je Luj XIV. rođen, tijekom 1660-ih biva postupno napušten, s obzirom na to da je mladi Luj preferiao odsjedati u dvorcu Vieux. Godine 1682. Luj XIV. proglašava Versailles svojom glavnom rezidencijom i sjedištem vlade te francuski dvor napušta dvorac u Saint-Germain-en-Layeu. Gotovo svim francuskim dvorjanima je bio omogućen smještaj i korištenje soba unutar tada nove palače. Versailles ubrzo postaje sjedište Lujeve moći i prijestolnica kulturnog prestiža. Izgradnju prostrane palače Luj je nadzirao osobno, a njezin arhitektonski stil nadahnuo je izgradnju mnogih europskih dvoraca. Preseljenjem dvora u Versailles Luj XIV. podvrgava plemstvo svojem pomnom promatranju i detaljno razrađenom bontonu. 
Efektivno prisiljavajući mnoge pripadnike plemstva da nasele njegovu raskošnu palaču, Luj uspijeva obuzdati buntovnu aristokraciju, većina čijih je članova sudjelovala u pobunama Fronde tijekom njegovog djetinjstva. Zastupajući ideju o "božanskom pravu" kraljeva, Luj XIV. svoju vladavinu podvrgava stvaranju apsolutne monarhije i centralizirane državne vlasti, koju će provoditi iz Versaillesa. Francuska Luja XIV. postaje simbol apsolutizma u Europi. Luj XIV. je radikalnim reformama, poput centralizacije moći monarhije i proglašenja apsolutizma, utemeljio vladavinu monarha lišenu ograničenja predstavničkih institucija te postao jedan od najmoćnijih francuskih monarha i učvrstio sustav apsolutne monarhije u Francuskoj koji će trajati sve do Francuske revolucije. Svojom je vladavinom ujedno nastojao eliminirati ostatke feudalizma koji su još uvijek postojali u dijelovima Francuske. 
S vjerskog aspekta, sedamnaesto stoljeće nije ograničeno samo na opoziciju između katolika i protestanata, već uključuje i snažno protivljenje između jezuita i jansenista. Spomenuti vjerski sukobi naročito dolaze do izražaja tijekom vladavine Luja XIV. Svojim odlukama morao je balansirati između različitih struja religiozne misli uzimajući u obzir ne samo vlastita uvjerenja nego i politička pitanja. Osudu nad jansenistima Luj provodi prvenstveno zbog njihova antiapsolutističkog stava. S druge strane, zato što se ideja o vjerskoj slobodi nije uklapala u Lujevu viziju o apsolutnoj vlasti, aktivno je provodio i jednoobraznost vjere pod utjecajem galikanske katoličke Crkve, koja je privrženost apsolutnoj monarhiji stavljala ispred privrženosti papi. Opozivom Nanteskog edikta 1685. i represijom protiv protestantizma Luj XIV. obnavlja katoličko vjersko jedinstvo u Francuskoj, a ujedno izaziva mnoge kontroverze. Ediktom iz Fontainebleaua, donesenim 18. listopada 1685., ukinuta su prava protestantske manjine, čime su hugenoti podvrgnuti valovima progona i efektivno prisiljeni na emigraciju ili preobraćenje. Kralj je time u zemlji katoličku vjeru "vratio u fokus" (la France toute catholique), a ukinuo vjerska i građanska prava hugenota, gotovo uništavajući francusku protestantsku zajednicu. 
Iako su radikalni katolici općenito dobro prihvatili opoziv u Francuskoj, opoziv rezultira vrlo nepovoljnim reakcijama među plemstvom širom Europe i neočekivano mlakom reakcijom papinskog Rima. Odnosi između Luja XIV. i rimskih papa uglavnom su bili loši, posebice odnos s Inocentom XI. Istodobno, Luj je pokušao osloboditi Katoličku Crkvu u Francuskoj svjetovnog utjecaja papinstva (fokus galikanizma). Doista, kralj je namjeravao sačuvati svoju neovisnost i neovisnost svog svećenstva u odnosu na Rim, što ga, istovremeno, nije spriječilo da bude oprezan u svom ophođenju s galikanima, često "impregniranima" jansenizmom. Pred kraj Lujeve vladavine, svađa oko kvijetizma ponovo je dovela je do napetosti s Rimom.
Francuska je tijekom vladavine Luja XIV. bila najmnogoljudnija zemlja u Europi, što joj je davalo određenu moć, tim više što je francuska ekonomija do 1670-ih već dosegla svoj vrhunac, a prvenstveno zahvaljujući ekonomskoj dinamičnosti zemlje i urednim javnim financijama. Luj XIV. svoju moć utvrđuje diplomacijom i ratom, a posebno protiv Habsburške dinastije, čiji posjedi okružuju Francusku. Kroz ekspanzivnu vanjsku politiku i nekoliko ratova (Nizozemski rat, Rat Augsburške lige (Devetogodišnji rat ili Rat za palatinsko nasljeđe), Rat za španjolsko nasljeđe), Luj je oslobodio svoju zemlju habsburških kandži i učvrstio položaj Francuske kao dominantne sile u Europi. 
Njegova "Pré carré" politika (tzv. "politika kvadratne livade" ili "politika dvorišta") nastoji proširiti i racionalizirati granice zemlje zaštićene Vaubanovim "željeznim pojasom", dvostrukom linijom utvrđenih gradova koji su štitili nove granice Kraljevine Francuske od napada Španjolske Nizozemske (''pars pro toto'' Flandrija). Vauban je dizajnirao i projektirao obrambenu livadu u drugoj polovici 17. stoljeća te utvrdio osvojene gradove na sjeveru današnje Francuske. 
Ova akcija Luju omogućuje dodjeljivanje granica Francuskoj slične onima današnje Francuske, i to aneksijom pokrajina i gradova poput Roussillona, Franche-Comtéa, Lillea, Strasbourga i Alsacea. Međutim, ratovi su pretežno ovisili o javnim financijama, a Luj XIV. je ujedno privukao i reakciju drugih europskih zemalja koje su se na kraju njegove vladavine često udruživale kako bi se suprotstavile njegovoj moći. Tu dolazi do izražaja trenutak nakon sjajne revolucije kad Engleska počinje potvrđivati svoju moć, posebno pomorsku i ekonomsku, pod vladavinom odlučnog protivnika Luja XIV., Williama od Orangea.
Vođen svojim snom o francuskoj prevlasti Richelieu je vanjske poslove Francuske obvezao politikom teritorijalnog širenja duž njene sjeverne i sjeveroistočne granice. Iako je Richelieuova vanjska politika bila ne samo ambiciozna nego i ekstremno skupa, tijekom kasnijih godina vladavine Luja XIV. kralj i njegovi savjetnici su nastavili i proširili Richelieuovu ekspanzionističku politiku pripajanjem novih teritorija u Alzasu, grad Strasbourg i teritorij Franche-Comtea. Borba za burgundske i lotarinške zemlje ističe još jedan problem koji je Richelieu prenio na Luja XIV. – prirodne granice. Čini se izvjesnim da ni Richelieu ni Luj XIV. nisu tražili takozvane "prirodne" granice Francuske niti, što se toga tiče, drevne granice Galije. Njihov cilj bio je u pokrajinama Alsace i Lorraine uspostaviti napredne vojne baze (utvrde), različito nazivane "prolazi", "ulazi", "mostobrani", "vrata", koje bi francuskoj vojsci omogućavale odbiti neprijateljski napad ili pokrenuti vlastiti. Richelieu je u djelu u L'Avis an Rot apres le siege de La Rochelle, iz 1629., ustvrdio sljedeće: 
Vjerujem da moramo utvrditi Metz i napredovati sve do Strasbourga, ako je moguće, kako bi stekli une entree (ulaz) u Njemačku.
Te su baze često štitile velike vodene putove koji su vodili u sjevernu i sjeveroistočnu Europu. Proširenje ovog koncepta, takozvanih "vrata" ili "ulaza", možemo pronaći čak i u tvrđavama koje su čuvale "pomorske" Alpe Italije na njenom sjeveru. Na mjestima gdje nije postojala prirodna zaštita – šume, rtovi ili riječni zavoji - inženjeri kardinala Richelieua i kasnije Luja XIV. (glavni među njima Clerville, Vauban i Chamlay), projektirali su granicu ili "željezni zid" sastavljen od utvrđenih gradova, često povezanih zajedno kanalima ili nasipima koji bi se mogli otvoriti kako bi se omogućilo poplavljivanje okolnog teritorija. Takvu je granicu, čije su velike tvrđave bile raštrkane duž sjeverne i sjeveroistočne granice poput ogrlice od željeza i kamena, u kasnijim godinama vladavine Luja XVI. usavršio genije, markiz Vauban. Strategija utvrđivanja tzv. "vrata" ili "barijera" pojavila se kao jedno od remek-djela vojnog i diplomatskog planiranja u doba Luja XIV. 
Francuska je pod vladavinom Luja XIV. postala vodeća europska sila koja je redovito potvrđivala svoju vojnu snagu. Sukob sa Španjolskom obilježio je cijelo Lujevo djetinjstvo, a tijekom njegove vladavine Francusko je Kraljevstvo sudjelovalo u tri velika kontinentalna sukoba, svaki protiv moćnih stranih saveza: Francusko-nizozemskom ratu, Ratu Augsburške lige i Ratu za španjolsko nasljeđe. Francuska je također sudjelovala u kraćim ratovima, poput Rata za devoluciju i Rata za ponovno ujedinjenje. 
Ratni sukobi definirali su Lujevu vanjsku politiku, a njegova osobnost oblikovala je njegov pristup ratu. Potaknut "mješavinom trgovine, osvete i osobne iritacije" osjetio je da je rat idealan način povećanja svoje slave. U vrijeme mira Luj se koncentrirao na pripremu za sljedeći rat. Učinio je poslom svojih diplomata stvaranje taktičke i strateške prednosti za francusku vojsku. U svijetu koji teritorij, moć i bogatstvo smatra najvažnijima Luj XIV. je prepoznat kao veliki kralj. Pretvorio je Francusku u dominantnu europsku naciju, proširio njezine granice i ostavio svoje nasljednike sigurnima u svom posjedu. Vrhunac svoje moći Luj je dosegao 1670-ih godina, a sljedeća četiri desetljeća uspješno je zaštitio ono što je postigao i to pred licem cijele Europe ujedinjene protiv njega. Štoviše, na kraju je ostvario i svoj san da će na španjolskom prijestolju vidjeti potomka Bourbonske dinastije. Tijekom vladavine Luja XIV. Francuska je, također, konsolidirala i upravu svojih kolonijalnih posjeda i trgovine postavši tako svjetska sila. 
14. svibnja 1643. godine, u dobi od četiri godine, Luj je ustoličen za kralja. Međutim, sve do svoje trinaeste godine (1651.) živio je pod vladavinom svoje majke, Ane Austrijske, u ulozi kraljice regenta. Stvarnu vlast je tijekom tog razdoblja obnašao vladajući premijer i kardinal, Jules Mazarin. Mazarin je mladoga Luja ciljano pripremio za njegovu ulogu apsolutističkog vladara. Korak po korak, mladi je kralj stekao moć i na kraju podijelio odgovornost s Mazarinom. Politički ojačan vanjskopolitičkim uspjesima obojice premijera i kardinala, Richelieua i Mazarina, Luj je razvio apsolutističko kraljevstvo baroknog perioda u Francuskoj, s dvorskim životom koji je u potpunosti bio prilagođen njegovoj vladarskoj osobi. Nakon Westfalskog mira, na kraju Tridesetogodišnjeg rata 1648., godine i Pirinejskog mira sa Španjolskom 1659. godine, Francuska je bila politička i vojna nadmoć u Europi. Uz podršku ministara poput Colberta, Louvoisa Lionnea i kancelara Séguiera, centralizirao je državni aparat moći i proširio vojnu, institucionalnu i materijalnu bazu moći francuske monarhije. Progon hugenota i rat za španjolsko nasljedstvo imali su negativan utjecaj na Francusku, ponajviše financijski. Zbog oštrih borbi 1713. godine, potonje su gotovo dovele do nacionalnog bankrota, koji je izbjegnut samo financijskom reformom i masovnom štednjom. 1660. godine.
Iako je naslijedio politički nestabilno i vojno iscrpljeno kraljevstvo na rubu bankrota, Luj XIV. svojem je nasljedniku ostavio tada najveću državnu silu zapadnog svijeta. Njegova glavna postignuća uključuju širenje učinkovitosti centralizirane vlasti, povećanje granica francuskog kraljevstva prema sjeveru i istoku i postavljanje jednog od svojih unuka, Filipa V., na španjolsko prijestolje. Unutarnjom politikom, Luj je ojačao kontrolu središnje vlade nad različitim regijama Francuske, ugrađujući svoje teritorijalne dobitke u ujedinjenu državu. Iako se radi o nizu uspjeha, oni su skupo koštali francusku naciju. Gospodarstvo je trpjelo tijekom dugih godina rata, porezi su često povećavani, a ruralna su područja postala ranjiva zbog nemilosrdnih razdoblja gladi. Nažalost, mnoge su Lujeve politike, kako unutarnje, tako i vanjske, uzrokovale velike poteškoće običnim ljudima, od kojih su mnogi trpjeli glad, pobjegli iz domovine ili živjeli u teroru progona. Kraj njegove vladavine obilježili su vojni porazi, progon protestanata, glad 1693. i ona 1709. godine, koja je ostavila gotovo dva milijuna mrtvih, zatim pobuna Kamisarda (francuskih protestanata iz regije južne Francuske, hugenota) i smrt mnogih kraljevskih nasljednika dinastije Bourbon. Gotovo svi njegovi nasljednici, djeca i unuci su umrli prije njega, a njegov nasljednik i praunuk, Luj XV., Imao je samo 5 godina u trenutku njegove smrti. Međutim, čak i nakon prilično liberalnog vladanja Filipa II., vojvode Orléansa, nećaka Luja XIV., u ulozi regenta maloljetnom Luju XV., apsolutizam je opstao, potvrđujući čvrstoću izgrađenog režima. Luj XIV. želio je donijeti slavu Francuskoj i svojoj dinastiji, a umro je vjerujući da jest. 
Luja XIV. smatra se najvažnijim predstavnikom dvorskog apsolutizma i ideje o božanskom pravu kraljeva. Dvorska kultura koju je uspostavio postala je uzor dvorovima širom Europe. Njezin je središnji simbol bio izvanredan položaj i veličanstveni izgled kralja. Njegovu vladavinu obilježio je procvat francuske umjetnosti, posebno književnosti, arhitekture i glazbe, zbog čega se 17. stoljeće često opisuje kao Veliko stoljeće (fr. Grand Siècle). Njegov doprinos je ključan u stvaranju umjetničke i arhitektonsko-povijesne epohe klasicističkog baroka. Najbolji primjer toga je Versajska palača koju se smatra vrhuncem europske palačke arhitekture. 
Kralj Sunce bio je okružen različitim utjecajnim političkim, vojnim i kultorolškim figurama kao što su već spomenuti Mazarin, Colbert, Louvois, zatim Grand Condé, Turenne, Vauban, Boulle, Molière, Racine, Boileau, La Fontaine, Lully, Charpentier, Marais, Le Brun, Rigaud, Bossuet, Le Vau, Mansart, Charles Perrault, Claude Perrault, i Le Nôtre. 
Luj XIV. je promovirao umjetnost i znanost, što je rezultiralo procvatom francuske kulture, ovjekovječene u stilu istoimenog naziva (stil Luj XIV.). Zahvaljujući njegovom sponzorstvu i pokroviteljstvu u korist mnogih, već spomenutih umjetnika, francuski klasicizam dostiže svoj vrhunac još za njegova života. Značajna postignuća vladavine Luja XIV. imati će širok utjecaj koji seže od ranog modernog doba, preko industrijske revolucije, sve do danas. Između mnogih, neka od njih uključuju izgradnju kanala Midi, stvaranje palače Versailles i njenih veličanstvenih vrtova, kao i osnivanje Francuske akademije znanosti.

## Rođenje, djetinjstvo i formacija kralja

### Vizija i obećanje
Rođenje Luja XIV. 1638. godine smatralo se čudom i božanskim ispunjenjem molitvi nakon više od dva desetljeća bez kraljevskog nasljednika. Kralj Luj XIII. i kraljica Ana Austrijska, a kasnije i sam Luj, tumačili su njegovo začeće kao izravni plod zagovora redovnika brata Fiacrea iz reda augustinaca kod Djevice Marije, osobito u svetištu Notre-Dame de Grâces u Cotignacu.
Dana 27. listopada 1637., tijekom osobne molitve, brat Fiacre je imao unutarnju spoznaju (lat. locutio cordis): kraljica Ana mora tražiti izricanje triju devetnica (novena) u čast Djevici Mariji iz tri različita svetišta – Notre-Dame de Paris, Notre-Dame des Victoires i Notre-Dame de Grâces u Cotignacu – kako bi joj bio podaren sin i nasljednik prijestolja. Dana 3. studenog iste godine, Fiacre navodi da mu se Djevica Marija ukazala u viziji (tzv. mariofanija), potvrdivši njegovu objavu. Kao znak autentičnosti ukazanja, rekla mu je da će u crkvi u Cotignacu pronaći njezin lik točno onakav kakav mu se prikazao u viđenju, iako redovnik nikada nije bio izvan Pariza.
O tom događaju odmah je sastavljen službeni zapisnik, a kardinal La Rochefoucauld zadužio je guvernera Provanse i biskupa Fréjusa da provjere točnost Fiacrovih tvrdnji. Budući da je istraga dala pozitivne rezultate, kralj i kraljica primili su Fiacrea u audijenciju 7. veljače 1638., razgovarali s njim o njegovim viđenjima te odredili da on i njegov nadređeni, otac Jean Chrysostome, odu u Cotignac izmoliti zahvalnu devetnicu kako bi trudnoća i porod prošli dobro.
U znak zahvalnosti, kralj Luj XIII. dana 10. veljače 1638. potpisuje Zavjet Luja XIII. (fr. *Vœu de Louis XIII*), kojim službeno posvećuje Francusko Kraljevstvo Djevici Mariji te proglašava blagdan Uznesenja Marijina (15. kolovoza) državnim praznikom u cijelom kraljevstvu.
U siječnju 1638. kraljica je shvatila da je trudna, a 5. rujna 1638. u dvorcu Saint-Germain-en-Laye rodila je sina – budućeg kralja Luja XIV., poznatog i kao „Kralj Sunce“. Rođenje se u narodu tumačilo kao čudo, a brat Fiacre postao je poznat diljem kraljevstva. Godine 1644., kraljica Ana ponovno ga poziva i povjerava mu novu misiju: odnijeti osobni dar Djevici Mariji u Cotignac kao znak zahvalnosti.
Luj XIV., odgajan u duhu božanske predodređenosti i svetosti monarhije, njeguje ovu pobožnost tijekom života. Godine 1660., zajedno s majkom, osobno hodočasti u Cotignac. Tamo mole i zahvaljuju Djevici, potvrđujući višedesetljetni kontinuitet marijanske duhovnosti dinastije Bourbon. Kralj 1661. i 1667. šalje dodatne darove u svetište, čime dodatno učvršćuje vezu između kraljevske vlasti i božanske zaštite.
Ova marijanska dimenzija njegova rođenja i kasnije kraljevske propagande duboko je obilježila simboliku Luja XIV. kao "Božjeg darovanog kralja", što će kasnije utjecati i na njegovo inzistiranje na božanskom pravu kraljeva (*droit divin des rois*) i ceremonijalno uzdizanje njegova lika u skladu s religijskom i političkom ikonografijom apsolutne monarhije.

### Rođenje
Luj XIV. Bourbon rođen je 5. rujna 1638. godine, oko 11:15 sati ujutro, u dvorcu Saint-Germain-en-Layeu, kao sin francuskog kralja Luja XIII. i kraljice Ane Austrijske. Njegovo je rođenje smatrano istinskim čudom – i zbog dugogodišnje bračne neplodnosti para, i zbog političkog značaja nasljednika. U trenutku njegova dolaska na svijet, brak Luja XIII. i Ane Austrijske trajao je već 23 godine bez živih potomaka, a kraljica je prethodno doživjela najmanje četiri spontana pobačaja i mrtvorođena djeteta između 1622. i 1631.
S obzirom na značaj dofena za budućnost francuske monarhije, prisustvo rođenju bilo je ceremonijalno: prinčevi krvi, visoki dostojanstvenici, članovi dvora i svećenstvo, zajedno su sa službenom primaljom, damom Péronne, posvjedočili da je novorođenče muško. Ova vijest odmah je prenesena kralju Luju XIII., koji se, iako iscrpljen nakon nedavne groznice, kleknuo i zahvalio Bogu. Otada je mladi princ nosio nadimak Louis-Dieudonné – *Luj Bogomdani*.
Rođenje prijestolonasljednika doživljeno je i kao politički blagoslov. Otklonjena je mogućnost da prijestolje naslijedi kraljev nestabilni i ambiciozni brat Luja XIII., Gaston Orléanski, pretendent na prijestolje poznat po sudjelovanju u urotama protiv kraljevske vlasti. Time je osigurana stabilnost dinastije Bourbon te kontinuitet apsolutističke monarhije, u skladu s politikom tadašnjeg glavnog ministra kardinala Richelieua.
Vijest o rođenju brzo se proširila Francuskom. Početak slavlja uslijedio je odmah nakon što su kraljevski glasnici iz dvorca krenuli prema Parizu kako bi pronijeli vijest o rođenju. Budući da im je oštećeni most u Neuillyju onemogućio prijelaz preko Seine, poruku su prenijeli relejima na suprotnoj obali rijeke, mašući šeširima u zraku. Vidjevši radosni znak – podignute šešire, što je značilo da je rođen dječak, a ne prekrižene ruke u znak rođenja djevojčice – jahači su odgalopirali prema Parizu, gdje su odmah započele pripreme za već planirano trodnevno slavlje, dok je narod diljem zemlje organizirao spontane procesije i mise zahvalnice. 
Rođenje dofena obilježeno je i izvan granica Francuske. Papa Urban VIII. održao je svečanu pontifikalnu misu u Rimu, a veleposlanici stranih država uputili su osobne čestitke francuskom dvoru. U Parizu je uslijedio pravi javni festival. Nizozemski pravnik i suvremenik događaja Hugo de Groot zapisao je da "nijedan događaj nije izazvao toliku narodnu radost".  Službeno, gozbe su, u znak proslave rođenja nasljednika, dofena (fr. Le Dauphin), trajale puna tri dana.
Francuska gazeta – službeni glasnik kraljevstva – slavila je rođenje kao potvrdu božanskog odobrenja Richelieujeve politike. Kardinal je u bilješci naveo: "Između oca i majke leži to divljenja vrijedno dijete, predmet njihovih želja i posljednji izraz njihove sreće."
Kraljica Ana je Lujevo rođenje pripisivala zagovoru svetog Fiacrea kod Notre-Dame-de-Grâces de Cotignac, svetišta koje je pohodila uoči trudnoće. Tijekom cijele trudnoće, javne molitve, osobito među redovnicima i redovnicama, bile su intenzivne. Smatralo se da je Francuska time dobila nasljednika *milosti Božje*, čime je Lujev status božanskog kralja (roi de droit divin) simbolički potvrđen već pri rođenju.
U kasnijim stoljećima pojavile su se glasine da Lujev biološki otac nije kralj, već Richelieuov nasljednik Jules Mazarin, osobni prijatelj kraljice. Ipak, ta su nagađanja opovrgnuta modernim genetskim testiranjem ostataka kraljevske obitelji, koji su potvrdili Lujevu izravnu lozu od Henrika IV. i Luja XIII.
Prema povjesničaru Jean-Christianu Petitfilsu, dofen je najvjerojatnije začet u razdoblju od 23. do 30. studenoga 1637., dok su kralj i kraljica boravili u Saint-Germainu. Alternativna teorija, potkrijepljena tekstom u La Gazette de France, navodi 5. prosinca 1637., kada je Luj XIII. zbog iznenadne oluje praćene grmljavinom prespavao u Louvreu sa suprugom.  Naime, 5. prosinca pada točno devet mjeseci prije njegova rođenja, 5. rujna 1638. 
U svakom slučaju, Lujevo rođenje označilo je prekretnicu u povijesti francuske monarhije – njegov dolazak na svijet donio je obnovljeno povjerenje u božanski poredak i dinastijsku budućnost Francuske. Taj dugoočekivani trenutak, obilježen svečanošću i simbolikom, unaprijed je najavio početak jedne od najdužih i najslavnijih vladavina u europskoj povijesti.

### Krštenje
Mladi dofen Luj, plod je zajedništva dviju najmoćnijih dinastija tog doba: kapetske dinastije Bourbon (ogranak dinastije Capet) i dinastije Habsburg . Uz titulu dofena, koja mu je pripala tradicijom, po rođenju mu je dodijeljena i titula Prvi sin Francuske (fr. Premier fils de France). Službeno je kršten 1643., u dobi od 4 godine i 7 mjeseci. Uz tradicionalni naslov francuskih nasljednika – dofen (fr. le Dauphin), prilikom krštenja dodijeljen mu je, i naziv "Luj Bogomdani" ili "Luj – Dar Božji" (fr. Louis Dieudonné).
Transkript originalnog teksta župnog registra krštenja crkve Saint-Germain-en-Laye (isječak):
"Le cinquième jour de septembre mil-six-cent-trente-huit, nasquit dans le chateau neuf de Saint-Germain-en-Laye à onze heures un quart du matin, Monseigneur le Dauphin fils premier-né de très chrétien et très puissant monarque Luj treizième de ce nom, Roy de France et de Navarre et de très religieuse et illustre Princesse Ana Austrijska d'Autriche, s très chaste et fidelle épouse et fut incontinent après, le même jour ondoyé par le Révérend Père en Dieu Messire Dominique Séguier, Evesque de Meaux et premier aumosnier de s Majesté avec les eaux baptismales des fonts de la paroisse du dit lieu de Saint Germain en Laye, baillées et livrées par M. Cagnyé, prètre et curé de la dite paroisse." Signé BAILLY.
Prijevod gore spomenutog originalnog teksta preuzetog iz matičnih knjiga župe Saint Germain en Laye: 
"Petog dana rujna, tisuću šest stotina trideset i osme, u novom dvorcu Saint-Germain-en-Laye u jedanaest i petnaest sati ujutro, monseigneur le Dauphin, prvorođeni sin vrlo kršćanskog i vrlo moćnog monarha, Luja, trinaestog ovog imena, Kralja Francuske i Navare i vrlo religiozne i slavne princeze Ana Austrijska Austrijske, njegova vrlo čedna i vjerna supruga i odmah potom, istoga dana zanjihan je od strane prečasnog Oca u Bogu, mojem Gospodinu, Dominique Séguier, biskup Meauxa i prvoga kapelana njegova Veličanstva, u vodama krštenja, iz zdenca župe spomenutog mjesta, Saint Germain en Laye, a kojeg je "oslobodio" i porodio gospodin Cagnyé, svećenik i župnik navedene župe." Potpis: BAILLY.
Riječ je o krštenici budućeg i najslavnijeg kralja Francuske, Luja XIV. S obzirom na to da je bio je kršten odmah po rođenju, istog dana, moguće da je bio jako slab da bi njegove šanse za preživljavanje bile stavljene pod hipoteku! Njegovo se ime ne pojavljuje u zapisu i čini se da je dodano a posteriori (naknadno). Naime, tinta i rukopis na margini različiti su od onih tijela teksta.
Samo krštenje bilo je događaj bez krsnih kumova, bez svjedoka i bez potpisa – gotovo "anonimni" čin i zapis, koji se izgledom gotovo ništa ne razlikuje od ostalih akata u registru, osim što je nešto dulji. Jedini trag o čijem krštenju je riječ su superlativi vezani uz imena roditelja novorođenčeta! Kakav kontrast u odnosu na sjaj njegovog budućeg, vrlo dugog života! Službeno, maleni je Luj ponovno kršten gotovo 5 godina kasnije, 21. travnja 1643., mjesec dana prije smrti svog oca Luja XIII., u crkvi Saint Eustache u Parizu, uz svu raskoš dostojnu njegovog čina. Krsni kum mu je bio kardinal Mazarin, a krsna kuma princeza Condéa.
Proslave povodom rođenja budućeg kralja, Luja XIV., održane su ponad sumorne pozadine rata i prijetnju invazijom. Francuska je dotad već gotovo dvadeset godina (do 1635.) izbjegavala odgovoriti vojnom intervencijom Triedesetogodišnjem ratu. Međutim, početkom 1630-ih uplitanje Francuske u rat je postalo neizbježno. Dok je Luj bio dijete, njegova je majka obnašala ulogu regenta, vladajući Francuskom umjesto njega. Pomogao joj je kardinal Jules Mazarin, talijanski financijer koji je bio glavni ministar Luja XIII. Mazarin je vodio naciju kroz kasnije faze Tridesetogodišnjeg rata (1618. – 1648.). U ovom ratu Francuska se borila protiv dinastije Habsburg, koja je vladala Španjolskom, za vojnu prevlast u Europi. Korijeni rata protezali su se unatrag, do 16. stoljeća, a dvije su se zemlje desetljećima borile, svaka nastojeći proširiti svoja područja i utjecaj.
Dvije godine kasnije, rođenjem drugog sina i Lujeva brata, Filipa, Bourbonsko nasljeđe se konačno smatralo sigurnim. Njegov mlađi brat, Filip I. vojvoda Orléansa, rođen je 1640. godine. Iako prilično kasno, rođenje dvojice sinova osiguralo je opstanak dinastije Bourbon, a nasljeđivanje prijestolja od strane kraljeva brata i spletkara Gastona, vojvode Orléansa, palo je u zaborav. Ipak, brak između Luja XIII. i Ane Austrijske ostao je nesretan, budući da je kralj sumnjao u roditeljstvo svoje djece i optužio svoju suprugu da je podigla prijestolonasljednika protiv njega.

### Djetinstvo i obrazovanje
Briga o novorođenčetu Luju bila je povjerena dojilji, a imao je ukupno sedam različitih njegovateljica. Dvije godine nakon njegova rođenja, mali je Luj dobio brata, Filipa. Njihova je majka, Ana Austrijska, radila očitu razliku između dvojice sinova, pokazujući naklonost pretežno starijemu i prijestolonasljedniku. Svojeg drugog sina, Filipa, je nazivala ma petite fille (moja mala djevojčica). On nije dobio spomena vrijedan odgoj. 
Lujov odnos s majkom bio je neobično prisan za tadašnje vrijeme. Suvremenici i očevici tvrdili su da će kraljica cijelo vrijeme provoditi s Lujom. Oboje su bili jako zainteresirani za hranu i kazalište, a velika je vjerojatnost da je Luj te interese razvio u bliskom odnosu s majkom. Lujeva je majka bila ta koja je vjerovala u njegovu apsolutnu i božansku moć njegove monarhijske vladavine. O ovoj dugotrajnoj i bliskoj vezi prožetoj ljubavlju majke i sina, mogu svjedočiti isječci zapisa Lujevih dnevnika kao što su: 
"Priroda je bila odgovorna za prve čvorove koji su me vezali za moju majku. Ali privrženosti nastale kasnije, zajedničkim svojstvima duha, puno je teže razbiti od onih stvorenih samo krvlju."
Sve do njihove pete godine, Luja i njegovog mlađeg brata Filipa odgajale su guvernante Françoise de Lansac i Marie-Catherine de Senecey. U skladu s duhom vremena, dva su princa kao mališani bili odjevani kao djevojčice. Tek su s napunjenih šest godina započeli usvajati odgoj specifičnan za spol. U skladu s tadašnjim običajem, smatralo se da prinčevi, koje su do tada odgajale guvernante, "prerastaju u muškarce" u dobi od 7 godina (smatralo se da je to "doba razuma" u procesu intelektualnog razvoja djeteta) te bivaju povjereni na brigu i odgoj guverneru uz pomoć njegova zamjenika.
Obrazovanje mladog Luja najprije je bilo u rukama kardinala Richelieua, a nakon njegove smrti, 4. prosinca 1642., na mjestu glavnog ministra (premijera) naslijeđuje ga kardinal Jules Mazarin. Ovaj položaj Mazarinu omogućuje ključnu ulogu u Lujevom daljnjem obrazovanju. Neposredno nakon smrti Richelieua, Luj XIII. kardinalu Mazarinu dodjeljuje ulogu kuma Luju XIV., a kraljica Ana mu kasnije dodijeljuje i odgovornost za obrazovanje mladog monarha i njegova brata Filipa I. vojvode Orléansa (poznatog kao "Mali gospodin"). Mazarin stoga postaje "nadzornik vlade i ponašanja kraljeve osobe, kao i ponašanja vojvode od Anjoua" (titula Filipa I. stečena rođenjem). 
Kardinal Mazarin osigurao je da mladi monarh stekne sveobuhvatno obrazovanje. 1646. godine Mazarin zadatak guvernera (odgajatelja) Luja XIV. povjerava časniku i maršalu Nicolasu de Neufvilleu, vojvodi Villeroya. U tom su periodu mladi monarh Luj i njegov mlađi brat Filip često dijelili svoje vrijeme između ''Palais-Royala'' i obližnjeg ''Hôtela de Villeroy''. U tom periodu, Luj XIV. sprijateljio se s Villeroyevom djecom, posebno s maršalovim sinom Françoisom de Neufvilleom, kasnije i vojvodom Villeroya, s kojim razvija cjeloživotno prijateljstvo. 
Jules Mazarin je bio vrlo angažiran u obuci mladog kralja. Postavio je starog maršala Nicolasa de Neufvillea de Villeroya i opata Hardouina de Péréfixea de Beaumonta kao njegove učitelje.
Budući da su pretenzije na vlast među braćom (pokušaji Gastona, vojvode Orléansa da preuzme vlast svog brata i vladajućeg kralja Luja XIII.) još uvijek još uvijek bile sveprisutne u sjećanjima suvremenika, Mazarin je prepoznao opasnosti snažnog kraljeva brata. Navodno je osigurao da Filip nije obrazovan kao potencijalni prijestolonasljednik. Lujov školski kolega i prijatelj bio je sin njegova učitelja, François de Neufville, kasnije i vojvoda Villeroya. Njih dvojicu poučavao je duhovnik Hardouin de Péréfixe de Beaumont, a od 1652. filozof François de La Mothe le Vayera. Predmeti koji su obrađivali bili su strani jezici (latinski i talijanski), religija, povijest, matematika i vojna znanost. Jahanje i mačevanje proširili su program obuke koji je svoj završetak pronašao u umjetničkim sadržajima (slikanje, crtanje, arhitektura, ples i glazba). Mazarin je osobno upoznao Luja s umijećem upravljanja i državnih poslova i dao mu ideju o moći simbolizma. Majka mu je dala svijest da ga je Bog izabrao za vladara (božansko pravo), iz čega je proizašla neograničena pretenzija na moć francuskog monarha.
Kardinal Mazarin vodi kraljeve poslove od Lujeva djetinstva. Glavni ministar uživao je ugled iznimne talentiranosti za politiku i stoga je sam kralja poučio umijeću upravljanja. Luj XIV. stekao je solidno i vrlo opsežno obrazovanje po pitanju državnih poslova, prava, povijesti i vojne strategije, ali i raznih jezika i znanosti. Nakon Mazarinove smrti, 9. ožujka 1661. godine, 22-godišnji kralj bio je dobro pripremljen za svoju dužnost i objavio je Državnom vijeću kako neće imenovati glavnog ministra, već da će sam voditi poslove vlade.
Mazarin je izvanredno dobro razumio zamršenost vanjske politike i diplomatskih odnosa. Njegova najveća i najtrajnija postignuća bila su na području vanjske politike. Kao jedan od najvažnijih diplomata svog doba, utjelovio je državničke kvalitete svog prethodnika s vlastitom neponovljivom oštroumnošću. Pokušao je prenijeti svoje znanje i vještinu novom kralju. Mazarin je mladom kralju omogućio da prisustvuje ministarskom vijeću kako bi stekao iskustvo. Mladog je kralja osobno uveo u tajne diplomacije i važnost saveza. Kardinalovo poimanje umjetnosti također je utjecalo na mladog kralja. Došavši na vlast u mladosti, Luj nije imao konvencionalno humanističko obrazovanje većine prinčeva, koji su učili latinski, drevnu povijest, retoriku i umjetnost. Umjesto toga, njegova se pouka usredotočila na praktične potrebe kraljevstva, poput povijesti Francuske, njene monarhije i vojnih poslova. Kao tinejdžeru, Luju je bilo dopušteno sudjelovati u opsadama i promatrati bitke sa sigurne udaljenosti. Također je proučavao ono što je Mazarin smatrao političkom umjetnošću: bavljenje stranim veleposlanicima, ocjenjivanje karaktera muškaraca prema njihovom ponašanju i prikrivanje istinskih mišljenja i ideja drugih. Od svoje majke, rimokatolkinje, Luj je stekao duhovno obrazovanje. Tijekom svog života Luj je ostao pobožno religiozan i pokušao je eliminirati protestantizam u Francuskoj.
Mladi kralj imao je razne učitelje, posebice opata  Hardouina Péréfixea de Beaumonta 1644. u ulozi preceptora (od lat. praecepto) i ispovjednika i Françoisa de La Mothea Le Vayera od 1640. godine. Jedan od njegovih najboljih odgajatelja nesumnjivo bio Pierre de La Porte, koji je bio u službi Ane Austrijske te je postao prvi sobar mladog Luja XIV. i onaj koji mu je čitao povijesne izvještaje. Lujev osobni komornik (prvi sobar) Pierre de La Porte podučavao ga je francuskoj povijesti. Preko De La Portea mladi Luj je saznao za svog prethodnika Luja IX., čijim je stopama želio krenuti. Unatoč njihovim naporima da mu pruže lekcije iz latinskog, povijesti, matematike, talijanskog i crtanja, mladi Luj nije bio baš marljiv učenik. U mladosti je Luj vježbao ratovanje koristeći igračku dvorca, napravljen posebno za njega u vrtovima dvorca Saint-Germain-en-Laye.
S druge strane, mladi se monarh, po uzoru na velikog kolekcionara umjetnina, kardinala Mazarina, pokazao vrlo sklonim slikarstvu, arhitekturi, glazbi i posebno plesu, koji je u to vrijeme bio bitan i sastavni dio obrazovanja plemića (džentlmena). Također, naučio je svirati gitaru uz pouku Francesca Corbette. Luj je naučio španjolski i talijanski, a njemački i engleski su mu ostali nepoznati. Osim toga, njegov je latinski bio tek osrednje razvijen. Lujevo znanje geografije je, s druge strane, bilo iznimno dobro.
Utjecaj majke na razvoj mladog kralja, posebno je vidljiv na vjerskom i političkom planu. Odmalena mu je usađivala ideju da kraljeva vlast mora biti apsolutna i učila ga je vjerskom moralu. Luj je imao koristi i od posebnog seksualnog obrazovanja, jer je njegova majka tražila od barunice de Beauvais, nadimka Cateau la Borgnesse, da mu "oduzme nevinost (djevičanstvo)" (dosl. da ga "uskrati za nevinost") kad kralj dostigne seksualnu zrelost (punoljetnost).

### "Čuda"
Tijekom djetinjstva, Luj XIV. je je u nekoliko navrata izbjegao gotovo sigurnu smrt. U dobi od 5 godina gotovo se utopio u jednom od ribnjaka u vrtu Palais-Royala. Spasili su ga u zadnji čas. Zatim, u dobi od 9 godina, 10. studenog 1647., obolio je od malih boginja (variola). Deset dana kasnije, liječnici su izgubili svaku nadu, ali mladi se Luj "čudesno" oporavio. S 15 godina prebolio je tumor na dojci, a sa 17 gonoreju.
Najozbiljnija uzbuna za kraljevstvo dogodila se 30. lipnja 1658., tijekom zauzimanja grada Berguesa na sjeveru Francuske: u svojoj 19. godini kralj postaje žrtva ozbiljnog trovanja hranom uzrokovanog zaraženom vodom, koje rezultira trbušnim tifusom i tifusnom groznicom, dijagnosticiranom kao egzantematski tifus (promjene na koži). Dana 8. srpnja 1658. primio je posljednje sakramente (bolesničko pomazanje), a dvorsko vijeće započinje s pripremama za njegovo nasljedstvo. No François Guénaut, osobni liječnik Ane Austrijske, dao mu je emetik (vomitivu) na bazi antimona i vina, konzumacija kojeg dovodi do još jednog "čudesng" kraljeva izliječenja. Prema riječima njegova tajnika, Toussainta Rosea, Luj XIV. je tom prilikom izgubio dobar dio kose i privremeno je počeo nositi tzv. "prozor periku", čiji su otvori propuštali nekoliko pramenova koji su mu ostali.

### Dolazak na prijestolje
Krajem studenog 1642. kardinal Richelieu se, iscrpljen političkim karnevalom, kojeg je tako dugo i tako majstorski predvodio, razbolio u svojoj rezidenciji u Parizu, gdje je i preminuo, 4. prosinca 1642. Ubrzo nakon Richelieuove smrti, zdravlje kralja Luja XIII. se ozbiljno pogoršalo. Vjerojatno je bolovao od Crohnove bolesti. 
U proljeće 1643. godine, osjetivši skoru smrt, Luj XIII. odlučio je dovesti svoje poslove u red. Uprkos običaju, koji bi kraljicu Anu učinio jedinom regenticom Francuske, kralj je odredio da će u ime njegovog sina vladati regentsko vijeće. Nedostatak vjere u političke sposobnosti kraljice Ane bilo je njegovo primarno obrazloženje. Ipak, napravio je ustupak i imenovao ju čelnicom vijeća. Na bolesničkoj postelji kralj je osigurao budućnost svoga sina. Odredio je da će njegova supruga, Ana Austrijska nominalno postati regentica, a uspostavljeno regentsko vijeće uključivalo je Gastona, vojvodu Orléansa, kardinala Mazarina, kancelara Pierrea Séguiera i još dva bivša ministra. Nadživjevši Richelieua za jedva šest mjeseci, Luj XIII. podlegao je groznici i preminuo 14. svibnja 1643. 
Smrću Luja XIII., mladi dofen Luj, tada dječak u dobi od četiri godine i osam mjeseci, nasljeđuje francusku krunu i biva proglašen kraljem Francuske pod imenom Luj XIV., a njegova majka, Ana Austrijska, postaje kraljica regent. Unatoč pokušajima Luja XIII. da je oporučno spriječi u dobivanju tog položaja, Ana je imenovana regenticom. Uz pomoć Pierrea Séguiera, natjerala je Pariški parlament (fr. Parlement de Paris) da opozove oporuku pokojnog kralja, koja je ograničavala njezine ovlasti. Njihov četverogodišnji sin okrunjen je za francuskog kralja Luja XIV., Ana je preuzela regentstvo, ali je na opće iznenađenje povjerila vladu glavnom ministru, kardinalu Mazarinu, koji je bio štićenik kardinala Richelieua i bio je član regentskog vijeća.
Četiri dana kasnije, već 18. svibnja 1643. njegov sin i nasljednik Luj dolazi s majkom u Pariz. Ondje je Pariškom parlamentu (fr. Parlement de Paris) predstavljen kao novi kralj. Kraljica Ana Austrijska je uspješno poništila oporuku svog supruga odlukom Pariškog parlamenta (fr. Parlement de Paris), sudskog tijela koje se sastojalo uglavnom od plemića i visoko pozicioniranog svećenstva. Parlament je iz inata glasao protiv volje pokojnog kralja i odbacuje volju Luja XIII. o uspostavi regentskog vijeća te prenosi apsolutnu i potpunu vlast na kraljicu Anu Austrijsku. Ovom akcijom ukinuto je regentsko vijeće Luja XIII. i Ana postaje jedina regentica Francuske. Ujedno protjeruje i neke od ministara svog pokojnog supruga (jedan od njih bio je i Léon Bouthillier, grof Chavignya i Buzançaisa, originalno član regentskog vijeća), a imenovala je Henrija-Augustea de Loméniea, grofa Briennea za svog ministra vanjskih poslova. Nakon njezina imenovanja jedinom regenticom, Ana Austrijska izabrala je Mazarina za svog prvog ministra. Zajedno su odredili smjer francuske politike tijekom ranih godina Lujeve maloljetnosti kao kralja.
Mazarin se u domaćoj politici suočio s još ozbiljnijim poteškoćama nego u vanjskoj. Vladavina Luja XIV. započela je uz velika očekivanja plemića i običnog puka. Nadali su se da je započelo doba dobrih vremena i kada je kraljica regent pojavila se sa svojim sinčićem pred Pariškim parlamentom (fr. Parlement de Paris), u 18. svibnja 1643., četiri dana nakon smrti Luja XIII. Veliki suci i knezovi žurno su odbacili oporuku Luja XIII., nadajući se kako će revizijom čina regentstva zadobiti kraljičinu milost i naklonost. Ali i magistrati i plemići su ubrzo bili jako razočarani. Ana Austrijska, Lujeva majka, nije bila žena koju je bilo lako prestrašiti ili uljuditi. Daleko od toga da bi odbacila politiku pokojnog kardinala Richelieua, ona ju je nastavila i ojačala zadržavanjem Julesa Mazarina, Richelieuove "sjene", kao njezinog glavnog ministra i osobnog pouzdanika. Les grands, nalaz i sami su se tako uvlačili, planirali svrgavanje Mazarina od strane tzv. kabale moćnika (fr. cabale des importants) 1643. godine. Poput tolikih nezgoda iz nekadašnje vladavine, i ova je bila uništena u plićacima ljubomore i nepovjerenja. Obaviješten od svojih špijuna o njihovim aktivnostima, Mazarin je prognao vođe kabale na njihova imanja, čime je vlastiti položaj u vijeću učinio vrhovnim. Njegova pobjeda nad kabalom je još i veća time što Mazarin nije pribjegao krvoproliću, kao što je Richelieu bio prisiljen učiniti u sličnim prilikama.
Ana Austrijska je u svojim rukama čvrsto držala smjer vjerske politike sve do smrti kardinala Mazarina 1661. godine. Njezine najvažnije političke odluke bile su imenovanje kardinala Mazarina za glavnog ministra i nastavak politike njezina pokojnog supruga Luja XIII. i njegova prvog ministra kardinala Richelieua, unatoč njihovom progonu nje same. Sve to učinila je za dobrobit svog sina. Ana Austrijska je mladom Luju željela omogućiti apsolutnu vlast i pobjedničko kraljevstvo. Njezino obrazloženje za odabir Mazarina kao glavnog ministra su uglavnom bile njegove sposobnosti i njegova potpuna ovisnost o njoj, barem do 1651. kada službeno prestaje biti regentica. Ana Austrijska je zaštitila Mazarina uhićenjem i protjerivanjem svojih, do tada vjernih, sljedbenika koji su se urotili protiv njega 1643. godine: Césara, vojvode Beauforta i Marie de Rohan. Svakodnevno vođenje politike prepustila je kardinalu Mazarinu.
Najbolji primjer Anine državničke mudrosti i djelomične promjene osjećaja u njezinu srcu prema rodnoj Španjolskoj vidi se u tome što je zadržala jednog od Richelieuovih ljudi, francuskog kancelara Pierrea Séguiera, na njegovom položaju. Séguier je bio zadužen za provođenje ispitivanja i saslušanja Ane Austrijske 1637., prilikom čega ju je tretirao kao "običnu kriminalku", kako je Ana opisala tretman koji je uslijedio nakon otkrića da je odavala francuske vojne tajne i informacije Španjolskoj. Ana je bila stavljena u kućni pritvor u trajanju od nekoliko godina tijekom vladavine svog supruga. Zadržavši Séguiera na njegovu položaju, Ana Austrijska pokazala je da su interesi Francuske i njezina sina Luja XIV. duh vodilja svih njezinih političkih i pravnih akcija. Iako se nije nužno protivila Španjolskoj, nastojala je okončati rat francuskom pobjedom, kako bi se uspostavio trajni mir između tih sukobljenih katoličkih naroda.
Kraljica je vanjskoj politici Francuske također dala djelomičnu katoličku orijentaciju. To je osjetila Nizozemska, protestantski saveznik Francuske, koja je u siječnju 1648. sklopila tzv, Münsterski mir sa Španjolskom koji je ratificiran u svibnju iste godine.
U listopadu 1648. Ana Austrijska i kardinal Mazarin uspješno su ispregovarali Westfalski mir, čime je okončan Tridesetogodišnji rat. Njegovi su uvjeti osigurali Nizozemskoj neovisnost od Španjolske, dodijelili određenu autonomiju raznim njemačkim prinčevima Svetog Rimskog Carstva i omogućili Švedskoj mjesto u Carskom vijeću (lat. Dieta Imperii ili Comitium Imperiale) i teritorije za kontrolu nad ušćima rijeka Odre, Elbe i Weser. Francuska je ipak najviše profitirala od nagodbe. Austrija, kojom je vladao habsburški car Ferdinand III., ustupila je sve habsburške zemlje i potraživanja u Alsaceu Francuskoj i priznala svoj de facto suverenitet nad Tri biskupije Metz, Verdun i Toul. Štoviše, u želji da se emancipiraju od habsburške dominacije, male njemačke državice tražile su francusku zaštitu. To je anticipiralo (postavilo temelje) formiranju Rajnske lige 1658., što je dovelo do daljnjeg smanjenja habsburške carske moći.
Mazarin je, kako otkrivaju njegovi portreti, bio malen, punašno lijepuškast čovjek, krupnih očiju, nježnih ruku i graciozne figure. Njegov način ponašanja, kako je primijetio jedan suvremenik, bio je "šarmantan, ljubazan, graciozan, agilan, živ, ciljan (...)" Ispod ove patine uljudnosti ležala je mješavina cinizma, odvojenosti i samospoznaje koja je činila Mazarina jednako zastrašujućim svećenikom kao i Richelieua. Na primjer, tijekom najgorih dana francuskog građanskog rata — Fronde — u vrijeme kada je bio javno vrijeđan, njegov osobni život satiriziran, a on sam otjeran u progonstvo, Mazarin je počeo skupljati divljačke satire svoje osobe i politike poznate kao Mazarinade; dao ih je uvezati, čitati naglas za vlastitu zabavu, a kasnije je prodao neke od kompleta za znatnu zaradu. Tako je jednom gestom pokazao cinizam, distanciranje i, nadalje, želju za novčanom dobiti koja karakterizira cijeli njegov život.
Mazarin je služio krunu s velikom odanošću, predanošću i neumornošću kao i njegov prethodnik, Richelieu. Doista, Mazarinova galantnost prema regentici Ani od Austrije bila je toliko značajna da su glasine, tada i sada, povezale Mazarina i Anu u tajnom braku. Nema dokaza koji podupiru ovu tvrdnju; možemo samo primijetiti da je njihov odnos bio srdačan više od ugodnosti i nježan iznad prijateljstva. Korijen takvog prijateljstva i odanosti nije teško pronaći. Obojica su bili stranci uhvaćeni u stranoj zemlji, okruženi neprijateljskim plemstvom. Zajedno su stvorili nužno savezništvo utemeljeno na međusobnom poštovanju i privrženosti.
Ana Austrijska, kraljica regentica nakon smrti Luja XIII. 1643. bila je flegmatična, debeljuškasta, pomalo neraspoložena udovica, koja je mnogo svog vremena posvetila molitvi i dobrim djelima. Njezinu političku snagu, međutim, nikako ne treba podcjenjivati. Ona bila uporna u borbi za očuvanje kraljevskih prerogativa svog maloljetnog sina i imidža njegove slave. U svojoj potrazi za političkom stabilnosti uvelike se oslanjala na savjet svog pronicljivog kardinala i ministra. Mazarin je zauzvrat uspio ojačati kraljičinu majčinsku odanost sinu i osloboditi je dosade rutinskog donošenja odluka. S druge strane, bilo bi pogrešno reći da je vladu regentstva vodio isključivo kardinal; bila je to vlada provođena u tandemu, s Mazarinom koji je opskrbljivao kreativnu energiju i Anom Austrijskom prestiž položaja i sigurnost svrhe. Bio je to savez začuđujuće sličan onome koji je postojao između Richelieua i Luja XIII.

## Fronde: Građanski rat u Francuskoj (1648. – 1653.)
Građanski rat poznat kao Fronde, odnosno Frondeuri (po praćkama – fr. ’'frondes – kojima su pariški dječaci razbijali prozore kao simbol otpora pariškog stanovništva tzv. tiraniji stranaca, Mazarina i Ane Austrijske.), obilježio je djetinjstvo Luja XIV. i duboko utjecao na njegov kasniji pogled na vlast, aristokraciju i Pariz. Sukob je nastao u trenutku kada je francuska država bila iscrpljena financijskim teretima Tridesetogodišnjeg rata i u vrijeme kada je kruna bila u rukama regentice Ane Austrijske i njezina ministra, kardinala Mazarina.
Pred sam završetak Tridesetogodišnjeg rata, u Francuskoj je izbio građanski sukob poznat kao Fronda. Taj je unutarnji rat znatno oslabio sposobnost Francuske da u potpunosti iskoristi prednosti Westfalskog mira. Ana Austrijska i kardinal Mazarin nastavili su provoditi politiku kardinala Richelieua, nastojeći ojačati kraljevsku vlast na račun plemstva i parlamentarnih tijela. Iako se Ana Austrijska malo bavila vanjskim poslovima, u unutarnjoj je politici bila izrazito aktivna i odlučna, ponosno zastupajući ideju božanskog prava francuskog kralja.
U takvom političkom okruženju, Ana Austrijska isticala se čvrstim pristupom upravljanju. U svim pitanjima koja su se ticala kraljeve vlasti zagovarala je politiku sile, često radikalniju i od one koju je predlagao sam Mazarin. Kardinal je, uvelike ovisan o njezinoj potpori, morao neprestano ulagati trud da ublaži njezine najekstremnije poteze. Ana Austrijska odlučno je provodila vlast i nije se ustručavala koristiti represivne mjere protiv onih koji su osporavali kraljevsku politiku – bilo da je riječ o aristokratu ili članu parlamenta. Njezin je glavni cilj bio osigurati da njezin sin naslijedi apsolutnu vlast, osobito u pitanjima financija i pravosuđa. Jedan od najistaknutijih vođa Pariškog parlamenta, Pierre Broussel, bio je uhićen, što je izazvalo snažnu reakciju javnosti i ubrzalo početak Fronde.

### Plodno tlo Fronde
U razdoblju 1644. – 1648. glavni problemi u Francuskoj nisu bili političke, već financijske naravi. Državni prihodi bili su opterećeni dugovima i višegodišnjim kašnjenjem u naplati poreza. Da bi ublažio krizu, Mazarin je imenovao financijskog stručnjaka Particellija d'Émeryja za nadzornika financija. D'Émery je predložio nove poreze: toise (na nekretnine) i aisés (na dohodak), koji su posebno pogodili imućnije slojeve. 
Pariški parlament, štiteći svoje privilegije, odbio je potvrditi poreze, koristeći taktiku odgode. Tijekom lit de justice održanog 5. rujna 1645., na sedmi rođendan kralja, kraljevska volja je nametnuta parlamentu. Ipak, parlament je prihvatio samo kompromis: porez na korporacije zamijenjen je novim porezima na nekretnine i dohodak. Time nezadovoljstvo nije suzbijeno, nego pojačano. Protesti su se proširili iz sudnica na ulice, a pozivi na smjenu Mazarina postali su glasniji.
Istodobno su francuski pravnici s pozornošću pratili političke promjene u Engleskoj. U tom kontekstu, uz rastući prestiž engleskog parlamenta tijekom revolucije u Engleskoj, francuski pravnici težili većoj ulozi u političkom odlučivanju — da postanu ravnotežna sila između kraljevske moći i aristokracije — odnosno, poput svojih kolega iz Westminstera, stvarni arbitri državne politike.
Fronde se u osnovi mogu podijeliti u tri različita razdoblja pobune: prvo razdoblje, koje započinje u kolovozu 1648. i traje do ožujka 1649., poznato je kao “Parlamentarna“ ili “Stara Fronda“; zatim slijedi razdoblje koje se proteže do veljače 1651., u kojem su se udružili interesi plemstva odore (fr. ’'noblesse de robe) i plemstva mača (fr. ’'noblesse d’épée), a koje se naziva “Kneževska“ ili “Nova Fronda“; posljednje razdoblje, od veljače 1651. do 1653., obilježeno neprekidnim sukobima, poznato je kao “Condéanska Fronda“, nazvana po svom glavnom vođi, princu de Condéu.

### Prva faza: Parlamentarna fronda (fr.Fronde parlementaire, kolovoz 1648. – ožujak 1649.)
Ubrzo nakon sklapanja Vestfalskog mira u listopadu 1648., koji je okončao Tridesetogodišnji rat i oslobodio francuske vojne snage za djelovanje unutar kraljevstva, kralj Luj XIV. i njegova majka, regentica Ana Austrijska, suočili su se s otvorenom pobunom unutar samog Pariza. Ova pobuna, poznata kao Parlamentarna fronda, predstavljala je izazov kraljevskoj vlasti od strane Pariškog parlamenta i dijela visokog plemstva, koji su se protivili centralizacijskim mjerama kardinala Mazarina i rastućem autoritetu krune.
U proljeće 1648. Pariški parlament održao je izvanredni sastanak u Chambre de Saint-Louis te sastavio 27 članaka koji su zahtijevali:
1. Ukidanje intendanata (kraljevskih povjerenika u provincijama),
2. Pravo na habeas corpus,
3. Pravo parlamenta na davanje pristanka za oporezivanje (consentement à l’impôt).

Oporba vladi postala je toliko otvorena da je jedan od istaknutih sudaca parlamenta, Omer Talon, uzviknuo: 
Vašem veličanstvu važno je da postanemo slobodni ljudi, a ne robovi.
 To je bila jasno bačena rukavica Mazarinu.
U kolovozu 1648. godine,  Ana Austrijska i kardinal Mazarin pokušali su nametnuti nove poreze članovima Pariškog parlamenta (fr. Parlement de Paris). Parlamentarni vođe odbili su pokoriti se toj odredbi te su naredili spaljivanje svih ranijih kraljevskih edikta koji su se odnosili na financije. 
Mazarin, ohrabren vojnom pobjedom Luja, vojvode od Enghiena — koji će ubrzo steći slavu pod imenom le Grand Condé — u bitci kod Lensa, odlučio je, na nagovor kraljice Ane, poduzeti odlučan korak u cilju demonstracije kraljevske moći. Po njezinu inzistiranju, dao je uhititi nekoliko istaknutih vođa Parlamenta, želeći time učvrstiti autoritet krune. Najznačajnije među tim uhićenjima, barem iz Anine perspektive, bilo je ono Pierrea Broussela, jednog od najuglednijih, najutjecajnijih i najpopularnijih članova Pariškog parlamenta.
Broussel, poznat po svom beskompromisnom protivljenju apsolutističkim poreznim mjerama i dosljednom zalaganju za prava predstavničkih tijela, uhićen je 26. kolovoza 1648. po izravnoj zapovijedi kardinala Mazarina i kraljice Ane Austrijske. Njegovo uhićenje izazvalo je silovit val nezadovoljstva među pariškim pukom što je rezultiralo izbijanjem ustanka u Parizu. Diljem grada niknule su ulične barikade, a građani su u glas zahtijevali Brousselovo puštanje na slobodu. Suočena s ozbiljnim neredima i prijetnjom izbijanja građanskog rata, kraljica Ana bila je prisiljena popustiti.
Pod pritiskom naroda i straha od eskalacije sukoba, Broussel je oslobođen već 28. kolovoza, samo dva dana nakon uhićenja. Taj brzi zaokret postao je snažan simbol slabosti dvora pred sve većim utjecajem i rastućom moći Pariškog parlamenta i silinom javnog mnijenja, koje se počelo oblikovati kao nova politička snaga tijekom ranih dana Fronde.
U širem kontekstu, narod Francuske sve se odlučnije suprotstavljao sve većem širenju kraljevske vlasti, sve težim poreznim nametima te postupnom ograničavanju ovlasti regionalnih i parlamentarnijih tijela. Kao izravna posljedica tog rastućeg nezadovoljstva, u Parizu su izbili nasilni neredi, a kraljica Ana, izložena snažnom pritisku javnosti i političkih krugova, nije imala drugog izbora nego osloboditi Pierrea Broussela i time pokušati stišati pobunu koja je već ozbiljno ugrozila stabilnost kraljevskog autoriteta.
Uslijed eskalacije napetosti i nasilja na ulicama Pariza – događaja poznatog kao Dan barikada – regentica Ana Austrijska i kardinal Mazarin procijenili da je situacija postala preopasna. Kraljevski dvor žurno je napustio Louvre u noći s 5. na 6. siječnja 1649. i privremeno se sklonio u Rueil-Malmaison, ljetnu rezidenciju zapadno od Pariza, kako bi izbjegli izravan kontakt s pobunjenim građanima i Pariškim parlamentom. Ovo je bio brz i diskretan manevar do prve točke evakuacije kraljevske obitelji, više bijeg nego organizirano povlačenje. 
Već sljedećeg dana, 6. siječnja 1649., kraljevska obitelj nastavila je put i stigla u sigurniji Saint-Germain-en-Laye, utvrđeni kraljevski dvorac udaljeniji od Pariza koji će im služiti kao glavna kraljevska baza tijekom opsade grada. Taj čin nije bio tek premještaj dvora, već snažna poruka o raskidu s pobunjenim glavnim gradom, uz jasnu namjeru da se u Pariz vrate isključivo pod oružjem, kako bi silom uspostavili ponovno kraljevsku vlast. 
Ovdje su ostali nekoliko mjeseci, a uvjeti su bili teški – dvorac nije bio grijan, a opskrba loša, što je izazvalo nezadovoljstvo i oskudicu među dvorjanima. Mladi kralj Luj XIV., tada još dječak, boravio je u dvorcu Saint-Germain u uvjetima krajnje oskudice, bez sigurnih sredstava i redovite opskrbe. Te su okolnosti dovele do dramatičnih i ponižavajućih trenutaka za kraljevsku obitelj, uključujući, prema suvremenim izvorima, i zalaganje osobnog nakita kraljice Ane Austrijske kako bi se pribavila osnovna sredstva za preživljavanje. Taj simbolički čin jasno je oslikavao dubinu političke krize i nesigurnost u kojoj se našla kraljevska vlast na početku Fronde.
Pariz je tada ostao pod stvarnom kontrolom Fronde — saveza Pariškog parlamenta, naoružanih građana i dijela visokog plemstva koji su se udružili u otpor kraljevskom apsolutizmu.
U tom prijelomnom trenutku, vojvoda Louis II. de Bourbon, princ od Condéa, nedavni povratnik s bojišta u Njemačkoj, još je uvijek bio saveznik regentice Ane Austrijske. Odazvao se njezinu pozivu te joj ponudio svoju podršku u obrani kraljevske vlasti. Condé je ubrzo preuzeo zapovjedništvo nad kraljevskom vojskom i započeo opsadu Pariza iz Saint-Germaina. Krenuo u pohod protiv pobunjenika okupljenih u Parizu, odlučan da vojnom silom slomi otpor i uguši pobunu te prisili grad na predaju.
Unutar zidina, pobunjenici su bili okupljeni pod političkim vodstvom Marie de Rohan, vojvotkinje de Chevreuse, nekoć bliske prijateljice kraljice Ane. Vojno zapovjedništvo nominalno je povjereno princu de Contiju, mlađem Condéovu bratu, dok je stvarnu kontrolu nad postrojbama imao François de Bourbon, vojvoda od Beauforta – u narodu poznat kao "kralj tržnica" (fr. le roi des Halles), zbog svoje velike popularnosti među pariškim pukom. Beaufort, koji je 1643. bio zatvoren po naredbi kraljice, uspio je pobjeći iz tamnice 1648. i ponovno se uključiti u politički život.
Opsada Pariza, koja je trajala od siječnja do ožujka 1649., bila je više ekonomska nego vojna. Mazarin je poslao vojsku pod Condéovim zapovjedništvom kako bi izvršila pritisak na pobunjeni grad putem blokade – sprječavanjem opskrbe hranom i osnovnim potrepštinama. Nije bilo frontalnih napada ni artiljerijskog razaranja: cilj je bio iscrpljivanje Pariza glađu i nestašicom. Istodobno je u gradu vladala ozbiljna ekonomska kriza, a politička agitacija bila je na vrhuncu. Frondaši su otvoreno zahtijevali Mazarinovu ostavku. 
Uloga posrednika između naroda i parlamenta pripala je Jean-Françoisu Paulu de Gondiju, koadjutoru pariške nadbiskupije – karizmatičnom govorniku, vještom spletkarošu i političkom intrigantu, koji će kasnije postati kardinal de Retz i jedan od ključnih vođa Druge Fronde. On je postao ključna figura u pregovorima, zagovarajući diplomatski pristup, ali istodobno podupirući narodni otpor protiv autoritarnog dvora i kraljevske samovolje. Gondijev utjecaj rastao je kako je Mazarinov bio doveden u pitanje. Svojim djelovanjem u znatnoj je mjeri usmjerio tijek događaja prema diplomatskim rješenjima i političkim reformama, čime je dodatno potkopana kraljevska vlast. Njegova snažna potpora frondašima dodatno je potaknula regenticu da razmotri drastične mjere za ponovno uspostavljanje kontrole nad prijestolnicom.
Unatoč opsadi i sporadičnim sukobima, ni kraljevska vojska ni pobunjenici nisu uspjeli ostvariti odlučujuću pobjedu. Sukob se pokazao teško rješivim oružjem, bez velikih žrtava s obje strane. S druge strane, Condé nije imao dovoljno vojnika ni potpore da provede učinkovitu opsadu, a prijetila je i šira plemićka pobuna. Nakon višetjednih napetih pregovora, 11. ožujka 1649. sklopljen je mir u Rueilu (fr. Paix de Rueil) – čin formalnoga kompromisa kojim je prekinuta opsada, a pobunjenici su dobili amnestiju i određena jamstva, dok je kraljevski autoritet bio nominalno obnovljen.
1. travnja 1649. godine kraljevski se dvor oprezno i bez pompe vratio u Pariz, što je predstavljalo privremenu obnovu autoriteta krune i zaključilo prvu fazu sukoba. Iako krhak, taj mir bio je više rezultat obostranog iscrpljenja i političkog manevriranja nego istinske pobjede jedne strane. Povratak dvora označio je predah u otvorenim neprijateljstvima, no nije donio pravo pomirenje.
Međutim, temeljni uzroci sukoba – duboko nezadovoljstvo među aristokracijom, sve veća sumnja u Mazarinovu vladavinu, te ogorčenost nadmjenim odnosom dvora prema plemićkom staležu – nisu nestali. Naprotiv, tinjajuće napetosti nastavile su rasti. Time su već bili postavljeni temelji za novu, opasniju fazu pobune, poznatu kao Fronde prinčeva (Fronde des princes), u kojoj će se nekoć kralju odani plemići, uključujući i samog Condéa, okrenuti protiv dvora – ovaj put ne u obrani naroda, već u borbi za vlastitu moć i utjecaj.
Djelomična kraljičina pobjeda bila je kratkoga vijeka. Sudbina njezine vlasti sada je sve više ovisila o princu Condéa, čije su političke ambicije ubrzo prerasle u prijetnju samoj regentici. Condé nije imao namjeru ostati tek lojalan saveznik — želio je izravno utjecati na kraljicu i posve ukloniti kardinala Mazarina s vlasti. Na tu ga je odluku u velikoj mjeri potaknula vlastita sestra, vojvotkinja de Longueville, čije su osobne ambicije i snažne političke veze s protivnicima dvora dodatno pogoršale odnose. Njezina uključenost u Frondu dodatno je osnažila frondaški pokret, jer je uspjela pridobiti podršku dijela normandijskog i burgundskog plemstva, kao i nekoliko strateški važnih utvrda.
Condé, premda formalno još saveznik dvora, počeo je postupno zauzimati sve nezavisniji položaj, koristeći svoje vojne uspjehe i reputaciju da bi nametnuo vlastite političke uvjete. Njegova uloga u obrani kraljevske vlasti tijekom prve Fronde pretvorila ga je u političku figuru kojoj su se svi, uključujući i kraljicu i Mazarina, morali obraćati s oprezom.
Mazarin je, svjestan da mu Condé postaje jednako opasan kao i sami frondaši, pokušao ograničiti njegov utjecaj, ali bez uspjeha. Iako je mir u Rueilu formalno označio kraj prve faze Fronde, sukobi su samo promijenili oblik. U političkoj sjeni oblikovala se nova koalicija protiv Mazarina, koja će ubrzo eruptirati u tzv. "Frondu prinčeva" – drugu i opasniju fazu građanskog rata u Francuskoj.
U konačnici, Prva Fronda – Fronde parlementaire – nije donijela trajnu institucionalnu reformu ni ukidanje intendanata, ali je razotkrila krhkost kraljevske vlasti u trenutku kada je Luj XIV. bio još dijete, a regentica oslonjena na nepopularnog i strano rođenog prvog ministra. Premda su parlament i pariška javnost na trenutak demonstrirali političku snagu, nedostatak koordinacije, unutarnje podjele i oportunizam dijela plemstva spriječili su ih da ostvare trajnije ciljeve. 
Iako je kraljevski dvor privremeno povratio kontrolu nad prijestolnicom, autoritet krune bio je ozbiljno uzdrman. Luj XIV., koji je kao dijete svjedočio bijegu iz Pariza, poniženju dvora i neposlušnosti gradskih vlasti, nikada neće zaboraviti poniženja Fronde. Ta će traumatična iskustva duboko oblikovati njegovu političku filozofiju i vladarsku praksu, potičući ga da kasnije u životu stvori apsolutističku državu s Versaillesom kao simbolom nepomućene kraljevske vlasti – daleko od opasnosti i nemira glavnog grada. 
Prva Fronda bila je više uvod nego kulminacija, ali je postavila ključne aktere i pokazala koliko je politička ravnoteža u Francuskoj sredinom 17. stoljeća bila nestabilna. Konflikt između centralizirane monarhije i aristokratsko-parlamentarnog otpora izbit će ponovno s još većim intenzitetom, i to već 1650. u Drugoj Frondi, kada će se pod maskom odanosti kruni voditi borba za osobni utjecaj, privilegije i moć — borba u kojoj će mladi kralj, sada sve svjesniji svojih vladarskih ciljeva, početi kušati prve oblike osobne moći.
Ovo razdoblje prve Fronde obilježeno je općom pobunom protiv apsolutizma, ali bez jasnog vojnog vodstva. Kako bi smirila situaciju, kruna je sklopila kompromisni mir u Rueilu, kojim su parlamentarne zahtjeve djelomično priznali, a dvor se vratio u Pariz.
Svim tim burnim događajima osobno je svjedočio i mladi Luj XIV., što je ostavilo duboke i trajne posljedice na njegovo političko sazrijevanje i emocionalni odnos prema vlastitoj prijestolnici. Godine Fronde za njega su značile kraj djetinjstva — ne samo zbog nesigurnosti, poniženja i nestabilnosti, već i zato što je bio uvučen u vrtlog političkih intriga koje je mogao promatrati, ali još nije u potpunosti razumijevao. Kako će kasnije sam priznati, "obiteljska kuća ponekad je postala gotovo zatvor", a Pariz je, umjesto sjaja kraljevskog dvora, postao simbol opasnosti i prijetnje.
Tijekom Fronde, kraljevska je obitelj bila dvaput prisiljena napustiti Pariz – ne u svečanim povorkama i dostojanstvenim premještanjima, već u žurnim, gotovo ponižavajućim bijegovima. U jednom trenutku, Luj XIV. i njegova majka bili su praktički zatočenici u vlastitoj palači, pod nadzorom protivničkih frakcija. Sve to učvrstilo je Lujevu duboku mržnju prema Parizu, gradu koji je prepoznao kao prijetnju kraljevskoj vlasti i osobnom dostojanstvu. Ova iskustva utjecat će na njegove buduće odluke, uključujući i onu ključnu: preseljenje dvora iz Pariza u Versailles, čim mu okolnosti to dopuste.

### Dvojica braće: Condé i Conti
Upečatljivu ilustraciju složenih, dvosmislenih i često proturječnih odnosa unutar plemstva tijekom Prve fronde pruža paradoksalna situacija dvojice braće iz dinastije Bourbon – Condéa i Contija – koji su se, unatoč bliskoj rodbinskoj vezi, našli na suprotnim stranama tijekom opsade Pariza. 
Naizgled paradoksalno, ali da, braća su bila na suprotnim stranama tijekom opsade Pariza za vrijeme Prve fronde. To je jedan od najzanimljivijih primjera unutarnjih podjela među plemstvom u vrijeme Fronde. Naime, princ de Condé doista je vodio opsadu Pariza, dok je njegov mlađi brat, princ de Conti, bio unutar grada, nominalno zapovijedajući pobunjenicima. Braća su se tako našla na suprotnim stranama tijekom opsade Pariza krajem 1648. i početkom 1649. To nije bila posljedica nekog dubokog osobnog razlaza, već izraz vrlo fluidne, često oportunističke političke scene Fronde.
Louis II. de Bourbon, princ de Condé, ostao je lojalan kraljevskom dvoru tijekom Prve Fronde (Fronde parlementaire). Unatoč osobnim ambicijama, tada je još podržavao regenticu Anu Austrijsku i kardinala Mazarina te preuzeo ulogu vojnog zapovjednika u pokušaju da silom suzbije pobunu Pariza i parlamenta. On je predvodio kraljevsku vojsku u opsadi Pariza (zima 1648–49).
Armand de Bourbon, princ de Conti, njegov mlađi brat, pridružio se frondašima i bio je imenovan vojnim zapovjednikom pobunjenog Pariza. Ipak, njegova uloga bila više simbolična nego stvarno vojna – stvarnu snagu na ulicama imao je vojvoda od Beauforta, kao i razni gradski milicijski vođe.
Zašto su bili na suprotnim stranama? Djelomično zbog političkih pritisaka, zatim osobnih ambicija i, konačno, oportunizma unutar aristokracije. Fronda nije bila monolitna revolucija, već niz neujednačenih i često proturječnih pokreta, gdje su se plemići i obitelji često kolebali između kralja i oporbe, u nadi da će izvući što veću korist.
Kasnije, tijekom Druge Fronde (Fronde des princes), situacija se obrnula – Condé će se i sam pobuniti protiv dvora i završiti u zatvoru (1650), dok će neki njegovi dotadašnji protivnici stati uz kraljicu. Taj vrtoglavi politički preokret najbolje pokazuje koliko je Fronda bila nesigurna, dvosmislena i osobno motivirana.

### Druga faza: Kneževska Fronda ili Fronda prinčeva (fr.Fronde des Princes’’, sredina 1649. – veljača 1651.)
Kao što je završetkom prve Fronde (1648.–1649.) privremeno ugašena pobuna, gotovo odmah potom započela je nova faza otpora – druga Fronda, koja je trajala od 1650. do 1653. godine. Za razliku od prethodne, koju je obilježila pravna i institucionalna borba Pariškog parlamenta protiv apsolutističkih pretenzija dvora, druga Fronda bila je obilježena spletkaranjem, vojnim okršajima i borbom aristokracije za očuvanje političke moći i privilegija. Za visoko plemstvo, ta je pobuna predstavljala pokušaj zaustavljanja vlastite marginalizacije i preobrazbe iz nekadašnjih vazala u dvorjane podređene kraljevskom autoritetu.
Frondure druge Fronde sačinjavala aristokraciju koja se suprotstavljala centralizaciji vlasti i širenju birokracije. Politički nasljednici nezadovoljne feudalne aristokracije nastojali su očuvati svoje tradicionalne privilegije pred naletom sve snažnije i centraliziranije kraljevske vlasti. Vjerovali su da njihov dotadašnji utjecaj, tradicionalnu moć i autoritet potiskuju i potkopavaju novopečeni plemići iz redova državne birokracije (fr. Noblesse de robe – "plemstvo odore"), tj. pravnici i činovnici na koje se monarhija sve više oslanjala u upravljanju kraljevstvom. Ovo je uvjerenje dodatno raspirivalo ogorčenost unutar starih plemićkih krugova. 
Pobunu su predvodili pripadnici najvišeg sloja francuskog plemstva: kraljev ujak, Gaston, vojvoda od Orléansa, te njegova kći, Ana Marie Louise d'Orléans, vojvotkinja od Montpensiera, poznata i kao la Grande Mademoiselle. Među istaknutim vođama nalazili su se i prinčevi krvi poput Louisa II. de Bourbona, princa de Condéa, njegova brata Armanda de Bourbona, princa Contija, te njihove sestre, vojvotkinje od Longuevillea. Pojam "princ krvi" (fr. "prince du sang") – označavao je člana kraljevske obitelji, iako ne u izravnoj liniji nasljeđivanja prijestolja. U pobuni su sudjelovali i vojvode kraljevskog podrijetla, poput Henrija, vojvode od Longuevillea, te Françoisa, vojvode od Beauforta. Uz njih su bili i tzv. “strani prinčevi“, poput Frédérica Mauricea, vojvode od Bouillona, i njegova brata, znamenitog maršala Turennea, kao i Marie de Rohan, vojvotkinja od Chevreusea. Svoje mjesto među pobunjenicima našli su i pripadnici najstarijih francuskih obitelji, poput Françoisa de La Rochefoucaulda, vojvode od La Rochefoucaulda.
U pobunu se uključio i visoki kler, što je utjelovio Jean-François Paul de Gondi, budući kardinal de Retz, karizmatični i politički ambiciozni predstavnik crkvene hijerarhije. U tim burnim godinama kraljevska je vlast bila ozbiljno uzdrmana; prema nekim izvorima, kraljica majka Ana Austrijska bila je prisiljena prodati vlastiti nakit kako bi prehranila kraljevsku obitelj. Sve to ostavilo je dubok trag u mladom kralju. Luj XIV., tada još dječak, iz tih je iskustava izrastao s trajnim nepovjerenjem prema aristokraciji, što će uvelike oblikovati njegovu kasniju politiku apsolutizma i centralizacije moći.
Druga faza Fronde nastaje kao posljedica političke nestabilnosti i ambicija princa Condéa, vojvode Enghiena – heroja iz Rocroia i Lensa – koji se postavio kao kraljičin zaštitnik, ali uskoro i kao njezin protivnik.
Condé je očekivao da će mu biti dodijeljena središnja uloga u upravljanju kraljevstvom, ali je njegov politički egoizam doveo do raskola s Mazarinom i Anom Austrijskom. Njegova sestra, vojvotkinja od Longuevillea, i stara dvorska spletkarošica vojvotkinja de Chevreuse bile su ključne u njegovu otklonu od krune. Conde, samozvani spasitelj monarhije, ponovno se šepurio po dvoru kao da je već imenovan regentom. Njegov nezasitan apetit za pozicijom i napredovanjem doveo ga je do ponovnog sukoba s Anom, koju je, kako je vojvoda od Yorka primijetio u to vrijeme, "bilo je teško uplašiti i čija je hrabrost bila neustrašiva…”
Tijekom ovog razdoblja U toj fazi građanskih ratova u Francuskoj, princ Louis II. de Bourbon, princ Condéa, koji je prethodno pomogao kraljevskom dvoru u gušenju prve Fronde (Fronde parlamenta, 1648.–1649.), počeo je isticati vlastite ambicije i zahtjeve. Nakon što je dvor postao previše ovisan o njegovoj vojnoj moći, Condé je pokušao proširiti svoj politički utjecaj i dominirati regentstvom, ponašajući se gotovo kao budući suvladar ili čak regent mladome Luju XIV.
Njegova rastuća arogancija, prezir prema kraljici Ani Austrijskoj i pokušaji marginaliziranja Mazarina izazvali su kraljičinu reakciju: U siječnju 1650. Mazarin je dao uhititi Condéa, njegova brata Contija i šogora vojvodu od Longuevillea. Taj čin izazvao je novu pobunu, ovaj put predvođenu aristokracijom. Pokrenut je novi val pobuna i građanskih nemira – tj. druga Fronda – koju su podupirali dijelovi aristokracije, nezadovoljni kraljičinim osloncem na Mazarina. Vojni vođe poput vojvode od Beauforta mobilizirali su snage protiv Mazarina. U veljači 1651., Mazarin je, zbog sve jačeg otpora i sloma autoriteta, prisiljen na egzil.
U želji da ograniči Condéov utjecaj, Ana Austrijska ponovno je posegnula za diplomatskim spletkama. U suradnji sa svojom starom prijateljicom Marie de Rohan, vojvotkinjom de Chevreuse, kraljica je uspjela postići imenovanje Charlesa de l’Aubespinea, markiza de Châteauneufa za ministra pravosuđa, što je predstavljalo jasan znak protivljenja Condéovoj dominaciji. Ubrzo nakon toga, Ana Austrijska odlučila je preduhitriti otvoreni raskol i naredila je uhićenje Condéa, njegova brata Armanda de Bourbona, princa od Contija, te njihova šurjaka, muža vojvotkinje de Longueville, čime je troje istaknutih članova obitelji Bourbon-Condé završilo u zatočeništvu. 
No, ni ta mjera nije osigurala trajni mir. Mazarinova sve veća nepopularnost i kraljičino oslanjanje na represivne metode izazvali su protureakciju. Na čelu nove aristokratske koalicije, koja se formirala 1651. godine, ponovno su se našle Marie de Rohan i vojvotkinja de Longueville, sada politički još utjecajnije. Ova je koalicija uspjela izvršiti pritisak na kraljevski dvor, prisiliti Mazarina na drugi egzil (8. veljače 1651.), a kraljici nametnuti uvjete "kućnog pritvora" odnosno političke izolacije i gubitak izravnog utjecaja. Uslijed tog prevrata, prinčevi su pušteni na slobodu, a kraljevski autoritet još jednom je doveden u pitanje.
Svjestan opasnosti za sebe i za kraljevsku obitelj ako ostane, Mazarin je pobjegao iz Francuske u inozemstvo, odakle je skupljao sredstva i vojsku, dopisivao se sa stranim prinčevima i savjetovao kraljicu što učiniti i o akcijama kojima bi trebala težiti. 6. veljače 1651. uputio se u sigurnost Brühla kraj Kölna, tada dio Svetog Rimskog Carstva. 
Tijekom rujna 1651. Mazarin se potajno vraća u Francusku i pokušava bez vojske obnoviti svoj politički utjecaj, međutim, neuspješno. Nakon što je Luj XIV. proglašen je punoljetnim sa svojih 13 godina, a kako bi se umirili protivnici kardinala (Pariški parlament, velikaši, javnost), Ana Austrijska i Mazarin odlučili su da Mazarin napusti Francusku. Time su pokušali smiriti političku situaciju i sačuvati kardinalov utjecaj iz sjene. 19. prosinca 1651. Mazarin ponovno napušta Francusku, no ovaj put odlazi u Sedan gdje počinje okupljati i financirati vlastitu vojsku s ciljem povratka. 
U noći s 9. na 10. veljače 1651., razbješnjela pariška rulja provalila je u službenu kraljevsku rezidenciju, Palais-Royal, zahtijevajući da vidi mladog kralja, pretvarajući tako Luja u svojevrsnog zatočenika Fronde. Koadjutor Gondi i vojvoda od Orléansa tada podvrgavaju Luja poniženju koje nikada neće zaboraviti: usred noći naredili su kapetanu švicarske garde vojvodine kuće da osobno provjeri nalazi li se kralj doista u svome krevetu. Dovedeni do kraljeve postelje i umireni prizorom Luja koji se uvjerljivo pretvarao da spava, napustili su palaču u tišini. Ta je scena ostavila dubok dojam na mladog kralja. Prijetnja kraljevskoj sigurnosti duboko je uznemirila i Lujevu majku, regenticu Anu Austrijsku, koja je ubrzo nakon toga napustila Pariz zajedno s kraljem i dvorskom svitom.
Ubrzo nakon tih događaja, trojica prinčeva bila su oslobođena. Mazarinovo povlačenje privremeno je umanjilo napetosti, ali samo nakratko.

### Odnos Ane Austrijske i Marie de Rohan
Za razumijevanje složenosti tih odnosa treba istaknuti da su Marie de Rohan i Ana Austrijska bile su bliske prijateljice još od 1620-ih, kada je Ana bila mlada kraljica (supruga Luja XIII.), a Marie de Rohan utjecajna dvorska dama. Obje su bile španjolofilke i protivnice Richelieua (kojeg su smatrale prijetnjom španjolskom utjecaju i kraljičinoj autonomiji). Marie je bila uključena u brojne dvorske spletke i egzile, ali joj je Ana redovito opraštala i pružala zaštitu.
Nakon Richelieuove smrti, Ana Austrijska je preuzela vlast kao regentica (od 1643.) i odabrala Mazarina za glavnog ministra – što je Marie shvatila kao izdaju zajedničkih načela, jer je Mazarin, iako Talijan i formalno pro-španjolskih gledišta, djelovao centralistički i represivno. Marie je smatrala da Mazarin kontrolira kraljicu, čime je Ana izgubila nekadašnju nezavisnost. Također, Marie de Rohan, vojvotkinja de Chevreuse je podržavala oporbene aristokratske krugove i sudjelovala u intrigama koje su za cilj imale uklanjanje Mazarina, čime je postala istaknuta frondašica. Marie de Rohan je doista bila dugogodišnja protivnica Mazarina, ali, potrebno je naglasiti, njezino djelovanje (npr. tijekom opsade Pariza i, kasnije, imenovanja markiza de Châteauneufa) nije bilo formalno političko u modernom smislu — djelovala je više kroz dvorske spletke i aristokratske mreže.
Marie i Ana su bile iskrene prijateljice u mladosti, ali ih je politika razdvojila. Marie je ostala vjerna svojoj aristokratskoj nezavisnosti, dok se Ana – u očima Marie – "prodala" Mazarinu. Stoga Marie nije bila izravno protiv kraljice, već protiv njezina “zarobljeništva” pod Mazarinom.
Odnos između Marie de Rohan, vojvotkinje de Chevreuse, i kraljice Ane Austrijske bio je tijekom godina izrazito složen — isprepleten prijateljstvom, zavjerama, ljubomorom i političkim interesima. Premda su bile bliske prijateljice u mladosti, osobito tijekom Anaine marginalizacije u doba Luja XIII. i kardinala Richelieua, njihov se odnos ozbiljno narušio nakon 1643., kada je Ana postala regentica i počela vladati uz pomoć Mazarina. Marie de Rohan, koja je očekivala veći politički utjecaj u nagradu za svoju nekadašnju odanost, bila je razočarana i počela se priklanjati frondašima.
Unatoč tome, u kontekstu Fronde, osobito nakon opsade Pariza i Condéove rastuće moći, interesi Ane i Chevreuse su se privremeno poklopili. Condé je nakon uspjeha u opsadi Pariza postajao sve ambiciozniji, arogantniji i opasniji za dvor — osobito za Mazarina i regenticu. Njegova popularnost među vojskom, njegov ugled i utjecaj nad kneževima prijetili su ravnoteži vlasti.
Marie de Rohan, iako bliska krugu frondaša, nikada nije imala trajnu i vjernu lojalnost prema nekoj strani, već je uvijek djelovala iz osobnog oportunizma, složene mreže lojalnosti i neprijateljstava, pa je u tom trenutku procijenila da bi se savez protiv Condéa mogao isplatiti.
Imenovanje markiza de Châteauneufa na visoku političku dužnost (bio je kratko i ministar pravosuđa) bila je taktička odluka Ane i Mazarina, a podržala ju je i Marie de Rohan, iako su formalno bile udaljene. Châteauneuf je nekoć bio Mariein saveznik i bivši ljubavnik; podržati njegov povratak značilo je oslabiti Condéov položaj, koji je u to vrijeme zahtijevao kontrolu nad ključnim imenovanjima na dvoru.
Dakle, nije bilo izravnog pomirenja između Ane i Marie, ali je postojala prešutna, taktička koordinacija protiv zajedničkog protivnika – Condéa. U politici Fronde takve privremene suradnje među bivšim neprijateljima nisu bile rijetkost. I Ana i Marie znale su zanemariti osobne animozitete kad bi to služilo političkom cilju – u ovom slučaju, ograničavanju utjecaja princa de Condéa, koji je nakon Fronde postao ne samo vojna sila nego i politički problem.
Ana i Marie više nisu bile prijateljice, ali su imale zajednički interes u slabljenju Condéa. Njihova suradnja nije bila formalna ni javna, već više paralelna i oportunistička. Imenovanje Châteauneufa bilo je dio strategije neutralizacije Condéa, pri čemu je i Marie, iako neizravno, odigrala ulogu.

### Treća faza: Condéanska Fronda (veljača 1651. – kolovoz 1653.)
Nakon oslobađanja, Condé više nije bio saveznik krune. Osjećajući se izdan i omalovažen, stao je na čelo pobunjenih aristokrata i pokušao silom preuzeti kontrolu nad vlašću. Ironično, isti čovjek koji se prije borio za kralja, sada se otvoreno suprotstavljao dvoru.
Dodatna prijetnja stigla je izvana, kada su španjolske trupe pokrenule napad na sjeverne granice Francuske. U strahu da bi ponovno mogli biti zarobljeni u slijepoj ulici (fr. cul-de-sac) Louvrea, kraljevski je dvor započeo svoje lutanje po francuskim pokrajinama. Kraljevska obitelj, u stalnom strahu, više puta je bila prisiljena napustiti Pariz. Madame de Motteville zapisala je: Bili smo u jadnom stanju. Proračun je bio iscrpljen, krunski dragulji založeni, a službenici neplaćeni. James, vojvoda od Yorka, tadašnji izbjeglički engleski princ, zapisao je:
Ništa nije bilo tako rijetko kao novac. Francuski dvor bio je u velikim poteškoćama... Kruna je bila dovedena u krajnje žalosno stanje.
Mazarin je, svjestan osobne opasnosti, napustio zemlju i sklonio se u Köln, odakle je vodio diplomatske i političke operacije. Njegov povratak dogodio se 1652., uz pomoć vojske.
Condé, s druge strane, sklopio je savez sa Španjolskom, tradicionalnim neprijateljem Francuske, čime je izgubio mnogo domaće potpore. Njegove snage bile su poražene kod Faubourg Saint-Antoinea (1652.), i njegov politički kapital je propao.
Dana 7. rujna 1651. godine, na tzv. Kolijevci pravde (fr. lit de justice), svečano je proglašena punoljetnost kralja Luja XIV. — prema tadašnjem običajnom pravu, kraljevska se punoljetnost stjecala s navršenih 13 godina. Svi velikaši kraljevstva došli su mu odati počast, izuzev princa Condéa, koji je iz pokrajine Guyenne podigao vojsku i započeo pohod prema Parizu. Dana 27. rujna, kako bi izbjegao ponovno zatočenje u glavnom gradu, kraljevski je dvor napustio Pariz i uputio se prema Fontainebleau, a potom prema Bourgesu, gdje je bilo stacionirano 4.000 vojnika pod zapovjedništvom maršala d'Estréea. Time je otpočeo novi građanski rat koji je, prema riječima suvremenika, „trebao pomoći da se stvari razjasne“.
Dana 12. prosinca iste godine, Luj XIV. ovlastio je kardinala Mazarina za povratak u Francusku. Kao odgovor na taj čin, Pariški parlament izdao je nalog za njegovo protjerivanje te odredio otkupninu za njegovu glavu u iznosu od 150.000 livri. Suci Visokog suda tjeralicu su shvatili sasvim ozbiljno: nagrada od 150.000 livri oglašena je diljem Pariza — 10.000 livri za odsijecanje kardinalova nosa, 5.000 livri za odsijecanje uha, 30.000 livri za iskopavanje oka, a za njegovo “muško obilježje“ bilo je ponuđeno čak 50.000 livri.
Početkom 1652. godine, u borbi za prevlast sudarila su se tri tabora: kraljevski dvor — koji se u međuvremenu oslobodio nadzora što ga je uspostavio Parlament 1648. godine, sam Parlament, te naposljetku Condé i tzv. Veliki (fr. Les Grands). Condé je dominirao Parizom tijekom prvog dijela 1652., oslanjajući se osobito na mase građana koje je dijelom i manipulirao. Ipak, gubi uporišta u provinciji, a Pariz — sve manje sklon njegovoj sve očitijoj tiraniji — prisiljava ga da 13. listopada sa svojim trupama napusti grad. Neki ga vide kao ambicioznog plemića, drugi kao branitelja privilegija. Ipak, većina suvremenih i modernih povjesničara slaže se da je izgubio popularnost zbog suradnje sa Španjolcima i osobne ambicije.
Dana 21. listopada, Ana Austrijska i njezin sin, kralj Luj XIV., u pratnji svrgnutog engleskog kralja Karla II., trijumfalno se vraćaju u prijestolnicu. Apsolutizam po božanskom pravu tada počinje poprimati institucionalni zamah. Pismo koje je mladi kralj uputio Parlamentu otkriva srž te nove vlasti:
Svaka vlast pripada Nama. Primamo je isključivo od Boga i nijedna osoba, bez obzira na stalež, ne može je svojatati. [...] Poslovi pravosuđa, vojske i financija moraju ostati odvojeni; parlamentarni službenici nemaju drugu ovlast osim one koju smo im Mi milostivo povjerili radi obavljanja pravde. [...] Hoće li potomstvo moći vjerovati da su ti službenici pretendirali upravljati kraljevstvom, formirati vijeća i ubirati poreze, prisvajajući naposljetku puninu moći koja pripada samo Nama?’'
29. siječnja 1652. kardinal se vratio naoružan u Francusku. Došao je s vlastitom vojskom iz Sedana. Njegov povratak izazvao je bijes u Parizu. Pariški parlament izdao je tjeralicu za njegovu glavu s velikom novčanom nagradom (150.000 livri) i brutalnim "cjenikom za njegove udove”. 
Nakon konačne vojne i političke pobjede nad Frondom, Mazarin se trijumfalno vratio u Pariz 3. veljače 1653., zajedno s kraljem Lujem XIV. Do ljeta 1653., Fronda je bila okončana. Mazarin se vratio u Pariz, a kraljev autoritet obnovljen. Aristokracija je oslabljena, a moć središnje vlasti učvršćena.
Dana 22. listopada 1653., petnaestogodišnji Luj XIV. saziva Kolijevku pravde, na kojoj se — kršeći dotadašnju tradiciju — pojavljuje u ulozi vojskovođe, okružen gardom i bubnjarima. Taj događaj bio je važna potvrda kraljevskog trijumfa nad frondom i prijelaz prema autoritarnijem režimu. Tom je prigodom Luj XIV. proglasio opću amnestiju, protjeravši iz Pariza vodeće parlamentarce i članove kuće Condé. Što se tiče Sabora, izričito mu se zabranjuje "bilo kakvo daljnje uplitanje u državne poslove i financije”.
| Datum                | Događaj                                    | Politički kontekst |
| -------------------- | ------------------------------------------ | --- |
| 6. veljače 1651.     | Prvi odlazak iz Francuske u Brühl (Köln)   | Kralj Luj XIV. proglašen punoljetnim (13 godina). Pod pritiskom javnosti i Fronde, Ana Austrijska i Mazarin odlučuju da on napusti zemlju kako bi se smirile tenzije, ali i zadržao utjecaj iz egzila. |
| rujan 1651.          | Tajni povratak (bez vojske)                | Mazarin se potajno vraća u blizinu Pariza, pokušava bez sile ponovno steći politički utjecaj. No otpor mu onemogućuje otvoreni povratak.                                                               |
| 19. prosinca 1651.   | Drugi odlazak – bježi u Sedan              | Budući da mu politički povratak nije uspio, Mazarin napušta zemlju i povlači se u Sedan, gdje počinje regrutirati i financirati vlastitu vojsku s ciljem oružanog povratka.                            |
| 29. siječnja 1652.   | Naoružani povratak u Francusku             | Mazarin ulazi u zemlju s vojskom. Time započinje završna i nasilna faza Fronde (tzv. „Mazarinada”). Pariški parlament izdaje tjeralicu za njegovu glavu (150.000 livri), nudeći nagrade za svaki ud.   |
| srpanj–kolovoz 1652. | Mazarinova vojska biva privremeno poražena | Nakon krvavih borbi oko Pariza, situacija se ponovno zaoštrava. Iako je kralj uz njega, javno mnijenje i plemstvo se još odupiru.                                                                      |
| 4. veljače 1653.     | Trijumfalni povratak u Pariz s kraljem     | Nakon konačne vojne i političke pobjede nad Frondom, Mazarin ulazi u Pariz s Lujem XIV. Njegov autoritet je obnovljen. Fronda završava.                                                                |

### Posljedice Fronde
Fronde je oblikovala karakter Luja XIV. Duboko je zamrzio Pariz, aristokraciju i sve što je mirisalo na anarhiju. Nikada nije zaboravio bijedu djetinjstva: glad, poniženje, bijegove i opasnost. 
Upravo zbog tih rana odlučio je izgraditi palaču u Versaillesu i ondje uspostaviti dvor, daleko od prijestolnice. Versailles je bio simbol njegove apsolutne kontrole i političkog genija: aristokraciju je vezao uz dvor protokolima i ceremonijama, a pravu vlast zadržao u svojim rukama.
Kraljica Ana Austrijska ostala je snažna zagovornica kraljevske vlasti, iako je često imala radikalnije stavove od Mazarina, koji je morao koristiti sav svoj diplomatski talent kako bi ublažio njezine mjere. Ana Austrijska odigrala je ključnu ulogu u slomu Fronde, jer joj je glavni cilj bio prenijeti apsolutnu vlast na svoga sina. Istodobno, većina pobunjenih prinčeva odbijala je surađivati s kardinalom Mazarinom, koji je zbog toga na nekoliko godina bio prisiljen otići u egzil. Frondeuri su tvrdili da djeluju u ime mladoga kralja i za njegovo istinsko dobro – protiv njegove majke i kardinala. Doista, Ana Austrijska bila je u vrlo bliskom odnosu s Mazarinom, a mnogi su suvremenici vjerovali da je između njih sklopljen tajni brak, kojim je kardinal postao svojevrsni očuh Luja XIV.
Međutim, Lujevo punoljetstvo i kasnija krunidba lišili su frondeure bilo kakvog uvjerljivog izgovora za nastavak pobune. Pokret je postupno gubio snagu i konačno se ugasio 1653. godine, kada se Mazarin trijumfalno vratio iz progonstva. Od toga trenutka, pa sve do svoje smrti, Mazarin je bez izravnog nadzora Ane Austrijske – koja više nije bila regentica – upravljao vanjskom i financijskom politikom Francuske.
U tom razdoblju Luj XIV. se zaljubio u Mazarinovu nećakinju, Marie Mancini. Međutim, Ana Austrijska i sam Mazarin odlučili su prekinuti tu vezu: Marie je udaljena s dvora i ubrzo udana u Italiji. Iako je Mazarin možda isprva bio u iskušenju da svoju nećakinju uda za kralja, kraljica Ana Austrijska bila je odlučno protiv toga. Naime, željela je svoga sina povezati brakom s kćeri svoga brata, španjolskog kralja Filipa IV., iz dinastičkih i političkih razloga. Mazarin je uskoro prihvatio njezin stav, shvativši da njegova moć i vanjskopolitički planovi ovise o sklapanju mira sa Španjolskom iz čvrste pregovaračke pozicije – što je uključivalo i španjolski brak.
Osim toga, Mazarin nije imao povjerenja u Marie Mancini i njihovi odnosi bili su narušeni, što ga je dodatno učvrstilo u odluci da se odrekne te mogućnosti. Ni Lujeve suze ni molbe nisu omele njegovu majku da ustraje u svom naumu. Španjolski brak smatran je ključnim ne samo za završetak rata između Francuske i Španjolske, nego i zato što će se većina Lujevih vanjskopolitičkih ambicija u sljedećih pedeset godina temeljiti upravo na tom braku. U konačnici, upravo će tim bračnim savezom španjolsko prijestolje pripasti dinastiji Bourbon, koja njime vlada sve do danas.
Fronde je, ukratko, bila posljednji pokušaj francuske aristokracije da ograniči kraljevsku vlast. Luj XIV. je iz toga izašao s odlučnošću da više nikada neće dopustiti takvu slabost – što će definirati njegovu vladavinu kao apsolutističku u punom smislu riječi.

## Brak i dinastičke veze

### Brak s Marijom Terezijom Austrijskom
Nakon sloma Fronde (građanskih ratova u Francuskoj između 1648. i 1653.), kraljičina majka i regentica Ana Austrijska nastojala je osigurati političku stabilnost i međunarodni ugled Francuske putem dinastičkih saveza. Njezin najveći cilj bio je da njezin sin, mladi kralj Luj XIV., ojača vezu s Habsburzima udajom za španjolsku infantkinju. Smatrala je da je najprikladnija nevjesta njezina nećakinja i Lujeva sestrična — Marija Terezija, najstarija kći španjolskog kralja Filipa IV..
Godine 1657., devetnaestogodišnji Luj već je bio u ljubavnoj vezi s Marie Mancini, nećakinjom moćnog kardinala Julesa Mazarina, koji je tada bio glavni ministar Francuske. Iako je veza između kralja i Marie bila iskrena i obostrana, ona je naišla na protivljenje s dvora. Raison d'état (državni interes) i majčine odlučne opomene prevagnule su nad mladenačkom ljubavnom aferom (fr. affaire de cœur), pa je kralj bio prisiljen odreći se Marie Manzini.

### Politička pozadina braka
U jesen 1658., nakon višegodišnjih sukoba između Francuske i Španjolske, Filip IV. pokazao je spremnost da sklopi mir, između ostaloga i kroz udaju svoje kćeri. Formalni pregovori o miru i braku započeli su početkom 1659. u Parizu, a nastavili se na Otok fazana na rijeci Bidasoi, simboličnom graničnom mjestu između dviju kraljevina. Tamo je potpisan Pirenejski mir, čime su postavljeni temelji dinastičkog braka između francuskog kralja i španjolske infante.
Dana 7. studenoga 1659., Španjolci pristaju potpisati Pirenejski mir, kojim se utvrđuju granice između Francuske i Španjolske. U sklopu tog mira, Luj XIV. prihvaća – htio to ili ne – jednu od ključnih odredbi ugovora: brak s infantkinjom Marijom Terezijom Austrijskom, kćeri španjolskog kralja Filipa IV. i francuske princeze Elizabete Francuske.
Brak Luja XIV. i Marije Terezije od Austrije bio je politički dogovor između dviju vodećih katoličkih monarhija 17. stoljeća – Francuske i Španjolske – sklopljen kao dio Pirenejskog mira iz 1659. godine, kojim je završen dugogodišnji francusko-španjolski sukob. Sam čin vjenčanja imao je snažnu simboliku pomirenja i mira, a brak je imao primarno diplomatsku svrhu kao dio mirovnih uvjeta za okončanje  Tridesetogodišnjeg rata.
Mlada je bila Marija Terezija Habsburška, kći Filipa IV. Španjolskog i Elizabete od Francuske, dok je mladoženja bio Luj XIV., Kralj Sunce, sin Luja XIII. i Ane Austrijske.
Zaručnici su bili dvostruki prvi rođaci (fr. cousins germains doubles): Ana Austrijska bila je sestra španjolskog kralja Filipa IV., dok je Elizabeta, Marijina majka, bila sestra francuskog kralja Luja XIII., dakle Lujeva tetka. Time su Marija Terezija i Luj XIV. dijelili obje grane loze – bourbonsku i habsburšku – što je brak činilo izrazito dinastički zatvorenim, ali politički korisnim. To je bila vrlo rijetka, ali ne i neobična pojava u dinastičnim brakovima habsburško-bourbonske Europe.
Luj XIV. upoznao je svoju buduću suprugu svega tri dana prije vjenčanja. Marija Terezija nije govorila francuski, no brak je konzumiran već prve bračne noći. Prema nekim izvorima, sam čin konzumacije odvijao se pred svjedocima, kako je tada nalagao običaj na kraljevskom dvoru, dok drugi izvori ističu da je ovaj put iznimno izostalo uobičajeno svjedočenje.
Važno je napomenuti da je Marija Terezija prilikom sklapanja braka morala formalno odustati od svojih prava na španjolsko prijestolje. Zauzvrat, Filip IV. obvezao se isplatiti tzv. miraz od 500.000 zlatnih ekua u tri rate. U doba Luja XIV., jedan écu d’or bio je zlatnik mase oko 3,5 g čistog zlata. Prema tome, 500.000 zlatnih ekua bila je ogromna svota — milijunski iznos u današnjim vrijednostima (procjenjuje se da bi to bilo više od 100 milijuna eura u suvremenoj kupovnoj moći). Međutim, taj iznos nikada nije isplaćen u cijelosti. Prema dogovoru, neisplata miraza značila je da odricanje Marije Terezije od prava na španjolsko nasljeđe gubi pravnu valjanost, što će kasnije poslužiti kao formalni temelj za Lujevu dinastičku tvrdnju na španjolsku krunu i izbijanje Rata za španjolsko nasljeđe (1701.–1714.).

### Vjenčanje Kralja Sunca i Španjolske infante
9. lipnja 1660. pod svodom crkve svetoga Ivana Krstitelja u Saint-Jean-de-Luzu, između morskih valova atlantske obale i šume zastava dviju moćnih monarhija, odvijala se jedna od najsvečanijih ceremonija 17. stoljeća — vjenčanje Luja XIV., tada sedamnaestogodišnjeg francuskog kralja, s Marijom Terezijom, španjolskom infantom i kćeri moćnog Filipa IV. Habsburga.
Saint-Jean-de-Luz, baskijski gradić na atlantskoj obali, odabran upravo zbog blizine granice i simbolike mira, pretvoren je u pozornicu diplomacije i sjaja. Danima je vrvio plemstvom, vojnicima, svećenstvom i narodnim svijetom. Ulice su bile okićene girlandama i tkaninama u kraljevskim bojama — modroj, grimiznoj i zlatnoj — a zrak je bio prožet mirisom tamjana, baruta i pomade. S obje strane granice, Francuska i Španjolska poslala su svoje najslavnije dostojanstvenike. Prisutni su bili kardinali, knezovi, markizi, diplomati, pa i španjolski poslanik Don Luis de Haro, suparnik kardinala Mazarina.
U crkvi, još uvijek postojećoj u izvornom obliku, kraljevska loža bila je izrađena od pozlaćenog drva, iznad koje je visjela tapiserija s prikazom Svete Obitelji, kao simbol obiteljske svetosti i političke savezne plodnosti. Svečani obred predvodio je biskup Bayonnea, u nazočnosti visokog klera.
Marija Terezija, nježna i pobožna, došetala je do oltara odjevena u bogatu bijelu haljinu satkanu od španjolske svile, sa zlatnim vezom u obliku ljiljana — francuskog kraljevskog simbola. Na glavi je nosila dragocjenu čipkastu mantilu, dar španjolske kraljice-majke, a na grudima je blistao križ od smaragda i dijamanata. Njezina pojava izazvala je tišinu i zanos: opisana je kao „nježna i ozbiljna, s očima u kojima se nazire spokoj Habsburga, ali i slutnja buduće patnje.“
Luj XIV., iako mlad, već je pokazivao onu karizmatičnu teatralnost po kojoj će biti poznat. Odjeven u kraljevsku odoru izrađenu od zlatnog brokata, s dugim plaštem obrubljenim hermelinom, nosio je visoke crne čizme i mač s gravurom francuske krune. Izvori kažu da je bio „živahan, ali dostojanstven, kao da već zna da je rođen da vlada.“
Tijekom mise, dok su orgulje svirale Te Deum, mladenci su razmijenili zavjete. Na koncu obreda, zvonici su oglasili savez dviju kruna, dok je narod klicao u euforiji.

### Svečani doček i simbolika mira
Nakon ceremonije, slijedilo je veličanstveno slavlje. Banket je održan u privremeno podignutom paviljonu ispred crkve, ukrašenom tapiserijama iz Gobelinskih manufaktura. Gozba se sastojala od divljači, ribe, voća iz Versajskih staklenika i čokoladnog napitka, tada rijetke luksuzne delicije španjolskoga dvora.
Jedan od najsnažnijih simbola tog trenutka bio je Most Bijelih žena (Pont de la Conférence), privremeni most podignut iznad rijeke Bidassoa, točno na granici dviju zemalja. Na tom su mostu nekoliko dana ranije kraljevi pregovarali i razmijenili poklone, a njega su kasnije odmah srušili — kao znak da je most odigrao svoju ulogu i da mir sad počiva u osobama kraljevskog para.
Iako brak nije bio osobito sretan — Marija Terezija je trpjela brojne kraljeve nevjere, uključujući poznate ljubavnice kao što su Madame de Montespan — njihov savez ostao je simbol političke i dinastičke ambicije 17. stoljeća, gdje je osobna sudbina bila podređena interesima krune.

## Osobni život i dvorski krug

### Ličnost
„Portret Luja XIV.” zauzima istaknuto mjesto u Memoarima vojvode od Saint-Simona (381 stranica u izdanju Boislisle iz 1916.). Za tog znamenitog memorijalista, čitav kraljev „karakter” proizlazi iz njegove temeljne osobine – oholosti, poticane stalnim ulizivanjem kojemu je bio izložen, te iz njegova duha koji je, kako piše, „ispod prosjeka [...] ali sposoban oblikovati se i profiniti”.
Prema modernom povjesničaru Thierryju Sarmantu, kraljeva oholost proizlazi iz osjećaja pripadnosti najstarijoj, najmoćnijoj i najplemenitijoj europskoj dinastiji – Kapetovićima – te iz samopouzdanja u vlastitu sposobnost upravljanja državom koju je stekao nakon nesigurnih početaka.
Neki suvremenici, poput vojvode od Berwicka, isticali su njegovu uljudnost, a šogorica Madame Palatine njegovu ljubaznost. Luja XIV. prema svojim slugama postupa s poštovanjem, a Saint-Simon bilježi da su „njegovu smrt oplakivali tek niži dvorski sluge i rijetki drugi”.
Njegov najpovjerljiviji čovjek bio je osobni sobar Alexandre Bontemps, organizator njegova tajnog braka s Madame de Maintenon, te jedan od rijetkih svjedoka tog čina.
Unatoč nadimku „Kralj Sunce”, Luj je bio po prirodi sramežljiv, što je zajednička osobina s njegovim ocem Lujem XIII. i nasljednicima Lujem XV. i Lujem XVI. Bojao se sukoba i scena, zbog čega se okruživao sve povučenijim i poslušnijim ministrima, poput Boucherata, d'Aligrea i ponajviše Chamillarta, koji je uživao njegovu posebnu naklonost. Istinsku sigurnost osjećao je samo u uskom krugu članova obitelji, dvorskih službenika, dugogodišnjih ministara i nekoliko velikih plemića.
S godinama je naučio obuzdati svoju sramežljivost – premda je nikad nije potpuno nadvladao – pretvarajući je u dojam samokontrole. Kroničar Primi Visconti, pišući krajem 17. stoljeća, svjedoči: „U javnosti je pun ozbiljnosti i posve drukčiji nego u privatnosti. Kada sam se našao u njegovoj sobi s drugim dvorjanima, više sam puta zamijetio da, ako se vrata slučajno otvore ili ako izlazi van, odmah promijeni držanje i izraz lica, kao da nastupa na kazališnoj pozornici.”
Luj XIV. govorio je sažeto i volio je sam donijeti odluke nakon razmišljanja. Jedna od njegovih poznatih fraza bila je: „Vidjet ću”, kojom je često odgovarao na različite molbe.
Kralj je čitao manje od prosječno obrazovanih suvremenika, ali je volio slušati kako mu se knjige čitaju. Posebno je uživao u razgovoru, a jedan od njegovih omiljenih sugovornika i čitača bio je Jean Racine, kojemu je priznao „poseban dar da istakne ljepotu djela”. Racine mu je, između ostalog, čitao *Živote slavnih ljudi* Plutarha.
Od 1701. Luj XIV. počinje stvarati vlastitu biblioteku rijetkih knjiga, među kojima su se nalazili: *Elementi politike* Thomasa Hobbesa, *Savršeni knez* Jeana Bauduina, *Portret političkog upravitelja* Mardaillana i *Kraljevska desetina* Vaubana.

### Ljubavnice i ljubimice
Luj XIV. imao je brojne ljubavnice, među kojima su bile Louise de La Vallière, Athénaïs de Montespan, Marie-Élisabeth de Ludres, Marie Angélique de Fontanges te madame de Maintenon — koju je, nakon smrti kraljice, navodno potajno oženio tijekom noći s 9. na 10. listopada 1683., u prisustvu isusovca oca de La Chaisea, koji je podijelio bračni blagoslov.
Već kao mladić, sa svojih 18 godina, kralj se zaljubio u Marie Mancini, nećakinju kardinala Mazarina. Njihova strastvena veza potaknula je mladog kralja da razmotri brak, što ni njegova majka ni Mazarin nisu htjeli dopustiti. Luj je tada zaprijetio da će se odreći krune zbog ove Talijanke, odgojene u francuskom duhu. Slomljen, zaplakao je kada je Marie morala napustiti dvor, na inzistiranje svog ujaka — koji je istodobno bio i kraljev kum, prvi ministar kraljevstva i visoki crkveni knez. Mazarin je umjesto toga radije udao kralja za svoju štićenicu, španjolsku infantu. Jean Racine je 1670. inspiraciju za svoju tragediju Bérénice pronašao upravo u toj vezi.
Kasnije je kralj dao izgraditi tajna stubišta u Versaillesu kako bi mogao posjećivati svoje ljubavnice. Te su veze izazvale negodovanje među članovima Družbe Presvetog Sakramenta, pobožnog kršćanskog društva. Bossuet i madame de Maintenon pokušali su potaknuti kralja na kreposniji život.
Iako je volio žene, Luj XIV. je bio svjestan da državne dužnosti uvijek moraju imati prednost. U svojim memoarima zapisao je: „Vrijeme koje posvećujemo ljubavi nikada ne smije biti na štetu državnih poslova.” Imao je i određeno nepovjerenje prema utjecaju koji žene mogu imati na njega; jednom je prilikom odbio udijeliti čast osobi koju je podržavala madame de Maintenon, rekavši: „Ne želim da se ona u to miješa.”
Poznato je najmanje petnaest kraljevih ljubavnica i favoritkinja prije njegova morganatskog braka s madame de Maintenon:
- Marie Mancini, nećakinja kardinala Mazarina, kasnije udana za kondetabla Colonne[72]
- Olympe Mancini, grofica od Soissonsa (1655.), sestra prethodne[73]
- Henrietta od Engleske, kraljeva šogorica — njezin status ljubavnice osporavaju povjesničari poput Jean-Christiana Petitfilsa, koji tvrdi da je riječ o platonskoj vezi[74]
- Louise de La Vallière, vojvotkinja od La Vallièrea i Vaujoursa (1644.–1710.), bila je u vezi s kraljem od 1661. do 1667.[75]
- Catherine Charlotte de Gramont, princeza od Monaka, supruga kneza Monaka[76]
- Françoise-Athénaïs de Rochechouart de Mortemart, markiza de Montespan (1667.–1681.)[77]
- Bonne de Pons, markiza d’Heudicourt (1665. ili 1666.)
- Anne-Julie de Rohan-Chabot, princeza od Soubisea (1674.–1676.)[78]
- Marie-Élisabeth de Ludres (1676.–1677.)[79]
- Lydie de Rochefort-Théobon[80]
- Marie Angélique de Scoraille de Roussille, markiza pa vojvotkinja od Fontangesa (†1681.), poznata kao „mademoiselle de Fontanges”[81]
- Claude de Vin des Œillets, poznata kao „mademoiselle des Œillets”
- Charlotte-Éléonore de La Mothe-Houdancourt[82]
- Françoise d'Aubigné, markiza de Maintenon, udovica pjesnika Paula Scarrona, poznata i kao „lijepa Indijanka”, s kojom se Luj XIV. potajno vjenčao nakon smrti kraljice[83]

Voltaire je u svom djelu Doba Luja XIV. zapisao: „Zanimljivo je kako javnost kralju oprašta sve njegove ljubavnice, ali mu ne oprašta ispovjednika.” Time je aludirao na kraljeva posljednjeg ispovjednika, Michel Le Telliera, kojem je satirična pjesma pripisivala autorstvo kontroverzne bule Unigenitus.

### Djeca Luja XIV.
Luj XIV. i njegova supruga Marija Terezija od Španjolske imali su šestero djece iz braka sklopljenog 1660. godine, ali samo je jedno dijete, najstariji sin, doživjelo odraslu dob: Luj, poznat kao Veliki dauphin ili Monseigneur. Marija Terezija umrla je 1683., a Luj je tada izjavio kako mu “nikada nije zadala bol – osim svojom smrću”.
Unatoč znakovima privrženosti na početku braka, Luj nije bio vjeran Mariji Tereziji. Imao je niz ljubavnica, i službenih i neslužbenih. Među bolje dokumentiranima su: Louise de La Vallière (s kojom je imao petero djece; 1661.–1667.), Bonne de Pons d’Heudicourt (1665.), Catherine Charlotte de Gramont (1665.), Françoise-Athénaïs, markiza de Montespan (s kojom je imao sedmero djece; 1667.–1680.), Anne de Rohan-Chabot (1669.–1675.), Claude de Vin des Œillets (jedno dijete rođeno 1676.), Isabelle de Ludres (1675.–1678.) i Marie Angélique de Scorailles (1679.–1681.), koja je umrla u 19. godini pri porodu. Kroz ove veze, Luj je imao brojne izvanbračne potomke, od kojih je mnoge udao ili oženio unutar kadetskih grana kraljevske obitelji.
Luj je pokazao znatno veću vjernost svojoj drugoj ženi, Françoise d’Aubigné, markiza de Maintenon. Prvi put ju je susreo dok se brinula o njegovoj djeci s markizom de Montespan, osobito o njegovu miljeniku Luju Augustu, vojvodi od Mainea. Isprva ga je odbijala njezina stroga religioznost, ali je s vremenom stekla njegovu naklonost zbog brige o djeci.
Nakon što je 20. prosinca 1673. godine priznao djecu rođenu u vezi s markizom de Montespan, Françoise d’Aubigné postala je kraljevska guvernanta u Saint-Germainu. Kao guvernanta, bila je jedna od rijetkih osoba koje su s kraljem mogle razgovarati ravnopravno i bez ograničenja. Vjeruje se da su se tajno vjenčali u Versaillesu oko 10. listopada 1683. ili u siječnju 1684. godine. Taj brak, iako nikada službeno objavljen ni potvrđen, bio je javna tajna i trajao je do kraljeve smrti.
Luj XIV., poznat i kao "Kralj Sunce", imao je brojnu djecu – kako zakonitu tako i izvanbračnu – s različitim plemkinjama svoga dvora. Djeca su često korištena u političke svrhe, za sklapanje brakova i jačanje saveza. Iako su mnoga umrla u djetinjstvu, nekoliko ih je ostavilo dubok trag u francuskoj povijesti.

#### Zakonita djeca s kraljicomMarijom Terezijom od Španjolske
1. Luj od Francuske, poznat kao *Veliki Dofen* (*1. studenoga 1661. – †14. travnja 1711.)
2. Ana Elizabeta od Francuske (*18. studenoga 1662. – †30. prosinca 1662.)
3. Marija Ana od Francuske (*16. studenoga 1664. – †26. prosinca 1664.)
4. Marija Terezija od Francuske (1667.–1672.) (*2. siječnja 1667. – †1. ožujka 1672.)
5. Filip Karlo od Francuske (*11. kolovoza 1668. – †10. srpnja 1671.), vojvoda od Anjoua
6. Luj Franjo od Francuske (*14. lipnja 1672. – †4. studenoga 1672.), također vojvoda od Anjoua

#### SLouise de La Vallière(kraljevom prvom istaknutom ljubavnicom):
1. Charles de La Baume Le Blanc (*19. studenoga 1663. – †1665.)
2. Philippe de La Baume Le Blanc (*7. siječnja 1665. – †1666.)
3. Louis de La Baume Le Blanc (*1665. – †1666.)
4. Marija Ana od Bourbona, poznata kao gospođica od Bloisa (*1666.–1739.); udana za Luja Armanda I., princa od Contija
5. Luj od Bourbona, grof od Vermandoisa (*2. listopada 1667. – †18. studenoga 1683.)

#### SFrançoise-Athénaïs, markiza de Montespan(najpoznatijom kraljevom ljubavnicom):
1. Luj August od Bourbona, vojvoda od Mainea (1670.–1736.)
2. Luj Cezar od Bourbona, grof od Vexina (*1672. – †10. siječnja 1683.)
3. Louise Françoise od Bourbona, gospođica od Nantesa (1673.–1743.); udana za Luja III., princa od Condéa
4. Louise Marie od Bourbona (12. studenoga 1674. – †15. rujna 1681.)
5. Françoise Marie od Bourbona, gospođica od Bloisa (1677.–1749.); udana za Filipa II., vojvodu od Orléansa, budućeg regenta Francuske
6. Luj Aleksandar od Bourbona, grof od Toulousea (1678.–1737.)

#### SMarie Angélique de Scorailles, poznatom kao gospođica od Fontangesa:
1. sin (rođen i umro 1679.)

### Fizionomija
Često se tvrdilo kako kralj nije bio osobito visok. Godine 1956. Louis Hastier je, na temelju dimenzija oklopa koji mu je 1668. poklonila Mletačka Republika, zaključio da nije mogao biti viši od 1,65 m. No ta se procjena danas dovodi u pitanje, budući da je riječ o počasnom daru koji vjerojatno nije bio izrađen prema njegovim osobnim mjerama, nego prema tadašnjim standardima — i nije bio namijenjen nošenju, osim možda u slikama s antičkom tematikom.
Nekoliko suvremenih izvora opisuje kralja kao osobu otmjene pojave, što sugerira da je za svoje doba imao najmanje prosječnu visinu i proporcionalnu građu. Madame de Motteville navodi kako je na susretu dvora Francuske i Španjolske na Otok fazana u lipnju 1660., španjolska infanta gledala mladog Luja sa simpatijom i „posebnom pozornošću zbog njegova lijepog držanja”, jer je svojom visinom „čitavu glavu nadvisivao dvojicu ministara – Mazarina s jedne i don Luisa de Haroa s druge strane”.
Konačno, svjedočanstvo Françoisa-Josepha de Lagrange-Chancela, dvorskog službenika princeze Palatinske, kraljeve šogorice, navodi točnu mjeru: „Pet stopa i osam palaca visine”, što odgovara otprilike 1,84 m.

### Neslužbeni imidž
Osim službenih prikaza, Lujevi su podanici njegov imidž promišljali i kroz neslužbeni diskurs: potajne publikacije, pučke pjesme i glasine, koji su nudili alternativnu interpretaciju kralja i vlasti. Često su isticali patnje izazvane lošom upravom, ali i nadu da će kralj, oslobodivši se štetnog utjecaja ministara i ljubavnica, preuzeti stvarnu vlast. Peticije kralju ili njegovim ministrima često su koristile tradicionalnu ikonografiju i retoriku monarhije. Ove različite interpretacije bile su proturječne, što odražava spoj svakodnevnog iskustva naroda s idejom monarhije.

### Ljubav prema baletu
Luj je volio francuski balet i često je nastupao u dvorskim baletima tijekom prve polovice svoje vladavine. Izveo je oko 80 uloga u 40 velikih baleta, što se približava karijeri profesionalnog plesača.
Uloge koje je birao bile su raznolike i strateške. Nastupio je u tri Molierove komedije-balete: kao Egipćanin u Le Mariage forcé (1664.), Maur u Le Sicilien (1667.) i kao Neptun i Apolon u Les Amants magnifiques (1670.).
Često je igrao kraljevske ili božanske uloge (Apolon, Neptun, Sunce), no znao bi se pojaviti i u običnim ulogama, da bi se na kraju pojavio kao središnji lik. Uvijek je unosio dovoljno kraljevske raskoši i privlačio pažnju svojom izvedbom. Balet mu nije služio samo za propagandu – brojnost i raznolikost uloga ukazuju na dublje razumijevanje i iskren interes za tu umjetnost.Needham, Maureen. 1997. Louis XIV and the Académie Royale de Danse, 1661: A Commentary and Translation. Dance Chronicle. 20 (2): 173–190. doi:10.1080/01472529708569278
Balet je Luj koristio i kao politički instrument. Uveo ga je u dvorski život i usmjerio pažnju plemstva na pravilno izvođenje, odvraćajući ih time od političkih ambicija. Godine 1661. osnovao je Kraljevsku baletnu akademiju kako bi dodatno učvrstio svoju moć. Njegov učitelj Pierre Beauchamp razvio je notacijski sustav kojim su se bilježile koreografije, a koji je Raoul Auger Feuillet objavio 1700. pod nazivom Choregraphie. Taj napredak imao je velik utjecaj na širenje francuske kulture u Europi.
Luj je posebno naglašavao baletnu etiketu, što se vidi u la belle danse (plemenitom francuskom stilu). Za ovu su plesnu formu bile potrebne iznimne vještine koje su oponašale dvorsko ponašanje, čime se podsjećalo na kraljevu apsolutnu vlast. Svi su pokreti sažeti u pet osnovnih pozicija tijela koje je kodificirao Beauchamp.

### Rad i svakodnevica
Luj XIV. je svakodnevno radio oko šest sati: između dva i tri sata ujutro te isto toliko poslijepodne, ne računajući dodatno vrijeme koje je posvećivao razmišljanju, izvanrednim poslovima, sudjelovanju na raznim vijećima te tzv. liaisse — privatnim razgovorima oči u oči s ministrima ili veleposlanicima.
Kralju je bilo važno biti upućen u mišljenje svojih podanika. Osobno je odlučivao o molbama za pomilovanja kako bi izravno stjecao uvid u stanje naroda kojim vlada.
Deset godina nakon što je preuzeo vlast, zapisuje:
„Ovo je deseta godina kako, po svemu sudeći, hodam istim putem; slušajući i one najskromnije među svojim podanicima; znajući u svakom trenutku broj i stanje svojih trupa i utvrda; neprestano izdajući zapovijedi za njihove potrebe; neposredno komunicirajući s inozemnim ministrima; primajući i čitajući depeše; osobno sastavljajući dio odgovora te svojim tajnicima diktirajući sadržaj preostalih.”
Iako povjesničar François Bluche priznaje postojanje „instinktivnih, implicitnih i intuitivnih suglasja između suverena i njegovih podanika”, ističe i „relativnu nedostatnost izravnih odnosa između vlasti i podložnika Njegovog Veličanstva”.

### Djela Luja XIV.
Memoari za pouku prijestolonasljednika (fr. Mémoires pour l’instruction du Dauphin, doslovno: Misli o političkom odgoju prijestolonasljednika): Politička autobiografija Luj XIV. nastajala je od 1670. godine i bila je namijenjena pouci prijestolonasljednika u tajne političke vladavine. U djelu kralj obrazlaže i prosuđuje svoje prve godine vlasti. Obuhvaća memoare iz godina 1661., 1662., 1666., 1667. i 1668., razmišljanja o kraljevskoj službi iz 1679. te političke savjete unuku Filipu V. Španjolskom iz 1700. godine. Nisu to samo prikazi događaja, već i živo svjedočanstvo o svjetonazoru i realizmu apsolutnog monarha. Pred kraj svoje vladavine, Luj XIV. je želio spaliti rukopise u kaminu, no zahvaljujući odlučnom djelovanju vojvode de Noaillesa i njegovoj vještini da ga od toga odgovori, rukopisi su spašeni. Godine 1749. vojvoda ih je predao Kraljevskoj biblioteci.
Način razgledavanja vrtova Versaillesa (fr. Manière de montrer les jardins de Versailles): Ovaj vodič pruža vrlo osoban uvid u narav kralja. Kraljevske vrtove, koje je oblikovao André Le Nôtre, nije krasila samo ljepota, već i politička poruka: oni su služili kao simbol moći i reda države. Budući da je Luj XIV. iznimno volio svoje vrtove, osobno je sastavio ove upute kako bi se šetnja vrtovima mogla odvijati logičkim redoslijedom i time pojačao umjetnički dojam. Poznato je šest različitih verzija ovog vodiča.

## Umjetnost i prikaz

### Prikaz i ikonografija
Malo je vladara u svjetskoj povijesti koji su sebe ovjekovječili u jednako veličanstvenom obliku kao što je to učinio Luj XIV. Njegovao je svoj imidž “Kralja Sunca” (le Roi Soleil), središta svemira “bez premca”. Korištenjem dvorskih rituala i umjetnosti potvrđivao je i učvršćivao svoju moć nad Francuskom. Uz njegovu potporu, Colbert je već od početka Lujeve samostalne vladavine uspostavio centralizirani i institucionalizirani sustav stvaranja i održavanja kraljevskog imidža. Kralj je tako prikazivan uglavnom u svečanoj veličini ili u ratnoj slavi, osobito u sukobima sa Španjolskom. Takav prikaz nalazio se u brojnim umjetničkim medijima: slikarstvu, kiparstvu, kazalištu, plesu, glazbi i almanasima koji su širili kraljevsku propagandu među narodom.

### Kralj Sunce
Ovu drugu pobjedu cijela Francuska dočekuje s oduševljenjem. Grad Pariz daruje Luju nadimak Veliki. Razlog za to oduševljenje se nalazi u stjecanju statusa najveće europske velesile, pošto niti ulazak u rat Svetog Rimskog Carstva i Španjolske tijekom ovog drugog rata nije spasio Nizozemce od poraza. Tijekom svog tog narodnog oduševljenja koje traje prilično dugo 1682. godine kralj premješta svoje sjedište iz Pariza u Versailles. Osamdesete godine sedamnaestog stoljeća je vrijeme kada svi žele biti viđeni s kraljem. Francuski plemići toga doba bore se za čast da nose svijeću pred Lujem kada on odlazi na noćni počinak. Zajedno s mržnjom prema Parizu koji ga je bio zarobio, ovo prisustvo plemića u skupom sjaju Versaillesa postaje osnovni razlog za njegovu gradnju. Svi prisutni tamo troše enormne svote novca na razne luksuzne stvari kako bi mogli što bolje izgledati na dvoru. Tim potezom oni su ostajali bez potrebnih prihoda za organiziranje protudržavnih buna i zavjera. U tom razdoblju vrhunca svoje moći Luj XIV. ukida prava hugenota i počinje ih nemilosrdno proganjati. Iako taj potez ima očite nehumane posljedice on ima i jednu dobru u tome što su tražeći svoj vjerski mir mnogi od njih izabrali naseljavanje dotada praznih francuskih kolonija.

### Razvoj kraljevskog portreta
Tijekom života, Luj je naručio brojne umjetničke radove, uključujući više od 300 službenih portreta. Već najraniji prikazi prikazuju dječaka-kralja kao veličanstveno kraljevsko utjelovljenje Francuske, u skladu s tadašnjim slikarskim konvencijama. Idealizacija vladara nastavila se i kasnije, izbjegavajući prikaz posljedica velikih boginja koje je prebolio 1647. U 1660-ima Luj se počinje prikazivati poput rimskog cara, boga Apolona ili Aleksandra Velikog, što je vidljivo u djelima Charlesa Le Bruna u kiparstvu, slikarstvu i dekoraciji značajnih građevina.[nedostaje izvor]
Veličanstveni prikazi kralja u alegorijskim ili mitološkim obličjima slijedili su tradiciju historiografskog portretiranja prisutnu još od renesanse.Neuman, Robert. 2013. Baroque and Rococo Art and Architecture. Pearson Education. str. 317. ISBN 978-0-205-94951-9 Najbolji primjer je Hyacinthe Rigaudov portret Luja XIV. iz 1701., na kojem 63-godišnji Luj stoji na nogama neuobičajeno mladenačkog izgleda.
Taj portret smatra se vrhuncem kraljevske portretistike pod Lujem. Iako je Rigaud precizno prikazao kraljev lik, portret nije imao za cilj realizam ni psihološku analizu. Rigaud je bio usredotočen na detalje, precizno prikazujući odjeću, uključujući i kopču na cipeli.Schmitter, Amy M. 2002. Representation and the Body of Power in French Academic Painting. Journal of the History of Ideas. 63 (3): 399–424. doi:10.1353/jhi.2002.0027
Namjera portreta bila je proslaviti monarhiju. Izvorni portret, danas u Luvru, prvotno je trebao biti poklon unuku, Filipu V. Španjolskom. No Luj je bio toliko zadovoljan djelom da ga je zadržao, a unuku poslao kopiju. Portret je postao model za francusko kraljevsko i carsko portretiranje sve do vremena Karla X.. Rigaud ističe Lujev uzvišeni status kroz elegantan stav, ponosni izraz lica, regalije i prijestolje, raskošni plašt s fleur-de-lis motivima te uspravan stup u pozadini, koji uokviruje prikaz kraljevske moći.

### Ostala umjetnička djela
Uz portrete, Luj je 1680-ih naručio najmanje 20 kipova sebe, postavljenih u Parizu i pokrajinama kao fizičke manifestacije njegove vlasti. Angažirao je i “ratne umjetnike” da ga prate u vojnim pohodima i dokumentiraju njegove pobjede. U znak podsjećanja na te uspjehe, podizao je trajne trijumfalne lukove u Parizu i pokrajinama – prvi put od propasti Rimskog Carstva.
Lujeva vladavina obilježila je i razvoj umjetnosti medalja. Dok su vladari 16. stoljeća izdavali medalje u malom broju, Luj ih je dao kovati više od 300, kako bi brončanom slikom ispričao kraljevu priču i proširio je po tisućama francuskih domova.
Koristio je i tapiserije kao sredstvo uzdizanja monarhije. One su mogle biti alegorijske (prikaz elemenata ili godišnjih doba) ili realistične (prikaz kraljevskih rezidencija ili povijesnih događaja). Prije izgradnje Dvorane ogledala u Versaillesu, tapiserije su bile jedno od najvažnijih sredstava kraljevske propagande.

### Zaštita umjetnosti
Luj je podupirao francuski kraljevski dvor i sve koji su pod njim služili. Stavivši Francusku akademiju pod svoje pokroviteljstvo, preuzeo je naslov njezina “zaštitnika”. Promicao je klasičnu francusku književnost štiteći pisce poput Molièrea, Racinea i La Fontainea.
Također je pokroviteljstvom podržavao likovne umjetnosti financirajući i naručujući djela umjetnika poput Charlesa Le Bruna, Pierrea Mignarda, Antoinea Coysevoxa i Hyacinthea Rigauda. Skladatelji poput Lullyja, Chambonnièresa i Couperina doživjeli su procvat. Godine 1661. osnovao je Kraljevsku plesnu akademiju, a 1669. Akademiju opere, ključne ustanove u razvoju baleta.
Posebno je cijenio umjetnika Andréa Charlesa Boulla, koji je revolucionirao intarziju tehnikom danas poznatom kao “Boulleov rad”. Uvijek u potrazi za novim talentima, kralj je pokrenuo glazbena natjecanja – tako je Michel-Richard de Lalande 1683. postao zamjenik ravnatelja Kraljevske kapele, gdje je skladao Simfonije za kraljeve večere i 77 velikih moteta.
Tijekom četiri velike graditeljske kampanje, Luj je lovačku rezidenciju svoga oca Luja XIII. pretvorio u veličanstvenu palaču Versailles. Osim današnje Kraljevske kapele, koja je sagrađena pri kraju njegove vladavine, dvorac je poprimio sadašnji izgled nakon treće kampanje. Potom je 6. svibnja 1682. kraljevski dvor službeno preseljen u Versailles, koji je postao blistavo središte državnih poslova i primanja stranih izaslanika. U Versaillesu je kralj bio jedino središte pozornosti.
Postoji više teorija o razlozima gradnje raskošne palače i preseljenja dvora. Memoarist Saint-Simon smatrao je da je Luj Versailles vidio kao izolirano središte moći u kojemu je lakše otkriti i spriječiti zavjere.Halsall, Paul. Kolovoz 1997. Modern History Sourcebook: Duc de Saint-Simon: The Court of Louis XIV. Internet Modern History Sourcebook. Odjel za povijest, Sveučilište Fordham. Inačica izvorne stranice arhivirana 10. travnja 2008. Pristupljeno 17. lipnja 2025.
Neki su smatrali da je fronda ostavila u kralju mržnju prema Parizu, koji je napustio zbog ladanjskog utočišta. Međutim, njegova brojna ulaganja u javne radove u Parizu – poput uvođenja javne rasvjete i osnivanja pariške policije – osporavaju tu teoriju. U znak brige za prijestolnicu, Luj je dao izgraditi fr. Hôtel des Invalides, vojni kompleks za časnike i vojnike onesposobljene ratom ili starošću. Unatoč tadašnjoj zaostalosti farmakologije, Invalides je donio novosti u liječenju i postavio standarde za hospicije. Nakon aachenskog mira 1668., Luj je dao srušiti sjeverne zidine Pariza i zamijeniti ih širokim bulevarima obrubljenim drvoredima.
Luj je dao obnoviti i unaprijediti i Louvre te druge kraljevske rezidencije. Gian Lorenzo Bernini bio je pozvan da projektira dogradnje, no njegovi planovi podrazumijevali su rušenje velikog dijela postojećeg kompleksa i gradnju talijanske ville u središtu Pariza. Na kraju su njegovi nacrti odbačeni u korist elegantne Louvreove kolonade, koju su osmislili Louis Le Vau, Charles Le Brun i Claude Perrault. Preseljenjem dvora u Versailles, Louvre je postao središte umjetnosti i otvoren za javnost.
Tijekom svog boravka u Parizu, Bernini je izradio i znamenito poprsje Luja XIV..

## Pobožnost i religija
Luj XIV. bio je pobožan i odan kralj koji je sebe smatrao poglavarom i zaštitnikom Katoličke crkve u Francuskoj. Svakodnevno je obavljao svoje pobožnosti, bez obzira na to gdje se nalazio, prateći redovito liturgijski kalendar. Pod utjecajem svoje izrazito religiozne druge supruge, Luj je sve ozbiljnije prakticirao svoju katoličku vjeru. To je uključivalo i zabranu opernih i komičnih predstava tijekom korizme.
U sredini i pred kraj svoje vladavine, središte kraljeve vjerske prakse bila je najčešće Kraljevska kapela u Versaillesu. Raskošnost je bila obilježje njegovih svakodnevnih misa, godišnjih svetkovina (posebice Veliki tjedan) i posebnih ceremonija. Luj je osnovao Pariško društvo za vanjske misije, no njegova neformalna veza s Osmanskim Carstvom izazvala je kritike da time podriva jedinstvo kršćanstva.

### Kralj po božanskom pravu
Luj XIV., kralj po božanskom pravu (fr. ’'roi de droit divin), bio je duboko prožet katoličkom vjerom koju mu je još u djetinjstvu usadila njegova majka, Ana Austrijska. Od malih nogu, njegovo svakodnevno i godišnje životno uređenje bilo je obilježeno brojnim vjerskim obredima, koji su služili javnom prikazu svetosti i veličine kraljevske funkcije.
Njegovo prvo religijsko obrazovanje povjereno je Hardouinu de Péréfixeu, a kraljica majka inzistirala je na strogim vježbama pobožnosti. Prema svjedočanstvu opata de Choisya, Ana Austrijska nije tolerirala nikakvo svetogrđe: kada je kao regentica čula sina kako psuje, kaznila ga je dvodnevnim zatvorom u njegovim odajama, kako bi mu usadila strah od vrijeđanja Boga. Taj je događaj ostavio trajan dojam na mladog kralja, a psovka je od tada gotovo nestala s dvora.
Kralj se prvi put ispovjedio s devet godina, kod isusovca Charlesa Paulina, a prvu je pričest primio na Božić 1649. godine — simboličan datum, jer se veže uz krštenje Klodviga, prvog kršćanskog kralja Franaka, a ne za tradicionalnu Uskrsnu nedjelju. Nekoliko dana ranije bio je krizman. Nakon ceremonije krunidbe 7. lipnja 1654., postao je i veliki meštar Reda Duha Svetoga (ordre du Saint-Esprit).

### Dnevni religijski rituali
Svako jutro prije ustajanja i navečer prije spavanja, kralj je primao svetu vodu iz ruku svog komornika, križao se i u sjedećem položaju molio oficij Duha Svetoga, čiji je bio veliki meštar. Odjeven, kleknuo bi i kratko molio u tišini. Svakog je dana određivao u koje će vrijeme sudjelovati na misi, koju bi propustio tek u slučaju vojne kampanje. Računa se da je tijekom života prisustvovao otprilike 30 000 misa, uključujući dane kada bi prisustvovao više od jedne mise.
Poslijepodne bi redovito prisustvovao liturgiji večernje molitve — večernjoj (vêpres), osobito za svečanih dana. Sve kraljevske rezidencije imale su dvokatne kapelice, s galerijom na gornjoj etaži s koje je kralj mogao sudjelovati na misi bez silaska među puk.
Kralj je primao pričest samo na određene svetkovine, poznate kao „dobri dani kralja“: Veliku subotu, uoči Duhova, Svih svetih i Božića, te na dan Uznesenja i Bezgrješnog začeća Blažene Djevice Marije. Redovito je prisustvovao klanjanju Presvetom oltarskom sakramentu svakog četvrtka i nedjelje poslijepodne, kao i tijekom čitave osmine svetkovine Tijelova.

### Obnašanje svetih kraljevskih dužnosti
Zbog sakralnog karaktera krunidbe, na francuskog se kralja primjenjivao niz posebnih vjerskih obveza i rituala, koji su podsjećali na njegov status „vrlo kršćanskog kralja“ (roi très chrétien). Njegova prisutnost na misi imala je liturgijsku težinu gotovo jednaku onoj nadbiskupa ili biskupa, pa se smatralo da je kralj, iako bez crkvene jurisdikcije, funkcionirao poput biskupa.
Već od četvrte godine života, svake Velikog četvrtka kralj je sudjelovao u obredu pranja nogu (Mandatum), u kojem je osobno oprao noge trinaestorici siromašnih dječaka. Dječaci su bili pažljivo odabrani, pregledani od kraljevog prvog liječnika, okupani, nahranjeni i odjeveni u crvene haljinice, prije nego bi bili uvedeni u dvoranu straže pokraj kraljičinih odaja.
Osim toga, vjerovalo se da kralj ima i posebnu moć ozdravljenja, dobivenu pomazanjem tijekom krunidbe — osobito za liječenje skrofuloze, oblika tuberkuloze limfnih čvorova. U toj svojstvu, kralj bi izgovarao formulu: „Kralj te dotiče, Bog neka te izliječi“ (Le roi te touche, Dieu te guérisse), izbjegavajući tvrdnju da sam vrši čudo, prepuštajući volju Bogu. Versailles je tako postao hodočasničko središte za bolesnike, osobito u Oranžeriji. Tijekom svoje vladavine, Luj XIV. je navodno dotaknuo oko 200 000 bolesnika, bez ikakve pritužbe, kako svjedoči Mercure Galant.

### Propovijedi i kraljevska savjest
Kralj je redovito slušao propovijedi, osobito tijekom Došašća i Korizme, kada bi prisustvovao na barem 26 liturgijskih govora godišnje. Propovjednici su dolazili iz različitih redova: Don Cosme bio je Feuillant, a otac Séraphin kapucin. Teme propovijedi nisu bile unaprijed određene, već slobodne, iako se tradicionalno 1. studenoga na Svisvete govorilo o svetosti, a 2. veljače, na Svijećnicu, o čistoći.
Iako je apsolutizam ograničavao javnu kritiku, propovjedaonica je ostala rijetko utočište za moralne opomene. Propovjednici su često iznosili primjedbe na ponašanje dvora i samoga kralja, naglašavajući vezu između kreposti vladara i sreće naroda. Među najpoznatijima bio je Jacques-Bénigne Bossuet, jedan od najutjecajnijih teologa svoga doba, teoretičar božanskog prava i vodeći zagovornik monarhije. Bossuet je promicao kršćansku politiku: zaštitu Katoličke Crkve, borbu protiv protestantske hereze, iskorjenjivanje bogohuljenja, te promicanje pravednosti i drugih kršćanskih vrlina.

### Od razuzdanosti do pobožnosti
Mladoga kralja Luja XIV. nije bilo lako podložiti religijskom autoritetu, pa čak ni od strane vlastitog ispovjednika. U jednome takvome primjeru iz 1652. godine, Luj je zadržao potpunu diskreciju tijekom uhićenja pariškog koadjutora, koji je bio umiješan u Frondu, građanski sukob koji je potresao Francusku u njegovim mlađim godinama. Kralj je, slijedeći političku liniju kardinala Mazarina, s podozrenjem gledao na krugove pobožnjaka (*dévots*), unatoč tome što su ih podržavale mnoge utjecajne ličnosti, uključujući i njegovu majku, Anu Austrijsku.
U to vrijeme, dvor je bio poznat po raskalašenosti i libertinstvu, što je izazivalo sablazan u religioznim krugovima. Kraljevski libertinski stil života kulminirao je do kasnih 1670-ih, kada je Luj XIV. postupno napustio takvo ponašanje. Prekretnicu predstavlja njegovo tajno vjenčanje s madamom de Maintenon, udovicom i pobožnom damom koja je imala znatan utjecaj na kraljevu duhovnu preobrazbu.
Od samog početka svoje stvarne vladavine 1661. godine, nakon smrti Mazarina, Luj XIV. nastoji uspostaviti jedinstvenu vjersku stegu unutar kraljevstva. Dana 13. prosinca 1660., u obraćanju Pariškom parlamentu, kralj najavljuje svoju odlučnost u suzbijanju jansenizma, koji je smatrao opasnim oblikom vjerskog rigoroznog morala nespojivim s dinamičnom vladarskom ulogom i lojalnošću koju podanici duguju monarhu.
Pored toga, Luj XIV. jača svoj autoritet i nad francuskim klerom, podupirući galikanske težnje prema većoj neovisnosti nacionalne Crkve od papinstva. Spor s papom Aleksandrom VII. kulminirao je 1662. godine, kada je kralj zaprijetio ratom zbog pokušaja Svete Stolice da ograniči eksteritorijalna prava francuske ambasade u Rimu. Kao odgovor, kraljeve trupe okupiraju Avignon, tadašnju papinsku enklavu u južnoj Francuskoj.
Godine 1664. Luj XIV. naređuje raspuštanje tajnih religijskih kongregacija, uključujući i moćno društvo Svetog Sakramenta (fr. Compagnie du Saint-Sacrement), koje je okupljalo pobožnjake iz redova i isusovaca i jansenista. Iako je formalni razlog bio vjerski, glavni motiv bila je kraljeva zabrinutost zbog postojanja organiziranih skupina koje djeluju izvan njegova izravnog nadzora. U skladu s apsolutističkim načelima vladavine, kralj nije dopuštao postojanje autonomnih moćnih krugova — ni u političkom, ni u vjerskom životu kraljevstva.

## Vladavina i politička moć

### Krunidba i reforme
Luj XIV. okrunjen je i posvećen 7. lipnja 1654. u katedrali u Reimsu od strane Simona Legrasa, biskupa Soissonsa. Političke poslove još uvijek je obavljao Mazarin, dok je kralja vojnu obuku nastavio kod Turennea.
Dana 7. rujna 1651., Luj XIV. proglašen je punoljetnim. Nakon smrti kardinala Mazarina u ožujku 1661., Luj je osobno preuzeo upravljanje državom i šokirao dvor objavivši da će vladati bez glavnog ministra: 
Do sada sam s povjerenjem prepuštao upravljanje svojim poslovima pokojnom kardinalu. Došlo je vrijeme da ih sada upravljam sam. Vi \[tajnici i ministri] pomoći ćete mi svojim savjetima kada ih zatražim. Zapovijedam vam da ne ovjeravate nijednu naredbu osim na moj nalog... Zapovijedam vam da ništa ne potpisujete, pa ni putovnicu... bez mog naloga; da mi osobno svakodnevno podnosite izvješća i da ne favorizirate nikoga.
Iskoristivši opće javno zazivanje mira i reda nakon desetljeća građanskih i stranih ratova, mladi je kralj učvrstio središnju političku vlast na štetu feudalnog plemstva. Hvaleći njegovu sposobnost da bira i potiče ljude od talenta, povjesničar Chateaubriand zapisao je: 
to je glas genija svih vrsta koji odzvanja s groba Luja.
Luj je svoju osobnu vladavinu započeo administrativnim i fiskalnim reformama. Godine 1661. državna je riznica bila na rubu bankrota. Kako bi stabilizirao financije, Luj je 1665. imenovao Jeana-Baptistea Colberta generalnim upraviteljem financija. No prije toga morao je neutralizirati Nicolasa Fouqueta, moćnog nadzornika financija. Premda Fouquetove financijske nepravilnosti nisu bile znatno drukčije od Mazarinovih prije njega, niti Colbertovih poslije, njegova je ambicija zabrinjavala kralja. Fouquet je kralja ugostio na raskošnom imanju Vaux-le-Vicomte, razmetljivo pokazujući bogatstvo koje se teško moglo steći bez pronevjere javnih sredstava.
Fouquet je djelovao kao da želi naslijediti Mazarina i Richelieua u moći te je nepromišljeno kupio i utvrdio udaljeni otok Belle-Île. Te su radnje zapečatile njegovu sudbinu. Optužen za pronevjeru, Fouquet je osuđen od strane Parlamenta na progonstvo, ali Luj je presudu preinačio u doživotni zatvor.
Fouquetov pad dao je Colbertu slobodne ruke da smanji državni dug učinkovitijim oporezivanjem. Glavni porezi bili su aides i douanes (carine), gabelle (porez na sol) te taille (porez na zemljište). Taille je isprva smanjen, a određeni porezni koncesijski ugovori raspisani su putem javne dražbe, umjesto da se prodaju odabranima. Financijski su dužnosnici morali redovito voditi evidenciju, revidirati popise i ukinuti nezakonite izuzeće. Do 1661., samo je 10 % prihoda s kraljevskih posjeda stizalo do kralja. Reformama su se protivili brojni interesi: *taille* su ubirali kraljevski službenici koji su svoje dužnosti skupo platili, a kažnjavanje zloupotreba smanjivalo je vrijednost njihove kupovine. Ipak, Colbert je postigao izvrsne rezultate: deficit iz 1661. pretvoren je u višak do 1666.; kamate na dug pale su s 52 milijuna na 24 milijuna livri. *Taille* je smanjen sa 42 milijuna (1661.) na 35 milijuna (1665.), dok su prihodi od neizravnog oporezivanja porasli s 26 na 55 milijuna. Prihodi kraljevske domene narasli su sa 80.000 livri (1661.) na 5,5 milijuna (1671.). Te su godine prihodi iznosili 26 milijuna britanskih funti, od čega je 10 milijuna došlo u riznicu. Rashodi su iznosili oko 18 milijuna, ostavljajući deficit od 8 milijuna. Do 1667., neto prihodi narasli su na 20 milijuna funti, a rashodi pali na 11 milijuna, ostavljajući višak od 9 milijuna.
Novac je bio nužan oslonac reorganiziranoj i proširenoj vojsci, veličanstvenosti Versaillesa i rastućoj upravi. Financije su bile ahilova peta francuske monarhije: ubiranje poreza bilo je skupo i neučinkovito, a izravni porezi osipali su se kroz ruke brojnih posrednika. Neizravne poreze ubirali su privatni koncesionari (tzv. fermiers généraux) koji su pritom ostvarivali velik profit. Riznica je prokišnjavala na sve strane.
Glavna slabost proizlazila je iz starog dogovora između kralja i plemstva: kralj je mogao nametati poreze bez pristanka samo ako izuzme plemstvo. Samo su "nepovlašteni" slojevi plaćali izravne poreze, što je u praksi značilo seljaci, jer je većina građanstva na razne načine ishodila izuzeća. Tako je čitav teret državnih rashoda pao na najsiromašnije i nemoćne. Nakon 1700., uz potporu pobožne kraljeve supruge iz sjene, madame de Maintenon, Luj je bio potaknut da promijeni poreznu politiku. Iako je bio spreman oporezivati plemstvo, bojao se političkih ustupaka koje bi oni zauzvrat zahtijevali. Tek pred kraj vladavine, pod pritiskom rata, uspio je – po prvi put u francuskoj povijesti – uvesti izravne poreze na aristokraciju. Bio je to korak prema jednakosti pred zakonom i održivim javnim financijama, iako su ga, očekivano, oslabila izuzeća i privilegije koje su plemići i građani ishodili upornim zahtjevima.
Luj i Colbert također su planirali snažan razvoj trgovine i industrije. Colbertova merkantilistička uprava osnovala je nove tvornice i poticala izumitelje i proizvođače, poput proizvođača svile iz Lyona i manufakture Gobelins. U Francusku su pozvani obrtnici i majstori iz cijele Europe – proizvođači stakla iz Murana, švedski metalci, nizozemski brodograditelji. Cilj je bio smanjiti uvoz, povećati izvoz i time spriječiti odljev plemenitih metala iz zemlje.
Luj je proveo reformu vojne uprave preko Michela Le Telliera i njegova sina Françoisa-Michela Le Telliera, markiza de Louvoisa. Oni su krotili neovisni duh plemstva, namećući im disciplinu i u vojsci i na dvoru. Prošlost, kada su generali ignorirali zapovijedi Pariza i vodili ratove prema osobnim ambicijama, bila je iza njih. Louvois je modernizirao vojsku i pretvorio je u profesionalnu, discipliniranu i dobro obučenu silu. Posebno se brinuo za materijalne uvjete i moral vojnika, a ponekad je i sam upravljao vojnim pohodima.

### Uspon i apsolutna vlast
Još od djetinjstva Luja XIV., državne je poslove u njegovo ime vodio kardinal Mazarin. Smatran izuzetno talentiranim političarem, Mazarin je osobno poučavao mladog kralja umijeću vladanja državom. Tako je Luj stekao temeljito i široko obrazovanje u državničkim pitanjima, pravu, povijesti i vojnoj strategiji, ali i u različitim jezicima i znanostima.
Nakon Mazarinove smrti 9. ožujka 1661., tada 22-godišnji kralj obznanio je državnom vijeću kako više neće imenovati glavnog ministra, već će osobno preuzeti upravljanje državom. Ova načela vladavine, danas poznata kao **apsolutistički kabinetski sustav**, zapisao je 1670. godine u svojim "Memoarima" za buduće nasljednike. Dvor i ministri u početku su bili zbunjeni i smatrali su da se radi o prolaznoj fazi. No, Luj je odmah započeo s preustrojem vlade i otpustio veći dio članova državnog vijeća — čak je i vlastitu majku isključio iz političkog procesa — ostavivši samo trojicu najvažnijih ministara. Među njima je bio i ministar financija Nicolas Fouquet.
Nakon što ga je ambiciozni Jean-Baptiste Colbert optužio za pronevjeru i izdaju, Luj je dao uhititi Fouqueta te ga ubrzo zamijenio Colbertom. Fouquet je zloupotrebljavao državna sredstva i bez kraljeve dozvole gradio utvrde, što je Luj protumačio kao pripremu za pobunu. Nova je vlada ubrzo pokrenula opsežan reformni program s ciljem jačanja gospodarstva i znanosti, izgradnje mornarice i vojske, te duboke reforme državne uprave.
Izgradnju flote predvodili su Colbert i njegov sin, markiz de Seignelay. Reformu i proširenje vojske vodio je ministar Le Tellier zajedno sa svojim sinom, **markizom de Louvoisom**. Luj je majci pisao:
Nisam budala kakvom su me dvorjani smatrali…
Mladi kralj želio je impresionirati Europu — i prva se prilika ukazala već 1661. godine u Kočijaškom sporu u Londonu, nakon kojeg je Španjolska priznala prvenstvo francuskog kralja diljem Europe. Dvorovi diljem kontinenta shvatili su da Luj nema namjeru biti slab kralj.
Godine 1662. sklopljen je defenzivni savez između Francuske i Nizozemske, a ubrzo nakon toga Luj je od engleskog kralja Karla II. otkupio grad Dünkirchen. No, kralj nije želio iznenaditi Europu samo politički, već i pokazati svoju moć i bogatstvo. To se najefektnije činilo kroz raskošne dvorske svečanosti tipične za barokno doba. Tako je 1664. godine priredio slavlje "Užitci začaranog otoka" (fr. Plaisirs de l’Île enchantée). Europski vladari ostali su zadivljeni luksuzom tih zabava i počeli oponašati stil života francuskog monarha. Ovdje započinje i legenda o “Kralju Suncu.”
Godine 1665. umro je njegov ujak i tast, španjolski kralj Filip IV., a Luj je prvi put zatražio nasljedno pravo svoje supruge. Pozivao se na brabantsko devolucijsko pravo, po kojem kćeri iz prvog braka imaju prednost pri nasljeđivanju. Na španjolskom je prijestolju tada sjedio mali Karlo II., pod regentstvom svoje majke, Marije Ane Austrijske, koja je odbila francuske zahtjeve.
Luj je zatim pripremio rat koji je izbio 1667. i trajao do iduće godine — Devolucijski rat. Kraljeve vojne reforme bile su već daleko odmakle: uveo je stalnu vojsku sastavljenu od profesionalnih vojnika — strogo uvježbanih, discipliniranih i redovito plaćenih — što je bilo novo za tadašnju Francusku. U Španjolsku Nizozemsku ušla je vojska od 70.000 ljudi, a potom je anektirana i pokrajina Franche-Comté.
Španjolska se našla pred svršenim činom (fr. fait accompli) i nije imala snage za otpor. Iako je pobjeda djelovala potpunom, Nizozemska, dotadašnji saveznik Francuske, počela se osjećati ugroženo prisutnošću francuskih trupa. Generalne skupštine Nizozemske 1668. sklopile su savez s Engleskom i Švedskom, poznat kao Trojni savez, kako bi ubrzale mirovne pregovore.
Luj se tada našao prisiljen popustiti u pregovorima u Aachenu. Mirom je Francuska zadržala veliki dio zapadnih Španjolskih Nizozemskih teritorija, no morala je vratiti Franche-Comté. Luj nije mogao oprostiti što su mu Nizozemci, koje je godinama podupirao — čak je 1666. vojno intervenirao u njihovu korist tijekom Drugog englesko-nizozemskog rata — okrenuli leđa. Otvoreno ih je optužio za nezahvalnost i izdaju.
No, to ga nije spriječilo da još iste godine u Versaillesu proslavi Veliko kraljevsko slavlje (fr. Grand Divertissement Royal) — kao simbol svoje pobjede i raskoši.

### Upravni i financijski preustroj
Prvi dio vladavine Luja XIV. obilježen je velikim upravnim reformama, a prije svega boljom raspodjelom poreza. U prvih dvanaest godina zemlja je u miru ponovno stekla relativni prosperitet 124. Postupno prelazimo iz pravosudne monarhije (gdje je glavna funkcija kralja dijeliti pravdu) u administrativnu monarhiju (kralj je na čelu uprave); glavne upravne uredbe naglašavaju kraljevsku vlast: zemlje bez gospodara postaju kraljevske zemlje, što omogućuje reorganizaciju poreza i lokalnih prava. Kralj je stvorio Lujev zakonik 1667., stabilizirajući građanski postupak, kaznenu uredbu 1670., uredbu o vodama i šumama (ključna faza u reorganizaciji voda i šuma) i edikt o klasama mornarice 1669. trgovačka uredba iz 1673.
Kraljevsko vijeće je podijeljeno na nekoliko vijeća, različitih značaja i uloga. Visoko vijeće bavi se najozbiljnijim stvarima; Vijeće za depeše, pokrajinske uprave; Financijsko vijeće, financije kako mu i ime kaže; Vijeće stranaka, pravni predmeti; vijeće za trgovinu, trgovačke poslove i konačno Vijeće savjesti nadležno je za katoličku i protestantsku vjeru. Luj XIV nije želio da u vijećima budu krvni prinčevi ili vojvode, sjećajući se problema s kojima se susretala tijekom Fronde kada su sjedili u tim vijećima. Kraljeve odluke pripremaju se u određenoj tajnosti. Edikte su brzo registrirali parlamenti, a zatim su ih objavili u provincijama gdje su intendanti, njezini upravitelji, sve više preuzimali prednost pred namjesnicima, koji su dolazili iz plemstva mača.
Luj XIV. je vladao preko niza savjetodavnih tijela, poznatih kao kraljevska vijeća, koja su činila središte upravnog sustava apsolutističke monarhije. Neka vijeća bila su povjerena najvišim pitanjima države, dok su druga obrađivala specifične upravne, financijske i pravne teme.
| Kraljevo vijeće ili Usko vijeće Sastojalo se od triju ključnih, središnjih vijeća pod izravnim nadzorom kralja.                                                                   | Uloga vijeća |
| --- | --- |
| Više vijeće (fr. Conseil d'en haut) Čine ga kralj i njegovi najbliži ministri, saziva ga isključivo kralj.                                                                        | Glavna izvršna vlast Kraljevstva, nadležna za najviša državna, politička i diplomatska pitanja. Sastav: kralj, prijestolonasljednik, glavni kontrolor financija (fr. contrôleur général), državni tajnici za glavne resore. Članovi nose titulu državnih ministara (fr. Ministres d’État). Vijeće se sastajalo tri puta tjedno i predstavlja instituciju najsličniju onome što danas nazivamo kabinetom vlade. |
| Kraljevsko vijeće za financije (fr. Conseil royal des finances) Sastav: kralj, glavnim kontrolorom financija (fr. chef du conseil des finances) i dva-tri financijska savjetnika. | Odgovorno za fiskalnu politiku, proračun, nadzor prihoda i rashoda kraljevine. Utvrđivalo godišnji proračun, donosilo odluke o raspodjeli poreza (npr. Taille – porez na zemljište) i sklapanju ugovora o zakupu prihoda. Na čelu je bio chef du conseil des finances, često počasna funkcija otvorena i visokome plemstvu. Sastajalo se tri puta tjedno.                                                      |
| Vijeće za depeše (fr. Conseil des dépêches) Čine ga četiri državna tajnika. | Razmatralo i obrađivalo izvješća i dopise guvernera, intendanata i drugih predstavnika provincija. Sastavljalo službene odgovore i naredbe koje su se provodile u pokrajinama. Ključno za komunikaciju i provedbu kraljevske politike na lokalnoj razini. |

| Ostala vijeća | Uloga vijeća |
| --- | --- |
| Privatno vijeće (fr. Conseil privé ili Conseil des parties) Činilo ga je 30 državnih savjetnika i 98 gospodara zahtjeva (maîtres des requêtes).               | Najviši upravni i pravosudni sud kraljevstva, nadležan za upravne, sudske i porezne predmete, osobito one koji su stizali iz provincija. Kralj rijetko osobno predsjedava; tu dužnost najčešće preuzima kancelar. Vijeće je bilo ključno u donošenju odluka u pravnim sporovima i upravnim pitanjima. Nazivi Conseil privé i Conseil des parties su sinonimi koji označuju isto tijelo, pri čemu des parties naglašava pravni aspekt djelovanja vijeća (funkcionalni aspekt vijeća su pravni predmeti). |
| Trgovačko vijeće (fr. Conseil de commerce) Sastojalo se od 12 izabranih trgovaca i 6 kraljevskih službenika.                                                  | Zaduženo za nadzor i razvoj trgovine, manufaktura i gospodarskih pitanja. Osnovano je 1664., no djelovalo je isprekidano i zapravo samo tri do četiri godine, sve do 1676. godine. Eksperimentalnog je karaktera, s ograničenom stvarnom moći. Godine 1700. zamijenjeno je Trgovačkim uredom (fr. Bureau du commerce), komisijom pod ingerencijom Privatnog vijeća, koja je 1701. donijela edikt kojim se plemstvu dopušta bavljenje veletrgovinom bez gubitka časti.                                   |
| Vijeće savjesti (fr. Conseil de conscience) Predsjedao mu je sam kralj, a činili su ga kraljev ispovjednik, pariški nadbiskup i jedan do dva biskupa/prelata. | Bavilo se religijskim i vjerskim pitanjima, posebno imenovanjima u crkvenoj hijerarhiji, osobito izborom biskupa. Iako nije imalo redovito zasjedanje, imalo je snažan utjecaj na odnose s Katoličkom crkvom i katoličku politiku u kraljevstvu. Djelovalo je kao povremeni savjetodavni forum u osjetljivim crkvenim pitanjima. |

| Ministri | Uloge |
| Kancelar (doživotna dužnost) | Nadležan za Pravosuđe; predsjedava parlamentima i upravlja ovjerom kraljevskih edikata i zakona. Za vrijeme vladavine Luj XIV. to je bio često simboličan, ali častan položaj. |
| Glavni kontrolor državnih financija (privremena pozicija - zamjenjiv) Uspostavljena dužnost 1665.                                                        | Najviši upravitelj financijskog i gospodarskog života Francuske; za vrijeme Luja XIV. najpoznatiji nositelj ove funkcije bio je Jean-Baptiste Colbert, koji je proveo niz merkantilističkih reformi, ojačao kraljevske financije i podupirao kolonijalnu ekspanziju.                     |
| Četvorica državnih tajnika (privremena pozicija - zamjenjivi) - za vanjske poslove - za rat (vojsku) - za mornaricu - za Kraljevsku kuću (Maison du Roi) | Osim što pokrivaju navedena područja, državnu upravu u Francuskoj dijele i teritorijalno, pri čemu u svojim regijama obnašaju dužnosti slične današnjem ministru unutarnjih poslova. Zajedno s glavnim kontrolorom financija čine jezgru administracije apsolutističke vlasti Luja XIV.. |

Godine 1671. bio je jedini europski vladar koji se nije pobunio protiv smaknuća Petra Zrinskog i Frana Krste Frankopana i koji ih je zavarao svojom dvoličnom politikom.
Lujeve pravne reforme bile su provedene kroz njegove brojne Velike uredbe. Prije toga, Francuska je bila pravno rascjepkana zemlja, s onoliko pravnih sustava koliko i pokrajina, uz suživot običajnog prava na sjeveru i rimskog građanskog prava na jugu. Velika uredba o parničnim postupcima (fr. Grande Ordonnance de Procédure Civile) iz 1667., poznata i kao Lujev zakonik (fr. Code Louis), bio je opsežan zakonik koji je ujednačio građansko-pravne postupke diljem kraljevstva. Među ostalim, propisao je vođenje matičnih knjiga krštenja, vjenčanja i smrti u državnim, a ne crkvenim registrima, i strogo regulirao pravo Parlamenta na prosvjed. “Lujev zakonik” kasnije je poslužio kao osnova Napoleonskog zakonika, koji je inspirirao mnoge moderne pravne sustave.
Jedan od Lujevih zloglasnijih dekreta bio je Velika uredba o kolonijama (fr. Grande Ordonnance sur les Colonies) iz 1685., poznat kaoCrni zakonik (fr. Code Noir). Premda je ozakonio ropstvo, pokušao ga je donekle humanizirati zabranom razdvajanja obitelji. U kolonijama, samo su rimokatolici smjeli posjedovati robove, a robovi su morali biti kršteni.

### Vrhunac moći i centralizacija vlasti
Početkom 1680‑ih Luj XIV. znatno je ojačao francuski utjecaj u svijetu. Unutar Francuske uspješno je povećao vlast krune nad crkvom i aristokracijom, čime je učvrstio apsolutnu monarhiju.
U početku je podupirao tradicionalni galikanizam, koji je ograničavao papinsku vlast u Francuskoj, te je u studenome 1681. sazvao Skupštinu francuskog klera. Prije njenog raspuštanja osam mjeseci kasnije prihvaćena je Deklaracija klera Francuske, kojom je kraljevska vlast ojačana na uštrb paparstva. Bez kraljevog odobrenja biskupi nisu smjeli napustiti Francusku, a žalbe papi nisu bile dopuštene. Osim toga, državni službenici nisu mogli biti ekskomunicirani zbog službenih djela. Iako kralj nije mogao donositi crkvene zakone, sve papinske uredbe bez kraljevske suglasnosti bile su nevažeće u Francuskoj. Papin odgovor bio je odbacivanje te Deklaracije.
Privlačeći plemstvenu elitu na svoj dvor u Versaillesu, Luj je uspostavio veću kontrolu nad aristokracijom. Prema povjesničaru Philip Mansel, kralj je pretvorio palaču u:
…neodoljivu kombinaciju tržnice za brakove, agencije za zapošljavanje i zabavnog središta aristokratske Europe, s najboljim kazalištem, operom, glazbom, kockom, seksom i (najvažnije) lovom.
Izgrađeni su apartmani za plemiće koji su željeli biti blizu kralju. Penzije i povlastice potrebne za život u skladu s njihovim rangom bile su moguće jedino stalnim boravkom kod kralja. Kraljevski protokol učinio je kralja središtem pažnje – Luj je po svojoj sjajnoj memoriji zapazio tko sudjeluje na dvoru i tko ne, što mu je omogućavalo plemenima raspoređivanje dobara, položaja i naklona. Još jedan alat kontrole bio je cenzura: otvaranje pisama radi provjere stava autora prema vladi i kralju. Time je Luj ne samo oblikovao javno mnijenje, nego je i održavao aristokraciju pod strogim nadzorom, zabavljajući je raskošnom svakodnevicom.
Lujeva raskošnost u Versaillesu prelazila je daleko granice ceremonijalnih protokola. Dobio je afričkog slona kao poklon od portugalskog kralja. Poticao je vodeće plemstvo da živi u Versaillesu — zajedno s zabranom privatnih vojski, to ih je udaljilo od lokalnih baza moći i potencijalnog otpora kruni. Time je uveo i „plemstvo plašta“ (bureaukratska aristokracija) na mjesta nekada rezervirana za „plemstvo mača“ (vojničko plemstvo). Smatrao je da se na taj način vlast pouzdanije održava, jer nova plemstva lakše smjenjuju nego stari rodoljubi. Ove su mjere bile posljedica iskustava iz Fronde, kada je dio plemstva pružio otpor kralju, koji je istodobno bio i rođak nekih pobunjenika. Ova pobjeda nad aristokracijom značila je kraj velikih građanskih ratova u Francuskoj do Francuske revolucije, otprilike stoljeće kasnije.

### Francuska kao ratna sila
Pod Luijem je Francuska bila vodeća europska sila — nijedna druga država nije mogla parirati njenoj populaciji, bogatstvu, položaju i profesionalnoj vojsci. Izbjegla je većinu razaranja Tridesetogodišnjeg rata, no imala je dvije glavne slabosti: financijski sustav opterećen dugom i sklonost drugih sila da se udružuju protiv nje.
Za vrijeme njegove vladavine Francuska je vodila tri velika rata: Francusko-nizozemski rat, Devetogodišnji rat i Rat za španjolsku baštinu. Bilo je i manjih sukoba: Rat devalvacije i Rat za ponovno zauzimanje provincija. Ratovi su bili vrlo skupi, ali su definirali vanjsku politiku Luja XIV., kojeg je motivirao „kombinacijom trgovačkih interesa, osvete i uvjerenja“ da je rat ideal sredstvo za slavu; u miru je pripremao vojnu sljedeći rat. Poučavao je diplomate da osiguravaju taktičku i stratešku prednost Francuske vojske. Do 1695. Francuska je i dalje bila dominantna, no izgubila je prevlast na moru u korist Engleske i Nizozemske, a većina država — protestantskih i katoličkih — bila je u savezu protiv nje. Glavni vojni strateg ˗ Vauban — upozorio je Luja 1689. da je neprijateljski "Savez" prejak na moru. Preporučio mu je da odgovori privatiranjem brodova (privaterski rat) kako bi napadao neprijateljske trgovačke brodove, uz minimalna državna ulaganja:
Francuska ima otvorene neprijatelje — Njemačku i sve države koje graniče s njome; Španjolsku..., Englesku, Škotsku, Irsku i njihove kolonije..., te Nizozemsku ... Francuska ima i skriveno neprijateljstvo ... onih koji potajno pomažu njezine neprijatelje (…)
Vauban je ujedno bio pesimističan i po pitanju "prijatelja":
Za mlake, beskorisne ili nemoćne prijatelje, Francuska ima papu, protjeranog engleskog kralja..., velike vojvode u Italiji i drugu švicarsku stranku. Englezi i Nizozemci glavni su stupovi Saveza; oni vode rat protiv nas zajedno s ostalima... Stoga se moramo osloniti na privaterski rat kao najizvodljiviji i najjeftiniji način ratovanja, koji će promicati državu i obogatiti zemlju (…)

## Kultura, umjetnost i znanost: instrumenti utjecaja i moći
Potraga za slavom kod Luja XIV. ne očituje se samo kroz politiku i rat: ona uključuje i umjetnost, književnost i znanost, kao i izgradnju raskošnih palača i raskošnih spektakala. Iako se uspjeh i politička instrumentalizacija antičkih referenci pojačavaju još od renesanse, grčko-rimska mitologija posebno se koristi u svrhu prestiža i kraljevske propagande.

### Osjećaj za spektakl
Kralj pridaje veliku važnost spektakularnim proslavama (vidi „Svečanosti u Versaillesu“), jer je od Mazarina naučio koliko je važan spektakl u politici i nužnost prikazivanja moći kako bi se ojačala podrška naroda. Još 1661., dok Versailles još nije izgrađen, Luj detaljno objašnjava, u svrhu obrazovanja novorođenog Velikog Dofena, razloge zbog kojih bi vladar trebao organizirati svečanosti:
Ova zajednica užitaka, koja ljudima na dvoru omogućuje pristojnu bliskost s nama, dira ih i očarava više nego što se može reći. Narod, s druge strane, uživa u spektaklu kojemu je, u biti, uvijek cilj da im se svidi; i svi naši podanici, općenito, oduševljeni su kada vide da volimo ono što i oni vole, ili u čemu su najuspješniji. Na taj način pridobivamo njihovu pamet i srce, ponekad možda i jače nego nagradama i dobročinstvima; a što se tiče stranaca, u državi koju ionako vide kao cvatuću i dobro uređenu, ono što se troši na te izdatke koji se mogu smatrati suvišnima, ostavlja vrlo povoljan dojam o raskoši, moći, bogatstvu i veličini.
Kako bi očarao dvor i trenutnu miljenicu, organizira raskošne svečanosti, ne ustručavajući se dovesti životinje iz Afrike. Najslavnija i najbolje dokumentirana među njima svakako su Užitci začaranog otoka, 1664. Povjesničar Christian Biet ovako opisuje otvorenje tih svečanosti:
Predvođen heroldom u antičkom ruhu, trima paževima među kojima je bio i kraljev, g. d’Artagnan, osam trubača i osam bubnjara, kralj se prikazao kakav jest – pod grčkom maskom, na konju sa zlatnim i draguljima optočenim pojasom. […] Glumci Molièreove trupe posebno su zadivili. Proljeće, utjelovljeno likom gospođe Du Parc, dojahalo je na španjolskom konju. Znalo se da je vrlo lijepa, voljeli su je kao koketu, a pojavila se veličanstveno. Njezino oholo držanje i prav nos oduševili su jedne, dok su njezine noge, koje je znala pokazati, i njezine bijele grudi, uzbudile druge do krajnjih granica. Debeli Du Parc, njezin muž, napustio je svoje groteskne uloge da bi glumio Ljeto na slonu prekrivenom bogatom prostirkom. La Thorillière, odjeven kao Jesen, paradirao je na devi, a svi su se divili kako je taj tako ponosan čovjek uspio nametnuti svoje držanje egzotičnoj životinji. Napokon, Zimu je utjelovio Louis Béjart, jašući medvjeda. Zlobnici su tvrdili da se samo nespretan medvjed mogao uskladiti s hramanjem glumca zaduženog za uloge slugu. Njihovu povorku činilo je četrdeset i osam osoba, s glavama ukrašenim velikim posudama za posluženje. Četiri glumca Molièreove trupe tada su izgovarali pohvale kraljici, pod svjetlom stotina svijećnjaka obojanih zeleno i srebrno, od kojih je svaki nosio dvadeset i četiri svijeće.

### Graditelj
U kraljevoj viziji, veličina kraljevstva mjeri se i njegovim uljepšavanjem. Po Colbertovom savjetu, jedan od prvih kraljevih projekata bila je obnova palače i vrta Tuileries, koju su vodili Louis Le Vau i André Le Nôtre. Unutarnje uređenje bilo je djelo Charlesa Le Bruna i slikara iz briljantne Kraljevske akademije slikarstva i kiparstva.
Nakon uhićenja Fouqueta, čiji je raskošni život simboliziran dvorcem Vaux-le-Vicomte, kralj troši velika sredstva na uljepšavanje Louvrea (1666. – 1678.), za što angažira Claudea Perraulta, nauštrb Berninija koji je doputovao iz Rima upravo zbog tog projekta. Obnavljanje vrtova dvorca Saint-Germain-en-Laye, njegova glavna rezidencija prije Versaillesa, povjerava Le Nôtreu. Luj XIV. seli u dvorac Versailles 1682., nakon više od dvadeset godina radova. Taj dvorac koštao je manje od 82 milijuna livri, što je tek nešto više od proračunskog deficita iz 1715. Godine 1687., izgradnja Grand Trianona povjerena je Julesu Hardouin-Mansartu. Osim dvorca Versailles, koji kontinuirano proširuje tijekom cijele vladavine, kralj gradi i dvorac Marly kako bi ondje primao svoje najbliže.
Pariz mu duguje, među ostalim, i kraljevski most (koji je financirao vlastitim sredstvima), Opservatorij, Elizejske poljane, Invalides, trg Vendôme kao i trg Pobjeda (koji slavi pobjede nad Španjolskom, Carstvom, Brandenburgom i Ujedinjenim pokrajinama). Dva slavoluka, vrata Saint-Denis i vrata Saint-Martin, slave pobjede Kralja Sunca u europskim ratovima.
Također duboko mijenja strukturu brojnih francuskih gradova — Lille, Besançon, Belfort, Briançon — utvrđujući ih kroz radove Vaubana. Stvara ili razvija određene gradove, poput Versaillesa za dvor, te Neuf-Brisach i Sarrelouis kako bi obranio stečene teritorije u Alzasu i Loreni. Godine 1685., željezni obrambeni prsten oko Francuske bio je u suštini završen.
Za potporu razvoju kraljevske mornarice, proširuje luke i arsenal u Brestu i Toulonu, stvara ratnu luku u Rochefortu, trgovačke luke u Lorientu i Sèteu, te gradi slobodnu luku i arsenal za galije u Marseilleu.

### Francuski jezik i književni klasicizam
Pod vlašću Luja XIV. nastavlja se proces započet za vrijeme Luja XIII., kojim francuski jezik postaje jezik učenih ljudi u Europi, kao i jezik diplomacije, što ostaje i tijekom 18. stoljeća. Taj jezik tada se zapravo malo govori u samoj Francuskoj, izvan krugova vlasti i dvora, koji imaju ključnu ulogu u njegovu širenju i oblikovanju. Gramatik Vaugelas definira dobru uporabu jezika kao „način govora najprosvjećenijeg dijela dvora“. Na tom tragu, Gilles Ménage i Dominique Bouhours (autor Razgovora Arista i Eugènea) naglašavaju jasnoću te preciznost izražavanja i mišljenja. Među velikim gramatičarima tog stoljeća nalaze se i Antoine Arnauld i Claude Lancelot, autori Port-Royal gramatike iz 1660. godine.
Žene igraju važnu ulogu u oblikovanju francuskog jezika, što na neki način pokazuje i Molièreova komedija Smiješne preuzetnice. One jeziku daju osjetljivost za nijanse, pažnju prema izgovoru i sklonost neologizmima. La Bruyère o njima piše:

<blockquote>One pod svojim perom pronalaze izraze i obrate koji su kod nas često rezultat dugog i mukotrpnog rada; sretne su u izboru riječi koje tako točno postavljaju da, koliko god bile poznate, zrače svježinom novine, kao da su stvorene upravo za onu uporabu kojoj ih pridružuju.
Nicolas Boileau, u svom Pjesničkom umijeću iz 1674., prema riječima Pierrea Claraca, “sažima klasičnu doktrinu onakvu kakva je bila oblikovana u Francuskoj u prvoj polovici stoljeća. Djelo nije ni moglo biti originalno u svojoj inspiraciji. Ali ono što ga razlikuje od svih sličnih rasprava jest to što je napisano u stihovima i želi više zabaviti nego poučiti. Napisano za ljude iz boljeg društva, kod njih je postiglo izvanredan uspjeh.“
Oko 1660. godine opada popularnost herojskog romana, koji seže još do Henrika IV., dok se razvijaju nove forme pisanja poput novela i pisama, koje bivaju teorijski obrađene u djelima kao što su Rasprava o podrijetlu romana Pierrea-Daniela Hueta (1670) i Mišljenja o pismima i o povijesti, s dvojbama o stilu autora Du Plaisira (1683).
Francuzi iz provincije tada govore regionalnim jezicima, a francuski postaje općeprihvaćen jezik naroda tek pod Trećom Republikom. Štoviše, iako religije u tom razdoblju, kako bi bile bolje shvaćene od vjernika, ulažu napore u školovanje, stopa pismenosti ostaje skromna i u najpovoljnijim regijama doseže najviše 60% kod muškaraca i 30% kod žena. Administrativne i političke elite moraju biti dvojezične (francuski i regionalni jezik), a ponekad i trojezične, ako se računa i latinski. Unatoč tomu, formira se dvorska publika (ideal “čestitog čovjeka”) koja cijeni književnika i dodjeljuje mu „poseban status“.
Književnici se, poput imućnijih slojeva, školuju u isusovačkim kolegijima (njih stotinjak), u kolegijima oratorijanaca ili, kao Jean Racine, u „malim školama“ Port-Royala gdje se nastava temelji na proučavanju latinskih klasika poput Cicerona, Horacija, Vergilija, Kvintilijana. Kao pisci, oni žele te uzore ne toliko oponašati koliko nadmašiti.
Autori iz razdoblja Luja XIV. — osobito Corneille, Racine, Molière, La Fontaine, La Bruyère, Charles Perrault, Fénelon, Madame de La Fayette, Madame de Sévigné — nazivani su “klasicima“ tek od vremena Stendhala, koji ih tako naziva u suprotnosti s romantičarima. Kada se, krajem vladavine, rasplamsava “svađa Starih i Modernih“, Francuska je već izgradila književnost i jezik čiji će utjecaj potrajati barem dva stoljeća.
U 18. stoljeću, Voltaire u dvama djelima — Hram ukusa (1733) i Stoljeće Luja XIV. — slavi književnost i francuski jezik tog razdoblja kao simbole francuske izvrsnosti. Krajem 19. stoljeća, u trenutku kada Treća Republika započinje s masovnim obrazovanjem, Gustave Lanson u francuskom jeziku i književnosti doba Luja XIV. vidi kao instrument “francuske nadmoći“. Iako su vlasti s kraja 19. i početka 20. stoljeća bile nepovjerljive prema Luju XIV., ipak veličaju klasične autore koje u velikoj mjeri daju na čitanje srednjoškolcima.

### Zaštitnik umjetnosti i znanosti
U mladosti, Louis XIV pleše u baletima prikazanim na dvoru, poput Baleta godišnjih doba u ljeto 1661. Svoj posljednji balet otplesat će 1670. godine. Balete će potom zamijeniti komedije-baleti, poputGrađanina plemića (fr. Le Bourgeois gentilhomme) Molièrea. Godine 1662. osnovana je Kraljevska akademija za ples. Kralj je također pjevao uz pratnju gitare. Robert de Visée, glazbenik Kraljeve sobe, skladao je dvije zbirke skladbi za gitaru posvećenih kralju. Glazba je sastavni dio dvorskog života – nijedan dan u Versaillesu nije prolazio bez glazbe. Svakog jutra, nakon vijećanja, Luj XIV. bi u kraljevskoj kapelici slušao tri moteta.
Veliki ljubitelj talijanske glazbe, Luj XIV. imenuje Jeana-Baptistea Lullyja nadzornikom glazbe i učiteljem glazbe kraljevske obitelji. Uvijek u potrazi za novim talentima, kralj pokreće glazbena natjecanja: tako 1683. Michel-Richard de Lalande postaje zamjenik ravnatelja Kraljevske kapelice te kasnije sklada Simfonije za kraljeve večere (fr. Symphonies pour les Soupers du Roy).
Luj XIV. pridaje veliku važnost kazalištu usmjeravao je određene pisce, više svojim ugledom i autoritetom nego vlastitim ukusom i obrazovanjem, prema plemenitosti i uzvišenosti, prema zdravom razumu i točnosti izraza.” Njegov je utjecaj ogroman jer se ponaša kao mecena i financira velike kulturne ličnosti toga doba, kojima ujedno i voli biti okružen. Umjetnici i književnici natječu se u trudu i talentu kako bi zadobili kraljevu naklonost. Vrlo rano prepoznaje Molièreov komički genij te mu 1661. godine obnavlja dvoranu u Palais-Royalu, gdje će ovaj stvarati do svoje smrti. Kao nagradu, kralj Molièreovoj družini daje godišnju mirovinu od 6000 livri (usporedbe radi: tadašnji radnik ili vojnik mogao je godišnje zaraditi oko 100 do 200 livri. što znači da je 6000 livri vrijedilo između 30 i 60 godina plaće običnog radnika); ona postaje službeno "Kraljeva trupa u Palais-Royalu"” 1665. Iste godine Luj XIV. postaje kum Molièreovu prvom djetetu.
Dok komedija preko Molièrea dobiva priznanje kao plemenita umjetnost, tragedija i dalje cvjeta i „teži postati državna institucija”, dosežući vrhunac s Racineom. Kralj ga nagrađuje za uspjeh Fedre (fr. Phèdre, 1677.) tako što ga imenuje svojim službenim povjesničarom. Prema Antoineu Adamu:
Povijesna veličina Luja XIV. bila je u tome što je kraljevstvu dao stil. Bili to Bossuet, La Rochefoucauld, Madame de Lafayette ili Racineove junakinje – svi oni dijele osjećaj držanja, ne kazališnog, već veličanstvenog. Kao da ih nosi ponos rase ili društvenog staleža, svijest o vlastitim dužnostima i pravima. Oko 1680. taj se stil najjasnije očituje – tada je monarhijska Francuska najsnažnije bila svjesna da proživljava izvanredno razdoblje povijesti.
U umjetnosti se nameće referenca na antički Rim. Slikari prikazuju kralja kao novog Augusta, kao Jupitera – pobjednika Titana, kao Marsa – boga rata, ili kao Neptuna. Nova kozmička vizija suprotstavlja se onoj Corneilleovoj herojskoj, o moralu. Cilj joj je „ponovno definirati novi poredak oko monarhije, novi skup vrijednosti”. Od 1660-1670., Nicolas Boileau hvali zdrav razum i logiku, čime pomaže u rušenju „tragične emfaze à la Corneille” karakteristične za buntovno plemstvo ranog stoljeća. Umjetnost tada postaje sredstvo da se plemstvu nametnu „rimske” vrijednosti s ciljem „discipliniranja njegovih ludih poriva”. Potkraj stoljeća “tragedija” gubi dah i pada u nemilost publike.
Godine 1648. osnovana je Kraljevska akademija slikarstva i kiparstva, gdje se školuju svi veliki umjetnici kraljevstva. Pod zaštitom Colberta, njome upravlja Charles Le Brun, a među osnivačima su najznačajnije figure francuskog slikarstva sredine stoljeća poput Eustachea Le Sueura, Philippea de Champaignea i Laurenta de La Hyrea. Akademija je osmišljena po uzoru na talijanske akademije i omogućuje umjetnicima s kraljevskom dozvolom da izbjegnu stroga pravila gradskih cehova, koji su od srednjeg vijeka nadzirali slikarsko i kiparsko zanimanje. Članovi Akademije razvijaju složen sustav poučavanja, kopiranja starih majstora, održavanja predavanja o „ljepoti” u službi monarha i čak osnivaju Francusku akademiju u Rimu, kamo se šalju najzaslužniji učenici. Većina velikih narudžbi toga doba, uključujući oslikane i isklesane dekoracije dvorca Versailles, izrađuju se u toj novoj kraljevskoj akademiji.
Godine 1664. Colbert poziva Gian Lorenza Berninija, tada na vrhuncu slave, kako bi preuredio Louvre. Iako je njegov projekt odbačen, talijanski kipar-arkitekt izrađuje mramornu bistu kralja i konjaničku skulpturu, koju isporučuje dvadeset godina nakon povratka u Rim. Isprva „prognana” u neugledni kut vrta Versaillesa, danas se čuva u Oranžeriji dvorca (dok njezina kopija krasi prostor ispred piramide Louvrea u Parizu). Ova skulptura otkrivena je u Versaillesu u isto vrijeme kad i *Perzej i Andromeda* francuskog kipara Pierrea Pugeta, čiji je slavni *Milon iz Krotona* već od 1682. ukrašavao park.
Godine 1672. Louis XIV postaje službeni zaštitnik Francuske akademije: „Na Colbertov nagovor, kralj joj je dao sjedište — u Louvreu — sredstva za potrebe, žetone za nagrađivanje prisutnosti na sjednicama, kao i četrdeset naslonjača — znak potpune jednakosti među akademicima.” Godine 1666. osniva Akademiju znanosti, s ciljem da konkurira Kraljevskom društvu u Londonu. Tijekom njegove vladavine također dolazi do reorganizacije Botaničkog vrta i osnutka Konzervatorija za strojeve, obrte i zanate.
Tijekom vrhunca vladavine Luja XIV., u Francuskoj su osnovane brojne kraljevske akademije koje su nastavile i proširile tradiciju započetu osnivanjem Francuske akademije [Académie française] 1635. godine, u doba Luja XIII. i kardinala Richelieua. Dok je Francuska akademija  imala zadatak njegovati i standardizirati francuski jezik, pod vladavinom Luja XIV. osnovane su specijalizirane akademije poput Kraljevske akademije slikarstva i kiparstva (fr. Académie royale de peinture et de sculpture) 1648., Akademije natpisa i književnosti (fr. Académie des inscriptions et belles-lettres)  1663., Akademije znanosti (fr. Académie des sciences)  1666., Kraljevske akademije za glazbu (fr. Académie royale de musique)  1669. i Kraljevske akademije za arhitekturu (‘'Académie royale d’architecture) 1671. Sve su one djelovale u okviru kraljevske potpore, potičući razvoj umjetnosti, znanosti i kulture te potvrđujući centralnu ulogu monarha u intelektualnom životu Francuske. Ove akademije značajno su oblikovale francusku kulturu i znanost tijekom baroka, a njihova djelovanja bila su usko povezana s tradicijom i autoritetom Francuske akademije.
| Naziv akademije                                                                           | Godina osnivanja | Kratki opis                                                                                             |
| ----------------------------------------------------------------------------------------- | ---------------- | --- |
| Francuska akademija (Académie française)                                                  | 1635.            | Akademija osnovana za njegovanje i standardizaciju francuskog jezika i književnosti.                    |
| Kraljevska akademija slikarstva i kiparstva (Académie royale de peinture et de sculpture) | 1648.            | Akademija za obrazovanje i razvoj likovnih umjetnosti, slikarstva i kiparstva pod kraljevskom zaštitom. |
| Akademija natpisa i književnosti (Académie des inscriptions et belles-lettres)            | 1663.            | Akademija posvećena proučavanju povijesti, arheologije, i klasične književnosti.                        |
| Akademija znanosti (Académie des sciences)                                                | 1666.            | Znanstvena akademija osnovana za promicanje istraživanja i razvoja prirodnih znanosti.                  |
| Kraljevska akademija za glazbu (Académie royale de musique)                               | 1669.            | Akademija koja je razvijala glazbenu umjetnost, posebno operu i glazbene izvedbe na dvoru.              |
| Kraljevska akademija za arhitekturu (Académie royale d’architecture)                      | 1671.            | Akademija posvećena arhitekturi, urbanizmu i razvoju građevinske umjetnosti.                            |

## Vjerska politika
Luj XIV. (1638.–1715.), poznat kao Kralj Sunce, predstavljao je utjelovljenje klasične apsolutističke monarhije. Njegovo poimanje kraljevske moći bilo je neraskidivo povezano s katoličkom vjerom, koju je smatrao temeljem državnog reda. Iako su neki savjetnici, poput ministra financija Colberta, upozoravali na štetnost vjerske netolerancije, kralj je smatrao da vjersko jedinstvo znači političku stabilnost.
Njegova odluka o ukidanju Edikta iz Nantesa dolazi u razdoblju kada se Francuska već afirmirala kao vodeća europska sila, ali istodobno ulazi u razdoblje unutarnjeg ideološkog rigiditeta. Iz današnje perspektive, Edikt iz Fontainebleaua promatra se kao jedan od najvidljivijih primjera vjerskog fanatizma u službi apsolutizma, a sam čin revokacije ostaje trajno obilježje autoritarnog vladanja Luja XIV.
U 18. stoljeću, pod utjecajem prosvjetiteljstva i jačanja ideje vjerske slobode, ovaj edikt sve se više smatrao reliktom netolerantne prošlosti. Konačno, tek 1787. godine, neposredno pred početak Francuske revolucije, Edikt iz Versaillesa (poznat i kao Edikt o toleranciji) koji je izdao Luj XVI., službeno je priznao građanska prava nekatolicima u Francuskoj, čime je simbolično stavljen povijesni kraj razdoblju koje je Edikt iz Fontainebleaua obilježio represijom i ideološkom isključivošću.

### Religija kao oruđe apsolutne vlasti
Kralj je smatrao da je religija nužan temelj moralnog poretka i političke stabilnosti. Pod njegovom vladavinom, katoličanstvo postaje još izraženije državno i društveno uporište. Luj XIV. se u javnosti predstavlja kao „najstariji sin Crkve“ (fr. fils aîné de l'Église), zaštitnik katolicizma i borac protiv hereze.
Vrhunac njegove religijske politike bilo je ukidanje Nantskog edikta 1685. godine ukazom iz Fontainebleaua, čime su protestantima (hugenotima) ukinute vjerske slobode. Taj čin doveo je do egzodusa desetaka tisuća hugenota, što je osiromašilo gospodarsku i intelektualnu scenu Francuske, ali je, u očima kralja, učvrstilo religijsko jedinstvo kraljevstva.
Unatoč svojoj pobožnosti u zrelim godinama, Luj XIV. nikada nije dopustio da Crkva ili redovnici ograniče njegovu kraljevsku vlast. Autoritet vladara, prema njegovu shvaćanju, dolazi izravno od Boga, no njegov je tumač i izvršitelj upravo sam kralj. U tom smislu, vjera nije bila samo osobno uvjerenje, nego i sredstvo učvršćenja apsolutne monarhije.

## Jansenizam

### Sporna pitanja milosti
U kršćanskoj se teologiji od ranoga srednjeg vijeka sučeljavaju dvije temeljno oprečne vizije milosti: pelagijanizam, koji naglašava ljudsku slobodu i mogućnost spasenja bez posebne Božje pomoći, te augustinovska doktrina, prema kojoj je ljudska narav pokvarena istočnim grijehom i potrebna joj je božanska milost za spasenje.
Katolička crkva je kroz povijest pokušavala održati ravnotežu između tih pogleda, no duhovna klima renesanse, koja je veličala ljudsku sposobnost i slobodu, pridonijela je ponovnom jačanju pelagijanskog stava, što je izazvalo reakcije protestantskih reformatora poput Luthera i Calvina, koji su se vratili strogom augustinizmu.
Unutar Katoličke crkve, isusovci su pod utjecajem teologa poput Luisa de Moline razvijali pojam "dovoljne milosti", koji je bio bliži pelagijanskom stajalištu i vodio prema religioznosti usmjerenoj na ljudsku djelatnost i svijetu. Kao reakcija na to, u Francuskoj se razvio stroži, augustinovski oblik katoličke reforme, kojega su predstavljali crkveni velikani poput Pierrea de Bérullea, Franje Saleškog i Vincenta de Paula. Iz tog se miljea razvio i jansenizam, u početku kao asketski i reformni pokret unutar same Crkve.

### Političke dimenzije sukoba
Francuski kardinal Richelieu poznavao je Saint-Cyrana, jednoga od utemeljitelja jansenizma. U njemu je vidio potencijalnog vođu moćne struje pobožnika te ga je dao zatvoriti kako bi spriječio stvaranje neovisnog religijskog središta.
Godine 1642. papa Urban VIII. izdao je bulu In eminenti, kojom su osuđene određene teze iz djela Augustinus koje je napisao Kornelije Jansenius, biskup iz Ypresa. Iako je dokument službeno označio jansenizam kao heretičan, on je paradoksalno potaknuo dodatni interes za pokret, osobito nakon što je Antoine Arnauld objavio knjigu O učestaloj pričesti (De la fréquente communion, 1643.), u kojoj je oštro kritizirao tadašnju svjetovnu religioznost i popustljivost isusovaca.
Godine 1653. papa Inocent X. izdao je bulu Cum occasione, u kojoj je osudio pet tvrdnji koje su navodno sadržane u Augustinusu. Jules Mazarin, nastojeći ostati u dobrim odnosima s papinstvom, potvrdio je valjanost osude nakon konzultacija s francuskim biskupima.
Uslijed toga, jansenisti su postali metom sustavnih napada i pritisaka državnog aparata. S dolaskom Luja XIV. na vlast i početkom njegove osobne vladavine 1661., progon jansenista se intenzivirao. Godine 1664. zatvoren je samostan Port-Royal des Champs, duhovno središte jansenista, a njegove redovnice su protjerane. Uslijedio je razdoblje "podzemnog jansenizma" koje će potrajati sve do kraja 18. stoljeća, unatoč pokušajima potpunog istrebljenja pokreta.
Za razliku od Mazarina, čiji je odnos prema jansenistima bio vođen više političkim pragmatizmom, Luj XIV. pokazivao je duboko osobno nepovjerenje prema ovom pokretu. Njegov apsolutistički pogled na kraljevsku vlast nije podnosio autonomne religijske zajednice koje su promovirale savjest iznad poslušnosti. Osim toga, stroga i asketska priroda jansenizma bila je u suprotnosti s kraljevom sklonošću veličanstvenim svečanostima, umjetnosti, raskoši i životnim užicima.

### Posljedice sukoba
Iako je jansenizam formalno bio osuđen, njegova idejna ostavština preživjela je kroz brojna djela i mislioce, a tijekom prosvjetiteljstva postao je intelektualno utočište za određene krugove protiv apsolutizma i crkvene moći. Sukob između kraljevske vlasti i jansenista simbolizirao je šire napetosti između savjesti i autoriteta, razuma i vjere, države i Crkve – što će obilježiti politički i duhovni krajolik Francuske sve do revolucionarnog doba.

## Galikanizam
Pravo regale (latinski: ius regalia) bila je feudalna povlastica koja je omogućavala francuskom kralju da ubire prihode biskupija koje su ostale upražnjene, kao i da imenuje članove kaptola sve dok novi biskup ne položi prisegu pred računovodstvenim sudom (Cour des Comptes). Iako se ova praksa izvorno primjenjivala samo na sjevernu polovicu Francuske (poznatu kao pays de régale), kralj Luj XIV. odlučuje 1663. proširiti je na čitavo kraljevstvo, pozivajući se na pravnu praksu Pariškog parlamenta.
Ova odluka naišla je na žestok otpor pojedinih biskupa, osobito onih jansenističkog usmjerenja poput biskupa iz Pamiersa i Alet-les-Bainsa, koji su se pozvali na papu tvrdeći da pravo regale narušava slobodu Crkve u odnosu na svjetovnu vlast. Papa Inocent XI. staje na njihovu stranu i izdaje tri brefa kojima potvrđuje njihov stav.
Unatoč papinskoj potpori protivnicima regale, Skupština francuskog klera u srpnju 1680. iskazuje podršku kralju. Sukobi se nastavljaju: kada papa ekskomunicira jednog biskupa imenovanog od strane kralja, Luj saziva novu crkvenu skupštinu u lipnju 1681. koja nastoji ublažiti sukob. No budući da papa i dalje odbija popustiti, francuski kler u ožujku 1682. usvaja Deklaraciju o četiri članka (Déclaration des Quatre Articles) koja postaje temelj galikanizma.
Četiri članka sadržavala su sljedeće tvrdnje:
1. Kralj je suveren u svjetovnim pitanjima i ne podliježe nikakvom crkvenom autoritetu u tim stvarima;
2. Papa ima punu vlast u duhovnim pitanjima, no ta je vlast ograničena koncilijarnim načelima i zakonima pojedinih država;
3. Crkveni običaji i pravni poredak Kraljevstva Francuske imaju vlastitu legitimnost;
4. Papina nepogrešivost vrijedi samo kada je priznata od čitave Crkve.

Papa Inocent XI. odbija prihvatiti ovu deklaraciju. Francuski biskupi, međutim, brane svoju poziciju izjavom da se „Galikanska Crkva upravlja vlastitim zakonima i da ih se mora nepovredivo poštivati”. Pariški parlament registrira četiri članka u ožujku 1682., čime ona formalno stupaju na snagu u Francuskoj.

### Političke posljedice
Ova konfrontacija imala je dalekosežne posljedice. Papa odbija potvrditi mnoge kraljeve nominacije za biskupske stolice, čime dolazi do znatnog broja upražnjenih biskupija. Istodobno, potpora koju Luj XIV. dobiva od domaćeg klera jača njegovu poziciju u obračunu s protestantima, što će kulminirati ukidanjem Nanteskog edikta 1685. i nasilnom rekatolizacijom hugenota.
Usprkos otvorenom sukobu s papom, Luj XIV. nikada nije imao namjeru osnovati neovisnu nacionalnu Crkvu poput anglikanske Crkve u Engleskoj. Povjesničar Alexandre Maral ističe da je kralj želio da ga se smatra „više suradnikom nego podložnikom pape”. Njegov galikanizam nije bio izraz želje za raskolom, već obrana francuskog suvereniteta i protivljenje papinskom miješanju u političke interese Francuske.

### Kriza privilegija – Sukob zbogfranchise
Sukob se dodatno zaoštrava tzv. aferom franchise nakon 1679. godine. Papa Inocent XI. pokušava ukinuti privilegije koje su veleposlanstva europskih država uživala u Rimu, osobito prava na vlastite carinske i policijske jurisdikcije unutar svojih četvrti. Nakon smrti francuskog veleposlanika vojvode od Estréesa 1687., papinska policija pokušava ući u četvrt oko palače Farnese kako bi ukinula te privilegije.
U znak odgovora, kralj šalje markiza de Lavardina kao novog veleposlanika s jasnim zadatkom da očuva francuske povlastice. Lavardin dolazi s vojnom pratnjom i nasilno zauzima dio rimske četvrti, što izaziva veliki međunarodni skandal i prijetnju papinske ekskomunikacije. Taj čin bio je vrhunac galikanske samouvjerenosti Luja XIV., ali i posljednji čin takve izravne konfrontacije s Rimskom kurijom tijekom njegove vladavine.

## Progon protestanata
Protestantizam je za vrijeme Luja XIV. ostao manjinska vjera u Francuskoj, nikada nadmašivši 10 % stanovništva, čak ni tijekom vjerskih ratova 16. stoljeća. U razdoblju 1660–1670. protestanata je bilo oko 787 400 osoba.
Henri IV. potpisao je 13. travnja 1598. Edikt iz Nantesa, koji je zajamčio ograničenu vjersku slobodu protestantima i dopuštao im posjedovanje nekoliko utvrđenih grada. No, u skladu s Dogovorom iz Alèsa 1629., ti su vojni potencijali ukinuti za vrijeme vladavine Luja XIII.
Na dvoru se protestantska aristokracija postupno gubila: konverzije poput one Luja XIII. i Edikt iz Alèsa oslabili su njihov položaj. Luj XIV. želio je „domestificirati” plemstvo – pa su mnogi plemići protestanti, nadajući se službama i položajima, bili prisiljeni prijeći na katoličanstvo.
Pomoću uredbi i presuda Kraljevskog vijeća, Luj je tijekom 1660-ih postupno smanjivao prava koja su protestantima bila zajamčena Ediktom iz Nantesa, uvođenjem načela: što nije izričito dozvoljeno, zabranjeno je
. To je uključivalo zabranu svih oblika propovijedanja, pa i zapošljavanja na određenim poslovima. Kada je Louvois postao vojni zapovjednik, nasilni pritisak na protestante naglo je porastao – naročito kroz tzv. „dragoonske mjere” (fr. dragonnades), gdje su vojnici bili smješteni u domovima protestanata kako bi ih prisilili na konverziju.
Luj XIV. primao je popise konverzija i smatrao ih dokazom uspjeha svoje religiozne i državne politike: „učinka njegove pobožnosti i autoriteta”. I premda su ga službe i dvor skrivali od stvarne brutalnosti mjera, kralj je, odgojen u duhu antiprotestantizma, rado prihvaćao pozitivne izvještaje.

## Edikt iz Fontainebleaua tj. ukidanje edikta iz Nantesa
Edikt iz Fontainebleaua (franc. Édit de Fontainebleau) bio je zakonski akt koji je 18. listopada 1685. godine izdao francuski kralj Luj XIV., čime je formalno opozvao Edikt iz Nantesa iz 1598. godine. Ovaj čin označio je kraj vjerske tolerancije prema protestantima, osobito hugenotima, koji su predstavljali francusku kalvinističku zajednicu. Edikt iz Fontainebleaua u povijesti je zapamćen kao jedan od najrepresivnijih izraza apsolutističke vjerske politike u doba barokne Francuske.
Dana 17. listopada 1685. Luj XIV. potpisuje Edikt iz Fontainebleaua, podupiran prijedlogom kanclera Michela Le Telliera. Tim se ukida Edikt iz Nantesa iz 1598., što formalno pretvara Francusku u isključivo katoličku državu. Protestantski bogomolje pretvaraju se u katoličke crkve, a oni koji odbijaju prijeći na katolicizam prisiljeni su iseliti. Procjenjuje se da je oko 200 000 huguenota napustilo Francusku i našlo utočište u zemljama poput Engleske, sjeverne Njemačke, švicarskih kantona, Nizozemske i njezinih kolonija.
Edikt je bio želja crkvene hijerarhije i anti‑protestantskih krugova, koji su neformalno naveli kralja na donošenje istog. Umjereni protivnici mjera izgubili su utjecaj nakon smrti ministra Colberta, što je dodatno olakšalo provođenje strože politike.
Odluku su javno poduprli poznati literati: La Bruyère, La Fontaine, Racine, Bussy-Rabutin, „Grand Arnauld” te Madame de Sévigné, a Jacques-Bénigne Bossuet nazvao je kralja „novim Konstantinom”.
Unatoč Ediktu, papa Inocent XI. ostaje neodobravajuć prema postupcima kralja, a navodno je nastojao pomiriti katolike i protestante unutar jedne Crkve.

### Povijesni kontekst
Edikt iz Nantesa, koji je 1598. donio kralj Henrik IV., uveo je relativnu vjersku snošljivost nakon desetljeća krvavih francuskih vjerskih ratova između katolika i protestanata. Njime su hugenoti dobili pravo na javno bogoslužje u određenim područjima, pristup državnim službama te zajamčenu pravnu zaštitu. No taj kompromis, premda donio prijeko potreban mir, nije bio dugoročno prihvaćen u katoličkoj većini niti u kraljevskom dvoru.
Luj XIV., odgojen u duboko katoličkom duhu i prožet idejom apsolutne monarhije, smatrao je da vjerska različitost potkopava jedinstvo države. Pod njegovim geslom „Jedan kralj, jedna vjera, jedan zakon“ (un roi, une foi, une loi), religijska homogenost smatrala se preduvjetom političke stabilnosti i državne kontrole.

### Sadržaj edikta
Edikt iz Fontainebleaua, donesen u istoimenoj kraljevskoj palači nedaleko od Pariza, a sadržavao je sljedeće odredbe:
Ukidanje Edikta iz Nantesa i time svih prava i privilegija dodijeljenih hugenotima.
Zabrana protestantskih bogoslužja i zatvaranje protestantskih crkava, koje su često bile pretvorene u katoličke kapelice ili srušene.
Protjerivanje protestantskih svećenika iz zemlje uz obvezu napuštanja Francuske u roku od 15 dana.
Zabrana hugenotima da napuste zemlju – iako je zakonito iseljavanje bilo zabranjeno, preko 200.000 hugenota uspjelo je potajno emigrirati, mahom u Nizozemsku, Englesku, Brandenburg-Prusku, Švicarsku, pa čak i Američke kolonije.
Djeca protestanata morala su biti krštena i odgajana u katoličkoj vjeri.
Gubitak građanskih prava i društvena marginalizacija protestanata koji su ostali u zemlji.

### Posljedice
Edikt je imao dalekosežne i pogubne posljedice za francusko društvo, gospodarstvo i međunarodni ugled:
Masovni egzodus hugenota, osobito trgovaca, obrtnika, znanstvenika i intelektualaca, doveo je do znatnog gubitka stručne radne snage i gospodarskog potencijala. Mnogi su odseljeni hugenoti pridonijeli razvoju industrije i bankarstva u zemljama primateljicama, osobito u Engleskoj, Nizozemskoj i Njemačkoj.
Međunarodna osuda bila je žestoka. Protestantizmu sklone države smatrale su ovaj čin izrazom fanatične netrpeljivosti. William III. Oranski, budući engleski kralj, koristio je progon hugenota kao politički argument protiv Francuske.
Francuska diplomacija i trgovina pretrpjele su štetu, a kraljevski dvor bio je prisiljen ulagati napore kako bi neutralizirao negativne reakcije europskih prijestolja.
Unutarnje učvršćenje katoličke hegemonije i centralizacije kraljevske vlasti postignuto je po cijenu vjerske represije i gubitka društvene dinamike

### Rezultat konverzija
Mnoge konverzije bile su površne i motivirane osobnom sigurnošću: to potvrđuju nekoliko pobuna protestanata, osobito u južnoj francuskoj regiji Languedoc. Najpoznatiji otpor zbivao se u obliku »Camizardskog rata« (1702. – 1704.), tijekom kojeg su se protestanti planinski ustali protiv kraljevih vojski i prisile religijske akulturacije.

## Židovi
Za razliku od svojih prethodnika, Luj XIV. nije iskazivao otvoreno neprijateljstvo prema Židovima, iako se njegova politika prema njima oblikovala kroz pragmatične državne interese, a ne iz ravnopravne vjerske tolerancije. Početak njegove vladavine označio je blago ublažavanje restriktivnih stavova koje je francuska kruna ranije zauzimala prema židovskoj populaciji.
Premda je Edikt iz 1394. formalno i dalje vrijedio – kojim su Židovi bili protjerani iz Francuske pod vlašću Karla VI. – njegova primjena postupno je gubila snagu u novoosvojenim područjima. Kada su Vestfalskim mirovnim ugovorima 1648. godine Tri biskupije (Metz, Toul i Verdun), Gornji Alzas i Décapole pripojene Francuskoj, vlasti su odlučile ne protjerivati Židove iz tih krajeva, čime je započela tiha promjena kraljevskog stava prema judaizmu.
Godine 1657., mladi kralj Luj XIV. i njegov brat Ferdinand svečano su primljeni u sinagogu u Metzu – događaj bez presedana u povijesti odnosa između francuske monarhije i židovskih zajednica.
Židovi u Alzasu u početku su zadržali isti pravni status koji su imali pod Svetim Rimskim Carstvom. No situacija se počela popravljati 1657. godine izdavanjem kraljevskih pisama (lettres patentes), kojima im se jamčilo pravo na boravak i obavljanje određenih zanimanja.
Godine 1674., intendant Jacques de La Grange donosi uredbe kojima se status Židova u „kraljevskom Alzasu” izjednačava sa statusom onih u Metzu. Time se Židovima tog područja ukida namet poznat kao *péage corporel* – osobna pristojba koju su morali plaćati prilikom ulaska u gradove. No, Židovi u ostatku provincije i dalje se smatraju „strancima” i podliježu toj obvezi.
Kako su alzaški Židovi sada imali uređen i priznati pravni položaj, 1681. godine osnovano je i rabinsko vijeće – Rabinat Alzasa, što je predstavljalo važan korak u institucionalizaciji židovske prisutnosti u Francuskoj pod kraljevskom vlasti.

### Židovske zajednice u francuskim kolonijama
U drugoj polovici 17. stoljeća, nekoliko židovskih obitelji nizozemskog podrijetla, koje su ranije emigrirale u Pernambuco u Nizozemskom Brazilu (1630.–1654.), bilo je prisiljeno napustiti to područje kada su ga ponovno osvojili Portugalci i obnovili Inkviziciju. Neki od njih sklonili su se u Francuske Antile, posebice na Gvadalupu, gdje se – prema tradiciji – ime glavnog grada Pointe-à-Pitre navodno povezuje s jednim nizozemskim Židovom imenom Peter (ili Pitre prema francuskoj transkripciji).
No, od 1683. godine situacija se radikalno mijenja. Židovi su protjerani iz Martiniquea, a Crni zakonik (Code noir) iz 1685. – kojim Luj XIV. regulira status robova u francuskim prekomorskim kolonijama – u svom prvom članku zahtijeva:
„Zapovijedamo svim našim dužnosnicima da protjeraju iz naših otoka sve Židove koji su ondje nastanili svoje prebivalište, jer su neprijatelji kršćanskog imena.”
Ovom uredbom protjerani su svi Židovi iz francuskih kolonijalnih posjeda u Karibima, što označava kraj njihove prisutnosti u tom dijelu carstva pod vlašću Luja XIV.

### Zaključak
Premda nije provodio politiku pune tolerancije, Luj XIV. pokazivao je veći stupanj pragmatizma u odnosu na svoje prethodnike, osobito u novopripojenim teritorijima poput Alzasa. Međutim, u prekomorskim područjima, njegova vladavina ostaje obilježena vjerskom netrpeljivošću, osobito prema nekatoličkim skupinama. Ovaj dvoznačan odnos svjedoči o kompleksnosti apsolutističkog režima, u kojem je vjersko jedinstvo i dalje bilo temelj državne stabilnosti, ali uz sve veću potrebu za administrativnim prilagodbama i političkim realizmom.

## Kvijetizam
Kvijetizam (fr. ‘’quiétisme), odnosno tišinski kult Fénelona, bio je duhovno‑mistični pokret popularan u 16. i 17. stoljeću, osobito kroz Španjolce poput sv. Terezije od Avile i sv. Ivana od Križa te francuske mistike poput Pierrea de Bérullea i Franjoa Saleškog. U Španjolskoj, Miguel de Molinos (1628–1696) je objavio Guide Spirituel (1675), u kojem zastupa ekstremno poimanje molitve – duša se mora potpuno predati Bogu, izgubiti sebe i tako izbjeći grijeh. Papa Inocent XI. je 1687. bulom Caelestis Pastor osudio 68 teza iz tog djela.
U Francuskoj su ideje quietizma prihvatile utjecajne osobe poput Madame Guyon (1648–1717), a među njima i François de Salignac de la Mothe‑Fénelon (1651–1715), učitelj vojvode Burgundskog – unuka i nasljednika Luja XIV. Tijekom 1680‑ih i 1690‑ih aktivnosti Fénelona i Madame Guyon privukle su pažnju dvora.
Godine 1693., duhovno nadzornik u Saint‑Cyru – školi koju je osnovala Madame de Maintenon za odgoj plemkinja – izrazio je zabrinutost zbog širenja quietizma među djevojkama. Luj XIV. posumnja na tajno udruživanje i zahtijeva od svoje supruge da prekine sve veze s Guyon. Istodobno, kralj angažira Jacques‑Bénigne Bossueta, glavnog teologa Crkve u Francuskoj, kao arbitra. Fénelon je u prosincu 1693. anonimno objavio kritički traktat protiv kraljevske politike – zbog čega mu je uskraćen naslov biskupa Pariza.
Zanimljivo je da su isusovci, koji su već sudjelovali u osudi Molinosovih stavova, stali na stranu Madame Guyon kao odgovor na galikanski pokret – koji je zagovarao nezavisnost francuske Crkve od Rima i organizirao se oko osobe Bossueta. Isusovci, kao ultramontanski tradicionalisti, branili su papinski autoritet i zbog toga podržali Guyon i posredno Fénelona. Papa ipak nije formalno osudio Guyon, nego tek nejasno odbacio neke od njezinih stavova.
Sve bi to možda ostalo akademsko, no Fénelon objavljuje 1699. alegorijsko djelo Les Aventures de Télémaque, napisano kao obrazovni tekst za djecu burguške vojvode. Iako pisano u Dvornom kontekstu, djelo sadrži otvorenu kritiku apsolutizma koji prakticira Luj XIV. telegrami su traženi i djelo je zaplijenjeno – kralj je odlučio da Fénelon nema više mjesta na dvoru.
Fénelonova kritika apsolutizma potječe iz dubokog anti‑makijiavelizma – odbacuje razdjelnicu između religije i politike, te smatra da je moral širem državnom uređenju primaran. Ovaj stav dao je podlogu za razvitak naprednih aristokratskih ideja 18. stoljeća – o patrijarhalnoj i umjerenoj monarhiji, protivnoj ratovima i promovirajućoj vrlinu i humanost.

## Vjerska pitanja u završnim godinama vladavine

### Odnosi s Vatikanom
Poboljšanje odnosa između Luja XIV. i pape Inocenta XI. (1676.–1689.) pokazalo se iznimno teškim, ako ne i nemogućim, zbog dubokih doktrinarnih razlika. Papa je u pismu iz ožujka 1679. izrazio želju da postane duhovni ravnatelj francuskoga kralja te je, preko kraljevskog ispovjednika oca de La Chaizea, poticao kralja da svakodnevno razmišlja „barem deset minuta o vječnosti i ništavnosti ovozemaljske slave i dobara”.
Papa je također gajio simpatije prema jansenističkoj strogoći i asketizmu. U sukobu oko prava régalea, Inocent XI. je stao na stranu dvojice biskupa sklonih jansenizmu, što je Luja XIV. dodatno učvrstilo u njegovu galikanskom stavu – podržavajući ideju o autonomiji francuske Crkve u odnosu na Rim.
Njihove politike prema muslimanima i protestantima bile su također suprotstavljene: dok je papa zahtijevao da Luj XIV. vojno podrži cara u borbi protiv Osmanlija, francuski kralj je to činio nevoljko, vodeći se geopolitičkim interesima Francuske. Inocent XI. se također protivio opozivu Nantskog edikta 1685., držeći da je edikt iz Fontainebleaua preoštar prema hugenotima.
Promjena je uslijedila izborom pape Aleksandra VIII. 1689. godine, koji je imenovao kardinalom Forbin‑Jansona, kandidata bliskog francuskom dvoru. Zauzvrat je kralju vratio Avignon i Comtat Venaissin.
Nakon pape Aleksandra VIII., papa Inocent XII. (1691.–1700.) krenuo je u rješavanje pitanja imenovanja biskupa koje Vatikan nije priznavao još od 1673. godine. Godine 1693., francuski su biskupi – pod kraljevim pritiskom – povukli tzv. Četiri galikanska članka iz 1682., čime je počelo smirivanje sukoba s Rimom. Konačno, 1700. godine, na početku rata za španjolsko nasljeđe, novi papa Klement XI. podržava Lujeva kandidata za strazburškog nadbiskupa protiv kandidata cara Leopolda I.

### BulaVineam Dominii konačni obračun s jansenizmom
Pred kraj vladavine, francuski se visoki kler priklanjao umjerenom augustinističkom učenju s primjesama jansenizma, što se osobito očitovalo u djelovanju pariškog nadbiskupa Louisa‑Antoinea de Noaillesa, reimskog nadbiskupa Charles‑Mauricea Le Telliera (brata ministra Louvoisa), te Jacques‑Bénignea Bossueta, biskupa Meauxa i autora Četiriju galikanskih članaka.
Pojava oca Pasquiera Quesnela, koji se smatrao duhovnim nasljednikom Corneliusa Jansena, izazvala je novu polemiku. Quesnel je zastupao radikalni oblik galikanizma, uključujući ideju da vjernici imaju pravo birati vlastite biskupe i župnike. Istodobno, tzv. slučaj savjesti potresao je Crkvu – riječ je o pitanju može li se dati odrješenje svećeniku koji ne priznaje da se pet heretičnih teza, koje je papa osudio, doista nalaze u djelu Augustinus.
François Fénelon, suparnik Bossueta i skloniji isusovačkom učenju, pozvao je Rim da zauzme odlučan stav i odbaci odrješenje u takvim slučajevima. Papa je odgovorio 1705. godine objavom bule Vineam Domini Sabaoth, koja potvrđuje autoritet Rima i osuđuje slobodu savjesti u tom kontekstu.
U međuvremenu, posljednje redovnice iz jansenističkog samostana Port-Royal des Champs odbile su prihvatiti pomirljivu liniju nadbiskupa Noaillesa. Luj XIV. reagira oštro: redovnice su ekskomunicirane, a samostan biva zatvoren i sravnjen sa zemljom kraljevskim dekretom u siječnju 1710.

### BulaUnigenitus
Godine 1713., papa Klement XI. je – pod pritiskom kraljevskog dvora, a osobito ispovjednika oca Le Telliera i Fénelona – objavio dogmatsku bulu Unigenitus Dei Filius, kojom osuđuje 101 tezu iz Quesnelova djela. Bula uvodi strogo hijerarhijsko shvaćanje Crkve te potvrđuje papinsku nepogrešivost u vjerskim pitanjima.
Njezini francuski zagovornici zahtijevali su njezino bezuvjetno prihvaćanje, što je izazvalo snažan otpor u francuskom kleru i laičkom puku. Kardinal de Noailles, zagovornik umjerenog jansenizma, odbija potvrditi bulu. Ni kralj ni papa ne uspijevaju slomiti otpor, jer bi svaka prisila sa strane pape predstavljala kršenje galikanskih sloboda, čemu se Luj XIV. osobito protivio.
Pariški parlament i visoka administracija također su se protivili registraciji bule, a kralj je preminuo 1715. ne uspjevši provesti njezinu namjenu.

## Vanjska politika
Louis XIV. nastavlja strategiju svojih prethodnika, započetu još za \Franje I., s ciljem oslobađanja Francuske iz hegemonijskog obruča Habsburgovaca u Europi, vodeći neprekidne ratove protiv Španjolske, osobito na flandrijskoj bojišnici. Međutim, ratovi koji slijede nakon Vestfalskih ugovora odvijaju se u bitno drukčijem okviru. Francuska tada postaje percipirana kao prijetnja drugim silama te se mora suočiti s dvjema novim uzlaznim silama: protestantskom Engleskom i austrijskim Habsburgovcima.

### Kraljev isključivi resor
Vanjska politika jedno je od područja u koje se kralj osobno i duboko uključuje. Luj XIV. smatra vanjsku politiku svojim osobnim kraljevskim prerogativom. U svojim Memoarima za dofena piše: 
Vidjelo me se kako izravno pregovaram sa stranim ministrima, primam depeše, sam odgovaram na dio njih i svojim tajnicima diktiram bit ostatka odgovora.
Jedan od glavnih pokretača vanjske politike Luja XIV. jest potraga za slavom (fr. la gloire). Za njega, slava nije puko pitanje taštine, već želja da se uvrsti među one ljude kojih se potomstvo sjeća stoljećima. Za njega je slava manifestacija kraljevske veličine, vrijedna ratova, saveza i rizika. Oslanjajući se na teoriju božanskog prava, smatra da samo njegov uspjeh i prestiž mogu osigurati stabilnost i poredak u Europi. Jedan od njegovih prvih ciljeva bio je zaštititi nacionalni teritorij – tzv. pré carré (strogo čuvano dvorište) Sébastiena Le Prestre de Vaubana, koji je osmislio sustav obrambenih utvrda na granicama.
Osim zaštite granica, cilj je bio i stvaranje „prirodnih granica“ Francuske – od Rajne do Pireneja i Alpa – čime bi se zaokružila zemljopisna i strateška cjelovitost Kraljevstva. U tome se ogleda i klasično shvaćanje moći kao izraza teritorijalne kontrole, dok Luj XIV. sve više koristi i simboličke instrumente vladavine nad prostorom – od ceremonijalnog preuzimanja gradova do kartografskog predstavljanja dominacija.
Problem je nastao kada se, osobito nakon 1680. godine, francuska moć toliko učvrstila da ostale europske sile počinju Francusku doživljavati kao ozbiljnu prijetnju. Ratovi nakon Vestfalskog mira 1648. odvijaju se u drukčijem međunarodnom okviru. S obzirom na vojnu i ekonomsku snagu Francuske, ostale europske sile – osobito Engleska, Austrija, Nizozemska i Brandenburg – počinju doživljavati Francusku kao rastuću hegemonijsku prijetnju, što dovodi do stvaranja više protufrancuskih koalicija tijekom njegove vladavine. Tijekom vladavine Luja XIV. dolazi do formiranja više savezničkih koalicija protiv Francuske, uključujući Augsburšku ligu (1686.) i Veliku alijansu (1689.), predvođenu Vilimom III. i Leopoldom I.

### Ministarstva i diplomacija
Kako bi provodio svoju politiku, kralj se okružuje nadarenim suradnicima, poput Huguesa de Lionnea (1656.–1671.), koji je bio temelj u oblikovanju savezništava i sklapanju Pirenejskog ugovora, zatim Simona Arnaulda de Pomponnea (1672.–1679.), kojega nasljeđuje Charles Colbert de Croissy (1679.–1691.), znatno grublji i ciničniji, poznat po agresivnijoj diplomatskoj strategiji. prije no što se Pomponne vraća 1691. kada se procjenjuje da je potrebna pomirljivija politika i umjerena, pregovaračka diplomacija. Posljednji i najtalentiraniji ministar vanjskih poslova, koji je reorganizirao Ministarstvo vanjskih poslova i unaprijedio tajnu diplomaciju i špijunažu, Jean-Baptiste Colbert de Torcy, Colbertov sin, a smatra ga se, prema Jean-Christianu Petitfilsu, „jednim od najsjajnijih ministara vanjskih poslova starog režima“.
Francuska tada raspolaže s petnaest veleposlanika, petnaest izaslanika i dvojicom rezidenata, od kojih su neki iznimno vješti pregovarači. Oko njih djeluju neslužbeni pregovarači i tajni agenti, među kojima je i znatan broj žena – poput barunice de Sack, gospođe de Blau te Louise de Kérouaille, koja postaje ljubavnica engleskog kralja Karla II.
Koristi se i financijskim oružjem: dragocjeni darovi ženama ili ljubavnicama moćnika, dodjela mirovina i slično. Diplomacija Luja XIV. uključivala je i korištenje financijskih sredstava i mekih oblika utjecaja – luksuzni darovi, mirovine, povlastice, pa i zavodničke misije. Mnoge od tih misija provodile su već spomenute žene. Među povlaštenim primateljima kraljevskih mirovina ističu se dvojica crkvenih ljudi – Guillaume-Egon de Fürstenberg, koji postaje opat opatije Saint-Germain-des-Prés i njegov brat Francisco Egon de Fürstenberg. 
Luj je rano shvatio važnost kulturne diplomacije: francuski jezik, moda, dvor i etiketa širili su se Europom kao uzor. Prijemi, svečanosti i stil dvora u Versaillesu nisu služili samo unutarnjem prestižu, već i kao diplomatsko oruđe – stvarajući aureolu civilizacijske superiornosti.

### Odnosi sa Španjolskom
Smrt ujaka po majci Filipa IV. Španjolskog 1665. godine potaknula je Rat za devoluciju. Godine 1660. Luj XIV. se oženio najstarijom Filipovom kćeri, Marijom Terezijom, u skladu s odredbama Pirenejskog mira iz 1659. godine. Ugovor o braku predviđao je da se Marija Terezija odrekne svih prava na španjolsko nasljedstvo za sebe i svoje potomke. Međutim, Mazarin i Lionne postavili su to odricanje kao uvjetovano isplatom miraza od 500.000 ekua. Budući da miraz nikada nije isplaćen, ta je činjenica kasnije imala važnu ulogu u tome da njegov nećak Karlo II. Španjolski odluči ostaviti svoje carstvo Filipu (krivotvorena oporuka), vojvodi od Anjoua (kasnijem Filipu V.), unuku Luja XIV. i Marije Terezije.
Rat za devoluciju nije se vodio izravno zbog miraza, ali je neisplata poslužila Luju XIV. kao formalni izgovor da poništi ženino odricanje od nasljednih prava, čime bi zemlja "devoluirala" na njega. U Brabantu (na čijem se području nalazila sporna zemlja), običajno pravo je dopuštalo da djeca iz prvih brakova imaju nasljedna prava čak i ako je roditelj sklopio novi brak. Lujeva supruga bila je kći Filipa IV. iz njegova prvog braka, dok je novi kralj Karlo II. bio sin iz kasnijeg braka. Tako je Brabant, prema tom tumačenju, "devoluirao" na Mariju Tereziju, što je Francuskoj poslužilo kao opravdanje za napad na Španjolsku Nizozemsku.

### Odnosi s Nizozemskom republikom
Tijekom Osamdesetogodišnjeg rata protiv Španjolske, Francuska je podupirala Nizozemsku Republiku u sklopu opće politike suprotstavljanja habsburškoj moći. Johan de Witt, nizozemski veliki pensionar od 1653. do 1672., smatrao je to ključnim za sigurnost Republike i protutežom svojim domaćim protivnicima iz oranskog tabora. Luj XIV. pružio je potporu Nizozemskoj tijekom Drugog anglo-nizozemskog rata (1665.–1667.), ali je pritom iskoristio priliku za pokretanje Rata za devoluciju 1667., tijekom kojega je osvojio Franche-Comté i velik dio Španjolske Nizozemske — čime je izravno ugrozio nizozemske trgovačke i strateške interese.
Nizozemci su potom započeli pregovore s Karlom II. od Engleske kako bi formirali zajednički diplomatski front protiv Francuske, što je rezultiralo sklapanjem Trostrukog saveza između Engleske, Nizozemske i Švedske. Strah od eskalacije sukoba i tajni ugovor o podjeli španjolskih posjeda s carem Leopoldom I. naveli su Luja da se odrekne dijela svojih osvajanja u Aachenskom miru iz 1668..
Luj nije mnogo nade polagao na dogovor s carem Leopoldom, a kako su francuski i nizozemski interesi postajali sve proturječniji, odlučio je najprije poraziti Republiku, a potom osvojiti Španjolsku Nizozemsku. Da bi to ostvario, morao je razbiti Trostruki savez: Švedsku je potplatio da ostane neutralna, a s Karlom II. je 1670. sklopio Tajni ugovor iz Dovera kojim je formirana anglo-francuska alijansa protiv Nizozemske. U svibnju 1672. Francuska je napala Republiku, uz potporu Münstera i Kölna.
Brzi francuski prodor izazvao je državni udar kojim je svrgnut De Witt, a vlast preuzeo Vilim III. Oranski. Car Leopold I. francusku je ekspanziju u Porajnje doživio kao sve veću prijetnju, osobito nakon zauzimanja strateške Lorene 1670. godine. U strahu od nizozemskog poraza, car je 23. lipnja sklopio savez s Brandenburgom, a 25. lipnja i s Republikom. Iako je Brandenburg bio prisiljen povući se iz rata ugovorom iz Vossema u lipnju 1673., u kolovozu je stvoren anti-francuski savez između Nizozemske, Španjolske, cara Leopolda i vojvode od Lorene.
Francuski savez bio je iznimno nepopularan u Engleskoj, osobito nakon neuspješnih pomorskih bitaka protiv flote Michela de Ruytera. Karlo II. stoga je u veljači 1674. sklopio mir s Nizozemskom, poznat kao Westminsterski mir. Unatoč tome, francuske su snage imale prednost: objedinjeno zapovjedništvo, iznimno sposobne generale poput Turenna, Condéa i Luxembourga, te izuzetno učinkovitu logistiku. Reformama koje je proveo Louvois, tadašnji ministar rata, francuska vojska mogla je rano započeti ofenzive, prije no što bi neprijatelj bio spreman.
Ipak, Francuzi su bili prisiljeni povući se iz većeg dijela Republike, što je teško pogodilo Luja, koji se na neko vrijeme povukao u Saint-Germain, gdje ga nitko osim najbližih nije smio uznemiravati. Unatoč tome, Francuzi su zadržali položaje u Alzasu i Španjolskoj Nizozemskoj, a ponovno su zauzeli i Franche-Comté. Do 1678. godine, iscrpljenost svih strana dovela je do Nimveškog mira, sklopljenog uglavnom u korist Francuske, čime je Luju omogućeno da intervenira u Skanskom ratu. Iako su Francuzi vojno poraženi, njihov saveznik Švedska ponovno je stekla većinu izgubljenih teritorija prema mirovnim ugovorima u Saint-Germainu, Fontainebleauu i Lundu 1679., nametnutima Danskoj-Norveškoj i Brandenburgu. No Lujeva dva glavna cilja — uništenje Nizozemske Republike i osvajanje Španjolske Nizozemske — nisu ostvarena.

### Nastavak ekspanzije i kraj savezništva s Nizozemskom
Luj je tada bio na vrhuncu moći, ali po cijenu ujedinjenja njegovih protivnika. Taj se otpor dodatno pojačao kako je nastavio s ekspanzijom. Godine 1679. smijenio je svog ministra vanjskih poslova markiza de Pomponnea, optuženog za prevelike ustupke saveznicima. Premda je održao jaku vojsku, u idućem valu teritorijalnih pretenzija izbjegavao je uporabu gole sile, kombinirajući je s pravnim izgovorima. U tu je svrhu osnovao tzv. komore za reunije (Chambres de réunion), kojima je utvrđivao širinu svojih prava temeljenih na dvosmislenim formulacijama tadašnjih ugovora.
Gradovi i teritoriji poput Luksemburga i Casalea imali su izuzetnu stratešku važnost zbog pristupa granici i plovnim putevima. Luj je također ciljao Strasbourg, ključni prijelaz preko Rajne i slobodni carski grad unutar Svetog Rimskog Carstva, koji je anektirao 1681., premda formalno nije bio dio habsburškog Alzasa i nije bio cediran Francuskoj Vestfalskim mirom.
Ove su aneksije izazvale rat sa Španjolskom, poznat kao Rat za reunije. Ipak, Španjolska je brzo poražena jer je car (zauzet Velikim turskim ratom) nije podržao, dok su Nizozemci pružili samo simboličnu pomoć. Prema Regensburškom primirju iz 1684., Španjolska je bila prisiljena priznati francusku okupaciju većine zauzetih teritorija na 20 godina.Lynn 1999 Pogreška u predlošku harvnb: ne postoji izvor s oznakom: CITEREFLynn1999 (pomoć)
Lujeva politika ponovnog ujedinjenja (tzv. reunija) možda je Francusku dovela do vrhunca teritorijalne moći, ali ju je ujedno izolirala u Europi. Negativna reputacija dodatno je pojačana francuskim djelovanjem protiv barbarskih pirata u Alžiru i Tripoliju — gdje su francuske snage bombardirale gradove kako bi oslobodile kršćanske robove i osigurale povoljne uvjete mira — te protiv Genove, koja je 1684. kažnjena zbog prijašnje potpore Španjolskoj. Unatoč pokajanju i pokloničkoj misiji doža u Versailles, Francuska je time stekla reputaciju brutalne i arogantne sile. U kombinaciji s efektima progona hugenota, to je dovelo do gubitka saveznika i sve veće izolacije Francuske krajem 1680-ih.

### Odnosi s Mletačkom Republikom
Odnosi između francuskog kralja Luja XIV. (1643.–1715.) i Mletačke Republike bili su kompleksni, višeslojni i često vođeni latentnim interesima dviju sredozemno-europskih sila koje su balansirale između vlastitih ambicija i geopolitičkih prijetnji. Iako nikada nisu stupili u formalni savez niti se našli u izravnom sukobu, povijesni zapisi svjedoče o međusobnom promatranju, povremenim pokušajima diplomatske suradnje, ekonomskom nadmetanju te političkoj napetosti u kontekstu sve veće francuske ekspanzije.
1. Diplomatski dodiri i zajednički interesi protiv Osmanlija
Tijekom burnog razdoblja Fronde (1648.–1653.), unutarnjeg građanskog rata u Francuskoj, Mletačka Republika je iskoristila priliku za jačanje odnosa s Francuskom. Njezin poslanik Michele Morosini boravio je u Parizu između 1648. i 1653., s ciljem učvršćivanja veza i pridobivanja Francuske kao potencijalne saveznice u sukobima s Osmanskim Carstvom, koje je tada ozbiljno ugrožavalo mletačke posjede na Levantu i u Dalmaciji.
Morosini je izgradio snažan odnos s kardinalom Julesom Mazarinom, francuskim premijerom i mentorom mladog Luja XIV., kojem je uspio ishoditi priznanje mletačkog plemstva i statusa. Premda službena francuska politika tada nije otvoreno podupirala mletačku borbu protiv Osmanlija, postoji niz zapisa koji upućuju na simpatije Francuske prema Veneciji kao kršćanskoj sili te na diskretno ohrabrivanje protumuslimanskih saveza u širem kontekstu borbe za utjecaj na Sredozemlju.
2. Ekonomski sukob: “rat ogledala” i industrijska špijunaža
U drugoj polovici 17. stoljeća Venecija je još uvijek držala monopol nad izradom visokokvalitetnih ogledala, posebice onih izrađenih na otoku Muranu, gdje je znanje o proizvodnji stakla čuvano kao državna tajna. Međutim, francuska želja za luksuzom i samodostatnošću pod upravom Jean-Baptistea Colberta, ministra financija Luja XIV., dovela je do izravnog napada na venecijanski gospodarski primat.
Godine 1664., Colbert je osnovao Kraljevskoj manufakturi ogledala (fr. Manufacture royale de glaces de miroirs) u Parizu, s ciljem proizvodnje ogledala koja bi konkurirala mletačkim. Kako bi postigao tehničku razinu venecijanskih radionica, tajni francuski agenti su ilegalno prebacili nekoliko mletačkih majstora staklara iz Murana u Francusku – uključujući imena poput Castellano i Bormioli. Time je narušen drevni mletački zakon koji je zabranjivao staklarima napuštanje otoka pod prijetnjom smrću. Ovi su majstori potom radili u novoosnovanoj Kraljevskoj manufakturi ogledala, preteči kasnijeg Saint-Gobaina. Venecija je prijetila smrtnim kaznama prebjeglim majstorima i poslala špijune da ih vrate, no bez uspjeha. 
Ova epizoda se smatra prvim zabilježenim slučajem industrijske špijunaže u europskoj povijesti i imala je dalekosežne posljedice: ne samo da je oslabila venecijanski monopol, nego je i poduprla francuski luksuzni dvor te pridonijela nastanku Versailleskog stila, čija "Dvorana ogledala” postaje simbol francuske gospodarske moći.
3. Geopolitička napetost: Francuska ambicija i venecijanski oprez
S krajem Tridesetogodišnjeg rata i jačanjem Francuske kao europske sile, Venecija se počela sve više bojati lujevskih ambicija u Italiji. Francuski pokušaji pripojenja teritorija u sjevernoj Italiji, uključujući dijelove Pijemonta i Milanske kneževine, stvarali su nelagodu među talijanskim državama. Nakon osvajanja Strasbourga 1681., Venecija je postala još sumnjičavija prema francuskim teritorijalnim apetitima.
Francuski ambasador u Veneciji, Michel Amelot de Gournay, imao je zadatak pažljivo nadzirati mletačku vojsku i njezine diplomatske kontakte, dok je Luj XIV. istovremeno sumnjao da se Mletačka Republika priklanja Habsburzima, sve utjecajnijem protivniku Francuske u srednjoeuropskom prostoru.
Iako su Mlečani bili tradicionalno neutralni, u kontekstu francusko-habsburškog suparništva često su kalkulirali u korist carskog dvora u Beču, osobito kad je francuski utjecaj prijetio ravnoteži snaga na Apeninskom poluotoku. Mletački Senat je, primjerice, u nekoliko navrata odbijao francuske inicijative, bojeći se otvorene vojne intervencije u Italiji.
4. Kulturni utjecaji i simbolički prijepori
Luj XIV., kao veliki pokrovitelj umjetnosti, bio je i svojevrsni rival Mletačke Republike na polju kulturne i estetske hegemonije. Dok je Venecija stoljećima slovila kao centar glazbe, kazališta i slikarstva, Versailles je ubrzo postao novo europsko središte umjetnosti i mode. Francuski dvor privlačio je ne samo strane umjetnike, već i mletačke, koji su tražili veću financijsku sigurnost.
S druge strane, Venecija je sa sve većim zazorom gledala na francuski barokni raskoš, koji se smatrao teatralnim, raskalašenim i nedovoljno “klasičnim”. U mletačkim zapisima o dvorskom životu u Versaillesu često se očituje stanovita ironija i distanca, iako su Venecijanci redovito slali svoje špijune i informatore kako bi pratili nove trendove i estetske ideje koje su se rađale u Francuskoj.
Zaključak
Odnosi između Luja XIV. i Mletačke Republike nikada nisu bili otvoreno prijateljski ni neprijateljski, ali su se razvijali u nijansama povjerenja i sumnje, suradnje i nadmetanja. Kralj Sunce nije vidio Veneciju kao strateškog partnera, ali ni kao opasnog suparnika – međutim, Venecija je vrlo ozbiljno promatrala francuske pomake prema Italiji, Levantu i luksuznoj ekonomiji.

### Glavni ratovi i diplomacija
Vanjska politika Luja XIV. obilježena je brojnim velikim sukobima, među kojima se ističu:
- Rat za devolucijsko nasljeđe (1667.–1668.) protiv Španjolske, okončan Aachenskim mirom, gdje Luj osvaja gradove u Flandriji. Luj koristi pravo svoje supruge Marije Terezije na španjolske teritorije u Flandriji, ali se zbog stvaranja Trostruke alijanse (Engleska, Nizozemska i Švedska) mora zadovoljiti ograničenim dobitcima.

- Francusko-nizozemski rat (1672.–1678.), gdje je Francuska isprva saveznica Engleske protiv Nizozemske, no sukob se širi na cijelu Europu. Luj pokušava uništiti Nizozemsku, ali nakon početnih uspjeha dolazi do okupljanja koalicije europskih država koje ga prisiljavaju na mirovni sporazum u Nijmegenu. Rat završava Nimveškim mirom, kojim Francuska dobiva Franche-Comté i nekoliko pograničnih gradova.

- Rat Augsburške lige (1688.–1697.), poznat i kao Devetogodišnji rat, u kojem protiv njega ustaje široka europska koalicija, uključujući Svetu rimsku crkvu, Englesku, Španjolsku, Nizozemsku i Savojsku. Rat završava Rijswickim mirom, kojim Luj XIV. priznaje Vilima III. od Orangea za kralja Engleske i odriče dijela osvojenih teritorija.

- Rat za španjolsko nasljeđe (1701.–1714.), najduži i najskuplji sukob njegove vladavine, izazvan smrću posljednjeg španjolskog kralja iz linije Habsburgovaca Karla II. bez nasljednika. Luj XIV. pokušava postaviti svog unuka Filipa V. (Filipa Anžujskog) na španjolsko prijestolje. Rat završava Utrechtskim mirom (1713.) i Rastattskim mirom (1714.) i Badenškim mirom (1714.), kojim Francuska zadržava Filipa V. kao španjolskog kralja, ali se obvezuje da Španjolska i Francuska neće biti u personalnoj uniji. Ovo izaziva rat s Velikom alijansom, koji završava mirovnim ugovorima u Utrechtu, Rastattu i Badenu, pri čemu Filip V. zadržava španjolsko prijestolje, ali uz uvjet da se krune Francuske i Španjolske nikada ne mogu ujediniti.

### Kolonijalna politika i globalna diplomacija
Iako su mu europska pitanja u prvom planu, kralj pokazuje zanimanje i za francuske kolonije u Americi, osobito Novu Francusku (današnji Kanada) gdje su utvrde poput Quebeca, Montreala i Louisbourga postale su ključne točke francuske prisutnosti, zatim karipske otoke, ali ne zanemaruje ni Aziju ni Afriku. Poticao je francusko širenje u Zapadnoj Africi, radi trgovine i utvrda na obali Gvineje te Indiji, gdje je Pondicherry postao francusko trgovačko središte. 
Francuske kolonije umnožile su se u Africi, Americi i Aziji za vrijeme vladavine Luja XIV., a francuski istraživači ostvarili su važna otkrića u Sjevernoj Americi. Godine 1673. Louis Jolliet i Jacques Marquette otkrili su rijeku Mississippi. Godine 1682. René-Robert Cavelier de La Salle slijedio je tok Mississippija do Meksičkog zaljeva i proglasio ogromni bazen rijeke teritorijem pod francuskom krunom, nazvavši ga Louisiane. Francuske trgovačke postaje osnovane su i u Indiji, u Chandernagoreu i Pondicherryju, te u Indijskom oceanu na Otok Bourbon (danas Réunion). Na svim tim područjima, Luj i njegov ministar Colbert pokrenuli su opsežan program arhitekture i urbanizma kako bi odrazili stilove Versaillesa i Pariza te slavili gloire (slavu) Kraljevstva.
U međuvremenu su uspostavljeni diplomatski odnosi s udaljenim državama. Godine 1669. Suleiman Aga predvodio je izaslanstvo Osmanskog Carstva s ciljem obnove starog francusko-osmanskog saveza.Faroqhi, Suraiya. 2006. The Ottoman Empire and the World Around It. Bloomsbury Academic. str. 73. ISBN 978-1-8451-1122-9 Nakon što je 1682. u Francusku stiglo marokansko izaslanstvo Mohammeda Tenima, Mulej Ismail, sultan Maroka, dopustio je francuska konzularna i trgovačka predstavništva u svojoj zemlji. Godine 1699. Luj je ponovno primio marokanskog veleposlanika, Abdallaha bin Aishu, a 1715. i perzijsko izaslanstvo pod vodstvom Mohammada Reza Bega.
Iz, još udaljenijeg, Sijama stiglo je izaslanstvo 1684., a sljedeće godine Francuska je odgovorila izaslanstvom pod vodstvom Alexandrea, viteza de Chaumonta. Nakon toga, 1686., uslijedilo je novo sijamsko izaslanstvo pod Kosom Panom, koje je svečano dočekano u Versaillesu. Luj je zatim 1687. poslao još jedno izaslanstvo, koje je predvodio Simon de la Loubère, a francuski je utjecaj ojačao na sijamskom dvoru, koji je Francuzima ustupio luku Mergui kao pomorsku bazu. No, smrću kralja Naraija, pogubljenjem njegova profrancuskog ministra Constantinea Phaulkona i opsadom Bangkoka 1688. završila je ta era francuskog utjecaja.
Francuska je također pokušala aktivno sudjelovati u isusovačkim misijama u Kini. Kako bi prekinuo portugalsku dominaciju na tom području, Luj XIV. poslao je 1685. isusovačke misionare na dvor kineskog cara Kangxija: Jeana de Fontaneya, Joachima Bouveta, Jeana-Françoisa Gerbillona, Louisa Le Comtea i Claudea de Visdeloua. Misija uključuje znanstvenike, astronome i kartografe koji donose europsko znanje kineskom dvoru, a dolazi u Peking tek 1687. godine, nakon dugog putovanja.  Ranije, 1684. godine, Luj XIV. je u Versaillesu primio kineskog isusovca Michaela Shen Fu-Tsunga. Nadalje, Lujev knjižničar i prevoditelj, Arcadio Huang, bio je Kinez.
Nakon što je 1701. primio pismo etiopskog cara Iyasua I., poslanika Jacques-Charlesa Ponceta, kralj šalje izaslanstvo pod vodstvom Lenoira Du Roulea u nadi da će uspostaviti diplomatske veze. No izaslanici bivaju masakrirani 1705. godine u Sennaru.
Luj XIV. također potiče stvaranje trgovačkih kompanija poput Francuske Istočnoindijske kompanije, te pokušava proširiti francuski utjecaj u Indiji, Madagaskaru i Senegalu, postavljajući temelje za buduće kolonijalno carstvo.
Iako se kolonijalna politika Luja XIV. u praksi suočavala s logističkim ograničenjima, njezin je simbolički i strateški značaj bio golem. Uspostavljanje prisutnosti u ključnim točkama globalne trgovine omogućilo je Francuskoj da se profilira kao svjetska sila, što će u 18. stoljeću preuzeti i intenzivirati Lujevi nasljednici.
Vanjska politika Luja XIV. oblikovala je konture moderne diplomacije: spoj sile i pregovora, predstave i realpolitike. Premda su njegovi ratovi opteretili državni proračun i izazvali stvaranje koalicija, postignuti utjecaj Francuske u međunarodnim odnosima ostavio je trajni trag – kako u teritorijalnim dobitcima, tako i u simbolici moći i ugledu francuskog dvora.

## Utvrđivanje francuskih granica u doba Luja XIV.
Tijekom vladavine Luja XIV. (1643. – 1715.), francuska politika nacionalne sigurnosti i ekspanzije temeljila se ne samo na ratnim pohodima i diplomatskim savezima, već i na sustavnom utvrđivanju granica. Taj projekt dobio je svoje najpotpunije oblikovanje u suradnji s briljantnim vojno-inženjerskim umom Sébastiena Le Prestre de Vaubana (1633. – 1707.), čije su inovacije ostavile trajan pečat na europsku vojnu arhitekturu.

### Sustav "željezne granice" (fr. pré carré)
Glavni cilj bio je osigurati "prirodne granice" Francuske – Pireneja na jugu, Alpa na jugoistoku te Rajne na istoku – koncept koji je postao ideološki temelj francuske ekspanzionističke politike. Vauban je razvio sustav poznat kao pré carré ("četverokut" ili "uređeni travnjak"), koji je uključivao dvostruki niz utvrđenih gradova duž istočne granice, posebno u Flandriji i Loreni. 
Taj je sustav služio kao zaštitni pojas protiv upada iz Svetorimskoga Carstva i Nizozemske Republike, a istodobno je omogućavao Francuskoj napade prema van kad bi to političke okolnosti dopuštale.

### Vauban i vojna inženjerija
Vauban je nadzirao izgradnju, obnovu i unapređenje više od 160 tvrđava diljem kraljevstva. Njegove utvrde bile su remek-djela simetrije, geometrijske preciznosti i obrambene funkcionalnosti. Najpoznatiji primjeri uključuju Lille, Besançon, Arras, Strasbourg, Mont-Dauphin, Neuf-Brisach i Briançon. 
Utvrde su često građene na strateškim rijekama, prijelazima ili visoravnima, oslanjajući se na sustav bastiona, jaraka, kontreskarpi i skrivenih komunikacijskih kanala. Vauban je također razvio i sustav napada na utvrđene gradove, poznat kao système de siège, koji je uvelike smanjio broj žrtava prilikom opsada.

### Diplomacija, osvajanja i legalizacija granica
Osim vojne gradnje, granice Francuske oblikovane su i nizom ratova i mirovnih sporazuma: Pirenejski mir (1659.), Aachenski mir (1668.), Nijmegenski mir (1678. – 1679.), Rijswiški mir (1697.) i Utrechtski mir (1713.). Kraljevski savjetnici poput Louvoisa i diplomati poput Lionnea i Pomponnea odigrali su ključnu ulogu u *legalizaciji* teritorijalnih dobitaka putem tzv. komora za restituciju (chambres de réunion), koje su pravno prisvajale manje dijelove teritorija oko već stečenih utvrda.

### Naslijeđe i utjecaj
Do kraja vladavine Luja XIV., Francuska je imala najutvrđenije granice u Europi, čime je stvoren model obrambene politike koji će utjecati na buduće države sve do 19. stoljeća. Mnoge od Vaubanovih utvrda preživjele su ratove i vrijeme, a neke su danas pod UNESCO-vom zaštitom svjetske baštine.

### Doprinosi Clervillea, Chamlaya i drugih suradnika
Osim Vaubana, utvrđivanje granica i obrambeno-ekspanzijska politika Luja XIV. oslanjala se na niz sposobnih stratega, inženjera i administratora.
Jean-Baptiste Colbert, markiz de Seignelay, sin slavnog ministra financija Colberta, imao je važnu ulogu u razvoju pomorske obrane i nadzora južnih granica, osobito u Languedocu i na obali Sredozemlja.
Michel Le Tellier i njegov sin François-Michel le Tellier, markiz de Louvois koordinirali su vojne reforme i administraciju vojske. Louvois je usko surađivao s Vaubanom, omogućivši mu sredstva i logističku podršku za realizaciju projekata. Njihov doprinos bio je ključan u centralizaciji vojne komande, planiranju opsada i utvrda te racionalizaciji kraljevske vojske.
Gaspard de Clerville, general-inspektor fortifikacija prije Vaubana, bio je odgovoran za raniju fazu razvoja fortifikacijskog sustava u 1650-im i 1660-im godinama. Sudjelovao je u planiranju obrambenih radova u ključnim lukama i pograničnim gradovima poput Calais, Dunkirk i La Rochelle. Njegovo djelo poslužilo je kao temelj Vaubanovu sustavnom pristupu.
Joseph de Chamlay, strateg i vojni teoretičar, bio je Luvoisov najpouzdaniji savjetnik i organizator ratnih pohoda. Nije se isticao u terenskom zapovijedanju, ali je imao ključnu ulogu u planiranju invazija, rasporedu snaga i određivanju smjerova napada. Chamlay je također pridonio izgradnji mreže komunikacija između granica i centralne vlasti.
Zahvaljujući tim suradnicima, Luj XIV. je imao ne samo vojsku bez premca u Europi, već i infrastrukturno osigurane granice, administrativnu kontrolu nad pograničnim regijama i mogućnost za brze mobilizacije.

## Ratovi Luja XIV.
Louis XIV posvetio je gotovo trideset i tri godine svoje vladavine od ukupno pedeset i četiri ratovanju. Na samrti je priznao budućem Luju XV.: 
"Često sam započinjao ratove previše olako i vodio ih iz taštine."
Vojska i ratni troškovi, osobito u vrijeme sukoba, zauzimali su najveći dio državnog proračuna — do gotovo 80 % u godini 1692. Dobio je temeljitu vojnu obuku pod vodstvom generala Turennea. Sa dvadeset godina sudjelovao je u bici kod Dinana (23. lipnja 1658.), gdje su njegove trupe, predvođene Turenneom, ostvarile odlučujuću pobjedu nad vojskama Condéa i Španjolske.

### Reorganizacija vojske
Reorganizacija vojske postala je moguća zahvaljujući financijskim reformama. Dok je Colbert uredio financije, vojnu reformu su uz kralja pomagali provoditi Michel Le Tellier i njegov sin, markiz de Louvois. Reforme su se odnosile na ujednačavanje plaća vojnika, osnivanje Doma invalida fr. Hôtel des Invalides 1670. te promjenu sustava regrutacije. Sve je to smanjilo broj dezertiranja i poboljšalo životni standard vojnog osoblja. Kralj je također povjerio Vaubanu izgradnju obrambenog pojasa utvrda oko kraljevine (politika „prednjeg pojasa“). U sredini svoje vladavine, Francuska je imala vojsku od oko 200.000 vojnika, čime je bila najveća i najsnažnija vojska u Europi, sposobna suprotstaviti se velikim savezima mnogih europskih država. Tijekom Holandskog rata (1672.–1678.) vojska je brojala oko 250.000 vojnika, dok je za ratove u devetogodišnjem ratu (1688.–1696.) i u ratu za španjolsko nasljedstvo (1701.–1714.) dosegla brojku od 400.000. Financiranje ratnih kampanja djelomično su pokrivali doprinosi osvojenih ili okupiranih stranih teritorija.

### Reorganizacija mornarice
Na dan smrti kardinala Mazarina 1661. godine, kraljevska mornarica, njezini brodovi i brodogradilišta bili su u lošem stanju. U funkciji je bilo tek desetak linijskih brodova, dok je engleska mornarica imala 157 brodova, od kojih su polovica bili veliki ratni brodovi s 30 do 100 topova. Flota Republika Ujedinjenih Provinicija imala je 84 broda.
Suprotno čestom mišljenju, Luj XIV. osobno je bio zainteresiran za pomorska pitanja i zajedno s Colbertom pridonio je razvoju francuske ratne mornarice. Dana 7. ožujka 1669. osnovao je položaj tajnika države za mornaricu, a Colberta je imenovao prvim službenikom na tom položaju (položaj ministra). Ipak, kralju je najvažnija bila kopnena vojska, jer je smatrao da se veličina države stječe na kopnu.
Colbert i njegov sin mobilizirali su ljudske, financijske i logističke resurse kao nikada prije, stvarajući gotovo ni iz čega mornaricu prve klase. U trenutku Colbertove smrti 1683. mornarica La Royale brojala je 112 brodova, nadmašivši britansku Royal Navy za 45 brodova, iako su zbog mladosti flote časnici često nedostajali iskustva.
Mornarica je aktivno sudjelovala u ratovima i igrala važnu ulogu u pokušajima vraćanja Jakova II na englesko prijestolje, a također je bila angažirana u borbama protiv barbaresk pirata. Iako je neuspješna ekspedicija u Džidželiju u studenom 1664. godine imala za cilj zaustaviti piratstvo barbareska na Sredozemlju, ekspedicije Abraham Duquesnea 1681. i 1685. uspjele su uništiti mnoge brodove u zaljevu Alžira.

### Istaknuti ratovi
Luj XIV je tijekom svoje vladavine uključio kraljevinu u brojne ratove i bitke:
| Rat                         | Razdoblje                                | Saveznici                        | Neprijatelji | Povod rata | Ishod |
| --------------------------- | ---------------------------------------- | -------------------------------- | --- | --- | --- |
| Rat za devoluciju           | 1667.–1668.                              | Nema                             | Španjolska Od 1668.: Engleska, Nizozemska, Švedska                                                                     | Neisplata Francuskoj miraza španjolske infante Marije Terezije.                                                                                               | Aachenski mir |
| Francusko-nizozemski rat    | 1672.–1678.                              | Engleska, Švedska, Köln, Münster | Nizozemska, Sveto Rimsko Carstvo, Španjolska, Brandenburg, Danska-Norveška                                             | Nakon rata za devoluciju, Luj XIV. želi razbiti Trojni savez iz Haaga i posebno potisnuti Nizozemsku kako bi nastavio širenje prema španjolskim teritorijima. | Nimveški mir i Westminsterski mir |
| Rat okupljanja              | 26. listopada 1683. – 15. kolovoza 1684. | Nema                             | Španjolska | Francuska traži ruralna područja oko gradova osvojenih u Ratu za devoluciju i ratu protiv Nizozemske, prema običajima.                                        | Francuska pobjeda i Primirje u Regensburgu |
| Rat Augsburške lige         | 24. rujna 1688. – rujan 1697.            | Jakobiti, Osmansko Carstvo       | Augsburška liga: Nizozemska, Engleska, Sveto Rimsko Carstvo, Savoja, Španjolska, Švedska (do 1691.), Portugal, Škotska | U okviru politike okupljanja, Luj XIV. zauzima razne teritorije, uključujući Strasbourg i Tri biskupije.                                                      | Rijswički mir: Luj XIV. priznaje Vilima III. Oranskog kao kralja Engleske, Škotske i Irske.                                                                      |
| Rat za španjolsko naslijeđe | 1701.–1714.                              | Španjolska, Bavarska, Köln       | Nizozemska, Engleska, Sveto Rimsko Carstvo, Savoja, Portugal, Austrija, Pruska, Aragon, Kamisardi                      | Luj XIV. prihvaća oporuku Karla II. Španjolskog, kojom vojvoda od Anjoua, unuk Luja XIV. i infante Marije Terezije, postaje kralj Španjolske.                 | Utrechtski mir: Filip od Anjoua priznat kao španjolski kralj, ali se odriče prava na francusko prijestolje. Mir u Rastattu: potpisan između Francuske i Austrije |

Ovi ratovi znatno proširuju teritorij Francuske: za vladavine Luja XIV. Francuska osvaja Gornju Alzasu, Metz, Toul, Verdun, Roussillon, Artois, Francusku Flandriju, Cambrai, Franche-Comté, Saaru, Hainaut i Donju Alzasu. 
No, druga strana medalje jest da takva politika budi zabrinutost među ostalim europskim državama te ih sve češće navodi na udruživanje protiv Francuske. Iako Francuska ostaje moćna na kontinentu, postaje sve više izolirana, dok Engleska doživljava gospodarski procvat, a u Njemačkoj se počinju javljati obrisi nacionalne svijesti.

## Tradicionalni savez protiv Habsburgovaca (1643. – 1672.)
Kako bi oslobodio Francusku habsburškog obruča i spriječio njihovu dominaciju u Europi, mladi Luj XIV. zajedno sa svojim ministrom kardinalom Mazarinom nastavio je politiku svojih prethodnika, posebno Richelieua, sklapajući saveze s glavnim protestantskim silama, poput Nizozemske, Švedske i engleskih puritana. Cilj je bio destabilizirati Habsburško Carstvo i oslabiti njihov utjecaj.
Francusko-španjolski rat, dio šireg sukoba Tridesetogodišnjeg rata, imao je više faza i trajao je sve do 1659. godine. Tijekom tog vremena, Francuska je otvoreno podržavala protestantske saveznike u borbi protiv katoličkih Habsburgovaca. Vestfalski mirovni ugovori, potpisani 1648., označili su ne samo kraj ovoga krvavog sukoba, već i prekretnicu u europskoj politici – srušili su habsburšku dominaciju i formalno podijelili Carstvo na austrijski i španjolski dio. Njemačka je ostala podijeljena na stotine malih država, što je znatno oslabilo centralnu vlast i omogućilo jačanje nacionalnih država. Ugovori su utemeljili načela sekularnosti u politici, što je papu Inocenta X. natjeralo na oštru osudu jer je smatrao da se time umanjuje crkvena vlast u svjetskim poslovima.
Ovaj mir poslužio je kao model za buduće multilateralne pregovore i kongrese u Europi, koji će oblikovati diplomatske odnose u naredna dva stoljeća.
Tijekom građanskog ustanka poznatog kao Fronda (1648.–1653.), koji je ugrozio autoritet francuske krune, Španjolska je nastojala iskoristiti priliku i oslabiti Luja XIV. podupirući vojni ustanak Velikog Condéa, koji je najprije bio saveznik kralja, ali je tijekom Fronde prešao na njegovu suprotnu stranu. Ova unutarnja nestabilnost stvorila je ozbiljnu prijetnju Francuskoj monarhiji.
Godine 1659., nakon brojnih vojnih pobjeda i diplomatskih uspjeha, te saveza s engleskim puritanima (za vrijeme Olivera Cromwella) i njemačkim silama okupljenim u Rajnskoj ligi, Španjolska je bila prisiljena prihvatiti Pirenejski ugovor. Ovaj ugovor označio je kraj dugotrajnog sukoba i učvrstio novi položaj Francuske u Europi. Savez je dodatno potvrđen brakom između Luja XIV. i španjolske infantice Marije Terezije, čime je Francuska stekla legitimitet za kasnije teritorijalne zahtjeve.
Nakon smrti španjolskog kralja Filipa IV. 1665., Luj XIV. započeo je rat za devolucijsko nasljeđe (1667.–1668.), koristeći pravo svoje supruge Marije Terezije na nasljedstvo španjolskih teritorija. Francuski zahtjevi odnosili su se na nekoliko pograničnih gradova u Španjolskoj Flandriji, uključujući Lille i Tournai. Iako je rat bio kratkotrajan, on je pokazao odlučnost Francuske da proširi svoje granice.
Na kraju ovog razdoblja, Luj XIV. postao je neupitna vojna i diplomatska supersila u Europi. Njegov autoritet bio je toliko velik da je čak i papa bio pod njegovim utjecajem. Proširio je kraljevstvo prema sjeveru pripojivši regiju Artois te otkupivši luku Dunkirk od Britanaca, čime je učvrstio pomorsku i trgovinsku moć Francuske. Na jugu je uspio sačuvati strateški važan Roussillon, čime je osigurao sigurnost svojih granica.
Pod vodstvom vještog ministra Jean-Baptistea Colberta, Luj XIV. je također podupro razvoj mornarice i kolonijalnih posjeda, što je bilo ključno za nadmetanje s hegemonijom Španjolske na svjetskoj razini. Colbertova ekonomska i kolonijalna politika postavila je temelje za francusku globalnu prisutnost u Novom svijetu, Africi i Aziji.

## Nizozemski rat (1672. – 1678.)
Nizozemski rat, poznat i kao Holandski rat, predstavlja jednu od najsloženijih i najkontroverznijih epizoda vladavine Luja XIV. U povijesti diplomacije i rata 17. stoljeća, ovaj sukob se često tumači kao kraljeva tragična pogreška i izraz njegove neutažive gladi za slavom. Premda je formalno započeo 1672., njegove duboke korijene nalazimo već u Devolucijskom ratu (1667. – 1668.), kada je Republika Ujedinjenih Nizozemskih Pokrajina – tadašnja trgovačka i pomorska velesila – spriječila francuske ambicije širenja u Španjolsku Nizozemsku.
Luj XIV., pogođen nizozemskom diplomatskom intervencijom i gorljivošću njihove anti-francuske propagande, osobno je njegovao osvetu prema Republici. Nizozemska je bila centar pamfletizma koji je ismijavao njegovu apsolutističku vlast i razotkrivao dvoranske intrige, a uz to je predstavljala bastion protestantizma, suprotstavljen katoličkom Parizu. No najdublji motiv bila je kraljeva neugasla žeđ za slavom i vječnoj uspomeni u povijesti – što potvrđuju i djela suvremenika poput američkog povjesničara Paula Sominoua.
Premda je veliki ministar financija Jean-Baptiste Colbert isprva bio protivnik rata, svjestan njegovih ekonomskih posljedica, a vojni ministri Le Tellier i Louvois u početku neodlučni, kralj se odlučio za agresiju, oslonjen na podršku vojnih velikana poput Turennea, koji je vjerovao u brzu pobjedu, i opreznijeg Condéa.
Rat započinje u svibnju 1672., kada francuska vojska, saveznica s Engleskom, Kölnom i Münsterom, iznenadno udara na nizozemski teritorij. Luj XIV. osobno se pridružuje vojsci kod Charleroia i 12. lipnja slavno prelazi Rajnu kod Lobitha, što Versailles slavi kao trijumf klasičnih razmjera. Ipak, Nizozemci odgovaraju genijalnim taktičkim potezom: otvaraju brane i potapaju vlastiti teritorij, čime zaustavljaju francuski prodor uzduž tzv. Holandske vodene linije. Unatoč tim poteškoćama, Luj privremeno boravi u dvorcu Heeswijk, gdje sklapa sporazum s engleskim izaslanicima.
Kada francuska vojska odbija povoljne mirovne uvjete koje nudi Republika, nizozemska unutarnja oligarhija biva svrgnuta u narodnoj revoluciji, a na čelo dolazi karizmatični vojvoda Vilim III. Oranski, koji se ubrzo profilira u neumoljivog protivnika Luja XIV. i kasnijeg kralja Engleske. Istodobno, protiv Francuske se okreću nove sile: Španjolska, Sveto Rimsko Carstvo i brojni knezovi iz Njemačke, uključujući Brandenburg i Bavarsku. Ulazak Austrije u rat 1673. godine, nakon francuske opsade grada Triera, dramatično mijenja ravnotežu snaga.
Luj XIV. još iste godine vodi slavni pohod i opsjeda tvrđavu Maastricht, koja mu se predaje nakon trinaestodnevne borbe – još jedan trenutak koji kralj svečano obilježava u Versaillesu. Međutim, njegova ambicija da u potpunosti slomi Nizozemsku nestaje 1674. padom Bonna u ruke Vilima Oranskog. Iste godine, Luj vodi i uspješnu kampanju u Franche-Comtéu, regiji koju će Francuska konačno pripojiti nakon sklapanja mira.
Na moru, savez Francuske i Engleske bilježi ograničen uspjeh – unatoč sposobnostima admirala poput d’Estréesa, nizozemska mornarica, pod vodstvom Michiela de Ruytera, nadmoćno dominira u bitkama kod Solebaya (1672.), Texela (1673.) i drugim ključnim pomorskim sukobima.
U unutrašnjosti kraljevine, situacija se dodatno komplicira otkrivanjem zavjere 1674. godine: među urotnicima su Louis de Rohan i nizozemski učitelj Franciscus van den Enden, koji su planirali svrgnuti Luja i postaviti njegovog maloljetnog sina na prijestolje. Zavjera je pravovremeno otkrivena zahvaljujući budnosti kraljevskih musketeira, a urotničke su snage zatočene u Bastilji.
U međuvremenu, veliki vojni zapovjednici – Turenne u Alzasu, Condé u Flandriji, te Villars i Vauban na sjevernoj granici – vode iscrpljujuće bitke u Njemačkoj i Španjolskoj Nizozemskoj. Turenne pogiba 1675. godine u bitci kod Sasbacha, što snažno pogađa francuski moral. No njegov nasljednik, maršal od Luksemburga, provodi brutalne kampanje koje, iako vojno djelotvorne, izazivaju ogorčenje zbog pokolja nad civilnim stanovništvom, što Vilim III. Oranski vješto koristi u svojoj anti-francuskoj propagandi.
Kao odgovor na višegodišnje prijetnje, Luj XIV. 1674. povjerava Sébastienu Le Prestreu de Vaubanu izgradnju sustava utvrda poznatog kao pré carré, dvostrukog obrambenog pojasa koji štiti sjevernu granicu kraljevstva. Taj sustav postaje temeljem francuske obrambene strategije sljedećih desetljeća.
No kako rat odmiče, Francuska je iscrpljena – kako ljudstvom, tako i financijama. Godine 1672. proračunski deficit iznosio je 8 milijuna livri, a do 1676. narastao je na 24 milijuna. Pritisnut okolnostima i međunarodnim izolacijama, kralj pristaje na mirovne pregovore koji se intenziviraju 1677. godine u nizozemskom gradu Nijmegena.

### Nijmegenski mir (1678.)
Sporazumi iz a potpisani su u kolovozu 1678. godine, a definiraju novu kartu političke moći u Europi. Francuska zadržava Franche-Comté, te osigurava značajne dobitke u Španjolskoj Nizozemskoj: Valenciennes, Bouchain, Condé-sur-l’Escaut, Maubeuge, Cambrai, Ypres, Cassel i preostali dio Artoisa. No u zamjenu mora vratiti neke teritorije Flandrije.
Ovim mirom Luj XIV. dobiva priznanje za jačanje granica i širenje teritorija, ali istovremeno gubi potporu nekadašnjih saveznika, a u Europi jača strah od francuske hegemonije. Politika Richelieua i Mazarina – koja je nastojala očuvati ravnotežu i razjedinjenost njemačkih kneževina – sada je napuštena. Francuska od ove točke preuzima otvoreniju imperijalnu strategiju.
U Parizu kralj slavi povratak i dočekan je s trijumfom: Skupština grada Pariza mu dodjeljuje titulu „Luj Veliki“ – jasno nadahnutu Aleksandrom Velikim – no iza te slave krije se i opomena: rat je od Francuske stvorio europsku prijetnju i usadio neprijateljstva koja će definirati političku kartu kontinenta narednih desetljeća. Između ostalog, rat cementira osobno i ideološko neprijateljstvo između Luja XIV. i Vilima III. Oranskog – neprijateljstvo koje će svoj vrhunac dosegnuti Glorious Revolution i novim europskim ratovima krajem stoljeća.

## Rat za ponovno ujedinjenje (1683. – 1684.)
Rat za ponovno ujedinjenje (La guerre de la Réunion, 1683. – 1684.) bio je kratkotrajan vojni sukob koji je pokrenuo Luj XIV., francuski kralj, kako bi potvrdio i proširio teritorijalna prava Francuske na temelju tzv. komora za ponovno ujedinjenje (chambres de réunion). Ovaj rat nije bio klasičan veliki sukob poput Nizozemskog rata, već je predstavljao dio Lujeve politike “mirnog” teritorijalnog širenja, temeljenog na pravnim i diplomatskim konstrukcijama.
Nakon Pirenejskog mira (1659.), Nijmegenskog mira (1678.–1679.) i drugih ratova, Francuska je stekla brojne teritorije. Međutim, Luj XIV. je tvrdio da su uz te stečene posjede Francuskoj pravno pripadali i svi feudni vazali, sela i gradovi koji su u prošlosti bili pod jurisdikcijom tih teritorija.
Kako bi legitimizirao te zahtjeve, Luj je osnovao posebne sudove, tzv. “komore za ponovno ujedinjenje”, koje su po službenoj dužnosti procjenjivale koja bi područja trebala “biti ponovno ujedinjena s krunom Francuske”.
Kad su druge europske sile — osobito Španjolska i Sveto Rimsko Carstvo — odbile priznati ova teritorijalna proširenja, Luj XIV. je 1683. godine pokrenuo vojne operacije. Glavna meta bio je Luksemburg, koji je tada pripadao španjolskoj kruni. Francuske snage su: opkolile i zauzele Luksemburg (1684.), preuzele brojne utvrde u Alzasu i Lotaringiji te prijetile Beču, dok je Habsburška Monarhija bila zauzeta ratujući s Osmanlijama (opsada Beča, 1683.).
Nakon prethodnih osvajanja, osobito u sklopu Devolucijskog rata i Rata za naslijeđe Španjolske, granice novostečenih teritorija nisu bile jasno definirane. Luj XIV. odlučuje iskoristiti svoju političku i vojnu moć kako bi pripojio Francuskoj sva područja koja su u prošlosti, makar formalno, bila podložna vlasti gradova i teritorija koje je nedavno zauzeo. U tu svrhu osniva posebne komisije, tzv. komore za pripojenje (Predložak:Jez-fr), kojima dodjeljuje zadatak da prouče stare pravne dokumente i presude u korist francuskih interesa. Komore su službeno procjenjivale koja bi područja trebala “biti ponovno ujedinjena s krunom Francuske”.
Na primjer, u Franche-Comtéu, regiji koja je Francuskoj pripala nakon rata s Španjolskom, odjel Parlamenta u Besançonu zadužen je za analiziranje povijesnih prava i jurisdikcija. Najosjetljiviji slučaj bio je onaj s Strasbourgom, tada slobodnim carskim gradom unutar Svetog Rimskog Carstva. Isprva, Luj XIV. u ovom pitanju traži oprez svojih pravnika, no nakon što jedan general Carstva posjeti grad, kralj mijenja mišljenje i u jesen 1681. odlučuje ga zauzeti vojnom silom.
Ova ekspanzionistička politika izazvala je zabrinutost među europskim silama. Već 1680. Španjolska i Engleska potpisuju sporazum o međusobnoj pomoći u slučaju francuske agresije. Kako bi neutralizirao prijetnju, Luj XIV. prijeti engleskom kralju Karlu II. da će objaviti sadržaj tajnog Doverskog sporazuma (1670.), u kojem se Karlo obvezuje na potporu Francuskoj u zamjenu za znatne novčane subvencije. Suočen s mogućnošću sramote, engleski kralj odustaje od suprotstavljanja Francuskoj.
Unatoč francuskim pokušajima diplomatskog uvjeravanja, zabrinutost se širi i njemačkim državama, uključujući Brandenburšku markgrofoviju, kojoj je Francuska nudila subvencije kako bi zadržala njihovu neutralnost. Istodobno, Luj XIV. službeno podržava Austriju, ali istovremeno potajno održava kontakte s Osmanskim Carstvom, koje 1683. pokreće veliki pohod na Beč. Na taj način francuski kralj pokušava zadržati Habsburgovce zauzetima na istočnom frontu.

### Ratisbonsko primirje ili Regensburški mir (1684.)
Konačno, Ratisbonskim primirjem iz 1684. većina francuskih osvajanja – uključujući i Strasbourg – biva potvrđena na razdoblje od 20 godina. Rat je završen mirom u Regensburgu (Ratisbonu), potpisanim 15. kolovoza 1684. godine. Uvjeti mira su bili sljedeći:
- Francuska je zadržala sve teritorije koje je zauzela u sklopu “ponovnog ujedinjenja”, uključujući Luksemburg,
- primirje je trajalo dvadeset godina,
- druge sile, premda nevoljko, priznale su stanje na terenu.

Među državama koje su podržavale Španjolsku, osobitu nemilost kod Luja XIV. izazvala je Republika Genova. Povod za to bila je činjenica da genovska vlada nije pokazala odgovarajući diplomatski respekt prema francuskom veleposlaniku. Kao odgovor, Luj XIV. šalje flotu pod zapovjedništvom admirala Abrahama Duquesnea, koja 1684. bombardira Genovu i dijelom razara grad.
Godinu dana kasnije, 15. svibnja 1685., genovski dužd osobno dolazi u Versailles, gdje se – prema tadašnjoj ceremonijalnoj praksi – mora duboko nakloniti Lujevoj veličanstvenosti u Dvorani ogledala (Predložak:Jez-fr), simbolu apsolutističke moći francuskog dvora.
Ovaj rat i njegova metoda predstavljaju vrhunac Lujeve diplomatsko-pravne ekspanzionističke politike, u kojoj se zakon i vojna sila kombiniraju za širenje moći. Iako malen po opsegu, pridonio je stvaranju europske protufrancuske koalicije, što će dovesti do Velikog saveza i Devetogodišnjeg rata (1688.–1697.) Također, rat je očiti primjer kako je Luj XIV. vješto koristio diplomatsku slabost drugih država (osobito zauzetost Habsburgovaca s Osmanlijama) kako bi proširio teritorij.

## Devetogodišnji rat ili Rat Augsburške lige (1688. – 1697.)

### Uzroci sukoba
Uzroci izbijanja novog rata bili su brojni. Za cara Leopolda I. Sporazum u Regensburgu iz 1684. bio je tek privremen. Namjeravao ga je revidirati čim bi porazio Turke na istoku. Nasuprot tomu, Luj XIV. inzistirao je na produljenju primirja iz Regensburga.
Njegov progon protestanata nakon ukidanja Nanteskog edikta 1685. razljutio je Nizozemce, koji su preplavili Francusku pamfletima u kojima je Luj prikazivan kao tiranin i Antikrist. Taj je čin također uzrokovao izbjeglički val hugenota u protestantske zemlje, što je dodatno zaoštrilo odnose.
U Engleskoj, kralj Jakov II., Lujev nepouzdan katolički saveznik, svrgnut je Slavnom revolucijom 1688.–1689., a zamijenio ga je Vilim III. Oranski, protestantski vođa i Lujev protivnik. Luj je, uz to, pružio utočište svrgnutom kralju Jakovu II. i podržavao njegov pokušaj povratka na prijestolje, čime je dodatno antagonizirao Englesku.
U Savoji je Luj XIV. tretirao vojvodu Viktora-Amadeja II. kao vazala. U Njemačkoj je Luj pokušavao osigurati nasljedna prava princeze Palatinatske na Pfalz, kako bi spriječio da novi kurfurst bude saveznik cara. Taj pokušaj predstavljanja prava njegove snahe Elizabete Šarlote bio je oslonjen na dvojbeno tumačenje sukcesijskog prava.
U srpnju 1686. njemački knezovi, bojeći se daljnjeg širenja francuskih „reunija“ (politike spajanja teritorija), osnovali su Augsburšku ligu, koju su činili car, španjolski kralj, kralj Švedske, kurfursti Bavarske i Pfalza te vojvoda Holstein-Gottorpa. Ligom je upravljao Maximilian II. Emanuel, izbornik Bavarske, koji je ubrzo prešao na francusku stranu, što je oslabilo unutarnju koheziju saveza.
U isto vrijeme, odnosi između Francuske i pape Inocenta XI. pogoršavali su se, posebno nakon sukoba oko regale (prava na crkvene prihode u ispražnjenim biskupijama), kao i zbog Lujeve samovolje u crkvenim imenovanjima, što je potkopavalo njegovu reputaciju kao "najkatoličkijeg kralja".

### Vojne operacije
Dana 24. rujna 1688., smatrajući se ugroženim od strane Lige te nezadovoljan odugovlačenjem oko Regensburškog primirja, Luj XIV. zahtijevao je njegovu pretvorbu u trajan mir i postavljanje biskup Strasbourga za novog nadbiskupa Kölna. Kada ti uvjeti nisu ispunjeni, francuske snage zauzimaju Philippsburg, Avignon, Köln i Liège.
Godine 1689., po nalogu Louvoisa, Francuzi pustoše Pfalz i uništavaju brojne gradove kako bi zastrašili protivnike – ali učinak je suprotan: Fridrik I. od Brandenburga, izbornik Saske, vojvoda od Hannovera i landgrof Hessea pridružuju se caru u koaliciji.
Francuska vojska isprva doživljava poraze, što dovodi do promjena među generalima. Vojvoda od Luxembourga ponovno dolazi u milost i pobjeđuje u bitki kod Fleurusa 1690. Ipak, Luj i Louvois nisu znali iskoristiti ovu pobjedu, jer nisu bili skloni ratovanju pokretljivim postrojbama.
Na moru, Tourville razbija anglo-nizozemsku flotu kod rta Béveziers 10. srpnja 1690. U Irskoj su trupe svrgnutog kralja Jakova II. i vojvode Lauzuna poražene kod rijeke Boyne od snaga Vilima III., čime završava nada o restauraciji jakobita.
Dana 10. travnja 1691., Luj XIV. osvaja Mons, a 1692. opsjeda i zauzima Namur, dok Viktor-Amadej II. napada francuski Dauphiné. Iste godine, francuska flota doživljava težak poraz u bitci kod La Houguea, čime Francuska odustaje od klasične pomorske borbe i sve se više okreće korsarstvu i trgovačkom ratu.
Godine 1693., Bitka kod Neerwindena završava velikom francuskom pobjedom i masovnim zarobljavanjem neprijateljskih zastava. U Italiji, Nicolas de Catinat pobjeđuje Viktora-Amadeja u bitci kod Marsaglia. Te iste godine, mediteranska flota pomaže osvajanju Rosasa u Kataloniji te, u suradnji s Tourvilleom, uništava 83 engleska trgovačka broda na putu prema Smyrni.
Usprkos vojnim uspjesima, rat zapada u pat-poziciju. Karlo XI. Švedski predlaže posredovanje, a iscrpljenost zaraćenih strana pogoduje pregovorima.

### Mir u Rijswijku
Savoja prva sklapa mir s Francuskom, čime prisiljava saveznike na primirje u Italiji. U rujnu 1697. Engleska, Nizozemska i Španjolska potpisuju mir, a 30. listopada im se pridružuju car i njemački knezovi.
Francuska zadržava Strasbourg i dobiva Saint-Domingue (današnji Haiti), dok Pondicherry biva vraćen Francuskoj od strane Nizozemaca. S druge strane, Francuska mora vratiti Barcelonu, Luxembourg i uporišta u Nizozemskoj koja je držala od nimveškog mira.
Luj XIV. priznaje Vilima III. kao zakonitog engleskog kralja, čime se konačno prekida službena podrška dinastiji Stuart. Nizozemci dobivaju trgovačke povlastice, a njihova uloga kao posrednika u ravnoteži snaga učvršćena je.
Iako je Francuska dobila bolje granice, ostatak Europe nameće joj nadzor. Koncept "ravnoteža moći", kojeg nameću Vilim III. i Engleska, postaje temelj buduće europske diplomacije. 
U Francuskoj, mir nije dobro prihvaćen. Javnost nije razumjela zašto se, unatoč tolikim pobjedama, moralo pristati na mnoge ustupke. Vauban je mir ocijenio kao „najveću sramotu od mira u Cateau-Cambrésisu“.

## Rat za španjolsko naslijeđe (1701. – 1714.)

### Povijesni kontekst
Zbog krhkog zdravlja Karla II. Španjolskog, posljednjeg habsburškog vladara na španjolskom prijestolju, koji je ostao bez nasljednika, pitanje sukcesije otvorilo se vrlo rano. Na prijestolje su polagale pravo dvije moćne dinastije: Bourbonci iz Francuske i Habsburgovci iz Austrije. Problem se pokazao gotovo nerješivim jer bi i francuski i austrijski kandidat narušio ravnotežu snaga u Europi.
Nakon brojnih neuspješnih pregovora o podjeli španjolskog naslijeđa, pod utjecajem španjolskog dvora i uz podršku pape Inocenta XII., Karlo II. je u oporuci prijestolje ostavio Filipu Anžuvinskom, unuku Luja XIV. i praunuku Filipa IV. Španjolskog.
Luj XIV. isprva oklijeva prihvatiti ovu ponudu jer bi to značilo postaviti Bourbona na španjolsko prijestolje bez teritorijalnog dobitka za Francusku, što je bila pozicija koju je zagovarao i veliki vojni inženjer Vauban. Ipak, odbiti španjolsku krunu značilo bi otvoriti put habsburškom okruženju Francuske. Unatoč slaboj gospodarskoj situaciji Španjolske, Luj XIV. na kraju prihvaća oporuku, uvjeren da je to "božji nalog".

### Izbijanje rata
Austrijanci ovu odluku tumače kao casus belli i ulaze u savez s palatinskim elektorom, hanoverskim i brandenburškim elektorom, koji tada postaje kralj Pruske. Vilim III. Oranski, tadašnji kralj Engleske, i nizozemski državnik Anthonie Heinsius suprotstavljaju se Lujevu prihvaćanju nasljedstva, iako se suočavaju s domaćim javnim mnijenjem koje je bilo protiv novog rata.
Unatoč pokušajima diplomatskog rješenja, do sukoba dolazi, djelomično i zbog Lujevih pogrešaka: tražio je da Filip V. zadrži pravo nasljedstva francuskog prijestolja, čime bi potencijalno ujedinio dvije krune, i poslao je trupe u Belgiju, čime je prekršio postojeće mirovne sporazume.
Nakon smrti Vilima III. 1702. godine, Engleska, Nizozemska i car Leopold I. objavljuju rat Francuskoj, pridružuju im se Danska, kralj Pruske i brojni njemački knezovi i biskupi.

### Vojna ravnoteža
Koalicijsku vojsku predvode znameniti vojskovođe: Eugen Savojski, nizozemski kancelar Heinsius i engleski vojvoda od Marlborougha. Francuska strana, iako oslonjena na slabije zapovjednike poput Villeroya i Tallarda, ima i dvojicu izvanrednih vojskovođa – Villarsa i Vendômea, čije su vojne sposobnosti parirale protivnicima.

### Porazi, pregovori i apel narodu
Rat za španjolsko naslijeđe isprva ide nepovoljno za Francusku. Iznimka je Villarsova uspješna ofenziva u Njemačkoj. Provansa je okupirana, a Toulon opsjednut 1707. godine. Nesloga između vojvode od Vendômea i vojvode od Burgundije dovodi do katastrofalnog francuskog povlačenja kod Oudenaardea 1708.
Gospodarska kriza dodatno opterećuje ratne napore, pa Luj XIV. 1709. traži prekid neprijateljstava i otvaranje mirovnih pregovora. Međutim, saveznici traže da njegov unuk, Filip V., abdicira u korist habsburškog pretendenta, što je za Luja bilo neprihvatljivo.
Tada se kralj obraća narodu preko apela koji piše sam ili uz pomoć ministra vanjskih poslova Torcyja. U poruci ističe:
Riječ „FRANCUSKOG“, pisana velikim slovima, bila je jasan apel na patriotizam. Suprotno tadašnjoj apsolutističkoj doktrini. Tom prilikom Luj nije tražio slijepu poslušnost, već iskrenu potporu naroda.
Ova je poruka pročitana vojsci od strane vojvode od Villarsa i izazvala je veliki odjek. U bitci kod Malplaqueta, iako prisiljeni na povlačenje, francuski vojnici nanose saveznicima dvostruko veće gubitke nego što su sami pretrpjeli.

### Mir koji žele i Francuska i Engleska: Utrechtski sporazumi
U travnju 1710. godine, dolaskom torijevaca na vlast u Engleskoj, vanjskopolitički prioriteti ove države mijenjaju se pod utjecajem vikonta Bolingbrokea. Novi cilj postaje osiguranje interesa Engleske na moru i u prekomorskim kolonijama. Prema povjesničaru Jean-Christianu Petitfilsu, Engleska time istinski ulazi "u koncert velikih svjetskih sila".
Englezi odbacuju ideju i francuske i austrijske Španjolske. Tijekom Preliminarnih pregovora u Londonu, pristaju da Filip V. Španjolski, unuk Luja XIV., ostane kraljem Španjolske, pod uvjetom da se francuski kralj obveže kako će se spriječiti ikakvo buduće ujedinjenje španjolske i francuske krune.
Ostali članovi Velike alijanse to u početku smatraju neprihvatljivim. No Englezi vrše značajan politički i financijski pritisak na svoje saveznike. U isto vrijeme, maršal Villars pobjeđuje u bitci kod Denaina 1712., čime odbija prijetnju izravne invazije na Francusku.
Ti događaji otvaraju put za Utrechtski mir 1713. godine. U skladu sa sporazumima:
- Filip V. zadržava španjolski tron, ali se trajno odriče prava na francusko prijestolje za sebe i svoje nasljednike;
- Engleska dobiva otoke Saint-Christophe (danas Saint Kitts), Hudsonov zaljev, Davisov tjesnac, Akadiju i Terre-Neuve od Francuske;
- Francuska priznaje klauzulu prijateljske nacije Engleskoj u trgovinskim odnosima;
- Nizozemska Republika vraća Lille Francuskoj, koja pritom zadržava Alzas;
- Habsburška Monarhija stječe bivše Španjolske Nizozemske, Milansko vojvodstvo, Napuljsko Kraljevstvo i Sardiniju;
- Viktor Amadej II. od Savoje ponovno stječe suverenitet nad Savojom i Nicom.

Ovi mirovni ugovori obilježili su kraj Rata za španjolsko naslijeđe i doveli do velikih promjena u europskoj ravnoteži moći, čime je okončana ambicija Luja XIV. da uspostavi dominaciju Francuske nad cijelom Europom, ali mu je ipak omogućeno da svog unuka učvrsti na prijestolju jedne od najvažnijih europskih sila.

## Odnos Luja XIV. prema uroti Zrinskog i Frankopana
Europska reakcija na smaknuće Zrinskog i Frankopana bila uglavnom mlaka ili simbolična, a ne otvoreno neprijateljska. Međutim, smaknuće hrvatskih velikaša izazvalo je određeni odjek u međunarodnim krugovima, uključujući diplomatske komentare i propagandne poteze, osobito iz proturatnih i protuhabsburških sredina.
Luj XIV. nije bio izuzetak u tome da nije poduzeo konkretne korake u znak protivljenja egzekuciji – što je, na razini dvorskih politika, bila uobičajena praksa motivirana interesima, a ne solidarnošću.
Godine 1671., nakon neuspjele urote hrvatsko-ugarskih velikaša protiv centralizacijskih mjera Habsburške Monarhije, Petar Zrinski i Fran Krsto Frankopan pogubljeni su u Bečkom Novom Mjestu. Njihova smrt izazvala je žaljenje i osudu u hrvatskom i ugarskom plemstvu, dok su reakcije europskih monarhija bile uglavnom suzdržane i simbolične. Među tadašnjim europskim vladarima isticao se se isticao svojom proračunatom šutnjom i nedostatkom prosvjeda francuski kralj Luj XIV., iako su Zrinski i Frankopan pokušavali od francuskog dvora dobiti potporu za svoju stvar. Svojim postupcima i izostankom osude egzekucije pokazao izrazitu diplomatsku suzdržanost i političku proračunatost. Francuska diplomacija bila je već tada duboko upletena u osmišljavanje vlastite anti-Habsburške politike, no Luj nije želio otvoreno podržati unutarnje neprijatelje cara Leopolda I., jer bi time prerano razotkrio svoje geopolitičke ambicije, posebno vezane uz Španjolsko nasljeđe i buduće francuske ratove.
Zrinski i Frankopan, nadajući se podršci u borbi protiv apsolutizma cara Leopolda I., nastojali su putem diplomatskih kanala zadobiti naklonost više europskih sila, uključujući Mletačku Republiku, Poljsku i Francusku. No, svi su ti dvorovi ostali distancirani, a francuski dvor osobito je odlučio ne uplitati se, premda je putem svoje razvijene mreže diplomata i obavještajaca bio detaljno upoznat s razmjerima nezadovoljstva unutar hrvatsko-ugarskog plemstva.
Luj XIV. nije reagirao na smaknuće ni javno ni diplomatski. Njegova politika u to vrijeme bila je usmjerena na jačanje vlastite pozicije u sklopu priprema za Nizozemski rat (1672.–1678.), pa je nastojao izbjeći otvoreni sukob s Habsburzima prije nego što Francuska bude spremna za šire vojne operacije. Njegova šutnja oko slučaja Zrinskog i Frankopana u tom se kontekstu može promatrati kao čin hladne geopolitičke kalkulacije.
Luj XIV. bio je majstor političke dvosmislenosti: istodobno je izražavao diplomatsku kurtoaziju prema Habsburgovcima, dok je u pozadini poticao slabljene njihovih pozicija. U slučaju Zrinskog i Frankopana, kralj Sunce nije osobno preuzeo nikakvu inicijativu za njihovo oslobađanje, iako je znao za njihovu djelatnost i moguće savezništvo protiv cara. Hrvatsko-ugarski urotnici nadali su se potpori Francuske, no Luj ih je iznevjerio šutnjom – ne iz neprijateljstva, već iz hladno proračunatog političkog oportunizma.

### Činjenice vezane uz urotu
- Urotnici su tražili pomoć od više europskih dvorova, uključujući Veneciju, Poljsku i Francusku. Svi su reagirali suzdržano, zabrinuti za vlastite interese.
- Francuski dvor je imao informacije o uroti putem svoje mreže diplomata i špijuna, no odlučio je ne uplitati se izravno, kako ne bi antagonizirao Beč u trenutku kada još nije bio spreman za veći sukob.
- Kasnije, u Nizozemskom ratu (1672.–1678.), Luj XIV. se otvoreno sukobljava s Habsburzima, no 1671. još je balansirao odnose u korist vlastite dugoročne pozicije.
- U hrvatskoj i ugarskoj povijesnoj svijesti, Zrinski i Frankopan postaju mučenici nacionalne borbe, a njihovo smaknuće percipirano je i kao simbol izdaje Zapada, uključujući i francusku nezainteresiranost.

Premda se u suvremenoj historiografiji ne može tvrditi da je Luj XIV. bio jedini europski vladar koji se nije usprotivio smaknuću hrvatskih velikaša, on se svakako isticao nedostatkom bilo kakve inicijative za njihovo oslobađanje ili diplomatsku intervenciju. Njegova politika prema uroti Zrinskog i Frankopana odražava širi obrazac francuske diplomacije u 17. stoljeću: istodobno održavanje privida kurtoaznih odnosa s carem dok je u pozadini tiho gradio plan za dugoročno potkopavanje habsburškog utjecaja u srednjoj Europi.
U hrvatskoj i ugarskoj kolektivnoj povijesnoj svijesti, smaknuće Zrinskog i Frankopana ostalo je trajni simbol borbe za autonomiju i izdaje zapadnoeuropskih sila, uključujući i nezainteresiranost Francuske. Luj XIV., premda obaviješten i politički pozicioniran da djeluje, odlučio je šutjeti — i time, posredno, legitimizirao carske represije nad hrvatskim i ugarskim plemstvom.

## Gospodarstvo
S gospodarskog stajališta, vladavina Luja XIV. može se podijeliti u dvije glavne faze: razmjerno uspješno razdoblje prije 1680. godine te gospodarski sve izazovnije razdoblje od 1680. do njegove smrti 1715. godine.
U prvoj fazi, gospodarstvo je uživalo u razmjernoj stabilnosti i rastu, osobito zahvaljujući reformama i politici merkantilizma koje je provodio kraljev dugogodišnji ministar financija, Jean-Baptiste Colbert. Colbert je težio jačanju unutarnje proizvodnje, razvoju infrastrukture, poticanju trgovine i osnivanju francuskih kolonija radi stvaranja povoljne trgovinske bilance. Osnovao je brojne manufakture, poticao stvaranje trgovačkih kompanija poput Francuske istočnoindijske kompanije i unaprijedio pomorsku flotu kako bi osigurao gospodarsku samodostatnost Francuske.
Međutim, nakon Colbertove smrti 1683., moć kralja postaje sve više centralizirana, a donošenje odluka odvija se bez širih konzultacija i stručnih savjeta. Luj XIV. tada sve više vodi državu osobno i apsolutistički, što dovodi do postupnog zanemarivanja gospodarskih potreba i smanjenja utjecaja ekonomskih stručnjaka na politiku. Istodobno, brojni ratovi koje je vodio – poput Rata za španjolsko nasljeđe – iscrpljuju državnu riznicu i gomilaju dugove, uzrokujući fiskalne krize koje ograničavaju ulaganja i potiču inflaciju.
Situaciju dodatno pogoršavaju izrazito nepovoljni klimatski uvjeti. Vladavina Luja XIV. vremenski se poklapa s tzv. Maunderovim minimumom (1645. – 1715.), razdobljem unutar Malog ledenog doba obilježenim dugotrajnim i izrazito hladnim zimama. Ti su klimatski uvjeti izazvali niz loših žetvi, gladi, epidemija i epizootija. Posebno se ističu godine 1693.–1694., kada je izrazito kišovito proljeće, praćeno ljetnom sušom i vrućinom, dovelo do velike gladi i naknadne epidemije, usmrtivši oko 1,3 milijuna ljudi.
Tzv. „Velika zima” 1708.–1709. bila je jedna od najhladnijih zabilježenih u europskoj povijesti. Temperature su padale ekstremno nisko, rijeke poput Sene i Temze bile su potpuno zaleđene, a šteta u poljoprivredi bila je katastrofalna. Izravno je smrzavanjem stradalo oko 200 000 ljudi, dok su dodatnih 400 000 umrli od posljedica gladi i bolesti koje su uslijedile. 
U takvim okolnostima, stanovništvo Francuske bilo je izloženo velikim patnjama, dok je apsolutistička vlast Luja XIV. pokazivala sve manju sposobnost reagiranja na gospodarske i humanitarne krize. Ove katastrofe dodatno su opteretile gospodarski sustav i otkrile slabosti previše centraliziranog modela.

### Značaj poljoprivrede u doba Luja XIV.
U doba Luja XIV. (vladao od 1643. do 1715.), Francuska je posjedovala jednu od najznačajnijih i najrazvijenih poljoprivreda u Europi, prvenstveno po ukupnoj površini obrađenog zemljišta i veličini poljoprivrednog sektora, s naglaskom na uzgoj žitarica. 
Najvažnije kulture bile su raž, često u kombinaciji s prosom u Landesima u Gaskonji, zatim heljda u Bretanji i pšenica. U to vrijeme širi se i uzgoj kukuruza, osobito u jugozapadnim krajevima i Alzasu. 
Francuska u 17. stoljeću bila je jedna od najvećih i najvažnijih poljoprivrednih zemalja Europe. Po površini i broju stanovnika bila je najveća država na kontinentu, s velikim udjelom ruralnog stanovništva i obradivog zemljišta. Njezin teritorij obuhvaćao je brojne prostrane poljoprivredne regije poput Île-de-Francea, Normandije, Anjoua, Burgundije i drugih, a znatan dio stanovništva bavio se isključivo poljoprivredom.
Poljoprivreda je predstavljala temelj francuskog gospodarstva. Po ukupnoj veličini obradivih površina i broju poljoprivrednika, Francuska je prednjačila u Europi. Međutim, njezina poljoprivredna tehnologija i produktivnost nisu bile među najnaprednijima. Primjerice, Nizozemska je već tada bila poznata po inovacijama i visoko produktivnoj poljoprivredi na ograničenim i malim površinama. Usporedno s tim, francuska produktivnost često je zaostajala za susjedima poput Nizozemske i Engleske, koje su već koračale putem modernizacije (intenzivnija obrada zemlje, bolji alati i nove tehnologije).
Kruh se proizvodio od raznih mješavina žitarica. Siromašnije regije koristile su méture (širu mješavinu žitarica poput pšenice, raži i ječma), dok je u sjevernoj Francuskoj bio uobičajen méteil (smjesa pšenice i raži). Uz vinogradarstvo i stočarstvo, to je činilo temelj francuske prehrambene i poljoprivredne proizvodnje.
Vinova loza uzgajala se sve do sjevera zemlje, uključujući Pikardiju i Île-de-France. Proizvodnja rakije (fr. eau-de-vie) širila se u regijama poput Charentea, doline Loire, Garonne i Languedoca. U 17. stoljeću vinova loza rasla je čak sjevernije nego danas – primjerice, pariški vinogradi, osobito u današnjem Montmartreu i Suresnesu, bili su nadaleko poznati. Vinova loza u Pikardiji opstajala je na rubu klimatskih uvjeta, dok se destilacija vina u rakiju intenzivno razvijala, osobito u Charenteu (gdje će kasnije nastati konjak), kao i u Languedocu i dolini Garonne (poznatoj po Armagnacu).
Nizozemci su iz Francuske uvozili rakije i viškove žitarica, osobito iz regija poput Toulousea, Charentea, Languedoca i Bordeauxa, a potom ih preprodavali diljem Europe i kolonija. Istodobno su u Francusku izvozili vlastite proizvode – sol, harinje, tekstil i dr. Iako je Toulouse imao riječnu luku na Garonni i razvijenu trgovinu, nije bio glavno središte izvoza žitarica u Nizozemsku. Nizozemski brodovi češće su kupovali rakiju, vino i prehrambene proizvode u jugozapadnoj Francuskoj, osobito u Bordeauxu.
U planinskim krajevima stočarstvo je bilo od presudne važnosti, pri čemu je transhumanca – sezonsko premještanje stoke – poprimala znatne razmjere. Stanovništvo planina, poput onih u Pirenejima, Alpama i Središnjem masivu, trgovalo je stokom kako bi nabavilo žitarice i vino. Zamjena stoke za osnovne prehrambene proizvode bila je uobičajen oblik trgovine i opskrbe u tim zajednicama.
U poljoprivrednim regijama dominirao je uzgoj ovaca, dok su konji i goveda bili rijetkost izvan regija specijaliziranih za stočarstvo poput Auvergne, Limousina i Normandije, a prisutni uglavnom oko gradova.
Francuska žitna poljoprivreda temeljila se na malim posjedima. Prema povjesničaru Gérardu Noirielu, tijekom vladavine Luja XIV. polovica seljačkog stanovništva činili su nadničari – poljoprivredni radnici koji su posjedovali tek nekoliko arija zemlje i kuću s jednom prostorijom. Uz to su držali mali vrt, nekoliko kokoši i ovaca radi vune. Najsiromašniji slojevi seljaštva bili su manovri – radnici bez zemlje, koji su posjedovali tek osnovni alat poput srpa i vile. Od proljeća do jeseni radili bi na imanjima plemića, klera ili bogatih zemljoposjednika, sudjelujući u žetvama, košnjama i berbama. Zimi su tražili privremene poslove kao pomoćnici ili nosači.
Seljaci su bili teško opterećeni porezima: uz taille (izravni porez), tu su bile i dîme (crkvena desetina), te brojne državne i seoske takse – na sol, duhan, alkohol i prava lokalnih gospodara.
Unatoč tome, siromaštvo nije bilo univerzalno. Postojala je i „srednja” seljačka klasa: veći zakupnici, orači, mali vinogradari u dolini Seine i tzv. haricotiers (graholjari) u sjevernoj Francuskoj.
Unatoč snažnoj i razvijenoj poljoprivredi u doba Luja XIV., Francuska nije uživala potpunu zaštitu od gladi.

### Velike gladi pod vladavinom Luja XIV.
Unatoč veličini i važnosti francuske poljoprivrede, zemlja je tijekom vladavine Luja XIV. doživjela dvije velike gladi. Prva, tijekom 1693. i 1694. godine, nije bila posljedica teške zime, već izrazito kišnog i hladnog ljeta koje je uništilo žetvu. Budući da je država prioritetno opskrbljivala Pariz i vojsku, u brojnim regijama izbijaju nemiri, a gladno stanovništvo masovno hrli u gradove. Prema procjenama, umrlo je oko 1.300.000 ljudi, gotovo koliko i u Prvom svjetskom ratu.
Druga velika glad uslijedila je tijekom tzv. Velike zime 1709., kada su rijeke Seine, Rhône i Garonne bile zaleđene. Masline su uginule, a sjetva je gotovo potpuno propala. Iako je država pokušala ublažiti krizu uvozom žita iz inozemstva, glad je bila teška i odnijela je dodatnih 630.000 života.

### Uzroci ranjivosti i manjkavosti prehrambenog sustava
Unatoč statusu najveće europske poljoprivrede, francuska žitna proizvodnja nije bila dovoljno moderna. Većina posjeda imala je manje od 5 hektara i nije koristila agrarne inovacije kakve su uvodili Nizozemci i Englezi tijekom 17. stoljeća. Francuska je imala i najveći broj stanovnika u Europi, a žitna poljoprivreda u normalnim godinama jedva je zadovoljavala osnovne potrebe stanovništva.
Povjesničar Jean-Pierre Poussou procjenjuje da je 30–40 % teritorija tadašnje Francuske bilo kronično ranjivo na prehrambene krize, ponajviše zbog geografskih uvjeta. Unutarnja trgovina žitom mogla je biti djelomično rješenje, ali je bila ograničena lošim cestama, transportnim problemima i teškom administracijom.
Također, tijekom velikih gladi Nizozemci, koji su inače mogli izvoziti žito iz Baltičkih zemalja, bili su u ratu s Francuskom (vidi: Nizozemski rat, Rat Augsburgske lige), što je dodatno ograničilo mogućnosti uvoza.
Tek će tijekom 18. stoljeća francuska poljoprivreda dovoljno napredovati da premosti tzv. demografsku barijeru od 20 do 23 milijuna stanovnika, koja je stoljećima sprječavala dugoročni demografski rast.

## Kolbertizam
Pojam "kolbertizam" potječe tek iz 19. stoljeća, kada su udžbenici Treće republike počinju taj izraz koristiti kao »obveznu referencu«, prikazujući Colberta, Sullyja i Turgota kao protutežu brojnim ratnim herojima iz povijesti Francuske.
Radovi iz tog razdoblja podupiru tezu koju je iznio Ernest Lavisse: da je Colbert kralju Luju XIV. predložio posve novu gospodarsku politiku, koja se tada doimala kao prikladan model za industrijalizaciju Francuske krajem 19. stoljeća.
Suprotno tom stajalištu, Alain Peyrefitte 1976. godine u djelu Francusko zlo (fr. Le Mal français) smatra kolbertizam izvorištem strukturnih slabosti Francuske.[220] Prema povjesničarima s kraja 20. stoljeća, Colbert zapravo slijedi tada dominantnu ekonomsku doktrinu (većinom prisutnu od 1450. do 1750.), koju je 19. stoljeće prozvalo merkantilizmom.
Po mišljenju Poussoua, prije bi se moglo reći da Francuska tada ne provodi klasični merkantilizam, već pokušava "sustizati" razvijenije države, osobito Nizozemsku, koja je oko 1661. godine bila vodeća pomorska i trgovačka sila. Richard Kuisel tvrdi da Colbert zapravo oblikuje "galski stil" gospodarskog upravljanja, koji miješa državni intervencionizam, cehove i tržišne sile.
Alain Guéry i Herbert Lüthy ističu:
Tragedija Colberta, u njegovim uspjesima kao i neuspjesima, bila je što je morao svuda zamijeniti kapitalistički duh, koji je nedostajao, birokratskom intervencijom i umjetnom privilegijom, monopolima, koncesijama, državnim kapitalima i službenim regulacijama. Kolbertizam se u tom pogledu javlja kao surogat kalvinizma u području društvene organizacije.
Poput svojih prethodnika – Luja XI., Sullyja i Richeliua – Colbert nastoji umanjiti jaz između gospodarskog potencijala Francuske i relativno skromne realne gospodarske aktivnosti. Vanjsku trgovinu shvaća kao odnos država, a ne pojedinaca, pa tako želi zaustaviti trgovinski deficit. U tu svrhu nastoji smanjiti uvoz luksuznih proizvoda iz Italije i Flandrije te razviti domaću industriju.
Colbert se ne ustručava pribjeći  industrijskoj špijunaži – osobito na štetu Nizozemske i Mletačke Republike – kako bi usvojio tehnike izrade stakla, te 1664. osnovao državnu staklarsku tvornicu, budući Saint-Gobain. Iste godine osnovane su i kraljevske tapiserijske manufakture u Beauvaisu i Picardie. Iako je osnivanje tih tvornica izvan tradicionalnih korporacija uspijevalo, kontrola korporacija nije – unatoč nastojanjima racionalizacije proizvodnje.
Kao vodeći promotor merkantilizma u Francuskoj, Colbert je težio centraliziranoj kontroli trgovine i industrije, uvjeren kako bogatstvo kraljevstva počiva na snažnom izvozu i ograničavanju uvoza putem visokih carina i restriktivne konkurencije kao alata za očuvanje nacionalne ekonomije.

### Fiskalne reforme i konsolidacija državnih financija
Colbert je proveo opsežnu fiskalnu reformu. Porez taille, koji je prethodno najviše opterećivao niže staleže, pokušao je pravednije rasporediti. Smanjio je utjecaj korumpiranih poreznih zakupaca, uveo strožu naplatu poreza i ukinuo sustav poreznih koncesija (tax farms), zamijenivši ga učinkovitim državnim aparatom. Također je smanjio kamatne stope na državne obveznice, čime je olakšao zaduživanje bez povećanja poreznog pritiska. U prvim desetljećima vladavine Luja XIV. Colbertove reforme dovele su do stabilizacije državnih financija. No, vojne kampanje i raskoš dvora kasnije su poništili te učinke, pogotovo nakon njegove smrti 1683.
Colbert je uveo niz poreznih reformi:
- reformirao je porez taille, proširio oporezivanje na ranije izuzete skupine te time izjednačio je porezni teret među staležima, smanjio stope ali poštivao pravedniju raspodjelu i uveo strožu naplatu bez zloupotreba poput ovrha obiteljskog imanja ili prisilnog zatvaranja.
- 1664. uvedeni su novi carinski propisi (tzv. tarif Colbert za zaštitu domaće proizvodnje
- 1667. uvedene su visoke carine zaštitnog karaktera, posebice na uvoz iz Engleske i Nizozemske (npr. tekstil), što je kulminiralo carinskim ratom i, kasnije, sudjelovanjem u Nizozemski rat.

### Poticanje industrije i razvoja manufaktura
U svrhu gospodarske samodostatnosti Francuske, Colbert je osnovao i podupirao kraljevske manufakture pod kraljevskim nadzorom (fr. Manufactures royales), državne industrije koje su proizvodile luksuzna dobra, dosad uvezena iz inozemstva. Među najpoznatijima su:
- Saint-Gobain (fr. Manufacture royale de glaces de miroirs) – osnovana 1665. radi domaće proizvodnje velikih staklenih ogledala. Venecijanski majstori stakla prenijeli su znanje u Pariz, gdje su prva ogledala izrađena već 1666. Proizvodnja je kasnije preseljena u Saint-Gobain u Picardiji, a tvrtka se održala do danas kao jedna od najstarijih industrija.
- Manufakture tapiserija i tekstila – Gobelinska i Beauvais manufaktura proizvodile su tapiserije i tekstil najviše kvalitete za dvorsku i izvoznu upotrebu. Država je postavila stroge standarde kvalitete,
- Poticanje proizvodnje porculana, kože i fine stolarije, sve pod državnim nadzorom i uz državne subvencije.

Colbert je uveo i inspekcijske komisije te parlament kvalitete, čime je standardizirao i unaprijedio proizvodne procese. Proizvodnja stakla, tekstila, tapiserija, porculana i fine kože bila je poduprta državnim subvencijama i strogim standardima kvalitete, čime je osiguran ugled francuske robe u inozemstvu.

### Razvoj infrastrukture – Kanal du Midi
Velik naglasak je stavljen na razvoj cestovne i plovne infrastrukture: izgrađeni su kanal Orléans, kanal od Calaisa do Saint-Omera, a značajna podrška usmjerena je prema grandioznom projektu Canal du Midi (privatno-državna izvedba između 1666.–1681.), s ciljem povezivanja Sredozemnog mora i Atlantskog oceana, razbijanja španjolskog monopola te poticanja unutarnje trgovine i gospodarstva, doprinoseći ekonomskom razvoju Languedoca.
Iniciran 14. listopada 1666. od strane Luja XIV. i Colberta, projekt su vodili Pierre-Paul Riquet i inženjer Louis Nicolas de Clerville pod Colbertovim mandatom. Završen 1681., zaobilazeći Gibraltarski tjesnac i povećavši kraljevske prihode, značajno je poboljšao unutarnju trgovinu, smanjio rizik od pirata i konsolidirao centralnu vlast nad Languedocom.

### Razvoj mornarice i kolonijalna politika
Velik naglasak je stavljen na razvoj cestovne i plovne infrastrukture. Kako bi smanjio dominaciju Nizozemaca, Engleza i Portugalaca, Colbert je snažno poticao razvoj pomorstva. Dao je izgraditi ratnu i trgovačku flotu brodova, povećavši njihov broj s 18 brodova 1661. na 276 do 1683. 
Također, pažnju je usmjerio i na razvoj mreže francuskih luka izgradnjom brodogradilišta u La Rochelleu, Brestu, Rochefortu i drugdje. 1669. postaje ministar mornarice. Uveo je i registar mornara (fr. inscription maritime) te je subvencionirao domaću brodogradnju i opterećivao uvoz brodova, zabranjujući francuskim majstorima i mornarima rad u inozemstvu i stranim brodogradilištima.
Osnovane su i važne kolonijalne i trgovačke kompanije s ciljem jačanja kolonijalne (tzv. trokutaste) trgovine i izvoznih kapaciteta, iako s mješovitim uspjehom.
- Francuska istočnoindijska kompanija (fr. Compagnie des Indes orientales, osnovana 1664. — Indijski ocean) – polučila je djelomičan uspjeh
- Francuska zapadnoindijska kompanija (fr. Compagnie des Indes occidentales, osnovana 1664. — Amerike) – raspuštena 10 godina nakon osnutka
- Levantska kompanija (fr. Compagnie du Levant, osnovana 1670. — Sredozemlje i Osmansko Carstvo)
- Senegalska kompanija – (fr. Compagnie du Sénégal, osnovana 1673.) sudjelovala u trgovini robljem.

Kompanije su omogućile Francuskoj importer jeftinijih sirovina i izvoz gotovih proizvoda, pomogli su rast osnova za kolonijalne ekonomske mreže – iako su rezultati bili mješoviti, s neuspjesima poput kratkotrajne Francuske zapadnoindijske kompanije. 1682. Colbert donosi Crni zakonik (fr. Code Noir) — zakon o statusu kolonijalnih robova.

### Znanost, akademije i državna administracija
Colbert je 1666. osnovao Kraljevsku akademiju znanosti (fr. Académie des sciences), potaknuo rad znanstvenika poput Christiaana Huygensa, te financirao astronomska opažanja, kartografiju, razvoj optičkih instrumenata, i znanstvene laboratorije u Versaillesu.
Također je pokrenuo Enquête Statistique (1666.), prvu sustavnu državnu statistiku, kojom su se prikupljali podaci za potrebe uprave i knjižnog fonda biblioteke. Ojačani su kraljevski arhivi, a Biblioteka je dobila znatan broj novih naslova i kataloga.
Colbertov interes za znanost bio je praktične naravi – znanstvena istraživanja korištena su za razvoj ogledala, oružja, navigacijskih instrumenata i kartografije.

### Kulturni i industrijski doprinosi
Unatoč državnoj dominaciji, privatni su trgovci pokazivali otpornost i agilnost: Bretonci izvozili lan u Španjolsku, a Malouzani su tijekom Rata za španjolsko naslijeđe djelovali u Južnoj Atlantici.
U to je doba razvijen i šampanjac zahvaljujući DomPérignonu, staratelju iz Hautvillers-a, koji je poboljšao vinarsku tehniku i reputaciju krajem 17. stoljeća, a u razvoju je bila i tekstilna proizvodnja, naročito finiške tkanine u Carcassonneu i tzv. lounge svile u Lyonu, koje su konkurirale talijanskim tekstilima.

### Nasljeđe i utjecaj na Luja XIV.
Privatni trgovački slojevi bili su nezadovoljni Colbertovim direktivizmom. Nakon njegove smrti 1683., njegov nasljednik Pontchartrain ublažio je državnu kontrolu. No, ukidanjem Nantskg edikta 1685. Francuska je izgubila mnoge protestantske trgovce i stručnjake, od kojih su profitirali drugi – osobito u zemljama koje su ih primile. Ukinuće Nantskog edikta 1685. potaknulo je egzodus hugenota, obrazovanih trgovaca i obrtnika i stručnjaka, što je nanijelo težak udarac francuskom gospodarstvu i ojačalo konkurenciju u inozemstvu.
Colbertova politika značajno je ojačala francusku kraljevsku vlast, trgovinu, gospodarstvo, manufakture i kolonijalne posjede pod vlašću Luja XIV. Sustavni pristup, infrastrukturni projekti, trgovačke kompanije i pomorska flota učvrstili su Francusku kao velesilu. No, apsolutistički centralizam, ratovi i kraljevski luksuz doveli su do dugoročnog nagomilavanja javnog duga i ekonomskih zastoja.
Colbertizam je stvorio snažnu centraliziranu ekonomiju, obnovljene resurse, manufakture i infrastrukturu, te unaprijedio znanost i kolonijalni razvoj. No, državni monopoli, visoke carine, apsolutistički nadzor i ratovi ostavili su financijski teret, a nakon Colbertove smrti 1683. i ukidanja Edikta iz Nantesa 1685., Francuska je izgubila protestantske trgovce i stručnjake, čiji je odlazak oslabio njezine ekonomske potencijale.
Iako naziv »kolbertizam« nastaje tek u 19. stoljeću – osobito u školskim udžbenicima Treće republike – Colbert je u vlastitom vremenu bio smatran utemeljiteljem nove gospodarske paradigme. Ernest Lavisse ga je nazivao uzorom francuske industrijske politike, u kontrastu s militarističkim herojima prošlosti.
Njegova politika ostavila je dubok trag u razvoju francuske industrije, znanosti i državne administracije, a principi kolbertizma bili su utjecajni u europskim politikama sve do 19. stoljeća.
Colbert je svojim politikama postavio temelje francuske industrijske, trgovačke i znanstvene modernizacije. Iako su kasnije krize, ratovi i odlazak hugenota oslabili njegov sustav, kolbertizam ostaje simbol epohe u kojoj je država postala aktivni kreator gospodarstva, a Francuska, barem privremeno, zasjela na čelo europskih gospodarskih sila.

## Kolonije

### Sjeverna Amerika
Glavni članak: Nova Francuska
Godine 1663. kralj Luj XIV. ukida Kompaniju Nove Francuske i pretvara tu koloniju u kraljevsku provinciju, čime uvodi izravnu upravu francuske krune. Istodobno, Društvo Notre-Dame iz Montreala predaje svoje posjede Družbi svetog Sulpicija, čime dolazi do konsolidacije crkvene imovine u koloniji.
U cilju naseljavanja Nove Francuske, kraljev dvor financira putne troškove budućih kolonista. Nadalje, pokreće se program poznat kao "kraljeve kćeri" (fr. filles du roi) – sustav u kojem se u koloniju šalju siročad i mlade žene radi povećanja nataliteta. Između 1666. i 1672. godine, u Québec dolazi između 764 i 1 000 djevojaka, što rezultira znatnim demografskim rastom kolonije – procjenjuje se da se broj stanovnika povećao za više od 3 000 osoba u samo nekoliko godina.
Između 1660. i 1672. godine francuska kruna ulaže više od milijun livri u razvoj industrije i trgovine u koloniji. Ipak, nakon 1672. godine kraljevske financije više ne dopuštaju intenzivna ulaganja.
Godine 1665. u Québec stiže francuska vojna postrojba – regiment Carignan-Salières – radi zaštite kolonije od Irokeza. Istovremeno se reorganizira uprava kolonije, koja sada uključuje generalnog guvernera i intendanta, oba podređena Ministarstvu mornarice. Jean Talon je imenovan intendantom po izboru ministra Colberta.
Tijekom 1660-ih i 1680-ih godina vode se rasprave o budućnosti kolonije. Dok Talon i guverner Louis de Buade de Frontenac zagovaraju širenje teritorija sve do Meksika, Colbert u Parizu podupire razvoj kompaktnog prostora između Montreala i Québeca. Na kraju prevladava potonja vizija, ali misionari, lovci i trgovci krznom – vođeni različitim interesima – nastavljaju širiti francuski utjecaj duboko u unutrašnjost kontinenta.
Godine 1673. otac Marquette i Louis Jolliet istražuju rijeku Mississippi sve do ušća rijeke Arkansas. U isto vrijeme grade se utvrde: tvrđava Frontenac (1673.), tvrđava Crèvecœur (1680.), te tvrđava Prud'homme. Godine 1682. René-Robert Cavelier de La Salle doseže ušće Mississippija, prisvaja to područje u ime Luja XIV. i imenuje ga Louisiana u čast kralja.
Ova ekspanzija mijenja ekonomske temelje kolonije – dok je ribolov dominirao do sredine 17. stoljeća, trgovina krznom postaje glavni gospodarski oslonac. Glavna luka za izvoz u Europu postaje La Rochelle, čija se trgovačka flota utrostručuje između 1664. i 1682. godine.
Tijekom rata Augsburške lige, Francuzi su suočeni s napadima Irokeza, sve do sklapanja mira 1701. godine. Te iste godine, Luj XIV. naređuje da Nova Francuska i Louisiana postanu barijera protiv britanskog prodora u unutrašnjost Amerike putem sustava vojnih postaja – plan koji će se realizirati tek nakon završetka rata za španjolsko nasljeđe.
Utrechtskim mirom iz 1713. godine, Francuska gubi Akadiju i Terre-Neuve (Newfoundland), što predstavlja prvi ozbiljan teritorijalni gubitak Nove Francuske.
Od 1699. godine Louisiana dobiva na strateškoj važnosti: s jedne strane radi ograničavanja engleskog utjecaja, a s druge zbog nade da će zemlja biti bogata rudama, poput Meksika. Francuzi sklapaju saveze s domorodačkim plemenima u području Meksičkog zaljeva, osobito u borbi protiv Creeka i Chicchasa, savezničkih plemena Engleza.
Zbog financijskih poteškoća, francuska vlada pokušava prepustiti Louisianu privatnoj inicijativi. Nakon oklijevanja trgovačke buržoazije, Antoine de Lamothe-Cadillac, osnivač Detroita, uspijeva nagovoriti financijera Antoinea Crozata da preuzme koloniju. Godine 1712. Crozat potpisuje petnaestogodišnju koncesiju uz obvezu da godišnje šalje dva broda s namirnicama i kolonistima.
Unatoč tomu što zlato i srebro nisu pronađeni, otkrivaju se nalazišta olova, bakra i kositra, što ipak potiče naseljavanje područja Indijanca iz Illinoisa. Istovremeno, pobuna domorodaca protiv Engleza u Charlestonu i Južnoj Karolini između 1715. i 1717. omogućuje Francuzima da dodatno prošire svoju prisutnost u Louisiani.

## Kolonije "trokutaste trgovine"

### Afrika
Godine 1659. Francuska uspostavlja svoj prvi trgovački punkt u zapadnoj Africi, nazvan Saint-Louis u čast svetog Luja, na otoku Ndar u današnjem Senegalu. Nakon neuspjeha Kompanije Zapadnih Indija, teritorij i trgovinu preuzima Kompanija Senegala 1673. godine, čija je glavna svrha bila organizacija prijenosa crnih robova prema Antilima.
Luj XIV. osigurava značajna financijska sredstva za razvoj trgovine robljem te ustupa ratne brodove i vojsku. Godine 1677. francuski viceadmiral Jean d'Estrées preotima otok Gorée od Nizozemaca. Uspostavljaju se i diplomatski odnosi s lokalnim afričkim kraljevstvima – kralj imenuje Andréa Bruëa koji sklapa savezništva s vladarima poput Lata Soukabéa Ngonéa Falla, kao i s kraljem Galama.
Prema povjesničaru Tidianeu Diakitéu, Luj XIV. je među svim europskim vladarima pokazao najveći interes za afrički kontinent. Vodio je opsežnu diplomatsku prepisu s afričkim kraljevima, slao brojne emisare i primio više afričkih izaslanika na dvoru. Poznato je da su neki sinovi afričkih kraljeva, poput princa Aniabe iz kraljevstva Issiny (današnja Obala Bjelokosti), odgajani u Versaillesu, gdje su primili kršćansko obrazovanje i krštenje. Luj je time nastojao promicati evangelizaciju Afrike, uključujući i Etiopiju, tadašnji kršćanski, ali za Rimsku crkvu heretičan prostor.
Razvoj trgovine bio je usko povezan s ovim misijama – Francuska je pokušavala konkurirati trgovinskim silama sjeverne Europe, osobito Englezima i Nizozemcima. Luj XIV. u Africi nije vidio samo izvor ekonomske koristi, već i sredstvo za širenje francuskog kraljevskog prestiža. Njegovi istraživači prikazivali su ga lokalnim vladarima kao „najvećeg kralja svijeta”.

### Antili i Gvajana
Za vrijeme Luja XIV. francuska se prisutnost na Karibima znatno proširila i učvrstila. Posjedi plemića prelaze u ruke kraljevske uprave, a dolazi do prijelaza s uzgoja duhana na uzgoj šećerne trske. Broj stanovnika na Antilima raste s oko 12.000 na između 75.000 i 100.000 do kraja vladavine. Na Haitiju je zabilježen brz rast: od 18 plantaža 1700. godine do 120 njih u samo četiri godine kasnije.
Godine 1664., po nalogu kralja, Joseph-Antoine Le Febvre de La Barre ponovno osvaja Francusku Gvajanu od Nizozemaca, iako su tada Francuska i Nizozemska bile formalno saveznice. Jean-Baptiste Colbert, ministar financija i ključna figura francuskog merkantilizma, 1665. otkupljuje Gvadalupu i Martinik od privatnih vlasnika, a sve ove teritorije stavlja pod upravu novoosnovane Kompanije Zapadnih Indija.
Nakon njezina bankrota 1674., teritoriji prelaze pod izravnu kraljevsku kontrolu. Rijswijčki mir 1697. priznaje Francuskoj zapadni dio otoka Saint-Domingue (današnji Haiti), koji će postati jedno od najbogatijih kolonijalnih područja.
Godine 1676. [[Jean II d'Estrées ponovno zauzima Francusku Gvajanu, čime se pojačava francuska prisutnost u Južnoj Americi unatoč čestim graničnim sporovima s Portugalom.

### Crni zakonik
Kako bi regulirao robovski sustav u francuskim kolonijama, Luj XIV. donosi Crni zakonik (Predložak:Lang-fr) u ožujku 1685. Ovaj pravni dokument, sastavljen u duhu apsolutističkog centralizma, imao je za cilj humanizaciju položaja robova – barem formalno. Odredbama se jamči obavezni odmor robova nedjeljom i na kršćanske blagdane, dostatna hrana i odjeća, zabrana razdvajanja obitelji prilikom prodaje, te zabrana mučenja i silovanja. Robovlasnicima se zabranjuje ubijanje robova, a fizičko kažnjavanje se ograničava.
Crni zakonik robovima priznaje ograničena prava – uglavnom vjerska (krštenje i prisustvovanje misi), pravna i minimalna imovinska i mirovinska prava. Međutim, kolonijalne vlasti u praksi često zanemaruju provođenje zakona pod pritiskom plantažera.
Zakonik također izričito protjeruje Židove]] s Antila, uređuje pitanja miješanih brakova te daje pravni okvir korištenju robova u kolonijama. U kontinentalnoj Francuskoj, međutim, robovi se prema tadašnjem zakonu automatski oslobađaju. Uredba se proširuje na Saint-Domingue 1687., na Gvajanu 1704., a kasnije i na Mascarene i Louisianu.
Krajem 20. stoljeća Crni zakonik postaje predmetom žestokih kritika, osobito zbog institucionalizacije robovlasništva i brutalnih sankcija (npr. amputacije za bijeg). Francuski filozof Louis Sala-Molins ga opisuje kao „najmonstruozniji pravni tekst Novog vijeka”. Međutim, brojni povjesničari poput [[Jeana Ehrarda osporavaju ovakve tvrdnje, ističući da su neka ograničenja fizičkog kažnjavanja u Crnom zakoniku bila slična onima u tadašnjoj metropoli, osobito za osobe nižeg društvenog statusa poput mornara ili skitnica. Ehrard također navodi da su se kolonisti često protivili zakoniku, jer su bili prisiljeni osigurati robovima minimum sredstava za život, što dotad nisu činili.

## Financijski problemi i porezni sustav pod Lujem XIV.
Nakon što je Luj XIV. preuzeo stvarnu vlast 13. travnja 1655., u dobi od šesnaest godina, te iste godine je odobrio sedamnaest fiskalnih edikata kojima je pokušano napuniti iscrpljenu kraljevsku riznicu. Kao posljedica tih mjera, ukupni državni prihodi povećali su se s oko 130 milijuna livrea 1653. godine na više od 160 milijuna do 1659./1660.
Od 1670-ih godina, troškovi vođenja ratova (posebice Nizozemskog rata i kasnije Rata za španjolsko naslijeđe) doveli su do naglog rasta državnog deficita – s 8 milijuna livrea 1672. godine na čak 24 milijuna 1676. Colbert, kraljev ministar financija, reagirao je povećanjem postojećih poreza, obnavljanjem napuštenih poreznih obveza i uvođenjem novih fiskalnih instrumenata, uključujući ranu verziju državnih obveznica i državnu riznicu za zaduživanje. Međutim, Nizozemski rat označio je kraj tzv. kolbertizma, jer država više nije bila u mogućnosti podupirati domaću industriju, ni izravno putem subvencija ni neizravno putem državnih narudžbi.
Godine 1694., u jeku teških vojnih izdataka, uveden je porez na glavu (capitation) — prvi oblik poreza na dohodak u Francuskoj, kojim su bili obuhvaćeni svi slojevi društva, uključujući i prijestolonasljednika (le dauphin) i visoko plemstvo. Taj porez klasificirao je obveznike u 21 kategoriju, na temelju više kriterija, ne ograničavajući se samo na klasičnu trodijelnu društvenu podjelu na plemstvo, svećenstvo i treći stalež, nego i na stvarni imovinski status pojedinaca. Capitation je ukinut 1697., ali ponovno uveden 1701., izgubivši pritom funkciju poreza na dohodak, jer je tada uveden tzv. deseti (dixième), također inspiriran crkvenom desetinom.
Godine 1697. uvedena je i posebna porezna obveza za strance i njihove nasljednike, no ukinuta je nakon nekoliko godina zbog skromnih fiskalnih učinaka.
Prema mišljenju povjesničara Jean-Christiana Petitfilsa, često se pretjeruje u vezi s poreznim opterećenjem stanovništva u doba Luja XIV. Usporedna studija pokazala je da su 1715. godine francuski porezni obveznici plaćali manje nego njihovi engleski suvremenici – 0,7 hektolitara pšenice po glavi u Francuskoj, u odnosu na 1,62 u Engleskoj. Glavni problem nije bio prekomjerna opterećenost podanika, već zastarjeli i nedovoljno centralizirani fiskalni sustav.
Tijekom vladavine Luja XIV., prikupljanje poreza uglavnom je bilo povjereno tzv. fermers généraux – privatnim financijerima koji su unaprijed plaćali određeni iznos državi, a potom sami ubirali poreze. Time su rizici gospodarskih fluktuacija prebačeni s države na privatne poreznike. Iako se dugo smatralo da su ti poreznici niskog podrijetla, mnogi od njih bili su duboko integrirani u aristokratski svijet i često su predstavljali interese bogatog plemstva.
Unatoč financijskim krizama, francuski državni sustav uspio je, kako piše Bayard, „izvesti izniman pothvat: bogati su plaćali poreze – dragovoljno, iako u zamjenu za kamate.” Usto, Kraljevsko vijeće je zadržavalo kontrolu nad financijerima i nije se libilo koristiti pravosuđem, kao u slučaju spektakularnog uhićenja Nicolasa Fouqueta.
U tom kontekstu razvija se i pojam državne rente – ulaganja u državu koje jamči stabilan prihod. Rente su postale značajan dio portfelja ne samo poslovnih ljudi nego i bračnih dota u više društvene klase.
Na kraju vladavine Luja XIV., Francuska se suočava s financijskom krizom bez presedana – rezultat neprekidnih ratova i velikih državnih projekata, poput izgradnje Versailleske palače. Do 1715. godine, državni dug narastao je na 3,5 milijardi livrea, što bi u današnjim vrijednostima iznosilo između 25 i 50 milijardi eura, odnosno desetogodišnji iznos redovnih poreznih prihoda.
Za razliku od Engleske, koja je 1694. osnovala Banku Engleske kao središnju instituciju za financiranje države, Francuska za vrijeme Luja XIV. nije uspjela institucionalizirati vlastiti bankovni sustav. Tek pod regentstvom Filipa Orléanskog, škotski ekonomist John Law pokušat će uvesti sličan model stvaranjem Opće banke i Misisipijske kompanije, ali taj će eksperiment završiti katastrofalnim financijskim slomom.

## Početak kraja
Početak kraja razdoblja omiljenosti i snage, dolazi potpunom nepažnjom kralja koji prestaje pratiti događaje u Europi. Na nizozemsku invaziju Engleske 1688. godine Francuska odgovara objavom novog rata. Dokaz te ludosti je protivnička koalicija u kojoj se nalaze Nizozemska, Engleska, Sveto Rimsko Carstvo, Španjolska i Švedska. Rezultat je mogao biti samo poraz, koji se potvrđuje mirovnim sporazumom iz 1697. godine. Realni rezultat toga mira je bio ništavan pošto su svi njegovi potpisnici znali za nove napetosti koje će izbiti u trenutku smrti španjolskog kralja bez djece. U trenutku dok je taj kralj umirao sklapa se dogovor o nasljeđivanju Španjolske kojim bi francuski prijestolonasljednik dobio Italiju, a austrijski Španjolsku. Na vijest o smrti španjolskog kralja 1. studenog 1700. Luj XIV. odbacuje taj plan pozivajući se na samrtnu želju kralja koji sve svoje posjede prepušta unuku Kralja sunca pod uvjetom da ne dođe do unije s Francuskom. Rat za španjolsko nasljeđe trajat će više od deset godina. Mirovni sporazum kojim završava ovaj rat 1714. godine označava poraz Francuske pošto se s njim potvrđuje stanje iz sporazuma o nasljeđivanju iz 1700. godine koje je tada Luj XIV. odbio.
Za samog Luja XIV. bi bilo mnogo bolje da je umro pet godina ranije nego što se to u stvarnosti dogodilo. Tijekom tih posljednjih godina života umire mu jedini sin, dva od tri unuka i 2 od 3 praunuka. To razdoblje mu je bilo samo hod iz jedne u drugu noćnu moru. Jedini živi unuk iz prvog braka mu je onaj koji ga po mirovnom sporazumu ne smije naslijediti. U svom testamentu on proglašava svog preživjelog praunuka preboležljivim i nesposobnim za vladanje. Kako bi osigurao vlast u Francuskoj svojim potomcima, a ne onima svojega brata on oduzima buduće regenstvo dinastiji Orleans i postavlja na tu poziciju svoga sina iz drugog "tajnog" braka, to jest Luja Augusta vojvodu od Mainea. Kako bi ta dinastijska promjena postala svima očita tjedan dana prije smrti Luja XIV. naređuje da ga na vojnoj paradi zamjeni "novopriznati" (samo za javnost) sin.
Ta u to doba neprihvatljiva odluka je bila prije svega motivirana tadašnjim zakonima o nasljeđivanju krune pošto je regent uvijek bio najbliži rođak, a time ujedno i prestolonasljednik djeteta kralja (s izuzetkom kada je regent bila majka). Na svojoj samrtnoj postelji Luj XIV. izgovara "možda sam previše volio rat". Omražen u narodu on umire od gangrene 1. rujna 1715. godine. Tijekom sprovoda u bazilici Saint Denis narod je priredio proslavu.

### Zdravlje i smrt
Premda je vladavina Luja XIV. bila iznimno dugačka, njegovo zdravlje nikada nije bilo naročito dobro. Tijekom cijelog života bio je pod svakodnevnim nadzorom liječnika: Jacques Cousinot (1643. – 1646.), François Vautier (1647.), Antoine Vallot (1648. – 1671.), Antoine d'Aquin (1672. – 1693.) te naposljetku Guy-Crescent Fagon sve do kraljeve smrti. Svi su redovito primjenjivali puštanje krvi, purgative i klizme – kralj je tijekom 50 godina primio preko 5 000 klizmi.
Osim toga, kako bilježe liječničke zabilješke, patio je od brojnih teškoća malo „kraljevskog” karaktera. Tako je, prema dnevniku njegova zubara Duboisa, od 1676. imao ozbiljne zubobolje i loš zadah, zbog čega su njegove ljubavnice znale držati mirisne maramice pred nosom. Godine 1685., prilikom vađenja jednog od brojnih pokvarenih zuba u lijevoj gornjoj čeljusti, došlo je do oštećenja nepca, uzrokujući tzv. „usno-nosnu komunikaciju”.
Dnevnik zdravlja Luja XIV., koji su brižno vodili njegovi liječnici, svjedoči o gotovo svakodnevnim medicinskim zahvatima: purgacijama, klizmama, oblozima, pomadama ili puštanju krvi. U njemu su zabilježene brojne zdravstvene tegobe:
- Velike boginje – 1647.;
- Želučani problemi i dizenterija – kronične tegobe kralja poznatog po obilnim obrocima;
- Tumori – desna bradavica kauterizirana u siječnju 1653.;
- Gonoreja – držana u tajnosti, ali prisutna redovito od svibnja 1655., u vrijeme njegovih prvih ljubavnih veza;
- „Vape” i bolovi u leđima – neki napadi (studeni 1647.) pripisivani sifilisu, uz pustule po licu i tijelu te početak „gangrene” na prstima nogu;
- Malaksalost i razne groznice – tifusna groznica iz lipnja 1658. uzrokuje gubitak kose, pa kralj do kraja života nosi perike;
- Zubobolja – 1685. mu je cijeli gornji lijevi zubni niz izvađen, a nepce više puta kauterizirano užarenim vrhovima (tekućina mu je ponekad izlazila na nos);
- Analna fistula – bolna malformacija zbog koje je 1686. podnio iznimno bolnu i eksperimentalnu operaciju koju je izveo kirurg Charles-François Félix;
- Mokraćne tegobe – vjerojatno uzrokovane mokraćnim kamencima („mokrenje s čvorićima pijeska”);
- Giht – bolni napadaji u desnom stopalu i lijevom gležnju, koji su ga dugo držali nepokretnim i otežavali mu hod; posljednje godine života bile su mu poput kazne.

Unatoč slici zdravog i snažnog kralja koju je Luj nastojao prikazati, postoje dokazi koji ukazuju na to da njegovo zdravlje nije bilo najbolje. Patio je od brojnih bolesti: simptoma dijabetesa, gnojne periostitisa 1678., zubnih apscesa 1696., ponavljajućih čireva, nesvjestica, gihta, vrtoglavica, valunga i glavobolja.
Od 1647. do 1711. trojica glavnih kraljevskih liječnika (Antoine Vallot, Antoine d’Aquin i Guy-Crescent Fagon) bilježili su sve njegove zdravstvene tegobe u Dnevniku kraljeva zdravlja (fr. Journal de Santé du Roi), dnevnom izvješću o njegovu stanju. Dana 18. studenoga 1686., Luj je podnio bolnu operaciju analne fistule koju je izveo kirurg Charles-François Félix de Tassy, koristeći posebno zakrivljeni skalpel izrađen za tu priliku. Rana je zacjeljivala više od dva mjeseca.
Luj je preminuo od gangrene u Versaillesu 1. rujna 1715., četiri dana prije svog 77. rođendana, nakon 72 godine vladavine. U posljednjim danima trpio je velike bolove, no na kraju je „predao dušu bez ikakva napora, poput svijeće koja se gasi”, izgovarajući psalam Deus, in adjutorium me festina (Gospodine, pohiti mi u pomoć). Pokopan je u bazilici Saint-Denis pokraj Pariza, gdje je tijelo počivalo otprilike 80 godina, sve dok ga revolucionari nisu ekshumirali i uništili zajedno s ostalim posmrtnim ostacima. Godine 1848. u Nuneham Houseu, komad Lujeva mumificiranog srca – izvađen iz groba i čuvan u srebrnom medaljonu od strane lorda Harcourta, nadbiskupa Yorka – prikazan je dekanu Westminstera Williamu Bucklandu, koji je pojeo dio srca.William Buckland. Westminster Abbey. Inačica izvorne stranice arhivirana 24. srpnja 2017. Pristupljeno 17. siječnja 2016.
Kardinal Armand Gaston Maximilien de Rohan podijelio je posljednje pomazanje (ispovijed, pričest i bolesničko pomazanje) kralju Luju XIV.

## Ostavština raspadnutog boga
Kada je Luj XIV. napokon preminuo 1715. u dobi od 76 godina, njegovo se tijelo raspadalo tako brzo da su liječnici morali odmah započeti balzamiranje. Proces, koji je uključivao tamjan, vino i začine, nije uspio prikriti raspadanje. Njegovo napuhnuto tijelo ispuštalo je tekućine i smrdljive pare tijekom pogrebne povorke.
Prema tradiciji, srce i utroba bili su uklonjeni i sahranjeni odvojeno, na svetim mjestima. Kraljevski običaj uključivao je trostruko razdvajanje — tijela, srca i utrobe (fr. corps, cœur, entrailles). Srce Luja XIV. je pokopano u crkvi Val-de-Grâce.
Ironično, raskošnoj sahrani nedostajala je iskrena tuga. Narod Francuske, iscrpljen ratovima i porezima, u nekim je provincijama slavio njegovu smrt. Postoje brojna svjedočanstva o slavlju, osobito u provincijama pogođenima ratom i porezima (npr. Normandija, Languedoc).
Versailles, palača Luja XIV., simbol je žive kontradikcije: zadivljujuća ljepota izgrađena na smradu i nečistoći; božanski ritual kao maska ljudske slabosti; dvor koji je obožavao Kralja Sunce dok je zaudarao na propadanje. Palača jest bila svojevrsna sjajna fasada često zasjenjena stvarnim higijenskim i društvenim problemima dvora.
Njegova je vladavina zauvijek promijenila Francusku – centralizirala moć i definirala estetiku apsolutne monarhije, no ujedno je  ostavila i umišljenu aristokraciju, iscrpljenu državu i narod sve nezadovoljniji "božanskim pravom kraljeva". Luj je umro vjerujući da će njegov sustav trajati zauvijek. No unutar jednog stoljeća, revolucija će uništiti svijet koji je Luj XIV. stvorio.
Kada se govori o ostavštini Luja XIV., Versailles neizbježno zauzima središnje mjesto – kao oličenje veličanstvene estetike i političkog simbolizma apsolutne monarhije. No iza sjaja te palače skrivala se rastuća ogorčenost naroda. Voltaire ga je uspoređivao s Augustom, no zanemarivao je cijenu ratova, poreza i siromaštva koje je njegova vladavina donijela širokim slojevima stanovništva. Ta višedesetljetna frustracija postupno je potkopavala legitimitet same monarhije.
Luj XIV. je, za razliku od Augusta, ostavio nasljedni poredak koji se pokazao krhkim. U svojoj političkoj oporuci imenovao regentsko vijeće koje bi nakon njegove smrti upravljalo kraljevstvom u ime njegovog maloljetnog praunuka, budućeg Luja XV. Iako je time ograničio ovlasti zakonitog regenta, nije eliminirao njegovu političku moć, čime je otvorio prostor za dinastičke prijepore. Međutim, njegov sinovac (točnije, sin Lujeva mlađeg brata Filipa I., vojvode od Orléansa) i nasljednik po autoritetu, Filip Orléanski, nije prihvatio ograničenu ulogu regenta u tom vijeću. 
Neposredno nakon Lujeve smrti 1715., Filip je uz potporu parlamenta u Parizu uspio ukinuti kraljevu oporuku i preuzeti punu regentsku vlast. Time nije došlo do nasilnog svrgavanja, ali jest do pravno-političkog poništenja Lujeve volje, što je izazvalo dinastičke napetosti i pokazalo slabost sustava nasljeđivanja koji Luj nije jasno definirao. Dinastička nestabilnost koju je to otvorilo bit će jedan od čimbenika dugoročnog slabljenja francuske monarhije, čiji će se autoritet konačno urušiti tijekom Francuske revolucije, okončanjem Ancien Régimea i smaknućem njegova praunuka, Luja XVI.
Osim arhitektonske i umjetničke ostavštine, njegova vladavina oblikovala je i pravni okvir čije su dalekosežne posljedice dovele do urušavanja poretka koji je sam želio učvrstiti. Rigidna centralizacija i pravna uniformnost spriječili su kasnije reforme koje su možda mogle spasiti monarhiju.
Ipak, ne može se poreći da je upravo pod njegovom dugom apsolutističkom vladavinom došlo do ključnog prijelaza: po prvi put, Francuska je na političkoj razini djelovala kao jedinstvena nacija, nadilazeći stare regionalne i vjerske podjele koje su obilježavale prethodna stoljeća.
Luj XIV. simbolizira monarhijski apsolutizam u njegovu najčišćem obliku. Iako ga nije utemeljio, u Francuskoj ga je odlučno razvio i učvrstio. Na području unutarnje politike posebno se ističe učinkovitim jačanjem kraljevske središnje uprave s ciljem slabljenja tradicionalnih protivnika vlasti, poput plemstva mača i pokrajinskih staleža. U tu svrhu sustavno je uspostavio strogu mrežu od tridesetak intendanta, kraljevih povjerenika koji su uspješno provodili kraljevsku volju u pokrajinama. Intendanti su slomili moć lokalne aristokracije. To se smatra jednim od ključnih dostignuća njegove vladavine.
Značajni su i zakonodavni pothvati njegova doba, poput Code Louis na području pravosuđa, te zakona o trgovini, pomorstvu i Code Noir o ropstvu i kolonijama. Potonji je jedno od mnogih djela nastalih pod utjecajem Jeana-Baptistea Colberta, a Louis Sala-Molins, profesor političke filozofije na Sorboni, smatra ga „najmonstruoznijim pravnim tekstom moderne povijesti”.
Tamna strana njegove vladavine uključuje i represije protiv hugenota, koje predstavljaju primjer vjerske netolerancije svojstvene cijelom 17. stoljeću u Europi. Ipak, tadašnja ukidanje Nantskog edikta 1685. godine bila je među najpopularnijim odlukama njegova kraljevanja.
Česti prigovor da je Luj XIV. doveo Francusku do gospodarskog sloma ne odgovara povijesnoj stvarnosti. Do stagnacije je došlo jedino za vrijeme Rata za španjolsko nasljeđe, kada su porezi na obrte, zemljoposjednike i Crkvu postigli neuobičajeno visoku razinu, a situaciju su dodatno pogoršale gladi uzrokovane neuspjelim žetvama. Iako je Bourbonska monarhija nakon rata bila teško zadužena, kraljevstvo je ipak zadržalo svoju gospodarsku vitalnost.
Državni dug iz 1715. godine nije nastao zbog prekomjernog luksuza dvora, već prije svega kao posljedica financijskih zahtjeva velikog rata. Dvaput je Luj naredio zapljenu i pretapanje sveg srebra u zemlji kako bi isplatio svoje vojske. Tek s Lawsovim financijskim sustavom – dvije godine nakon kraljeve smrti, od 1716. nadalje – moglo se kroz Mississippijev mjehur i slom Banque Générale otpisati znatan dio duga.
Najveće uspjehe postigao je u vanjskoj politici. Ostavio je Francusku kao snažniju, teritorijalno veću i strateški osiguranu silu, sada i formalno priznatu kao jedna od vodećih pomorskih sila. Osiguranje je bilo moguće, među ostalim, zato što je u zadnjim godinama svoje vladavine uspio trajno prekinuti habsburški obruč oko Francuske. Posebno važni su mirovni ugovori u Utrechthu (1713.) i Rastattu (1714.) koji potvrđuju francuski dobitak i status među silama. No, sve to je zahtijevalo dugotrajne ratove, čije su troškove snosile široke mase stanovništva. Unatoč tome, porezi toga doba nisu, kako se često tvrdi, bili razorni za podanike.
Jedno od ključnih postignuća, kako u unutarnjoj tako i u vanjskoj sferi, bila je umjetnička i reprezentacijska politika. Zahvaljujući njoj, Luj je uspostavio gotovo potpunu kulturnu hegemoniju francuskog stila nad Europom, koja se održala sve do 19. stoljeća, kroz modu, jezik, dvorski protokol itd.
„Kralj Sunce“ bio je tijekom vremena i ovisno o političkoj orijentaciji vrlo različito ocjenjivan. Republikanci su ga prikazivali kao oličenje autokracije, dok su ga njemački nacionalisti portretirali kao grabežljivog kralja koji je držao Njemačku u smrtnom stisku. Njegova agresivna ekspanzionistička politika poslužila je kao argument za kasniju ideju francusko-njemačkog neprijateljstva.
Drugi ga, pak, vide kao savjesnog i razboritog vladara koji je u određenoj mjeri anticipirao principe prosvjetiteljstva. U Francuskoj se do danas štuje kao snažna povijesna ličnost koja je značajno pridonijela veličini nacije. Prvi autor koji mu je posvetio opsežnu povijesnu analizu, kao sveobuhvatan portret, bio je Voltaire.

### Nasljeđivanje
Luj je nadživio većinu svoje najbliže zakonite obitelji. Njegov posljednji preživjeli zakoniti sin, Luj, dauphin Francuske, preminuo je 1711., a samo godinu dana kasnije umro je i vojvoda od Burgundije, najstariji od trojice sinova dauphina i tadašnji zakoniti nasljednik. Burgundijin stariji sin, vojvoda od Bretanje, umro je nekoliko tjedana nakon toga. Tako je na samrti Lujev nasljednik bio njegov petogodišnji praunuk, vojvoda od Anjoua, mlađi sin Burgundije.
Luj je predvidio da njegov nasljednik neće biti punoljetan te je nastojao ograničiti moć svog nećaka Filipa II., vojvode od Orléansa, koji je, kao najbliži preživjeli zakoniti rođak u Francuskoj, vjerojatno trebao postati regent mladom Luju XV. Stoga je kralj osnovao regentsko vijeće, slično onome koje je uspostavio Luj XIII. prije svoje smrti, dodijelivši dio moći svom nezakonitom sinu vojvodi od Mainea. Međutim, Orléans je nakon kraljeve smrti poništio njegovu oporuku pred Pariškim parlamentom i sam se proglasio jedinim regentom. Oduzeo je Maineu i njegovu bratu Louis-Alexandreu, grofu od Toulousea titulu princa krvi koju im je Luj dodijelio te im znatno umanjio moć i privilegije.

### Redosljed nasljeđivanja 1715.
U nastavku je prikazan red nasljeđivanja francuskog prijestolja u trenutku smrti Luja XIV. godine 1715. Njegov jedini preživjeli zakoniti unuk, Filip V., bio je isključen iz nasljedstva jer se odrekao prava na francusko prijestolje nakon Rata za španjolsko nasljeđe, koji je trajao 14 godina nakon smrti Karla II. Španjolskog 1700. godine.
- Luj XIII. (1601.–1643.)
  -  Luj XIV. (1638.–1715.)
    -  Luj, veliki dauphin (1661.–1711.)
      -  Luj, vojvoda od Burgundije (1682.–1712.)
        -  Luj, vojvoda od Bretanje (1707.–1712.)
        -  Luj XV. (kao vojvoda od Anjoua, 1710.–1774.)

      -  Filip V. Španjolski (1683.–1746.)
      -  Charles, vojvoda od Berryja (1686.–1714.)

    -  Filip I., vojvoda od Orléansa (1640.–1701.)
      -  Filip II., vojvoda od Orléansa (1674.–1723.)
        -  Luj, vojvoda od Chartresa (1703.–1752.)

Dalje u redu nasljeđivanja 1715. nalazila se kuća Condé, a potom i Kuća Conti (kao kadetski ogranak kuće Condé). Obje ove kraljevske kuće bile su u muškoj liniji potomci Henrika II., princa od Condéa, drugog rođaka kralja Luja XIII. (oca Luja XIV.) po muškoj liniji.

## Red Svetog Luja
Dana 5. travnja 1693., kralj Luj XIV. osnovao je Kraljevski i Vojni Red svetog Luja (Predložak:Langx), viteški vojni red namijenjen nagrađivanju izvanredne službe u kraljevskoj vojsci.* Hamilton, Walter. 1895. Dated Book-plates (Ex Libris) with a Treatise on Their Origin. A.C. Black. str. 37. Inačica izvorne stranice arhivirana 13. srpnja 2023. Pristupljeno 22. ožujka 2023.
Naziv je redu dao u čast svetog Luja (fr. Louis IX.), srednjovjekovnog francuskog kralja i svetca Katoličke crkve, kojeg je Luj XIV. smatrao uzorom kršćanske vladavine i idealnog monarha. Red je ustanovljen s ciljem nagrađivanja vojnih časnika za osobitu hrabrost, zasluge i odanost Kraljevstvu, bez obzira na njihovo plemićko podrijetlo — što je u to doba predstavljalo značajnu novost u društvenoj i vojnoj hijerarhiji Francuske.
Time je Red svetog Luja postao prvi francuski vojni orden koji je mogle primiti i osobe neplemićkog staleža, čime je Luj XIV. u praksi razbio dotadašnju ekskluzivnost viteških redova kao privilegija visokog plemstva. Nagrađeni su ujedno imali pravo na mirovinu, što je red činilo ne samo počasnim, nego i pragmatičnim oblikom kraljevskog priznanja.
Odlikovanje je sadržavalo križ bijele emajlirane boje s likom svetog Ljudevita i kraljevskom krunom, obješen o crvenu vrpcu, što je kasnije inspiriralo izgled Legije časti (fr. Légion d’honneur), koju je 1802. godine ustanovio Napoleon Bonaparte kao najviše civilno i vojno odličje Republike. Iako je Legija časti dostupna i civilima, Red svetog Luja bio je isključivo vojni orden, duboko ukorijenjen u starome režimu i kraljevskoj časti.
Red je bio strogo hijerarhijski uređen, podijeljen u tri stupnja: veliki križ, komandant i vitez (chevalier), a dodjeljivao se isključivo časnicima katoličke vjere koji su služili najmanje 10 godina u aktivnoj vojnoj službi. Među dobitnicima su bila brojna istaknuta imena iz redova kraljevske vojske i mornarice, uključujući vojskovođe iz ratova Luja XIV., poput vojvode od Villarsa i markiza de Vaubana.
Red svetog Luja zadržao je svoj značaj sve do Francuske revolucije, kada su svi kraljevski redovi ukinuti. Međutim, tijekom restauracije Bourbona, Red je privremeno obnovljen, da bi konačno bio ukinut 1830. nakon srpanjske revolucije i dolaska Luja-Filipa Orléanskog na vlast.
Red je, u simboličkom i povijesnom smislu, ostao trajna uspomena na Luja XIV. kao vrhovnog pokrovitelja vojne časti i kraljevskog reda, ali i na prijelaz iz feudalno-plemićke u zaslugama utemeljenu vojnu strukturu.

### Ikonografija i simbolika Reda svetog Luja
Odlikovanje Reda svetog Ljudevita (Predložak:Lang-fr), ustanovljenog 5. travnja 1693. od strane kralja Luja XIV. bilo je bogato simbolikom koja odražava kraljevski autoritet, kršćanske vrednote, vojničku čast i svetost monarhijske službe. Evo detaljnije analize elemenata i njihove značenjske dubine:
1. Bijeli malteški križ
Glavna značajka ordena reda Sv. Luja je bijeli malteški križ s osam vrhova, zlatnim francuskim  ljiljanima između krakova i latinskim natpisom „LUDOVICUS MAGNUS INSTITUIT 1693“ (Luj Veliki ga je ustanovio 1693.), s ukrštenim mačem i lovorovim vijencem na poleđini te moto "BELLICAE VIRTUTIS PRAEMIUM" (Nagrada ratničke vrline). 
Križ s osam vrhova temelji se na simbolici osam blaženstava i viteške vrline — čistoće, poniznosti, hrabrosti, strpljenja, pravednosti, milosrđa, istine i vjere. Bijela emajlirana boja: simbolizira čistoću duše i čast. U kontekstu vojne zasluge, ona naglašava neokaljanost čina i čestitost borbe.
2. Kraljevska kruna iznad križa Francuska kraljevska kruna označava izravnu dodjelu od kralja — “milost iz ruke vladara”. Kruna također sugerira da je čast nošenja reda ekvivalentna služenju samoj monarhiji, a ne samo državi, čime se jača osobna veza između suverena i časnika.
3. Lik svetog Luja (sv. Luj IX.) u sredini križa
- Sveti Luj (1214.–1270.), bio je kralj Francuske iz dinastije Capet, a postao je simbol svetog kraljevstva, pravde i križarskog ideala. Uključivanjem njegovog lika, Luj XIV. ne samo da evocira pobožnog i svetog prethodnika, već i učvršćuje vlastitu sliku kao “najkršćanskijeg kralja”. Sv. Luj je bio poznat po tome što je osobno služio siromasima, utemeljio bolnice i sudovao pod stablima u narodu, čime simbol reda također sugerira vladarsku odgovornost prema pravednosti i narodu.

'4. Crvena vrpca’, u boji krvi i mučeništva, što u kontekstu vojničke časti znači spremnost na žrtvu za domovinu i kralja. Vizualno je srodna s kasnijom Légion d’honneur, i vjerojatno joj je bila izravna inspiracija.
5. Latinski moto na poleđini medalje glasi: “Bellicae virtutis praemium” što u prijevodu znači: “Nagrada ratničke vrline” Moto jasno naglašava da se orden ne dodjeljuje zbog plemićkog porijekla, već isključivo za istaknutu vojnu službu, hrabrost i odanost.
6. Spoj svetosti i ratništva
Red je u svom samom nazivu spojio “svetost” (Saint Louis) i “militarnost” (Ordre militaire). Ova kombinacija je snažna izjava da su kršćanska vjera i vojna služba pod kraljevom zastavom uzvišeni i komplementarni pozivi. Red time legitimira oružje kao sredstvo služenja višem dobru — obrani kraljevstva, kršćanske civilizacije i monarhijskog poretka.
Dodatna povijesna refleksija
U doba kad su vojska i plemstvo bili čvrsto povezani, a buržoazija tek počinjala prodirati u vojne redove, Red svetog Luja je bio prva velika kraljevska počast koja je bila otvorena i onima bez plemićkog naslova, uz uvjet katoličke vjere i 10 godina službe. Služio je i kao instrument meritokracije, ali unutar strogo kraljevskog okvira — pokazuje kako je Luj XIV. znao prilagoditi staru strukturu novim društvenim dinamizmima, bez da oslabi autoritet krune.

### Povijesni kontekst
1. Dokumentirana osnivačka odluka  
Red je formalno odobren 5. travnja 1693. odlukom Luja XIV., u kojoj kralj navodi da red služi iskazivanju zahvalnosti časnicima koji su se istaknuli hrabrošću i vrlinom, te su im bili potrebni novi vidovi priznanja — s državnom mirovinskom podrškom, što potvrđuje današnji naziv „nagrada ratničke vrline“.
2. Pionir meritokracije unutar vojske  
Već prije revolucije, red je omogućio ulazak u viteški stalež i nestplemićima, pod uvjetima katoličke vjere i najmanje 10 godina službe. Tako je uspostavljen sustav gdje su osobne zasluge i služba stjecali jednaku važnost kao i aristokratski status.
3. Hijerarhija i brojevi članova  
Red je imao tri razine: vitez (fr. Chevalier), komandant (Commandeur) i veliki križ (Grand-Croix). Prema uredbi iz 1719. broj Velikih križeva i Komandanata dopuštao je proširenje – kasnije ih je bilo između 8–14 velikih križeva i 24–44 komandanata, a viteških članova neograničeno. Razlikovanje po stupnjevima očitovalo se i u tome da je viteški križ ovješen o vrpcu na prsluku, dok komandanti nose široku crvenu vrpcu preko desnog ramena, a nositelji Velikog križa nose tu vrpcu i dodatak ‑ zvijezdu ‑ na lijevom prsnom dijelu.
4. Financijska struktura  
Red je imao godišnji proračun (oko 300.000 livri) iz kojeg su se isplaćivale mirovine do 6.000 livri za Velike križeve, 4.000–3.000 za komandante i 2.000 do 800 za viteze, financirano iz sredstava Les Invalidesa u Parizu.
5. Korelacija s Legijom časti  
Vizualni utjecaj – crvena vrpca i struktura – red je poslužio kao uzor Napoleonovoj Légion d’honneur, a gradnju moderne hrabre i zaslužne vojne elite dodatno je inspirirao i američke i hrvatske pukove izvučene iz konteksta plemstva.
6. Nakon Luja XIV.  
Orden je ostao aktivan do revolucije, preimenovan 1791. u „décoration militaire“, ukinut 1792.. Putem restauracije pod Lujem XVIII. (1814.) ponovno je aktiviran, ali konačno ukinut 1830. u doba Luja-Filipa, kada su elitne oznake plemstva ponovno zabranjene.
Red svetog Luja ostaje trajno svjedočanstvo vizije Luja XIV. – simbol apsolutističke, ali i meritokratske monarhije, spojene s državnom časti, vojnom stručnošću i financijskom potporom zahvalnih vladara. Njegova ikonografija i ustroj s ljudskim i vojničkim dimenzijama značajno su utjecali na razvoj ordena u Europi i izvan nje.

## Simboli moći

### Znak
Luj XIV. odabire sunce kao svoj osobni znak. Sunce je nebesko tijelo koje daje život svemu, ali i simbol reda i pravilnosti. Dvorski su dostojanstvenici pratili kraljev dnevni raspored kao da slijede svakodnevni hod Sunca po nebu. Sam kralj se 1653. godine, na jednoj dvorskoj svečanosti, pojavljuje prerušen u sunce, učvrstivši tako simboliku koja će ga pratiti kroz cijelu vladavinu.

### Geslo
Voltaire u svom djelu *Povijest stoljeća Luja XIV.* (*Histoire du siècle de Louis XIV*) opisuje podrijetlo kraljevskog gesla. Louis Douvrier, poznavatelj antičkog novca, pred dvorski karusel 1662. godine predlaže da se kralju dodijeli vlastiti znak i geslo, jer ih dotad nije imao. Međutim, Luju XIV. se ta zamisao ne sviđa – smatra je pretencioznom i razmetljivom. Unatoč tomu, Douvrier uspijeva neizravno pridobiti dvor, gdje prijedlog biva oduševljeno prihvaćen – kako bi se ponovno iskazala vječna dvorska ulizivačnost.
Na grbu se prikazuje globus osvijetljen blistavim suncem, uz latinsko geslo: Nec pluribus impar – što doslovno znači „ne manji od mnogih” ili slobodno: „veći od svih”. Izraz je retorička litota, čije se značenje dugo raspravljalo.
Kralj nikada nije osobno koristio to geslo, niti ga je nosio u službenim turnirima. Čini se da ga je kasnije samo tolerirao, kako ne bi razočarao svoje dvorjane. Povjesničar Charles Rozan prenosi anegdotu u kojoj Louvois kralju kaže, dok ovaj izražava žaljenje zbog sudbine svrgnutog Jakova II. Engleskog: „Ako je ikada neko geslo bilo uistinu prikladno, onda je to ono stvoreno za Vaše Veličanstvo – Sam protiv svih.”

### Monogram
Monogram Luja XIV. sastoji se od dvaju suprotno okrenutih slova “L”:
- Kraljevski monogram (šifra) Luja XIV., varijanta.
- Monogram Luja XIV. na Les Invalides.
- Monogram na vratima Oranžerije dvorca Versailles.
- Monogram na Place Vendômeu u Parizu.

### Grb Luja XIV.
|  | Slika stijega Napomene Stupanjem na prijestolje, Luj XIV. preuzeo je kraljevski grb Kraljevine Francuske i Navare. Godina usvajanja 1643.–1715. Moto Natpis „Lilia non laborant neque nent“, što doslovno znači „Ljiljani ne rade niti predu“, parafraza je poznatog biblijskog stiha iz Evanđelja po Mateju 6:28, 29 koji glasi: Considerate lilia agri quomodo crescunt: non laborant neque nent. (Promotrite ljiljane poljske kako rastu: ne rade niti predu (…)) U kontekstu kraljevskoga grba kraljeva Francuske i Navare, ovaj natpis nosi višeslojno simboličko značenje. Ljiljan (fleur-de-lis), stoljećima glavni heraldički znak francuske krune, ovdje postaje ne samo politički i dinastički simbol, nego i teološka metafora. Geslo sugerira da kraljevska vlast, poput ljepote ljiljana, nije plod ljudskog napora, već božanske milosti. Francuski kralj, kao pomazanik Božji, vlada ne snagom oružja ili rada, nego po božanskom pravu i predodređenju. Time se ističe uzvišenost i svetost francuske monarhije, koja, poput poljskih jiljana, postoji u svojoj punini i sjaju bez svjetovnoga truda – jer joj je veličanstvo darovano odozgo. Ona ne mora 'raditi' za svoje dostojanstvo — ono je urođeno, prirodno, sveta misija. Kao takav, ovaj natpis ponekad se pojavljuje iznad samoga grba, čak i iznad tradicionalnog bojnog pokliča „Montjoie Saint Denis!“, te djeluje kao nadgeslo, odnosno duhovna kruna kraljevskog znakovlja i krošnja značenja – sve što je ispod (kraljevska moć, simboli, redovi) proizlazi iz tog svetog, božanskog korijena. Dok „Montjoie Saint Denis“ priziva vjernost, hrabrost i obranu svetih insignija, rečenica „Lilia non laborant neque nent“ uzdiže ljiljan – a time i kralja – iznad svijeta djelovanja, u sferu kontemplacije, božanskog reda i vječnoga zakonitog poretka. Ovo geslo je mistično-idealistička poruka o kraljevskoj čistoći, uzvišenosti i predodređenosti. Kraljevska kruna Kraljevska kruna Francuske Kaciga Otvorena zlatna kaciga, s podstavom i okovom u plavoj i zlatnoj boji. Štit Na plavome štitu tri zlatna ljiljana (za Francusku), spojen sa štitom crvene boje na kojemu se nalazi lanac oblikovan u križ sv. Andrije, okvir i prirodan smaragd (za Navaru). Štitonoše Štit pridržavaju dva anđela, koji u liku heraldičkih štitonoša simboliziraju dva kraljevstva. Desni (heraldički „deksterni“) anđeo nosi stijeg s francuskim grbom te je odjeven u tabard s istim znakovljem. Lijevi (heraldički „sinsterni“) anđeo nosi stijeg Navare i odgovarajući prsluk. Oba anđela lebde iznad oblačića. Bojni poklik Natpis, ispisan zlatnim slovima na modroj vrpci, glasi: MONTJOIE SAINT DENIS, borbeni poklik Francuske, simbol vjerne obrane kralja i države. Sveti Denis ujedno je zaštitnik Kraljevstva i opatija u kojoj se čuvala sveta zastava oriflamme. Viteški redovi Oko štita ovješeni su lanci dvaju najvećih kraljevskih viteških redova: - Red svetoga Mihaela - Red Duha Svetoga Obojica su bila poznata kao „kraljevski redovi“ (ordres du roi). Drugi elementi Iznad svega uzdiže se paviljon s grbom nadvišen kraljevskom krunom. Iz njega se spušta kraljevski plašt modre boje, posut zlatnim ljiljanima, s unutrašnjošću podstavljenom hermelinom. Stijeg (baner) Kraljevski stijeg Njegova Veličanstva |

## Genealogija
Luj XIV., poznat kao „Kralj Sunce“, bio je potomak dviju najmoćnijih europskih dinastija ranonovovjekovlja — Burbonaca i Habsburgovaca. S očeve strane pripadao je dinastiji Bourbon, ogranku Kapetanske dinastije, dok je s majčine strane bio izravni potomak španjolsko-austrijskih Habsburgovaca. 
Ove dinastičke poveznice bile su temelj njegove političke legitimnosti i omogućile su Francuskoj određeni stupanj diplomatskog utjecaja u srednjoeuropskom prostoru, osobito u kontekstu Tridesetogodišnjeg rata i kasnijih ratova s Habsburgovcima. Lujeva majka, Ana Austrijska, bila je kći španjolskog kralja Filipa III. i unuka cara Maksimilijana II., što ga je činilo unukom i nećakom cara Svetog Rimskog Carstva s više strana. Time je Luj XIV. utjelovljavao simboličko i stvarno sjecište dviju dinastičkih sila koje su stoljećima oblikovale političku kartu Europe.
Brakovi među burbonskim i habsburškim granama, osobito onaj Luja XIV. i Marije Terezije Španjolske, bili su ključni u prenošenju dinastičkih prava i pokretanju tzv. Rata za španjolsko naslijeđe, čime su ove veze dobile i geopolitički značaj u prijelomnom trenutku europske povijesti.
| Rodovnica Luja XIV.                              | Rodovnica Luja XIV.                                                                                    | Rodovnica Luja XIV.                                                                                    | Rodovnica Luja XIV.                                                              | Rodovnica Luja XIV.                                                              | Rodovnica Luja XIV.                                                                   | Rodovnica Luja XIV.                                                                   | Rodovnica Luja XIV.                                                                  | Rodovnica Luja XIV.                                                                  |
| ------------------------------------------------ | --- | --- | -------------------------------------------------------------------------------- | -------------------------------------------------------------------------------- | ------------------------------------------------------------------------------------- | ------------------------------------------------------------------------------------- | ------------------------------------------------------------------------------------ | ------------------------------------------------------------------------------------ |
| Čukun-djedovi i čukun-bake                       | Charles de Bourbon, vojvoda od Vendômea (1489.–1537.) ⚭ 1513. Françoise d'Alençon (1490.–1550.)        | Kralj Henrik II. Navarski (1503.–1555.) ⚭ 1526. Margareta Navarska (1492.–1549.)                       | Kozimo I. de' Medici (1519.–1574.) ⚭ 1539. Eleonora od Toleda (1522.–1562.)      | Car Ferdinand I. (1503.–1564.) ⚭ 1521. Ana od Češke i Ugarske (1503.–1547.)      | Car Ferdinand I. (1503.–1564.) ⚭ 1521. Ana od Češke i Ugarske (1503.–1547.)           | Vojvoda Albrecht V. Bavarski (1528.–1579.) ⚭ 1546. Ana Austrijska (1528.–1590.)       | Car Karlo V. (1500.–1558.) ⚭ 1526. Izabela Portugalska (1503.–1539.)                 | Car Maksimilijan II. (1527.–1576.) ⚭ 1548. Marija Španjolska (1528.–1603.)           |
| Pradjedovi i prabake                             | Antun de Bourbon, vojvoda od Vendômea (1518.–1562.) ⚭ 1548. Kraljica Ivana III. Navarska (1528.–1572.) | Antun de Bourbon, vojvoda od Vendômea (1518.–1562.) ⚭ 1548. Kraljica Ivana III. Navarska (1528.–1572.) | Franjo I. de' Medici (1541.–1587.) ⚭ 1565. Ivana Austrijska (1547.–1578.)        | Franjo I. de' Medici (1541.–1587.) ⚭ 1565. Ivana Austrijska (1547.–1578.)        | Nadbiskup Karlo II. Štajerski (1540.–1590.) ⚭ 1571. Marija Ana Bavarska (1551.–1608.) | Nadbiskup Karlo II. Štajerski (1540.–1590.) ⚭ 1571. Marija Ana Bavarska (1551.–1608.) | Kralj Filip II. Španjolski (1527.–1598.) ⚭ 1570. Ana Austrijska (1549.–1580.)        | Kralj Filip II. Španjolski (1527.–1598.) ⚭ 1570. Ana Austrijska (1549.–1580.)        |
| Djedovi i bake                                   | Kralj Henrik IV. Francuski (1553.–1610.) ⚭ 1600. Marija de' Medici (1575.–1642.)                       | Kralj Henrik IV. Francuski (1553.–1610.) ⚭ 1600. Marija de' Medici (1575.–1642.)                       | Kralj Henrik IV. Francuski (1553.–1610.) ⚭ 1600. Marija de' Medici (1575.–1642.) | Kralj Henrik IV. Francuski (1553.–1610.) ⚭ 1600. Marija de' Medici (1575.–1642.) | Kralj Filip III. Španjolski (1578.–1621.) ⚭ 1599. Margareta Austrijska (1584.–1611.)  | Kralj Filip III. Španjolski (1578.–1621.) ⚭ 1599. Margareta Austrijska (1584.–1611.)  | Kralj Filip III. Španjolski (1578.–1621.) ⚭ 1599. Margareta Austrijska (1584.–1611.) | Kralj Filip III. Španjolski (1578.–1621.) ⚭ 1599. Margareta Austrijska (1584.–1611.) |
| Roditelji                                        | Kralj Luj XIII. (1601.–1643.) ⚭ 1615. Ana Austrijska (1601.–1666.)                                     | Kralj Luj XIII. (1601.–1643.) ⚭ 1615. Ana Austrijska (1601.–1666.)                                     | Kralj Luj XIII. (1601.–1643.) ⚭ 1615. Ana Austrijska (1601.–1666.)               | Kralj Luj XIII. (1601.–1643.) ⚭ 1615. Ana Austrijska (1601.–1666.)               | Kralj Luj XIII. (1601.–1643.) ⚭ 1615. Ana Austrijska (1601.–1666.)                    | Kralj Luj XIII. (1601.–1643.) ⚭ 1615. Ana Austrijska (1601.–1666.)                    | Kralj Luj XIII. (1601.–1643.) ⚭ 1615. Ana Austrijska (1601.–1666.)                   | Kralj Luj XIII. (1601.–1643.) ⚭ 1615. Ana Austrijska (1601.–1666.)                   |
| Luj XIV. (1638.–1715.), kralj Francuske i Navare | | |                                                                                  |                                                                                  |                                                                                       |                                                                                       |                                                                                      |                                                                                      |

### Rodoslovno stablo predaka Luja XIV.
| \| \| \| \| \| \| \| \| \| \| \| \| \| \| \| \| \| \| \| \| Charles IV de Bourbon (1489.–1537.) \| \| \| \| \| \| \| \| \| \| \| \| \| \| \| \| \| \| \| \| \| \| \| \| \| \| \| \| \| \| \| \| \| \| \| \| \| \| \| \| \| \| \| \| \| \| \| \| \| \| \| \| \| \| Antun od Bourbona (1518.–1562.) \| \| \| \| \| \| \| \| \| \| \| \| \| \| \| \| \| \| \| \| \| \| \| \| \| \| \| \| \| \| \| \| \| \| \| \| \| \| \| \| \| \| \| \| \| \| \| \| \| \| \| \| \| \| Françoise d'Alençon (1490.–1550.) \| \| \| \| \| \| \| \| \| \| \| \| \| \| \| \| \| \| \| \| \| \| \| \| \| \| \| \| \| \| \| \| \| \| \| \| \| \| \| \| \| \| \| \| \| \| \| \| \| \| \| \| \| \| Henrik IV. Francuski (1553.–1610.) \| \| \| \| \| \| \| \| \| \| \| \| \| \| \| \| \| \| \| \| \| \| \| \| \| \| \| \| \| \| \| \| \| \| \| \| \| \| \| \| \| \| \| \| \| \| \| \| \| \| \| \| \| \| Henri II. Navarski (1503.–1555.) \| \| \| \| \| \| \| \| \| \| \| \| \| \| \| \| \| \| \| \| \| \| \| \| \| \| \| \| \| \| \| \| \| \| \| \| \| \| \| \| \| \| \| \| \| \| \| \| \| \| \| \| \| \| Ivana III. Navarska (1528.–1572.) \| \| \| \| \| \| \| \| \| \| \| \| \| \| \| \| \| \| \| \| \| \| \| \| \| \| \| \| \| \| \| \| \| \| \| \| \| \| \| \| \| \| \| \| \| \| \| \| \| \| \| \| \| \| Margareta od Angoulêmea (1492.–1549.) \| \| \| \| \| \| \| \| \| \| \| \| \| \| \| \| \| \| \| \| \| \| \| \| \| \| \| \| \| \| \| \| \| \| \| \| \| \| \| \| \| \| \| \| \| \| \| \| \| \| \| \| \| \| Luj XIII. Francuski (1601.–1643.) \| \| \| \| \| \| \| \| \| \| \| \| \| \| \| \| \| \| \| \| \| \| \| \| \| \| \| \| \| \| \| \| \| \| \| \| \| \| \| \| \| \| \| \| \| \| \| \| \| \| \| \| \| \| Kozimo I. de' Medici (1519.–1574.) \| \| \| \| \| \| \| \| \| \| \| \| \| \| \| \| \| \| \| \| \| \| \| \| \| \| \| \| \| \| \| \| \| \| \| \| \| \| \| \| \| \| \| \| \| \| \| \| \| \| \| \| \| \| Franjo I. de' Medici (1541.–1587.) \| \| \| \| \| \| \| \| \| \| \| \| \| \| \| \| \| \| \| \| \| \| \| \| \| \| \| \| \| \| \| \| \| \| \| \| \| \| \| \| \| \| \| \| \| \| \| \| \| \| \| \| \| \| Eleonora od Toleda (1522.–1562.) \| \| \| \| \| \| \| \| \| \| \| \| \| \| \| \| \| \| \| \| \| \| \| \| \| \| \| \| \| \| \| \| \| \| \| \| \| \| \| \| \| \| \| \| \| \| \| \| \| \| \| \| \| \| Marija de' Medici (1575.–1642.) \| \| \| \| \| \| \| \| \| \| \| \| \| \| \| \| \| \| \| \| \| \| \| \| \| \| \| \| \| \| \| \| \| \| \| \| \| \| \| \| \| \| \| \| \| \| \| \| \| \| \| \| \| \| Ferdinand I. Habsburški (1503.–1564.) \| \| \| \| \| \| \| \| \| \| \| \| \| \| \| \| \| \| \| \| \| \| \| \| \| \| \| \| \| \| \| \| \| \| \| \| \| \| \| \| \| \| \| \| \| \| \| \| \| \| \| \| \| \| Joana Austrijska (1547.–1578.) \| \| \| \| \| \| \| \| \| \| \| \| \| \| \| \| \| \| \| \| \| \| \| \| \| \| \| \| \| \| \| \| \| \| \| \| \| \| \| \| \| \| \| \| \| \| \| \| \| \| \| \| \| \| Ana Jagelović (1503.–1547.) \| \| \| \| \| \| \| \| \| \| \| \| \| \| \| \| \| \| \| \| \| \| \| \| \| \| \| \| \| \| \| \| \| \| \| \| \| \| \| \| \| \| \| \| \| \| \| \| \| \| \| \| \| \| Luj XIV. Francuski (1638.–1715.) \| \| \| \| \| \| \| \| \| \| \| \| \| \| \| \| \| \| \| \| \| \| \| \| \| \| \| \| \| \| \| \| \| \| \| \| \| \| \| \| \| \| \| \| \| \| \| \| \| \| \| \| \| \| Karlo V. Habsburški (1500.–1558.) \| \| \| \| \| \| \| \| \| \| \| \| \| \| \| \| \| \| \| \| \| \| \| \| \| \| \| \| \| \| \| \| \| \| \| \| \| \| \| \| \| \| \| \| \| \| \| \| \| \| \| \| \| \| Filip II. Španjolski (1527.–1598.) \| \| \| \| \| \| \| \| \| \| \| \| \| \| \| \| \| \| \| \| \| \| \| \| \| \| \| \| \| \| \| \| \| \| \| \| \| \| \| \| \| \| \| \| \| \| \| \| \| \| \| \| \| \| Izabela Portugalska (1503.–1539.) \| \| \| \| \| \| \| \| \| \| \| \| \| \| \| \| \| \| \| \| \| \| \| \| \| \| \| \| \| \| \| \| \| \| \| \| \| \| \| \| \| \| \| \| \| \| \| \| \| \| \| \| \| \| Filip III. Španjolski (1578.–1621.) \| \| \| \| \| \| \| \| \| \| \| \| \| \| \| \| \| \| \| \| \| \| \| \| \| \| \| \| \| \| \| \| \| \| \| \| \| \| \| \| \| \| \| \| \| \| \| \| \| \| \| \| \| \| Maksimilijan II., car Svetog Rimskog Carstva (1527.–1576.) \| \| \| \| \| \| \| \| \| \| \| \| \| \| \| \| \| \| \| \| \| \| \| \| \| \| \| \| \| \| \| \| \| \| \| \| \| \| \| \| \| \| \| \| \| \| \| \| \| \| \| \| \| \| Ana Austrijska (1549.–1580.) \| \| \| \| \| \| \| \| \| \| \| \| \| \| \| \| \| \| \| \| \| \| \| \| \| \| \| \| \| \| \| \| \| \| \| \| \| \| \| \| \| \| \| \| \| \| \| \| \| \| \| \| \| \| Marija Austrijska (1528.–1603.) \| \| \| \| \| \| \| \| \| \| \| \| \| \| \| \| \| \| \| \| \| \| \| \| \| \| \| \| \| \| \| \| \| \| \| \| \| \| \| \| \| \| \| \| \| \| \| \| \| \| \| \| \| \| Ana Austrijska (1601.–1666.) \| \| \| \| \| \| \| \| \| \| \| \| \| \| \| \| \| \| \| \| \| \| \| \| \| \| \| \| \| \| \| \| \| \| \| \| \| \| \| \| \| \| \| \| \| \| \| \| \| \| \| \| \| \| Ferdinand I. Habsburški (1503.–1564.) \| \| \| \| \| \| \| \| \| \| \| \| \| \| \| \| \| \| \| \| \| \| \| \| \| \| \| \| \| \| \| \| \| \| \| \| \| \| \| \| \| \| \| \| \| \| \| \| \| \| \| \| \| \| Karlo II. Austrijski (1540.–1590.) \| \| \| \| \| \| \| \| \| \| \| \| \| \| \| \| \| \| \| \| \| \| \| \| \| \| \| \| \| \| \| \| \| \| \| \| \| \| \| \| \| \| \| \| \| \| \| \| \| \| \| \| \| \| Ana Jagelović (1503.–1547.) \| \| \| \| \| \| \| \| \| \| \| \| \| \| \| \| \| \| \| \| \| \| \| \| \| \| \| \| \| \| \| \| \| \| \| \| \| \| \| \| \| \| \| \| \| \| \| \| \| \| \| \| \| \| Margareta Austrijska (1584.–1611.) \| \| \| \| \| \| \| \| \| \| \| \| \| \| \| \| \| \| \| \| \| \| \| \| \| \| \| \| \| \| \| \| \| \| \| \| \| \| \| \| \| \| \| \| \| \| \| \| \| \| \| \| \| \| Albert V. Bavarski (1528.–1579.) \| \| \| \| \| \| \| \| \| \| \| \| \| \| \| \| \| \| \| \| \| \| \| \| \| \| \| \| \| \| \| \| \| \| \| \| \| \| \| \| \| \| \| \| \| \| \| \| \| \| \| \| \| \| Marija Ana Bavarska (1551.–1608.) \| \| \| \| \| \| \| \| \| \| \| \| \| \| \| \| \| \| \| \| \| \| \| \| \| \| \| \| \| \| \| \| \| \| \| \| \| \| \| \| \| \| \| \| \| \| \| \| \| \| \| \| \| \| Ana Austrijska (1528.–1590.) (1528.–1590.) \| \| \| \| \| \| \| \| \| \| \| \| \| \| \| \| \| \| \| \| \| \| \| \| \| \| \| \| \| \| \| \| \| \| \| \| \| \| \| \| \| \| \| \| \| \| \| \| \| \| \| \| |                                                            |  |  |  |  |  |  |  |  |  |  |  |  |  |  |  |
| |                                                            |  |  |  |  |  |  |  |  |  |  |  |  |  |  |  |
| | Charles IV de Bourbon (1489.–1537.)                        |  |  |  |  |  |  |  |  |  |  |  |  |  |  |  |
| |                                                            |  |  |  |  |  |  |  |  |  |  |  |  |  |  |  |
| |                                                            |  |  |  |  |  |  |  |  |  |  |  |  |  |  |  |
| | Antun od Bourbona (1518.–1562.)                            |  |  |  |  |  |  |  |  |  |  |  |  |  |  |  |
| |                                                            |  |  |  |  |  |  |  |  |  |  |  |  |  |  |  |
| |                                                            |  |  |  |  |  |  |  |  |  |  |  |  |  |  |  |
| | Françoise d'Alençon (1490.–1550.)                          |  |  |  |  |  |  |  |  |  |  |  |  |  |  |  |
| |                                                            |  |  |  |  |  |  |  |  |  |  |  |  |  |  |  |
| |                                                            |  |  |  |  |  |  |  |  |  |  |  |  |  |  |  |
| | Henrik IV. Francuski (1553.–1610.)                         |  |  |  |  |  |  |  |  |  |  |  |  |  |  |  |
| |                                                            |  |  |  |  |  |  |  |  |  |  |  |  |  |  |  |
| |                                                            |  |  |  |  |  |  |  |  |  |  |  |  |  |  |  |
| | Henri II. Navarski (1503.–1555.)                           |  |  |  |  |  |  |  |  |  |  |  |  |  |  |  |
| |                                                            |  |  |  |  |  |  |  |  |  |  |  |  |  |  |  |
| |                                                            |  |  |  |  |  |  |  |  |  |  |  |  |  |  |  |
| | Ivana III. Navarska (1528.–1572.)                          |  |  |  |  |  |  |  |  |  |  |  |  |  |  |  |
| |                                                            |  |  |  |  |  |  |  |  |  |  |  |  |  |  |  |
| |                                                            |  |  |  |  |  |  |  |  |  |  |  |  |  |  |  |
| | Margareta od Angoulêmea (1492.–1549.)                      |  |  |  |  |  |  |  |  |  |  |  |  |  |  |  |
| |                                                            |  |  |  |  |  |  |  |  |  |  |  |  |  |  |  |
| |                                                            |  |  |  |  |  |  |  |  |  |  |  |  |  |  |  |
| | Luj XIII. Francuski (1601.–1643.)                          |  |  |  |  |  |  |  |  |  |  |  |  |  |  |  |
| |                                                            |  |  |  |  |  |  |  |  |  |  |  |  |  |  |  |
| |                                                            |  |  |  |  |  |  |  |  |  |  |  |  |  |  |  |
| | Kozimo I. de' Medici (1519.–1574.)                         |  |  |  |  |  |  |  |  |  |  |  |  |  |  |  |
| |                                                            |  |  |  |  |  |  |  |  |  |  |  |  |  |  |  |
| |                                                            |  |  |  |  |  |  |  |  |  |  |  |  |  |  |  |
| | Franjo I. de' Medici (1541.–1587.)                         |  |  |  |  |  |  |  |  |  |  |  |  |  |  |  |
| |                                                            |  |  |  |  |  |  |  |  |  |  |  |  |  |  |  |
| |                                                            |  |  |  |  |  |  |  |  |  |  |  |  |  |  |  |
| | Eleonora od Toleda (1522.–1562.)                           |  |  |  |  |  |  |  |  |  |  |  |  |  |  |  |
| |                                                            |  |  |  |  |  |  |  |  |  |  |  |  |  |  |  |
| |                                                            |  |  |  |  |  |  |  |  |  |  |  |  |  |  |  |
| | Marija de' Medici (1575.–1642.)                            |  |  |  |  |  |  |  |  |  |  |  |  |  |  |  |
| |                                                            |  |  |  |  |  |  |  |  |  |  |  |  |  |  |  |
| |                                                            |  |  |  |  |  |  |  |  |  |  |  |  |  |  |  |
| | Ferdinand I. Habsburški (1503.–1564.)                      |  |  |  |  |  |  |  |  |  |  |  |  |  |  |  |
| |                                                            |  |  |  |  |  |  |  |  |  |  |  |  |  |  |  |
| |                                                            |  |  |  |  |  |  |  |  |  |  |  |  |  |  |  |
| | Joana Austrijska (1547.–1578.)                             |  |  |  |  |  |  |  |  |  |  |  |  |  |  |  |
| |                                                            |  |  |  |  |  |  |  |  |  |  |  |  |  |  |  |
| |                                                            |  |  |  |  |  |  |  |  |  |  |  |  |  |  |  |
| | Ana Jagelović (1503.–1547.)                                |  |  |  |  |  |  |  |  |  |  |  |  |  |  |  |
| |                                                            |  |  |  |  |  |  |  |  |  |  |  |  |  |  |  |
| |                                                            |  |  |  |  |  |  |  |  |  |  |  |  |  |  |  |
| | Luj XIV. Francuski (1638.–1715.)                           |  |  |  |  |  |  |  |  |  |  |  |  |  |  |  |
| |                                                            |  |  |  |  |  |  |  |  |  |  |  |  |  |  |  |
| |                                                            |  |  |  |  |  |  |  |  |  |  |  |  |  |  |  |
| | Karlo V. Habsburški (1500.–1558.)                          |  |  |  |  |  |  |  |  |  |  |  |  |  |  |  |
| |                                                            |  |  |  |  |  |  |  |  |  |  |  |  |  |  |  |
| |                                                            |  |  |  |  |  |  |  |  |  |  |  |  |  |  |  |
| | Filip II. Španjolski (1527.–1598.)                         |  |  |  |  |  |  |  |  |  |  |  |  |  |  |  |
| |                                                            |  |  |  |  |  |  |  |  |  |  |  |  |  |  |  |
| |                                                            |  |  |  |  |  |  |  |  |  |  |  |  |  |  |  |
| | Izabela Portugalska (1503.–1539.)                          |  |  |  |  |  |  |  |  |  |  |  |  |  |  |  |
| |                                                            |  |  |  |  |  |  |  |  |  |  |  |  |  |  |  |
| |                                                            |  |  |  |  |  |  |  |  |  |  |  |  |  |  |  |
| | Filip III. Španjolski (1578.–1621.)                        |  |  |  |  |  |  |  |  |  |  |  |  |  |  |  |
| |                                                            |  |  |  |  |  |  |  |  |  |  |  |  |  |  |  |
| |                                                            |  |  |  |  |  |  |  |  |  |  |  |  |  |  |  |
| | Maksimilijan II., car Svetog Rimskog Carstva (1527.–1576.) |  |  |  |  |  |  |  |  |  |  |  |  |  |  |  |
| |                                                            |  |  |  |  |  |  |  |  |  |  |  |  |  |  |  |
| |                                                            |  |  |  |  |  |  |  |  |  |  |  |  |  |  |  |
| | Ana Austrijska (1549.–1580.)                               |  |  |  |  |  |  |  |  |  |  |  |  |  |  |  |
| |                                                            |  |  |  |  |  |  |  |  |  |  |  |  |  |  |  |
| |                                                            |  |  |  |  |  |  |  |  |  |  |  |  |  |  |  |
| | Marija Austrijska (1528.–1603.)                            |  |  |  |  |  |  |  |  |  |  |  |  |  |  |  |
| |                                                            |  |  |  |  |  |  |  |  |  |  |  |  |  |  |  |
| |                                                            |  |  |  |  |  |  |  |  |  |  |  |  |  |  |  |
| | Ana Austrijska (1601.–1666.)                               |  |  |  |  |  |  |  |  |  |  |  |  |  |  |  |
| |                                                            |  |  |  |  |  |  |  |  |  |  |  |  |  |  |  |
| |                                                            |  |  |  |  |  |  |  |  |  |  |  |  |  |  |  |
| | Ferdinand I. Habsburški (1503.–1564.)                      |  |  |  |  |  |  |  |  |  |  |  |  |  |  |  |
| |                                                            |  |  |  |  |  |  |  |  |  |  |  |  |  |  |  |
| |                                                            |  |  |  |  |  |  |  |  |  |  |  |  |  |  |  |
| | Karlo II. Austrijski (1540.–1590.)                         |  |  |  |  |  |  |  |  |  |  |  |  |  |  |  |
| |                                                            |  |  |  |  |  |  |  |  |  |  |  |  |  |  |  |
| |                                                            |  |  |  |  |  |  |  |  |  |  |  |  |  |  |  |
| | Ana Jagelović (1503.–1547.)                                |  |  |  |  |  |  |  |  |  |  |  |  |  |  |  |
| |                                                            |  |  |  |  |  |  |  |  |  |  |  |  |  |  |  |
| |                                                            |  |  |  |  |  |  |  |  |  |  |  |  |  |  |  |
| | Margareta Austrijska (1584.–1611.)                         |  |  |  |  |  |  |  |  |  |  |  |  |  |  |  |
| |                                                            |  |  |  |  |  |  |  |  |  |  |  |  |  |  |  |
| |                                                            |  |  |  |  |  |  |  |  |  |  |  |  |  |  |  |
| | Albert V. Bavarski (1528.–1579.)                           |  |  |  |  |  |  |  |  |  |  |  |  |  |  |  |
| |                                                            |  |  |  |  |  |  |  |  |  |  |  |  |  |  |  |
| |                                                            |  |  |  |  |  |  |  |  |  |  |  |  |  |  |  |
| | Marija Ana Bavarska (1551.–1608.)                          |  |  |  |  |  |  |  |  |  |  |  |  |  |  |  |
| |                                                            |  |  |  |  |  |  |  |  |  |  |  |  |  |  |  |
| |                                                            |  |  |  |  |  |  |  |  |  |  |  |  |  |  |  |
| | Ana Austrijska (1528.–1590.) (1528.–1590.)                 |  |  |  |  |  |  |  |  |  |  |  |  |  |  |  |
| |                                                            |  |  |  |  |  |  |  |  |  |  |  |  |  |  |  |
| |                                                            |  |  |  |  |  |  |  |  |  |  |  |  |  |  |  |

#### Tablični prikaz rodoslovnog stabla
| Pradjedovi i prabake                          | Pradjedovi i prabake               | Pradjedovi i prabake               | Pradjedovi i prabake              | Pradjedovi i prabake                       | Pradjedovi i prabake                       | Pradjedovi i prabake                             | Pradjedovi i prabake                             |
| --------------------------------------------- | ---------------------------------- | ---------------------------------- | --------------------------------- | ------------------------------------------ | ------------------------------------------ | ------------------------------------------------ | ------------------------------------------------ |
| Antun od Bourbona (1518.–1562.) (1518.–1562.) | Ivana III. Navarska (1528.–1572.)  | Franjo I. de' Medici (1541.–1587.) | Joana Austrijska (1547.–1578.)    | Filip II. Španjolski (1527.–1598.)         | Ana Austrijska (1549.–1580.)               | Karlo II. Austrijski (1540.–1590.)               | Marija Ana Bavarska (1551.–1608.) (1551.–1608.)  |
| Djedovi i bake                                |                                    |                                    |                                   |                                            |                                            |                                                  |                                                  |
| Henrik IV. Francuski (1553.–1610.)            | Henrik IV. Francuski (1553.–1610.) | Marija de' Medici (1575.–1642.)    | Marija de' Medici (1575.–1642.)   | Filip III. Španjolski (1578.–1621.)        | Filip III. Španjolski (1578.–1621.)        | Margareta Austrijska (1584.–1611.) (1584.–1611.) | Margareta Austrijska (1584.–1611.) (1584.–1611.) |
| Roditelji                                     |                                    |                                    |                                   |                                            |                                            |                                                  |                                                  |
| Luj XIII. Francuski (1601.–1643.)             | Luj XIII. Francuski (1601.–1643.)  | Luj XIII. Francuski (1601.–1643.)  | Luj XIII. Francuski (1601.–1643.) | Ana Austrijska (1601.–1666.) (1601.–1666.) | Ana Austrijska (1601.–1666.) (1601.–1666.) | Ana Austrijska (1601.–1666.) (1601.–1666.)       | Ana Austrijska (1601.–1666.) (1601.–1666.)       |
| Braća                                         |                                    |                                    |                                   |                                            |                                            |                                                  |                                                  |
| Luj XIV. Francuski (1638.–1715.)              |                                    |                                    |                                   |                                            |                                            |                                                  |                                                  |
| Filip I. Orléanski (1640.–1701.)              |                                    |                                    |                                   |                                            |                                            |                                                  |                                                  |

## Bizarno i neobično

### François Vatel i tragedija zbog kašnjenja ribe (1671.)
François Vatel, glavni dvorski kuhar u Château de Chantilly, zadužen za grandiozni banket za Luja XIV., navodno je počinio samoubojstvo 24. travnja 1671. kada je saznao da riba, nužna za gozbu od preko 2.000 gostiju, kasni. Prema pismima Madame de Sévigné, Vatel je u očaju skočio na mač – baš kad je riba konačno stigla. Bez obzira na popularne mitove, jezivi trenutak i njegova motivacija zabilježeni su u izvješćima suvremenika.

### Čovjek sa željeznom maskom (1669.–1703.)
Tajanstveni zatvorenik, poznat kao “Eustache Dauger” ili “Čovjek s željeznom maskom”, zatvoren je, pod strogim režimom, po nalogu Luja XIV. 1669. godine. Vjeruje se da je bio povezan s kraljevskom obitelji, a postoje i spekulacije da je bio kraljev brat. Dauger je navodno bio sluga Nicolasa Fouqueta, a nakon Fouquetova pada 1661., zatvoren je pod izuzetnim mjerama tajnosti — ni Louvois, ni Saint-Mars, ni liječnici nisu znali njegov identitet. Bio je ekstremno dobo izoliran: prevožen pod maskom od baršuna, u četiri različite tvrđave, nikad mu se nije vidjelo lice, a nitko nije znao njegovo pravo ime – čak ni mnogi čuvari. Umro je u Bastilli 1703. Misterij ostaje neotkriven.

### Afrički slon u Versaillesu i kraljevska disekcija (1668.–1681.)
Slonica iz Konga stigla je kao diplomatski poklon portugalskog kralja Pedra II. i živjela je u menageriji Versaillesa od 1668. do 1681. Dnevnica joj je uključivala 36 kg kruha, 12 L vina, povrtnom juhom i travom. Jednom prilikom slon je slučajno ranjen i, prema legendi, spašen dizalicom – sam kralj je naručio njegov sanitet i podizanje. Nakon smrti, slonica je bila disecirana u prisustvu kralja. 

### Afera otrova, crne mise i urota (1679.–1682.)
U razdoblju između 1679. i 1682. trajala je tzv. Afera otrova – istraga koja je otkrila mrežu trovanja, magije, urota, ubojstava, crnih misa i otrovnih pripravaka. Uhićeno je 319 osoba, održano 210 sudskih postupaka, a 36 osumnjičenih pogubljeno, uključujući čuvenu trovačicu Catherine La Voisin. Zabilježene su izrade i prodaja ljubavnih napitaka, otrova i “nasljednog praha” korisnih za ubojstva i intrige među aristokracijom i svećenicima. 
Među optuženicima pojavile su se i kraljeva ljubavnica, iako nikad kažnjena, Madame de Montespan te svećenik Étienne Guibourg, a dokumenti navode upotrebu elemenata poput “cvjetova, ljudske kose, urina i sjemena” u zlokobnim ritualima. Svećenik Étienne Guibourg navodno je sudjelovao u obredima nad tijelima golih žena i ubijene dojenčadi tijekom crnih misa naručenih na dvoru. Afera je kulminirala spaljivanjem poznate trovačice i gatare Catherine La Voisin u veljači 1680.

### Zabrana oštrica na dvoru (1669.)
Kako bi spriječio nasilje među plemstvom, Luj XIV. je još 1669. naredio da se oštrice dvoranskih noževa obavezno zabruše – dekorativna rezanja su postala simbolična oružja, a kralj je odlučno ukinuo tu praksu.

### Disekcijsko kazalištepred kraljem (1681.)
Disekcija slonice održana je kao spektakl: životinja je bila postavljena na podij, a anatomi Joseph Duverney, Claude Perrault i Charles de La Hire vodili su otvorenu analizu dijelova slonice uz pitanja i prisustvo samog kralja.
Anatom Joseph-Guichard Duverney vodio je disekciju afričke slonice 1681. u Versaillesu. Nakon smrti, njezino tijelo je javno disecirano u prisustvu članova Francuske kraljevske akademije znanosti i Luja XIV. osobno. Događaj zabilježen u publikaciji Akademije znanosti još 1681. Među nazočnima i sudionicima disekcije bili su poznati anatomi: Claude Perrault, Duverney i Charles de La Hire. Disekcija je bila svojevrsni spektakl i odvijala se gotovo kao kazališni događaj organiziran od strane Kraljevske akademije znanosti kako bi potaknula usporednu anatomiju. Bila je to iznimno detaljna studija za svoje vrijeme, a kostur slonice se danas nalazi u Prirodoslovnom muzeju u Parizu.

### Osobna higijena
Jedan od najčešćih mitova o Luj XIV. tvrdi da se kupao samo dva ili tri puta u životu. Iako je istina da su u to doba vodene kupke bile rijetkost zbog uvjerenja da voda otvara pore i omogućava ulazak bolesti, Luj XIV. ipak nije zanemarivao higijenu prema tadašnjim standardima. Oko 1670. u Versaillesu je dao urediti privatnu kupaonicu s više kada – jednu za sapunanje i ribanje, drugu za ispiranje, te poseban prostor za parfimiranje tijela i masaže. Redovito je koristio ručnike natopljene alkoholom i parfimirane platnene maramice za svakodnevno brisanje tijela. Njegovi liječnici bilježe i upotrebu „suhe kupke” s mirisnim puderima i biljem, a najviše je inzistirao na čestom mijenjanju posteljine i odjeće, što je u to vrijeme bio znak čistoće.

### Medicinska drama i kraljevska himna
Luj XIV. bolovao je od bolne analne fistule, koja mu je dijagnosticirana 1685. godine. Nakon brojnih pokušaja liječenja, odlučeno je da se provede operacija – bez anestetika. Kirurg Charles-François Félix de Tassy uspješno je izveo zahvat 18. studenog 1686., nakon čega je kralj zatražio da se isti kirurg koristi za slične probleme kod drugih dvorjana. Oporavak kralja bio je nacionalni događaj, slavljen pjesmama, molitvama i službama. Jedna od skladbi posvećenih njegovom ozdravljenju, Veliki Bože, spasi kralja (fr. Grand Dieu, sauve le roi), postala je preteča britanske himne “God Save the King”.

### Bizaran desert
Tijekom jednog svečanog objeda u Versaillesu, dok se služio desert, kroz prozor je iznenada bačen nepoznati paket. Dvorjani su bili šokirani, no kralj je ostao hladnokrvan i duhovito komentirao humorističnim dvosmislenim komentarom da je to vjerojatno „nečija izgubljena resica” („frange”). Kralj je tom šalom umanjio značaj incidenta i pokazao svoju sposobnost da dominira situacijom kroz duhovitost i ravnodušnost, što je bilo visoko cijenjeno na njegovom dvoru. Ova epizoda ušla je u anegdote o njegovoj samouvjerenoj smirenosti u neugodnim situacijama. 

### Sličnog duha: pojeden kraljevski organ
U 19. stoljeću, ekscentrični engleski geolog, svećenik i dekan Christ Church koledža u Oxfordu, William Buckland, poznat po izjavi da želi „pojest barem zalogaj svakog bića na svijetu”, tvrdio je da je u sklopu jednog privatnog okupljanja pojeo mumificirano srce Luja XIV. Srce je bilo balzamirano i čuvano u urni, a Buckland je navodno prst umočen u prašinu s dna urne stavio u usta „u znanstvene svrhe”.

### Ogromna crijeva i kraljevski apetit
Obdukcijski izvještaj nakon smrti Luja XIV. navodi da je njegov želudac bio izvanredno velik – dvostruko veći od prosječnog. Kralj je bio poznat po nevjerojatnom apetitu: doručak bi započinjao s nekoliko tanjura juhe, zatim bi jeo cijele pečene patke, prepelice, nekoliko vrsta mesa (šunka, jarebica), tvrdo kuhana jaja, gljive, salatu i svježe voće. Često bi nakon obilnog objeda ponovno večerao kasno navečer. Njegov liječnik Fagon bezuspješno je pokušavao ograničiti kraljevu dijetu.

### Zakon noževa
Godine 1669., zabrinut zbog učestalih incidenata i tuča među plemstvom za vrijeme svečanosti i večera, Luj XIV. izdao je kraljevsku uredbu kojom je naredio da se svi dvoranski noževi preprave s tupo zaobljenim vrhovima. Na taj je način spriječio njihovu upotrebu kao oružja u afektivnim ispadima. Ova odluka kasnije se proširila i na javne konvencije, čime su noževi tupih vrhova postali nova norma u francuskom društvu.

### Jednooka intima
Još kao adolescent, Luj XIV. je imao intimnu edukaciju koju mu je navodno pružila Catherine-Henriette Bellier, poznata kaoLa Cateauili Jednooka Kate Bila je dvorska dama njegove majke i, prema suvremenim tračevima i dvorjanskim dnevnicima, kraljičinom odlukom postala je kraljev “upravitelj u stvarima ljubavi” kako bi mladi kralj stekao samopouzdanje u seksualnim odnosima. Taj dogovor, iako danas djeluje bizarno, bio je u skladu s dvorskim običajima koji su spajali političku kontrolu s tjelesnom inicijacijom.

### Palača smrada i sjaja
Versailles je, u zenitu svoje slave, bio i remek-djelo barokne arhitekture i kaotično leglo nečistoće. Palača je imala stotine prostorija, ali većinu Lujeve vladavine bila je bez funkcionalne kanalizacije. Nisu postojali toaleti u današnjem smislu. Plemići su urinirali u kamine, iza zastora ili po hodnicima. Noćne posude su se prelijevale, a njihovi su se sadržaji izlijevali kroz prozore – ravno u vrtove ili dvorišta.
Smrad je bio, prema svim svjedočanstvima, nepodnošljiv. Posjetitelji su padali u nesvijest od zadaha. Versailles je doslovno bio natopljen parfemima. Ljudi su se polijevali jakim mirisima, pudrali perike i mazali guste pomade s mošusom. Ipak, parfemi rijetko su mogli prikriti smrad znoja, urina, izmeta i truleži koji je prožimao pozlaćene hodnike.
Paradoksalno, kupanje se smatralo opasnim. Liječnici su tada vjerovali da voda otvara pore i time omogućava ulazak bolesti u tijelo. Sam Luj XIV. navodno je tvrdio da se tijekom života okupao tek tri puta — jedanput slučajno. Umjesto pranja, dvorjani su često mijenjali platnene košulje, vjerujući da je to dostatna higijena.

### Dvor opsjednut ritualima
Luj XIV. je svu političku moć usmjerio prema sebi, usvojivši Sunce kao svoj osobni simbol i pretvorivši Versailles u kazalište moći u kojem je on neprekidno igrao glavnu ulogu. Njegova dnevna rutina, tzv. lever (jutarnje ustajanje), bila je strogo kodificiran događaj. Deseci dvorjana prisustvovali su njegovu buđenju, pranju, oblačenju i doručku. Sama čast da mu se dodaje košulja bila je povlastica rezervirana za najvišeg plemića prisutnog u sobi.
Ta ista ceremonijalna rigidnost obuhvaćala je sve aspekte života. Kraljevi obroci bili su javni događaji s precizno propisanim bontonom. Plemić je mogao godinama čekati priliku da mu dodaje ubrus. Svaki pogled, svaki pokret bio je natopljen simbolikom i hijerarhijom. Moć se mjerila blizinom kraljevskom tijelu.

### Neutaživ apetit i beskrajne gozbe
Unatoč svom kraljevskom držanju, Luj XIV. imao je legendaran apetit. Njegove večere bile su golemi spektakli, s četiri ili više bogatih slijedova, od kojih je svaki sadržavao desetke jela. Kralj je bez problema gutao cijele kokoši, jarebice i hrpe kamenica. Nakon toga bi uslijedilo voće, tartovi i slatka vina.
Zbog toga je često patio od zatvora, gihta i probavnih tegoba, a kraljevski liječnici redovito su ga puštali na krv. Liječenje koje je primao bilo je duboko ukorijenjeno u srednjovjekovnoj medicini: propisivali su mu klizme, pijavice i živu — često pogoršavajući njegovo stanje.

### Usta trule veličanstvenosti
Godine 1685. Luj je ostao bez svih zubi — navodno zbog jake apscesne infekcije. Nažalost, rana moderna dentalna medicina više je nalikovala mučenju nego liječenju. Vađenje zubi obavljalo se bez anestezije, a postupak mu je razderao nepce, ostavivši rupu koja mu je trajno otežavala govor i žvakanje. Zadah mu je bio zloglasan, a hrana mu je često curila iz usta.
Usprkos tome, nastavio je sudjelovati u javnim ceremonijama i predsjedavati dvorskim ritualima, nikada ne dopuštajući da tjelesna slabost naruši njegov božanski imidž.

### Kazalište izmeta i etikete
Iako je Versailles blistao od lustera i ogledala, iza kulisa bio je prostor neskrivenih tjelesnih funkcija. Ljudi su se olakšavali po stubištima. Smrad neopranih tijela i prepunih posuda širio se hodnicima. Psi su slobodno lutali i vršili nuždu posvuda. Sluge su neprestano čistile, ali nisu uspijevale držati korak s kaosom.
Čak su i kraljeve nužde bile ritualizirane. Luj XIV. koristio je chaise percée – tapecirani prijestol-komodu postavljen u njegovim privatnim odajama. Dvorjani su prisustvovali čak i tim trenucima, nadajući se kraljevoj naklonosti. Zabilježeno je da je jedan dvorjanin komentirao kraljevu stolicu u stvarnom vremenu.
Privatnost se smatrala asocijalnom, čak i subverzivnom. Plemići su se nadmetali tko će gledati kralja kako vrši nuždu. Tajnovitost je bila za zločince – izloženost za vladare.

### Neumoljiva taština Kralja Sunca
Luj XIV. bio je opsjednut svojim izgledom. Nosio je visoke potpetice (naravno, crvene), raskošne perike i stegnute, ukrašene kapute. Od slikara i pisaca zahtijevao je da ga idealiziraju — nikada ne prikazujući njegove bolesti ni starost.
Unatoč deformacijama uzrokovanima kirurškim zahvatima i bolešću, inzistirao je da bude viđen kao vječno snažan. Ogledala u Versaillesu bila su strateški postavljena kako bi reflektirala njegov lik. Čak i u posljednjim godinama, kada je jedva hodao, nastavio je plesati u baletima i pojavljivati se u punom kraljevskom ruhu.

### Dvor spletki, otrova i izopačenosti
Versailles je bio žarište spletki, preljuba, a povremeno i ubojstava. Afera s otrovima 1670-ih razotkrila je mrežu aristokrata koji su se bavili crnom magijom, ljubavnim napicima i zavjerama za ubojstva. Nekolicina plemića je pogubljena ili zatvorena, a čak je i kraljeva ljubavnica Madame de Montespan bila osumnjičena – iako nikada nije kažnjena.
Kralj je imao više od dvanaest izvanbračne djece, a njegove su ljubavnice bile javno prikazivane i tretirane gotovo kao kraljice. Istovremeno, iako je homoseksualnost bila službeno osuđivana, ona je bujala među dvorjanima. Kraljev brat, Vojvoda od Orléansa, otvoreno je održavao veze s muškarcima.